# 온양 방씨
온양 방씨(溫陽方氏)는 충청남도 아산시를 관향으로 하는 한국의 성씨이다.

## 기원
방(方)씨는 중국 허난성에서 계출된 성씨이며, 주나라 선왕 때 공신(功臣)으로 경사(卿士)를 지낸 방숙(方叔)의 후예이다. 염제 신농씨(神農氏)의 11세손이자 유망황제(楡罔皇帝)의 장남인 방뢰(方雷)가 하남성(河南省) 방산(方山) 지방을 봉토(封土)로 받으며 방(方) 성(姓)의 비조(鼻祖)가 되었다.
방뢰(方雷)의 134세손인 방지(方智,方千慶, 호:月峯)가 당나라 한림학사로서 669년 나당동맹(羅唐同盟)의 문화사절로 신라에 동래하였다.
중시조 방운(方雲)이 고려 개국에 공을 세워 좌복야(左僕射)에 올랐으며, 993년(성종 12년) 거란이 침입했을 때 공훈을 세워 온수군(溫水君)에 봉해졌다.
- 비조(鼻祖) 방뢰(方雷)로부터 온양방씨 시조(始祖) 월봉(月峯) 방지(方智)까지 세계(世系)[1]

| 1世 | 2   | 3      | 4    | 5   | 6      | 7    | 8      | 9   | 10     | 11   | 12   | 13   | 14    | 15             | 16             | 17             | 18  | 19  | 20  |
| 雷  | 明  | 璣     | 倉   | 昌  | 範     | 神   | 福     | 善  | 覺(爵) | 嵩   | 辨   | 張   | 高    | 蒨             | 信             | 潜             | 禧  | 曉  | 昻  |
| 21  | 22  | 23     | 24   | 25  | 26     | 27   | 28     | 29  | 30     | 31   | 32   | 33   | 34    | 35             | 36             | 37             | 38  | 39  | 40  |
| 燮  | 慶  | 禮     | 歡   | 道  | 懸     | 幹   | 天期   | 緖  | 圓     | 象   | 嵩   | 喬   | 岳    | 巖             | 禺             | 高角           | 皇  | 陶  | 煥  |
| 41  | 42  | 43     | 44   | 45  | 46     | 47   | 48     | 49  | 50     | 51   | 52   | 53   | 54    | 55             | 56             | 57             | 58  | 59  | 60  |
| 黎  | 霜  | 鴻     | 俊   | 回  | 顯     | 千期 | 相     | 越  | 丹     | 砂   | 瑾   | 宇   | 翽    | 津雲           | 朗             | 崇             | 康  | 術  | 曇  |
| 61  | 62  | 63     | 64   | 65  | 66     | 67   | 68     | 69  | 70     | 71   | 72   | 73   | 74    | 75             | 76             | 77             | 78  | 79  | 80  |
| 灼  | 察  | 豈(起) | 羅   | 調  | 運     | 玩   | 結     | 遠  | 尙     | 履   | 劉   | 毅   | 威    | 統             | 渾             | 璋             | 叡  | 譽  | 梵  |
| 81  | 82  | 83     | 84   | 85  | 86     | 87   | 88     | 89  | 90     | 91   | 92   | 93   | 94    | 95             | 96             | 97             | 98  | 99  | 100 |
| 倫  | 琛  | 論(諭) | 景晹 | 溢  | 假(段) | 禮   | 謄(騰) | 佐  | 叔     | 擒   | 禇   | 固   | 元    | 傑             | 翺             | 豹             | 遼  | 瑤  | 韻  |
| 101 | 102 | 103    | 104  | 105 | 106    | 107  | 108    | 109 | 110    | 111  | 112  | 113  | 114   | 115            | 116            | 117            | 118 | 119 | 120 |
| 瑫  | 鎖  | 朴     | 瓊   | 約  | 靈     | 格   | 忻     | 偉  | 望     | 紘   | 碓   | 儲   | 洪    | 文亮           | 倫             | 祚             | 隨  | 伸  | 孚  |
| 121 | 122 | 123    | 124  | 125 | 126    | 127  | 128    | 129 | 130    | 131  | 132  | 133  | 134世 | 134世          | 134世          | 134世          |     |     |     |
| 初  | 逢  | 皓     | 苗   | 禇  | 達     | 引文 | 道屬   | 聰  | 分興   | 世雄 | 道明 | 君講 | 讚    |                |                |                |     |     |     |
| 初  | 逢  | 皓     | 苗   | 禇  | 達     | 引文 | 道屬   | 聰  | 分興   | 世雄 | 道明 | 君講 | 智    | 온양 방씨 시조 | 온양 방씨 시조 | 온양 방씨 시조 |     |     |     |

## 역사
시조 방지(方智,方千慶)가 당(唐)나라 한림학사(翰林學士)로서 669년(당 총장 2년) 나당동맹(羅唐同盟)의 문화사절(文化使節)로 신라에 동래(東來)하여 설총(薛聰)과 함께 구경(九經)의 회통(會統)을 국역하였고, 장씨(張氏)와 혼인하여 가유현(嘉猷縣: 현 경상북도 문경시 산양면)에 정착하였다. 시조 방지의 묘(墓)는 울산광역시 울주군 두동면 봉계리에 있다.
중시조 방운(方雲)이 고려 개국에 공을 세워 대장군(大將軍)을 거쳐 좌승지(左承旨), 지성사(知省事) 등을 역임한 후 좌복야(左僕射)에 이르렀으며, 993년(성종 12) 거란(契丹)이 침입했을 때 공훈을 세워 배방산(拜方山) 일대를 봉토(封土)받고 온수군(溫水君)에 봉해졌다.
2세 방중탁(方仲鐸)이 목종 때 도첨의 정승(都僉議政丞)을 지냈고, 3세 방휴(方休)가 현종 때 중랑장(中郞將)을 지냈으며, 6세 방유(方裕)는 숙종 때 문과(文科)에 급제하고 추밀원 직학사(樞密院直學士)를 거쳐 문하시랑(門下侍郞)에 이르렀다. 7세 방재(方宰)가 대호군(大護軍)을 지내고, 9세 방희진(方曦進)이 대제학(大提學)에 오르면서 고려조에 대대로 벼슬을 하였다.
12세 방우선(方于宣)이 1269년(고려 원종 10년) 국자시(國子試)에 장원급제하고 1311년(충선왕 3년) 평양부윤(平壤府尹)이 되어 안정도존무사(安定道存撫使)를 겸하였다.
15세 방순(方恂)이 1362년(고려 공민왕 11년) 문과에 급제하여 판전교시사 등을 지내다가 조선이 건국되자 예조참의에 임명되었으나 동료인 이집(李集)과 더불어 숯골에 은둔하며 고려에 대한 충절을 지켰다. 방순의 손자 방강(方綱)이 1447년(세종 29년) 문과(文科)에 급제하고, 1454년(단종 2) 승정원(承政院) 좌승지(左承旨)에 올랐으며, 성종 때 성균관전적(成均館典籍)을 지냈다.
20세 방유령(方有寧)이 1489년(성종 20년) 문과에 급제하여 대사간(大司諫), 이조참판(吏曹參議), 대사헌(大司憲) 등을 역임하고, 1520년 병조판서(兵曹判書)에 이르렀다.
계림군(雞林君) 방윤(方輪)의 아들 방호의(方好義)는 세종(世宗)의 넷째 아들인 임영대군(臨瀛大君)의 손자 봉산군 이돈(鳳山君 李敦)의 딸과 혼인하여 1514년 사헌부지평(司憲府持平)를 거쳐 병마절도사(兵馬節度使)를 역임하고, 1554년(명종9년) 정2품 지돈녕부사(知敦寧府事)와 동지중추부사(同知中樞府事)에 이르렀다.
방호의의 손자 방덕룡(方德龍)은 1588년(선조 21년) 무과에 급제하고 낙안군수로 재직할 때 이순신의 선봉으로 노량해전에서 분전하다가 전사하여 형조참의에 추증되고, 선무원종공신(宣武原從功臣) 2등에 녹훈되었다. 이순신 장군의 처가도 방(方)씨였으며, 이순신은 보성군수를 지낸 장인 방진(方震)의 후원으로 무과에 급제하였다.
조선 정조 때 무과에 급제한 방우정(方禹鼎)은 서정군(西征軍)의 좌초관(左哨官)으로 홍경래의 난을 진압하여 병조참판에 추증되었으며, 《서정일기(西征日記)》를 저술하였다.

英祖大王 甲午 受敎文
溫陽方氏 13世 版圖判書公 諱 曙의 後孫이며,
20世 縣監公 諱 태일(泰一) 할아버님 後孫인,
28世 태삼(泰三)과 석삼(碩三, 일휘 光三) 할아버지께서 禮曹에서 1774년 受給함.
온양방씨 정체성을 확인해주는 수교문
(한자 원문)
1.
禮曹爲謄本給事 東方初無 方姓矣
皇朝人 方智以 翰林學士 始來于東
國倡絶學 扶頹綱以 方語解 九經
義 訓導 后生又以 俚言 制吏札 變
東夷之貿風 廻中華之 舊化學
2.
士之 道學德業 孰不景仰也哉及我
列聖朝以來 有方學士后裔 勿爲
侵役事 屢有 受敎 越在戊
寅七月初五日 大臣 備局堂上 引見
入侍時 司諫臣 柳健 所啓內臣
3.
於年前 待罪湖邑時聞 有沿海
各邑 事關民弊者 故 敢此仰達矣
皇朝人後裔 勿爲侵役者 卽
朝家 所以視凡民 稍別 而優恤 遠
人之盛意也 目今 軍校 混及於
4.
右人子孫 豈不有乖於矜恤之本
意耶哉 且海曲窮民 不得趂出公
文 而該曹亦不詳加査閱 因循不址者
間多有之 而設立均廳 變通民役之
日 使此輩 未蒙 朝家一視之澤
5.
獨抱向隅 呼寃之歎 誠可哀矜 臣 以爲
分付該曹 量減雜役 而使之有別於凡
民 以示存恤之德意 恐 合事宜矣
上曰 此事 今聞所奏 其誠是矣 皇
朝人 其宜顧恤 而有此侵漁之弊云
6.
各道 皇朝人子孫 作爲成冊 一件
置諸本道 一件 置諸該曹 每於歲
末 該曹 問于本道 若有充守軍校
及雜役之事 則當該守令 施以制
書 有違之律 卽爲制罷 而噫 彼
7.
皇朝人後裔 所貴自別 而反不如本國
之民乎 此非列聖朝顧恤之德義
侵漁之弊 永爲除減 其所成冊 亦爲
昭詳擧行 而其犯守令 亦爲隨現勘
處 禮曹亦不可不顧 此擧行事 傳敎
8.
是白薔乎 嵐於先朝 深軫無告之
情 特降申諭之音 遍飭諸道此寔
出於闡揚之大義 推及遺氓之 聖
意 敎是如乎 皇朝人子孫之散
在各處者 朝家隱恤 逈出尋
9.
常 前后飭敎 不驕惇複 而近來
營邑 不能留心奉行軍校之役糶
糴之弊混及此人 其在惠恤之政
豈可成設乎 一依受敎 改其名
號帳以籍 邑誌一体釐正凡于 雜
10.
役 切勿侵責爲乎矣 若或不遵
朝人之邑 如可致有現發 在則 難
免違制之律除 尋尙脂念遵行
宜當向事 合下仰
照驗施行須至帖者
右
皇朝 翰林學士 方智後裔 泰三
碩三
所居官準此
甲午(西紀 一七七四年)   月   日
謄給
堂上
영조대왕 갑오 수교문(한글해석)
예조(禮曹)에서 등사하여주는 것이다.
동방에 처음에 方姓이 없었는데 황조인인 방지(方智)라는 분이 한림학사로 처음 동국으로 와서 끊어져 가는 학문을 이르키고 무너져가는 기강을 받들어세우며 또한 방언으로 구경의 뜻을 풀이하여 후생을 가르치고 俚言으로 향찰을 지어 동이의 풍속이 변하여 바뀌도록 하여 중화의 옛모습으로 돌이켰으니
학사의 도학과 덕업을 누가 우러러  받들고 존경하지 않으리오。
우리나라 여러 성조이래로 여러번 방학사의 후예들에게는 추호도 침범커나 부역시키지 말도록  교지를 누차 내린 일이 있다。
지난 무인년(戊寅年 一七五八年) 칠월 초오일 대신계급으로 비변사 당상관이 영조의 부름에 따라 어전에 들어가게 되었을 때 벼슬이 司諫인 류건(柳健)이 장계를 올린바에 의하면
<신(臣) 류건이 몇해전 죄(罪)를 짓고 호남지방에서 사면을 기다리고 있을 때 일입니다。 듣건대 바닷가 각읍민들이 민폐에 시달린다는 말을 들은 바있기 때문에 감히 그 사실을 우러러 사뢰나이다. 일찌기 황조인 후예들은 천역(賤役)에 침범되는 일이 없도록 하라고 유시한 것은 조정에서 그들로 하여금 범민보다 우대하여 대우하라는 뜻으로 먼 곳 사람을 우대하여 돕자는 거룩한 뜻이 아니겠습니까 그러나 지금 그 뜻과는 반대로 군교를 모집하는데 황조인의 자손까지 혼돈하여 미치게하는 것을 목도하건대 혼돈되게
황조인의 자손들까지 미치게되니 어찌 불쌍히 여겨서 구휼하라는 본래의 뜻에 어긋남이 있다고 아니 하겠습니까 또한 바닷가 외딴곳의 궁민(窮民)들은 나라에서 보내는 공문을 얻어 보지도 못할 뿐더러 또한 해당관리들도 미쳐 자세히 조사와 검열을 하지 않고 무관심한 한심한 일이 많이 있었음으로 고르고 올바른 균청을 설립하여 백성들의 호역을 변통하는 마당에 무성의한 오리(汚吏)들로 인하여 조정에서 하나같이 고루 그 은덕을 입게 하자는 혜택을 받지 못하고
홀로 구석진 곳을 향하여 원한을 부르짖는 탄식을 하고 있을 것이니 참으로 애긍(哀矜)하기 짝이없는 사실입니다
원컨대 신의 의견으로는 전하께서 해당관청에 분부하시어 재량껏 잡역을 감해 주어 이들 황조인으로 하여금 범민보다 낫도록 차별두게 하여 국가에서 구휼하는 덕의가 있다는 것을 엄연하게 보이시는 것이 사리에 마땅할 것으로 여겨집니다>
영조대왕께서 말씀하시기를 이 일은 사간의 장계대로 그 건의사항이 진실로 옳은 말이로다。 황조인의 자손은 마땅히 살펴서 구휼하라는 유시가 여러 임금께서 누차 내린 바 있음에도 불구하고 이렇게 침해하는 폐단이 아직도 있다고 하니 무엄한 일이로다。
이제부터 곧 황조인 자손들은 책자를 작성케 하여 한 건은 각도에 비치하고 한 건은 해당 관리에게 주어 매년 년말이 되면 해당 관청이 본도에 문의하도록 하라。 만일에 군교 및 잡역을 부과하는 일이 있게 되면 해당지역의 수령은 명령에 위반한 죄로 다스려 파면을 시킬 것이다.
슬프도다 저 황조인 자손은 특히 귀하게 여겨야 할 터인데 도리어 본국의 씨족만도 못하게 대우한단 말인가 이는  역대 임금의 사랑하고 구휼하였던 너그럽고 어진 뜻을 침해하는 폐단을 영원히 없애버리고 그 작성한 책자에 의하여 세밀히 살피고 또한 소상하게 거행하라.
그 령을 침범한 수령은 발각되는대로 처벌할 것이며 예조에서도 또한 그대로 거행해야 한다는 전교를 내리라。
이것을 엄히 거행할 것을 전교로 내리는 바이며 하물며 선조께서 길이 호소할 곳이 없는 궁한 백성들의 심정을 가슴 아프게 여겨 특별히 거듭 유시하여 널리 각도에 보낸 것이니 이것은 실로 대의를 밝혀 백성을 사랑하는 성의에서 비롯된 것이다。
황조인의 자손들로 각처에 흩어져 있는 자를 국가에서 마음 아프게 여기고 구휼하기를
특별히 하여 여러차례 임금님께서 교지를 신칙하였고 당부를 거듭하였건만 근래 들어 영읍에서 조심히 봉행치 못함으로 군교 부역과 환곡의 폐단이 혼돈되여 이사람들까지 미치니 그 것을 은혜를 베풀고 불쌍히 여기는 정치라고 말할 수 있으리오 일률적으로 하교를 받은대로 그 명칭을 고치고 장부와 호적과 읍지를 모두 바로잡아
모든 잡역에 관계되는 것은 침해하여 책임 지우지 말도록 하라。
만약 령을 따르지 않다가 발각되는 자가 있으면 명령을 어긴죄로 처벌을면치 못할것이니 예사롭게 여기지말고 두렵게 생각하여 준행하는 것이 마땅할 것이다。 당초에 상부에 조험하여 시행하라고 하였음으로 이 문서를 작성하는 것이다.
우(오른편)는
황조 한림학사 방지 후예 태삼
석삼 등이
거주 관청은 모두 여기에 준한다.
갑오(西紀 一七七四年)   월     일
등사하여 준다
당상
=================================================================
영조수교문 근거 사료.
비변사등록 영조34년(1758년) 7월 6일 기사
제목 : 司諫 柳健 등이 입시하여 向化人의 身役을 減하는 문제에 대해 논의함
연월일 : 영조 34년  1758년 07월 06일 (음)
(원문)
同日入侍時, 司諫柳健所懷, 臣於年前, 待罪湖邑時, 聞有沿海各邑事, 關民弊者, 故敢此仰達矣, 向化人之身役, 收布一疋者, 卽朝家所以視良民稍別, 而優恤遠人之盛德也, 目今良役, 減爲一疋, 而此輩則如前無減, 此豈不有乖於優恤之本意哉, 且良役則一家內三四, 父子竝役者, 有頉下之規, 而此輩則該曹一從案付, 逐名徵捧, 一家內雖十丁, 無一免焉, 而至於物故之類, 海曲愚氓, 不卽趁出公文, 而該曹亦不詳加査閱, 因循不頉者, 間多有之, 致有旣骨徵布之弊, 當此設立均廳, 變通民役之日, 使此輩未蒙朝家一視之澤, 而獨抱向隅呼冤之歎, 誠可哀矜, 臣以爲分付該曹, 量減身布, 使之有別於良民, 以示存恤之德意, 而一家內竝役及物故之類, 亦依良丁例, 一一釐正, 以革其弊, 恐合事宜矣, 上曰, 此事心竊非之, 今聞所奏, 其誠是矣, 至於皇朝人, 其宜顧助, 又何徵捧, 或曰, 捧此然後, 可免軍役云, 此不然, 噫國不亡之前, 其誰充定軍役於皇朝人乎, 各道皇朝人後, 作爲成冊, 一件置諸本道, 一件置諸備局, 每於歲末, 備局問于本道, 若有充定軍役之事, 當該守令, 施以制書有違之律, 竝與一束紙減除, 噫彼向化人, 國初之意, 則減布, 而今則反不若本國之民, 豈列朝顧恤之德意哉, 其所徵布, 在於百年之內, 今若一匹爲半匹, 此等倖門, 不可開於今日, 況其徵已久, 特爲蕩減, 其所成冊, 亦倣皇朝人例擧行, 而其犯守令, 亦爲隨現勘處, 意雖深矣, 禮曹亦不可不顧, 此亦民役給代, 令均廳擧行。 
(한글 번역)
◯ 같은 날 입시하였을 때에 사간 유건(柳健)이 아뢰기를,
“신(臣)이 연전에 호남을 관찰하고 있을 때에 연해(沿海)의 각 고을 일을 들었는데 백성의 일에 관계되고 백성의 폐단에 관계됨으로 감히 앙달하옵니다. 향화인(向化人)의 신역(身役)으로 베 한 필을 받은 것은 조정에서 양민과는 조금 구별하여 보는 것이며 먼 외방인(外邦人)을 너그럽게 돌봐주는 성덕(聖德)에서 그런 것입니다. 지금 양역(良役 ： 양민이 담당할 국역(國役))은 감하여 한 필로 되었는데 이들에게는 여전히 감해주지 아니하였으니 이 어찌 너그럽게 돌봐주던 본의에 어긋남이 아니겠습니까? 또한 양역은 한 집에 3~4부자(父子)가 모두 응역하는 자는 면제해 주는 규례가 있는데 이들에게는 해조에서 한결같이 안부(案付 ： 대장에 기록함)에 따라 매 명(名)마다 징봉(徵捧)하고, 한 집안에서 비록 10정(丁)이 있더라도 한 사람도 신역을 면제하지 않으며 물고(物故)된 무리에 있어서도 해변의 어리석은 백성이 곧 바로 공문을 내지 않아 해조(該曹)에서도 자세히 조사하고 열람하지 못하여 그대로 두고 사망으로 처리하지 않는 자가 간혹 많이 있어 이미 백골이 된 자에게 베를 받는 폐단이 있게 됩니다. 이렇듯 균역청을 설립하여 민역(民役)을 변통할 때에 이 무리로 하여금 조정에서 평등하게 대하는 혜택을 입지 못하고 홀로 향우(向隅 ： 좋은 기회를 만나지 못함)의 원통한 탄식을 안게 하니 참으로 가엾습니다. 신은 생각건대 해조에 분부하여 신포를 헤아려 감하여 양민과 구별하여 너그럽게 돌봐주는 덕의(德意)를 보이고, 한 집 안에서의 병역(並役)과 물고한 무리도 양정(良丁)의 예에 따라 일일이 시정하여 그 폐단을 바로 잡아주는 것이 사의(事宜)에 합당하다고 여겨집니다.”
하니, 임금이 이르기를,
“이 일은 마음에 잘못이라 여겼는데 이제 아뢴 바를 들으니 진실로 그러하다. 황조인(皇朝人)에 있어서는 마땅히 돌보아 주어야하는데 또 어떻게 징봉(徵捧)한단 말이야? 혹자는 ‘이 〈신포〉를 받은 뒤에라야 군역(軍役)을 면제할 수 있다’고 하는데 이는 그렇지 않다. 아, 나라가 망하기 전에 그 누가 황조인을 군역(軍役)에 충정하겠는가? 각 도(道)에서는 황조인의 후예(後裔)를 성책(成冊)으로 만들어 한 건은 본도에 비치하고 한 건은 비국에 비치하여 언제나 연말에 비국에서 본도에 사문하여 만일 군역에 충정한 일이 있으면 당해 수령은 제서유위율(制書有違律)로 시행하고, 아울러 일속(一束)의 종이까지도 제감(除減)하라. 아, 저 향화인은 국초(國初)에는 신포까지 감해주었는데 이제는 도리어 본국의 백성만 못하니 어찌 열성조의 돌보고 위로한 덕의(德意)라 하겠는가? 베를 거두게 된 것은 백 년 내에 있었던 일인데 이제 만일 한 필의 신포를 반 필로 한다면 이는 요행을 바라는 일이니 이러한 길을 오늘날에 틀수는 없고 더구나 베를 거둔 지 이미 오래되었으니 특별히 탕감하고 성책도 황조인의 예에 의방하여 거행하며 범한 수령도 적발되는 족족 감처(勘處 ： 죄를 심리하여 처리함)하라. 뜻은 비록 깊다고 하겠으나 예조도 돌아보지 아니할 수 없고 이것도 민역(民役)이니 급대(給代)는 군역청에 명하여 거행하게 하라.” 하였다.

## 분파
12세손 방우선(方于宣)이 1269년(고려 원종 10년) 국자시(國子試)에 장원급제하였고, 1311년(충선왕 3년) 평양부윤(平壤府尹)이 되어 안정도존무사(安定道存撫使)를 겸하였다. 온양 방씨는 문정공(文定公) 방우선(方于宣)과 그의 아우 방우번(方于蕃), 목사(牧師) 방득세(方得世)의 아들 대(代)인 13세손에서 7파로 갈라진다.
- 12세 방우선(方于宣)
  - 13세 장암공(莊岩公) 방서(方曙) - 판서공파(判書公派)
  - 13세 간의대부(諫議大夫) 방현(方玄) - 간의공파(諫議公派)
  - 13세 안렴사(按廉使) 방훤(方暄) - 안렴사공파(按廉使公派)
  - 13세 군위군(軍威君) 방적(方迪) - 태상경공파(太常卿公派) → 군위 방씨(軍威方氏)
- 12세 방우번(方于蕃)
  - 13세 방가달(方可達) - 대장군공파(大將軍公派)
- 12세 방득세(方得世)
  - 13세 평장사(平章事) 방신제(方臣悌) - 광록대부공파(光祿大夫公派)
  - 13세 방신우(方臣佑) - 상락부원군공파(上洛府院君派)[9]

7파 중에서도 특히 고려 충렬왕 때 대제학(大提學)을 역임한 방서(方曙)를 파조로 하는 판도판서공파가 온양 방씨의 대종으로서 주축을 이룬다. 상락부원군 방신우(臣祐)는 충렬왕 때 원나라에 들어가 평장정사(平章政事) 등의 요직을 지내고, 그뒤에도 원나라를 왕래하며 외교에 공헌하였다. 광록대부파의 파조 방신제(方臣悌)도 원나라에 가서 금자광록대부평장사(金紫光祿大夫平章事)를 지내고 중국에 정착하였다. 명나라의 대표적인 유학자 방효유(方孝孺)는 방신제의 5대손이다. 중국의 방씨원류역사연구회, 방씨전족통보이사회(方氏全族統譜理事會)와 한국의 온양방씨중앙종친회는 인적·물적 교류를 해오고 있다.
방씨의 본관은 온양(溫陽)을 비롯하여 상주(尙州), 군위(軍威), 신창(新昌) 등 26본이 문헌에 전해지나 동조동근(同祖同根)으로 온양으로 단일화되고 있다. 《국조방목(國朝榜目)》에서도 종전의 상주·신창·군위 방씨도 본관을 온양으로 기록하고 있다.

## 정재계 저명인
- 방휴(方休) : 방운(方雲)의 손자. 1010년(고려 현종(顯宗) 원년) 거란(契丹)의 2차 침입시 낭장(郎將)으로 공을 세워 평양성을 지켰으며,[11] 1018년 거란의 3차 침입시 강감찬(姜邯贊)의 지휘하에 지채문(智蔡文)등 여러 장수들과 함께 귀주대첩(龜州大捷)으로 승리하고, 1019년에는 중랑장(中郎將)이 되었다.
- 방오계(方吳桂) : 1075년(고려 문종(文宗) 29년) 호부상서(戶部尙書)에 올랐다.[12]
- 방유(方裕) : 고려 숙종(肅宗)조에 문과에 급제하고, 예종(睿宗)조에 추밀원직학사(樞密院直學士) 안렴사(按廉使) 동중서문하평장사(同中書門下平章事)를 했다. 사위는 정습명(鄭襲明)이다.[13]
- 방재(方宰) : 방유(裕)의 아들. 1135년(고려 인종(仁宗) 13년) 대호군으로 김부식(金富軾)과 함께 묘청의 난을 진압했다. 시호는 충숙(忠肅)이다.
- 방희진(方希進) : 호는 박재(博齋). 보명(譜名) 희진(曦進). 1175년(고려 명종 5년) 국자시에 급제하고 1177년에 빈공과(賓貢科)에 등과 후 양광도 관찰사를 거쳐 진현관대제학(大提學)과 상서령에 이르렀으며 숭록대부에 승품으로 올랐다.
- 방보(方甫, ? ~ 1271) : 밀성인(密城人)으로 1270년 고려의 원종이 대몽항쟁을 포기하고 강화(講和)하기로 함에 반발해 배중손(裵仲孫)이 이끄는 진도 삼별초(三別抄)에 호응하여 개국병마사(改國兵馬使)로 칭하며,[14] 밀성군(密城郡)을 중심으로 영남민(嶺南民)들을 규합하여 대몽항쟁을 계속하기로 했으나, 배신자 일선(一善) 현령(縣令)에게 죽임을 당한다.[15]
- 방우선(方于宣, 1253 ~ 1321) : 1269년(고려 원종 10년) 국자시에 장원급제하고, 1311년(충선왕 3년) 평양부윤(平壤府尹)이 되어 안정도존무사(安定道存撫使)를 겸하였다.[6]
- 방우번(方于蕃) : 문정공(文定公) 우선(于宣)의 동생이다. 정순대부(正順大夫) 통례원사(判通禮院事) 우문관제학(右文館提學) 지제교(知制敎)를 지냈다. 추밀원당후관(樞密院堂後官)과 문하평리(門下評理)를 지낸 김진(金轃,1339년생)이 외손자이다.[16]
- 방우정(方于楨) : 충선왕 3년(서기 1311년) 산신(山神)을 숭상하여 공경(公卿) 사서(士庶)가 모두 친히 경기도 양주 감악산(紺岳山)에서 제사를 지냈는데, 지중문하사(知中門下事) 민유(閔儒)와 전소윤(前少尹) 김서지(金瑞芝)등도 감악산에 제사를 지내려고 장단진(두지진)을 건너다가 익사하게 되자, 사헌부 장령으로 그 폐해를 지적하여 충선왕에게 상소(上疏)하여 이를 금지했다.[17] 충숙왕 5년(서기 1318년) 왕명으로 한반도 남쪽 도선국사(道詵國師)가 삼한통일을 위해 창건했던 3대 비보사찰(裨補寺刹)중의 하나인 경남 진해시 소재 용암사(龍巖寺) 중창(重創)을 시행하여 완공을 보았으며,  그해 11월 18일에 고려말 천태종의 원혜국사(圓慧國師)의 제자 무외국사(無畏國師) 정오(丁午)를 맞아 약 7일 동안 성대하게 낙성(落成) 법회(法會)를 열고 왕의 수(壽)와 복을 빌었다. 그러나 이 사찰은 지금 폐찰되여 부도와 석탑만이 있다. 용암사의 중창당시 왕명으로 대장경을 보수하여 새 전당과 새 창고 안에 안치하였다.[18]
- 방신우(方臣祐, 1267 ~ 1350) : 추성돈신양절공신(推誠敦信亮節功臣) 상락부원군(上洛府院君). 경상도 관성현(管城縣, 현 충북 영동)의 대대로 내려오던 사족(士族) 출신. 아버지는 상주목사 휘 득세(得世)이다. 1298년 충선왕조에 안평공주를 수행 원나라에 들어가 수원황태후(壽元皇太后)를 섬기고 벼슬이 평장원사(平章院事)에 올랐으며, 1298년 벽상삼한정광(壁上三韓正匡)이 되고, 충선왕조에 홍중희(洪重喜)의 무고를 원나라 황제에게 간하여 물리쳤으며 금자장경을 완성한 공으로 1310년 중모군(中牟君)에 올랐다. 1332년 고려에 돌아와 선흥사(禪興寺)를 수리했으며, 1342년 원나라로 들어가 이듬해 병을 얻고 1345년 경인(庚寅)년에 죽었다.[19]
- 방서(方曙, 1275 ∼ ? ) : 자(字)는 원명(源明) 시호(諡號)는 장헌(莊獻)으로 문정공(文定公) 휘 우선(于宣)의 아들이다. 봉익대부(奉翊大夫) 예문관제학(藝文館提學) 판도판서(版圖判書)직을 역임했다. 양녕대군(讓寧大君) 스승 경주(慶州)이씨 계림군(鷄林君) 이래(李來)의 부친 석탄공(石灘公) 이존오(李存吾)가 외손(外孫)이며,[20] 판전교시사(判典校寺事)와 강릉존무사(江陵存撫使)를 했던 순천(順天)김씨 김천호(金天晧)가 장인이다.[21][22][23]
- 방현(方玄) : 생몰년미상. 고려 충선왕(忠宣王)시 명경업과(明經業科) 등과, 간의대부(諫議大夫)를 지냈다. 간의공파 파조(派祖).
- 방훤(方暄) : 생몰년미상. 고려조 문과에 등과후 안렴사(按廉使)를 지냈다. 절손이 되었다.
- 방적(方迪) : 생몰년미상. 고려 충렬왕(忠烈王)시 태상경(太常卿)을 지냈다. 군공(軍功)으로 군위군(軍威君)을 봉(封) 받았다. 태상경파 파조
- 방언휘(方彦暉) : 아버지는 휘 서(曙). 자(字)는 달가(達可) 호는 국서(菊墅)[24]  또는 독락정(獨樂亭). 고려 충혜왕조 1342년 명경업과에 등과한 후 사인(舍人)을 거쳐 밀직원직학사(密直院直學士)를 지냈으며, 충목왕(忠穆王)의 국구(國舅, 장인)로 온천부원군(溫泉府院君)에 봉해졌다. 시호는 경숙(敬肅)이다.[25]
- 방천봉(方天奉) : 장헌(莊獻)공 휘 서(曙)의 아들이다. 공민왕 12년(1363년) 11월, 1359년(己亥년, 공민왕 8년) 대호군(大護軍)으로 정세운(鄭世雲)과 같이 홍건적(紅巾賊)을 토벌한 공으로 2등 공신(功臣)으로 녹훈됐다.[26]
- 방절(方節) : 1359년(공민왕8년) 기철(奇轍)을 제거한 공으로 2등 공신(功臣)으로 녹훈되고, 1363년(공민왕12년) 3월에는 개경을 수복한 공으로 경성수복공신 1등공신에 책봉되고, 온양부원군(溫陽府院君)에 봉해졌다.[27] 그해 11월에 1359년(공민왕8년) 홍건적을 물리친 공으로 2등 공신(功臣)으로 녹훈됐다.
- 방순(方恂) : 초명 방득주(方得珠). 호는 만송당(晩松堂) 시호(諡號)는 문의(文毅). 방언휘(彦暉)의 아들. 1362년(공민왕 31년) 삼봉(三峰) 정도전(鄭道傳)과 함께 문과에 등과하고,[28] 1369년 좌랑(佐郞)을 거쳐, 1375년 7월에는 정몽주와 장인 윤호(尹虎) 등과 같이 귀양을 가기도 했으나, 곧 복직되어 1376년 중서사인(中書舍人) 1377년 성균관 좨주(祭酒)를 거쳐 판전교시사를 한다. 조선이 건국되자 예조참의(禮曹參議)에 임명되었으나, 동료인 광주인(廣州人) 둔촌(遁村) 이집(李集)과 더불어 불사이군(不事二君) 충절을 지켜 숯골에 은둔중 붙잡혀 황해도(黃海道) 금촌(金村)서 죽음을 당했다. 후손들이 시신을 찾지못해 현 성남의 수정구 태평동에 의장(衣葬)한 것을 1969년 성남시 개발로 광주시 오포면 양벌리(陽筏里)로 이장하였다. 고려에 대한 충절을 지켜 순절(殉節)했으나, 아들 영화군(永華君) 휘 운실(芸實, 일휘 龍)과 손자 천(天)·용(龍)·언(彦)·택(澤)이 조선개국을 도우는 것은 막지 않았다. 부인은 조선 개국공신 파평인(坡平人) 윤호(尹虎)의 장녀와[29] 경주인(慶州人) 문정공(文靖公) 이달충(李達衷)의 차녀이고,[30] 딸은 숙녕택주(淑寧宅主)로 사위는 조선의 개국공신으로 영의정에 오른 의령인(宜寧人) 남재(南在)의 장남 남경문(南景文)이며, 외손자는 태종의 사위 의산군(宜山君) 남휘(南暉)이다.[31] 동방(同榜,1362년 문과 임인방) 도은(陶隱) 이숭인(李崇仁)이 문의공(文毅公)에게 보낸 시(詩) ‘방동년 생녀 희정(方同年 生女 戲呈)’이 도은집에 수록되어 있다.[32]
- 방여권(方與權, 1370년경-1425년경) : 효녕대군의 侍養父이며, 寧越辛氏 判書公派 신안보(辛安保)의 5촌. (손계영의 논문 ‘1434년 辛保安 妻 鄭氏 分財記 연구’ 및 세종실록36권, 세종 9년 6월 23일 경진 6번째기사 참조). 호조의랑(戶曹議郞)을 지냈다. 배우자는 안동(安東) 權氏(1427년 3월 사망). 변계량(卞季良,1369년생) 시문집 춘정집에 '의랑 방여권에게 드림(呈方議郞 與權)'이라는 시가 있다. 1413년(태종 13년) 의관(衣冠,사대부) 가문 출신으로 신흥세력들이 견제하여 허물을 만들어 처단하라고 간언하지만, 태종은 일언지하에 거절 했다.[33]
- 방효유(方孝孺, 1357 ~ 1402) : 자(字)는 희직(希直) 희고(希古), 호는 정학(正學) 또는 손지(遜志). 명(明)나라 때 대신이자 학자, 문학가, 사상가이다. 온양방씨 18세(世). 명조(明祖) 영락제(永樂帝)에게 불사이군(不事二君) 충절을 지키다, 10족의 멸족을 당함.
- 방유신(方有信) : 서울출신이며, 1360년경 출생. 군기시(軍器寺) 소감(少監)을 지냈으며, 1443년 세종대왕이 마련한 원로중신들의 경로잔치에 참석하기도 했다.[34]
- 방운실(方芸實) : 永華君 초휘 태응(台應) 一云 춘응(春應) 一諱 방용(方龍), 자(字)는 신어당(愼語堂). 문의공(文毅公) 방순(方恂)의 아들이며, 숙녕택주(淑寧宅主)의 오빠(娚)이다. 고려조 진사시에 합격하고 별장(別將)을 했으며, 조선 개국원종공신이다.[35]
- 방천(方天) : 소윤(少尹) 방희우(方希佑)의 장남이다. 중랑장(中郎將) 승훈랑(承訓郎)을 지냈으며, 조선 개국원종공신이다.[35]
- 방용(方龍) : 소윤(少尹) 방희우(方希佑)의 차남 회덕군(懷德君)이다. 군기시감(軍器寺監)을 지냈으며, 조선 개국원종공신이다.[35]
- 방언(方彦) : 소윤(少尹) 방희우(方希佑)의 삼남이다. 검교내시부사(檢校內侍府事)를 지냈으며, 조선 개국원종공신이다.[36]
- 방택(方澤) : 포은 정몽주(鄭夢周)의 문인(門人)으로 상주목사(尙州牧使)를 지낸 방유량(方有良)의 아들로, 7(檢校密直司事)를 역임했다. 조선 개국원종공신이다.[37]
- 방지신(方之信) : 중랑장(中郞將)으로 조선의 개국원종공신(開國原從功臣)이 된다.[35]
- 방장수(方長守) : 산원(散員)으로 조선의 개국원종공신(開國原從功臣)이 된다.[35]
- 방강(方綱, 1400 ~ ? ) : 방순의 손자. 자는 군필(君弼), 호는 경재(敬齎). 1447년(세종 29년) 문과(文科)에 급제하여 헌납(獻納)·사성(司成)·정언(正言)·흡곡현령 사간(司諫) 이천부사(伊川府使, 강원도 이천군)를 역임하고, 1454년(단종 2) 승정원(承政院) 좌승지(左承旨)에 올랐다. 계유정난 이후 부인 순천 김씨가 김종서의 인척이라는 이유로 유배당하기도 했다. 성종 때 성균관전적(成均館典籍)을 지냈다.
- 방계산(方桂山) : 호군(護軍) 1455년 좌익원종3등공신(佐翼原從三等功臣)[38]
- 방계충(方繼忠) : 주부(主簿) 1455년 좌익원종3등공신(佐翼原從三等功臣),[38] 풍수학(風水學,1457년)
- 방서동(方瑞同) : 함경남도 출신 진무(鎭撫,軍官)로 이시애(李施愛)의 란을 평정한 공으로 세조조(世祖朝) 1467년 적개원종공신(敵愾原從功臣)이 됨.
- 방유령(方有寧, 1460 ∼ 1529) : 자는 태화(太和), 호는 무기당(無期堂)·주탄(舟灘). 시호(諡號)는 문절(文節)이다.  중랑장(中郞將) 방을상(乙祥)의 증손으로, 할아버지는 증 형조참의 방사우(方思友)이고, 아버지는 증 병조참판 방중지(方仲止)이다. 1486년(성종 17) 사마시에 합격하고, 1489년 식년 문과에 병과로 급제하여 청환(淸宦)에 있다가 1504년(연산군 10) 갑자사화로 파직당했으나, 1505년 사헌부집의(司憲府執義)로 등용되었고, 1512년(중종 7) 좌부승지(左副承旨)에 올랐다. 1515년 대사헌(大司諫), 1516년 대사간(大司諫), 1517년 공조참판, 대사헌(大司憲)을 거쳐,[39] 1518년 성절사(聖節使)로 명나라에 다녀온 후 한성부 우윤(漢城府右尹)이 되었다. 이조참판과 병조참판(參判)을 역임하고, 1520년(중종 15) 병조판서(兵曹判書)에 이르렀다.[40]
- 방윤(方輪, 1464 ∼ 1534) : 조선 중종 때 계림군(雞林君)에 봉군되고, 종2품 동지중추부사(同知中樞府事)와 병마절도사(兵馬節度使)를 역임하였다.[8] 두 차례 성절사(聖節使)로 명나라에 다녀왔다. 병조판서(兵曹判書)와 자헌대부(資憲大夫)로 추증되었다.
- 방규(方規) : 경기도 강화(江華) 교동(喬桐) 출신이다. 아버지는 휘 치정(致正)이다. 연산군(燕山君)의 폭정(暴政)을 끝낸 중동반정(中宗反正)에 내금위(內禁衛) 직으로 가담하여 1507년 정국원종2등공신(靖國原從二等功臣)에 녹훈(錄勳) 됐다.
- 방순달(方順達) : 1465년경 출생, 자(字)는 백순(伯順). 종사랑(從仕郎). 개성(開城) 출신이다. 아버지는 휘 윤손(潤孫)이다. 연산군(燕山君)의 폭정(暴政)을 끝낸 중종반정(中宗反正)에 학생(學生)으로 가담하여 1507년 정국원종3등공신(靖國原從三等功臣)에 녹훈(錄勳) 됐다.
- 방응두(方應斗) : 개성(開城) 출신이다. 아버지는 휘 순달(順達), 응규(應奎, 보명 繼昌)의 형. 개성 거주. 부사과(副司果). 조선의 왕실(王室) 전주이씨 종계(宗系)를 바로잡은 공으로 1591년 광국원종3등공신(光國原從三等功臣)에 녹훈(錄勳) 됐다.
- 방계창(方繼昌) : 1480년경 출생. 초휘(初諱) 응규(應圭). 자(字)는 문백(文伯). 아버지는 휘 순달(順達)이다. 아버지와 함께1507년 정국원종3등공신(靖國原從三等功臣)에 녹훈(錄勳) 되고,[41] 뒤늦게 1549년 생원(生員) 식년시에 합격해[42] 개성에서 서울 경복궁 옆 장의동(壯義洞 : 現 종로구 경복궁 서쪽 효자동사무소 앞 창성동)으로 이거(移居) 하였다.[43] 인의(引儀)를 지냈으며 예빈시(禮賓寺) 정(正)을 추증 받았다. - 창성(昌成) 방(方)씨의 개조(開祖).
- 방호의(方好義) : 방윤(方輪)의 아들. 세종(世宗)의 넷째 아들인 임영대군(臨瀛大君)의 현손녀와 혼인하고, 1511년(중종6) 경회루에서 활쏘기 장원을 하고, 1518년 부령부사가 되었다. 1525년 전라좌수군절도사 1540년 경상병마절도사를 거쳐 1542년 충주목사를 역임했다. 1544년 경상우수군절도사시 50년후 왜적의 침입을 예견하고 부산 가덕도(加德島)에 성을 축조하였다. 1545년(명종 즉위년) 충청수군절도사, 1549년 첨지중추부사(僉知中樞府事), 1550년 자헌대부(資憲大夫)로 평안도병마절도사를 지내고, 1554년(명종 9년) 정2품 지돈녕부사(知敦寧府事)에 이르렀다.[44] 이어 동지중추부사(同知中樞府事)를 지내고, 1556년 청홍도병마절도사(淸洪道兵馬節度使)로서 왜구의 방어에 힘썼다.
- 방인(方寅, 1511 ~ 1573) : 경기도 강화 출신. 자(字) 원겸(元兼). 아버지는 영동(永同) 현감 휘 국형(國亨) 이고, 동생은 충무공 이순신 장인 보성군수(寶城郡守) 방진(方震)이다. 둘째 사위가 사촌 아래 동서 충무공 이순신 장군의 휘하 장수로 1598년 예교(曳橋:順天倭城) 전투에서 장렬히 전사한 성주인(星州人) 선무원종2등공신(宣武原從二等功臣) 충장공(忠壯公) 황세득(黃世得,1537년생)이다.[45] 명종조에 진사시(進士試)에 합격했으나, 은일불사(隱逸不仕) 했다.
- 방진(方震, 1514 ~ ? ) : 22세손. 할아버지는 평창군수를 지낸 방홍(方弘)이고, 아버지는 영동현감을 지낸 방중규(方中規)이다. 22세인 1535년 제주 대정현감에 부임하였다가 이후 보성군수를 역임하였다. 사위는 이순신 장군이다. 병조판서였던 이준경이 중매를 섰다. 21세에 결혼한 이순신은 충청도 아산으로 이주하여 방씨 집안에서 처가살이를 하게 되며, 충청도의 재력가 집안이었던 방씨와 혼인하면서 부자 반열에 오르게 된다. 이순신은 장인 방진(方震)의 권유와 경제적 후원으로 무과 시험을 준비하게 되며, 방진(方震)으로부터 병학을 배워 32세 때 무과에 급제하였다. 《이충무공전서》의 ‘방부인전’에 방진의 활솜씨에 대한 내용이 있다. 어느 날 방진의 집에 화적(火賊)들이 안마당까지 들어왔다. 방진이 화살로 도둑을 쏘다가 화살이 다 떨어지자 딸에게 방 안에 있는 화살을 가져오라고 했다. 그러나 도둑들이 이미 계집종과 내통해 화살을 몰래 훔쳐 나갔으므로 남은 것이 하나도 없었다. 이때 영특한 딸이 베 짜는데 쓰는 대나무 다발을 화살인 양 다락에서 힘껏 내던지며 큰 소리로 "아버님, 화살 여기 있습니다."하고 소리쳤다. 방진의 활솜씨를 두려워했던 도둑들은 화살이 아직 많이 남은 것으로 알고 곧 놀라서 도망갔다는 기록이 있다. 노량해전에서 전사한 이순신에게 우의정이 증직된 후 선조 24년 이순신 장군의 처인 방씨를 정경부인으로 봉하였다. 이순신처 방씨 고신교지는 대한민국 보물 제1564-8호다. 난중일기에 방필순(方必淳), 방익순(益淳) 등이 등장하는 것으로 보아 이순신이 관직에 진출한 후에도 온양 방씨 문중들과 한 집에서 생활한 것을 알 수 있다. 방진은 통훈대부(通訓大夫)로 증직되었고, 부인 남양 홍씨는 숙인(淑人)으로 증직되었다.
- 방춘정(方春禎, 1523 ~ ? ) : 경기도 여주 출신. 아버지는 통덕랑 휘 순효(舜孝). 1605년 임란시 공을 세우고 선무원종3등공신으로 녹훈(錄勳) 된다.
- 방우주(方佑周, 1549 ~ ? ) : 자는 원로(元老)와 윤숙(允淑)이고 호(號)는 안분당(安分堂)이다. 영동(永同) 현감(縣監) 휘 국형(國亨)의 손자이자 진사(進士)공 휘 인(寅,1511년생)의 아들로 온양방씨 23세이다. 선조(宣祖)조 서기 1561년 명종조 사마시(司馬試) 과장에서 장원(壯元) 다툼이 생겨 합격이 취소되었으나, 1579년 무과에 응시하여 병과 19위로 등과하시고[46], 임진왜란이 발발하자 즉시 고향 강화 마니산지역에서 의병을 이르켜 남하하여, 이율곡의 문하생 의병장 조헌(趙憲)과 합세하여 왜적과 전투 하였다. 어유간만호(魚遊澗萬戶)시에는 정문부와 함께 국경인(鞠景仁)의 반란군을 진압하였다. 임시 권지(權知) 동래부사를 역임하셨고 란이후 1605년 선무원종3등공신 녹권을 받고, 상부(尙州)목사를 제수 받았으나 신병을 이유로 부임치 않았다.
- 방덕공(方德恭) : 평안남도 맹산(孟山) 출신. 아버지는 증 호조참판(戶曹參判) 휘 원길(元吉)이다. 1605년 첨정(僉正)으로 임란시 선조를 호종한 공으로 호성원종2등공신으로 책록 되었다. 사후 승정원좌승지(承政院左承旨)와 경연참찬관(經延參贊官)을 추증(追贈 받는다.
- 방승경(方承慶, 1547 ~ ? ) : 경기도 평택 출신이다. 아버지는 개천군수 휘 윤지(允祉)이다. 선조조 1572년 내금위(內禁衛)로 재직시 별시 무과에 급제했다.[47] 임진왜란 당시 옥포만호(玉浦萬戶)로 충무공 이순신 장군을 도왔다.[48] 임란후 통훈대부 영흥판관(永興判官)을 지냈다.[49]
- 방수경(方守慶, 1548 ~ ? ) : 경기도 평택(平澤) 출신이다. 자(字) 응길(應吉). 아버지는 충청도병마우후(忠淸道兵馬虞候) 어모장군 휘 윤행(允行)이다. 1583년 알성시 무과에 등과하여, 목포만호(임란당시) 판관(判官) 도총도사(都摠都事)를 지냈으며, 1605년 임란시 선조를 호종한 공으로 호성원종1등공신(扈聖原從一等功臣) 훈호(勳號)를 받음.
- 방준호(方俊豪) : 선조(宣祖) 광해군(光海君)조의 내관(內官). 보국숭록대부(輔國崇祿大夫) 서하군(西河君). 광국원종2등공신(1591년) 평난원종1등공신(1591년) 호성원종2등공신(1605년) 익사3등공신(1613년, 후에 취소) 형난원종1등공신(1614년, 후에 취소) 정운원종1등공신(1614년, 후에 취소)
- 방응원(方應元, 1553 ~ ? ) : 충청남도 온양(溫陽) 출신. 자(字)는 선중(善中). 아버지는 진위장군 휘 사열(思說). 1583년 정로위(定虜衛)로 별시 무과에 등과하고 임란시 충무공 이순신 휘하에 들어가 공을 세우고 1605년 부정(副正)으로 선무원종2등공신으로 녹훈(錄勳)된다.
- 방희윤(方希尹, 1557 ~ ? ) : 경기도 양주(楊州) 출신. 아버지는 가선대부 훈련원주부 휘 훤(萱)이다. 1599년 훈련원 정(正) 당시 무과 정시(庭試)에 합격했다. 1605년 임란시 공을 세우고 선무원종3등공신으로 녹훈(錄勳) 된다.
- 방업(方業, 1558 ~ 1627) : 서울 출신이다. 아버지는 증 판결사(判決事) 행 절충장군(折衝將軍) 휘 수인(壽仁, 守仁)이다. 임진왜란(壬辰倭亂)시 충무공 이순신을 도왔다.[50] 딸은 중종 초상화를 그렸던 어모장군 행 호군(護軍) 증 공조판서 광국원종공신(光國原從功臣) 중순군(仲順君) 이흥효(李興孝: 1537년-1593년)의 둘째 아들 선무원종공신(宣武原從功臣) 이장(李檣)에게 시집갔으나, 신병으로 남편이 세상을 하직하자, 따라죽어 나라에서 열녀(烈女)됨을 기려 정문(旌門)을 내린다.[51]
- 방응상(方應祥, 1559 ~ ? ) : 충청남도 온양(溫陽) 출신이다. 아버지는 무과 훈련주부 휘 규(奎)이다. 1605년 내금위(內禁衛)로 임란시 선조를 호종했던 공으로 호성원종2등공신이 되었고, 1614년 형난원종2등공신이 되었으나 인조반정후 취소되었다. 1623년 전옥서주부(典獄署主簿)를 했다.
- 방수(方水) : 1550년대 출생. 이명 영(永). 보명 영(英). 서울 장의동(壯義洞. 현 창성동) 출신. 아버지는 절충장군 행 판결사(判決事) 휘 수인(壽仁)이다.  임란시 공을 세우고 1605년 선무원종3등공신으로 녹훈(錄勳) 되고, 인조반정시 부사과(副司果)로 공을 세우고 1625년 보사원종2등공신으로 녹훈 된다.
- 방덕룡(方德龍, 1561 ∼ 1598) : 자(字)는 운보(雲甫), 호는 낙천(樂天)이다. 방호의의 손자이며 여절교위(勵節校尉) 방헌침(方獻忱)의 아들이다. 어머니는 경기도관찰사 정언각(鄭彦慤)의 셋째 딸이다. 1588년(선조 21) 무과에 급제하여 낙안군수(樂安郡守)로 재직하던 중 1597년 정유재란이 일어나자 부사(府使) 이영남(李英男), 만호(萬戶) 안여종(安汝棕)과 함께 절이도에서 복병을 하였다가 적을 협공하여 크게 이겼다. 이듬해 통제사 이순신의 선봉이 되어 노량해전에서 분전하다가 전사하였다. 형조참의에 추증되고, 선무원종공신(宣武原從功臣) 2등에 녹훈되었다.[52]
- 방희민(方希閔, 1562 ~ 1609) : 경기도 양주(楊州) 출신이다. 아버지는 가선대부 호군 휘 웅(雄)이며 충무공 이순신이 사촌 자형이다. 1594년 무과 등과하고 1605년 훈련주부로 5년 이몽학의 난을 평정한 공으로 청난원종3등공신(淸難原從三等功臣) 되었다. 대포(大浦)만호와 임유진(臨溜鎭) 첨절제사를 지냈다. 부인 전주 이씨(덕림군 후손)는 임진왜란시 왜적(倭賊)이 몸을 더럽히려하자, 꾸짖고 반항하다, 처참히 살해당하며 절개를 지킨 열녀(烈女)이다.[53]
- 방사호(方士豪) : 서하군(西河君) 방준호(方俊豪)의 동생. 주부(主簿). 수문장(1591년) 첨절제사(僉節制使)를 했다. 임란시 선조를 호종했던 공으로 1605년 호성원종1등공신이되고 1614년 익사원종3등공신에 책록 되었으나, 인조 반정후 후 취소되었다.
- 방효희(方孝禧) : 경기도 양주(楊州) 출신. 보명 효희(孝僖). 무과를 급제하고 이괄의 난을 평정한 공으로 1625년 진무원종3등공신에 책록 되었다. 아버지는 휘 예(禮)이며, 아들은 1627년 무과 장원 급제를 한 절충장군 두원(斗元)이다. 손자 가선대부 순경(順慶, 보명 時爀)은 1681년 보사원종3등공신에 책록 되었다. 지중추부사(知中樞府事)를 지냈다.
- 방림(方琳, 1570 ~ ? ) : 충청남도 홍성군 결성(結城) 출신. 아버지는 통훈대부 판관 휘 승경(承慶)이다. 1615년 식년 무과에 급제하고, 1624년 이괄(李适)의 난을 평정한 공으로 1625년 진무원종1등공신이 되었다. 사과(司果)  만포(滿浦) 첨절제사(僉節制使)를 했다.
- 방응상(方應祥, 1571 ~ 1645) : 아버지는 황해도 문화(文化)사람 지사(進仕) 휘 유범(有範)이고 어머니는 노(盧)씨이다. 사명대사(四溟大師)의 수제자로 법명은 송월당(松月堂)이다. 일찍이 양친(兩親)을 여의고 14세에 이름난 산천을 두루 유람하다 구월산(九月山)에서 성행(性幸:性衍) 스님을 만나 머리를 자르고 계(戒)를 받았다. 사명대사는 스님의 법기(法器)를 이내 알아보고서 적통 제자로 삼았다. 1624년 조정에서 사문(沙門)에게 명하여 남한산성(南漢山城)을 쌓게 하고 대사를 불러 공사를 감독케하고 팔도도총섭(八道都總攝)을 제수하였으나 사양하고 받지않았다. 조정에서 그 기상을 높이 평가하여 대사에게 묘담국일도대선사(妙湛國一都大禪師)라는 호칭을 내려주었다. 부도(浮屠)는 금강산(金剛山) 유점사(楡岾寺)에 있다.
- 방의남(方義男) : 서울 출신이다. 자헌대부(資憲大夫) 지충추부사(知中樞府事) 휘 희(希)의 아들이다. 상통사(上通事) 가의대부(嘉義大夫) 동지중추부사(同知中樞府事)를 지냈으며, 광해군(光海君)조에 중국에 몰래 들어가 황기와(黃瓦) 제작기법을 배워왔다.
- 방식(方軾, ? ~ 1645) : 경기도 강화 출신. 아버지는 무과 증 참판(參判) 휘 승익(承翼)이다. 자(字) 평숙(平淑). 1605년 무과에 합격하여,[54]  1618년 강화부 우사파총(右司把摠), 1625년 남해현령(南海縣令), 1629년 가산군수(嘉山郡守), 1636년 함종현령(咸從縣令), 1639년 군기시첨정(軍器寺僉正) 삼수군수(三水郡守)를 역임했다.[55] 1645년 삼수군수(三水郡守)로 있을 때 유탁(柳濯)의 반란을 진압하다가 전사했다. 가선대부(嘉善大夫) 병조참의(兵曹參議)에 추증되었고, 강화군 길상면 길직리에 충신문이 세워졌다.[56]
- 방대충(方大忠) : 1580년경 출생. 평안북도 선천군(宣川郡) 심천면(深川面) 출신. 아버지는 휘 희윤(熙倫)이다. 무과에 급제하고 1624년 이괄(李适)의 난을 평정한 공으로 1625년 진무원종(振武原從)1등공신으로 책록 되었다. 훈련주부를 했다.
- 방승남(方承男) : 1580년경 출생. 서울 장의동(壯義洞. 현 창성동) 출신. 아버지는 증 판결사 휘 현(賢)이다. 임란시 공을 세우고 1605년 선무원종3등공신으로 녹훈(錄勳) 된다.  1614년 형난원종3등공신에도 책록 되지만 인조반정후 취소된다. 의과(醫科) 직장(直長), 판사(判事)를 했다. 방의남(方義男)의 사촌 동생이다.
- 방기천(方起天, 1581 ~ ? ) : 경기도 강화 출신이다. 아버지는 휘 헌(獻) 형은 익사원종3등공신 황주병마절도사(黃州兵馬節度使)를 했던 방천수(方天壽)이다. 1646년 수문장으로 심기원(沈器遠)의 모반을 평정하는데 가담한 공으로 영국원종3등공신을 녹훈 받는다.
- 방승남(方承南, 1588 ~ ? ) : 함경북도 경원군(慶源郡) 출신이다. 아버지는 여절교위(勵節校尉) 훈련원판관 휘 중량(仲良)이다. 무과를 합격하고, 이괄(李适)의 난을 평정한 공으로  1625년 진무원종(振武原從)1등공신으로 책록 되었다.
- 방애남(方愛男, 1594 ~ 1667) : 평안남도 정주(定州) 출신이다. 아버지는 통정대부 휘 희상(希祥)이다. 무과에 급제하고, 이괄(李适)의 난을 평정한 공으로 1625년 진무원종3등공신으로 녹훈(錄勳) 되었다. 가선대부(嘉善大夫)에 올랐다.
- 방두원(方斗元) : 지중추부사(知中樞府事)를 지낸 휘 효희(孝僖)의 아들. 1627년(인조(仁祖) 7년) 상호군(上護軍)으로 식년시 무과 갑과(甲科) 장원(壯元)하고, 절충장군(折衝將軍)으로 가자(加資) 되었다.[57]
- 방지남(方指男, 1597 ~  1668) : 서울 출신. 보명 지남(智男). 아버지는 자헌대부 지중추부사 휘 희(希)이다. 전 어의(御醫)로 인조반정에 가담하여 1625년 보사원종3등공신이 되었으며, 1646년에는 영국원종1등공신이 되었다. 가선대부(가선대부)를 지냈다.
- 방식(方湜, 1598 ~ ? ) : 경기도 양주 출신이다. 아버지는 청난원종3등공신 휘 희민(希閔)이다. 무과 급제후 강동현령(江東縣令)을 했다. 1646년 심기원(沈器遠)의 모반을 평정한 공으로 영국원종(寧國原從)2등공신으로 녹훈 되었다.
- 방사기(方士奇, 1598 ~ ? ) : 서울 출신이다. 아버지는 부호군 선무원종3등공신 휘 수(水, 이명 永, 英)이다. 1637년 소비포만호(所非浦萬戶)를 하고, 1644년 별시 무과에 급제하고 1646년 심기원(沈器遠)의 모반을 평정한 공으로 영국원종3등공신을 녹훈 받는다. 부호군을 지냈다.
- 방사룡(方士龍) : 1600년경 출생. 무과에 급제하고 한량(閑良)으로 이괄(李适)의 난을 평정한 공으로 1625년 진무원종3등공신에 책록 되었다. 아들 두완(斗浣, 1633년생)도 1672년 무과 별시에 급제하였다.
- 방귀생(方貴生, 1603 ~ 1643) : 온양(溫陽) 출신. 아버지는 휘 세영(世英)이다. 1681년 허견(許堅)의 난을 평정하는데 공을 세우고 보사원종3등공신으로 책록 되었다. 아들 방이길(方履吉)은 보사원종2등공신이 되어 부자가 함께 원종공신이 되었다.
- 방지원(方智遠, 1604 ~ 1684) : 보명 지원(智圓). 충청남도 청양(靑陽) 출신. 1644년 포도군관(捕盜軍官), 1646년 심기원(沈器遠)의 모반을 평정한 공으로 영국원종(寧國原從) 1등공신이 되었고, 1647년 창주첨절제사(昌洲僉節制使) 1648년 부호군(副護軍)을 지냈다. 사후 자헌대부(資憲大夫)와 지중추부사를 추증 받는다.
- 방준(方峻, 1604 ~ ? ) : 서울 출신. 아버지는 휘 전(銓)이다. 1637년 별시 무과에 합격하고, 1646년 수문장일 당시 시기원(沈器遠)의 모반을 평정하는데 가담하여 영국원종3등공신의 훈호를 받았다.
- 방경창(方景昌, 1615 ~ ? ) : 부평(富平) 거주. 아버지는 휘 득천(得天)이다. 1637년 별시 무과에 급제하고, 품계가 절충장군(折衝將軍) 이었다. 1646년 심기원(沈器遠)의 모반을 평정한 공으로 영국원종1등공신을 녹훈 받고, 1649년 위장(衛將) 1658년 부사맹(副司猛)을 지냈다.
- 방시헌(方時憲, 1619 ~ 1694) : 양주출신 서울 거주. 아버지는 1624년 이괄(李适)의 난시 의병으로 참전하여 황해도 금천(金川) 청룡포(靑龍浦)에서 순절(殉節)한 휘 흡(潝)이다. 1646년 심기원(沈器遠)의 모반을 평정하는데 공을 세워 영국원종3등공신에 녹훈되고, 1651년 별시 무과에 급제, 1674년 초관(哨官) 1676년 주부를 거쳐 1677년 군기시판관(軍器寺判官)을 역임했다.
- 방이원(方以遠, 1625 ~ 1702) : 자(字) 만리(萬里). 서울 출신이다. 아버지는 호군(護軍) 증 참판(參判) 휘 승검(承檢)이다. 1646년 심기원(沈器遠)의 모반을 평정한 공으로 영국원종(寧國原從) 1등공신이 되었고, 1656년 군기시주부(軍器寺主簿) 1667년 찬의(贊儀) 1668년 사근찰방(沙斤察訪) 1673년 부호군(副護軍) 1674년 예빈시주부(禮賓寺主簿) 1691년 송라찰방(松羅察訪) 등을 역임한다. 판중추부사(判中樞府事)를 추증 받는다.
- 방이길(方履吉, 1628 ~ ? ) : 온양(溫陽) 출신. 아버지는 보사원종3등공신 증 군자감정(軍資監正) 휘 귀생(貴生). 권관(權管)으로 1681년 허견(許堅)의 난을 평정하는데 공을 세우고 보사원종2등공신으로 책록되고, 1682년 사량만호(蛇梁萬戶) 1686년 평안북도 벽동군의 아이(阿耳) 첨절제사(僉節制使) 부호군(副護軍)의 직을 수행했다.
- 송암당(松巖堂, 1628 ~ 1699) : 조선의 승려. 속성은 방(方)씨로 평안남도 성도(成都) 사람이다. 13세에 출가하여 낙송(洛松) 모하(暮霞)의 제자가 되어 참선수행에에 전념하였으나 당오(堂奧)에 이르지 못하다가, 만년에 묘향산 보현사(普賢寺)의 의심(義諶) 풍담(楓潭 1592년-1665년)대사의 문하로 들어가 깨달음을 얻고 풍담의 선종 법맥을 이었고, 1699년 9월 23일 소양(昭陽)의 송곡사(松谷社)에서 입적하였다. 대사는 생전에 자신의 의지를 돈독히하고, 도의 경지가 깊었다 한다. 유언대로 묘향산 백운동(白雲洞)에서 다비식(茶毘式)을 거행후, 사리(舍利) 2과를 수습하여 1과는 고향(故鄕)인 순천군과 맹산군 근처인 능성(綾城) 구룡산(九龍山:평남 성천군)에 부도를 세워 봉안하였고, 1과는 수도하던 묘향산 보현사(普賢寺) 동쪽에 부도를 세우고 봉안하였다. 추붕(秋鵬) 설암(雪巖, 1651-1706)대사가 비명(碑銘)을 지었다.
- 방필태(方必泰, 1629 ~ ? ) : 서울 출신이다. 자(字) 여종(汝宗). 보명 필대(必大). 아버지는 통훈대부 관상감직장 휘 이정(以正)이다. 사과(司果) 당시인 1651년 별시 무과에 급제하고, 1681년 습독(習讀)으로 허견(許堅)의 난을 평정하는데 공을 세워 보사원종2등공신으로 책록되고, 그해 아오지만호(吾乙足萬戶)가 되었다.
- 방이관(方以寬, 1630 ~ 1706) : 서울 출신이다. 아버지는 판관(判官) 증 군자감정(軍資監正) 정운원종3등공신(후에 취소) 휘 승철(承哲)이다. 무과에 등과하고, 1675년 송라만호(助羅萬戶)를 하고, 1681년 절충장군으로 허견(許堅)의 난을 평정하는데 공을 세워 보사원종3등공신이 되고, 1686년 어유간(魚游澗) 첨절제사(僉節制使) 1697년 백치(白峙) 첨절제사를 했다. 사후 참의(參議)로 추증 되었다.
- 방이준(方以準. 1632 ~ ? ) : 충청남도 청양(靑陽) 출신이다. 아버지는 증 자헌대부 부호군 휘 지원(智圓, 智遠)이다. 무과에 등과하고 1681년 만호로 재직시 허견(許堅)의 난을 평정하는데 공을 세우고, 용양위 부호군과 절충장군이 된다.
- 방운(方雲, 1638 ~ ? ) : 서울 출신이다. 아버지는 진위장군(振威將軍) 수문장 휘 응원(應元)이다. 1681년 부사맹(副司猛)으로 허견(許堅)의 난을 평정하는데 공을 세워 보사원종3등공신에 책록되고 아오지(阿吾地) 만호가 된다. 1686년 첨절제사, 1687년 감포(甘浦) 만호, 1690년 부사과(副司果)를 지낸다.
- 방준창(方俊昌, 1649 ~ 1721) : 강원도 춘천 출신. 자(字) 성보(聖甫). 아버지는 휘 유후(有後)이다. 숙종조에 무과에 급제하고, 1681년 초관(哨官)으로 허견(許堅)의 난을 평정하는데 공을 세워 보사원종2등공신으로 책록되고, 1697년 고군산(古群山) 첨절제사(僉節制使)를 지냈다.
- 방진기(方震夔, 1655 ~ 1729) : 서울 출신이다. 자(字) 일경(一卿). 아버지는 영국원종1등공신이며 부호군을 지낸 증 판중추부사(判中樞府事) 휘 이원(以遠)이다. 어의(御醫)를 했으며, 1706년 경안찰방(慶安察訪)을 거쳐 1710년 부호군이 되었다. 1725년 연천현감 재직시 백골징포(白骨徵布)와 둔아병(屯牙兵) 폐단 등을 보고하여 시정케 하였으며, 1726년 과천현감 당시에도 마찬가지로 현민(縣民)들의 어려움을 살펴 선정을 함으로 임기후 현민들이 공덕비를 세워주었다.(현재 금천구 과천에 있음) 1728년 지중추부사(知中樞府事)로 정희량(鄭希亮)의 난을 평정하는데 공을 세워 아들 세겸(世謙) 손자 태여(泰與) 3대가 함께  양무원종1등공신(揚武原從一等功臣, 奮武原從一等功臣)이 된다. 승록대부를 했다.
- 방득신(方得信. 1661 ~ ? ) : 서울 출신이다. 자(字) 인보(仁輔). 아버지는 휘 운일(雲一)이다. 1681년 무예별감(武藝別監)으로 재직시 허견(許堅)의 난을 평정하는데 공을 세우고 보사원종3등공신(保社原從三等功臣)이 되고, 1686년 전력부위 당시 별시 무과에 급제한다.
- 방즙(方濈, 1661 ~ 1725) : 평안북도 정주군(定州郡) 출신. 아버지는 통정대부 부호군 휘 수선(受善, 보명 愛善)이다, 자(字) 문화(文華). 숙종조 1699년 식년 문과에 급제하고, 교서관(校書館) 부정(副正) 은계찰방(銀溪察訪) 조산대부(朝散大夫)를 지냈다.
- 방필량(方必亮) : 1670년경 출생. 보명 필량(必良). 서울 출신이다. 아버지 통훈대부 관상감직장(觀象監直長) 휘 이정(以正)의 막내 아들이다. 1681년 어모장군(禦侮將軍)시 허견(許堅)의 난을 평정한 공으로 보사원종3등공신이 되고, 1728년 이인좌(李麟佐)와 정희량(鄭希亮)의 난을 평정하는데 공을 세워 양무원종2등공신에 녹훈되었다.
- 방일상(方日尙, 1676 ~  ? ) : 보명 진웅(震雄). 충청남도 청양(靑陽) 출신이다. 자(字) 대이(大而). 아버지는 보사원종3등공신 절충장군 용양위부호군 휘 이준(以準)이다. 1714년 무과 증광시에 급제하고, 1720년 경복궁가위장, 1721년 차령(車嶺) 첨절제사(僉節制使)를 하고, 1728년 절충장군(折衝將軍)으로 정희량(鄭希亮)의 난을 평정하는데 공을 세워 양무원종2등공신(揚武原從二等功臣, 奮武原從一等功臣)이 된다. 1734년 부호군(副護軍)을 지냈다.
- 방진성(方震晟, 1677 ~ 1735) : 서울 출신이다. 자(字) 공보(公保). 아버지는 무과 절충장군 증 참의(參議) 휘 이관(以寬)이다. 무과를 급제하고 사정(司正)과 사과(司果)를 지내고, 1728년 이인좌(李麟佐)와 정희량(鄭希亮)의 난을 평정하는데 공을 세워 양무원종2등공신에 녹훈되고,  1733년 발포만호(鉢浦萬戶)가 되었다.
- 방세겸(方世謙, 1680 ~ 1752) : 서울 출신이다. 아버지는 어의(御醫)를 지낸 숭록대부 부호군 휘 진기(震夔)이다. 전옥주부(典獄主簿) 찰방(察訪)을 지냈다. 1728년 인의(引儀) 당시 정희량(鄭希亮)의 난을 평정하는데 공을 세워 아버지와 아들 태여(泰與) 3대가 함께 양무원종1등공신(揚武原從一等功臣)이 된다.
- 방만규(方萬規, 1680 ~ 1725) : 평안북도 선천군(宣川郡) 출신. 아버지는 가선대부 휘 내길(乃吉)이다, 자(字) 여해(汝楷). 숙종조 1715년 식년 문과에 급제하고, 수찬(修撰)조지서별제(朝紙暑別提) 등을 역임. 신축임인사화(辛丑壬寅士禍) 이후 영조가 등극하자 노론편에 들어 소론을 비판하자, 탕평을 반대한다는 이유로 참형당해 순절 하였다. 증손 능원(能圓)이 상소하여 신원(伸冤) 되었다.
- 방대녕(方大寧, 1683 ~ ? ) : 서울 출신이다. 자(字) 이안(爾安). 아버지는 절충장군 휘 시석(時碩)이다. 부사맹(副司猛)을 지내고 1705년 무과 증광시에 급제하고, 1714년 목포만호(木浦萬戶), 1724년 부사과(副司果), 1724년 어유간첨절제사(魚游澗僉節制使)를 하고, 1728년 이인좌(李麟佐)와 정희량(鄭希亮)의 난을 평정하는데 공을 세워 양무원종2등공신에 녹훈되었다. 1733년 허사첨절제사(許沙僉節制使)를 했다. 목포만호 시절인 1715년 굶주린 백성들을 진휼(賑恤)하여, 그 은덕을 기리기위해 백성들이 건립한 비석을 일제강점기 청사 뒤뜰에 묻어버린 것을, 후에 시민들이 발견해 목포진 청사 복원후 다시 세웠다.
- 방세중(方世重, 1686 ~ 1740) : 서울 출신이다. 자(字) 대이(大而). 생부는 휘 진기(震紀) 양부는 연일(延日) 현감과 토산(兔山) 현감을 지낸 휘 진설(震說,진열)이다. 1712년 무과에 급제하고, 1728년 금위군(禁衛軍)으로 이인좌(李麟佐)와 정희량(鄭希亮)의 난을 평정하는데 공을 세워 양무원종2등공신에 녹훈되었다. 1738년 지도만호(智島萬戶)가 되었다.
- 방처유(方處裕, 1686 ~ 1740) : 서울 출신이다. 자(字) 성화(聖化). 아버지는 통정대부 휘 진익(震翊)이다. 무과에 급제하고, 판관(判官)과 사과(司果)를 지냈고, 1728년 이인좌(李麟佐)와 정희량(鄭希亮)의 난을 평정하는데 공을 세워 양무원종2등공신에 녹훈되었다. 같은해 위라만호(位羅萬戶) 1738년 선적첨절제사(善積僉節制使)가 되었다.
- 방성규(方聖規, 1687 ~ ? ) : 평안북도 선천군(宣川郡) 출신. 아버지는 가선대부 휘 내길(乃吉)이다, 방만규(方萬規, 1690년생)의 동생이다. 자(字) 여상(汝常). 경종조 1721년 식년 문과에 급제하고, 교서관(校書館) 정(正) 교서관(校書館) 박사(博士)를 지냈다.
- 방최일(方最一, 1691 ~ ? ) : 충청남도 온양 출신이다. 아버지는 증 군자감정(軍資監正) 휘 인길(仁吉)이다. 1716년 3월 숙종(肅宗)이 온양 온천 체류시 온양 배방산(排方山)의 명칭을 현재 배방산(拜芳山)으로 고쳤다 함. 1728년 사과(司果)로 이인좌(李麟佐)와 정희량(鄭希亮)의 난을 평정하는데 공을 세워 양무원종3등공신에 녹훈되었다.
- 방유곤(方有坤, 1693 ~  ? ) : 서울 출신이다. 자(字) 유경(維卿). 아버지는 어모장군 휘 우구(禹矩)이다. 1725년 직부로 무과 증광시에 급제하고, 1728년 동생 방수곤(方守坤)과 함께 이인좌(李麟佐)와 정희량(鄭希亮)의 난을 평정하는데 공을 세워 양무원종2등공신에 녹훈되었다.
- 방수곤(方守坤) : 서울 출신이다. 아버지는 어모장군 휘 우구(禹矩)이다. 방유곤(方有坤)의 막내 동생이다. 1728년 큰형 방유곤(方有坤)과 함께 이인좌(李麟佐)와 정희량(鄭希亮)의 난을 평정하는데 공을 세워 양무원종2등공신에 녹훈되었다. 1768년 절충장군으로 늦은 나이에 무과에 등과함으로 먼저 무과에 등과했던 형 유곤(有坤) 재곤(載坤)과 함께 3형제 모두가 무과에 등과 했다.
- 방태여(方泰與, 1705 ~ 1778) : 서울 출신이다. 자(字) 성득(聖得). 아버지는 증 판중추부사 휘 세겸(世謙)이다. 1728년 부봉사(副奉事)로 정희량(鄭希亮)의 난을 평정하는데 공을 세워 조부 휘 진기(震夔)와 아버지 휘 세겸(世謙) 3대가 함께  양무원종1등공신(揚武原從一等功臣, 奮武原從一等功臣)이 된다. 1743년 첨지중추부사(僉知中樞府事), 1757년 부평도호부사(富平都護府使), 1768년 통진부사(通津府使)를 했으며, 수의(首醫)와 숭록대부를 지냈다.
- 방홍적(方弘迪, 1708 ~ ? ) : 서울 출신이다. 자(字) 도경(道卿). 아버지는 절충장군 용양위부호군(龍驤衛副護軍) 휘 필규(必規)이다. 1728년 무예별감(武藝別監)으로 이인좌(李麟佐)와 정희량(鄭希亮)의 난을 평정하는데 공을 세워 양무원종2등공신에 녹훈되었다.
- 방두방(方斗芳, 1709 ~ ? ) : 자(字) 춘우(春遇), 업무(業武) 흥적(興積)의 아들이다. 영조(英祖) 4년 서기1728년  이인좌(李麟佐)와 정희량(鄭希亮)의 난을 평정한 공으로 양무원종3등공신(揚武原從三等功臣)이 되었으며,[58] 영조 16년 서기 1740년 증광시(增廣試) 무과 갑과 장원(壯元)을 하였다.[59] 그해 장원급제후인 11월 호위군관(扈衛軍官)을 거쳐 예빈시(禮賓寺) 별제(別提)가 되었으며, 영조 27년 서기 1751년 9월 9일 광양(廣梁) 첨절제사(僉節制使)를 지냈다.
- 방태삼(方泰三, 1717 ~ ) : 경상북도 포항 연일(延日) 출신. 아버지 휘 석호(碩豪,1694년생)와 어머니 밀양박씨 사이 장남으로 태어났다. 절충장군, 증 통정대부, 행 용양위부호군(龍驤衛副護軍). 1774년 갑오년 동생 광삼(光三)과 같이 예조에서 발급해준 영조대왕수교문(英祖大王受敎文)[60]을 받았다.
- 방광삼(方光三, 1719 ~ ) : 경상북도 포항 연일(延日) 출신. 일명 석삼(碩三). 아버지 휘 석호(碩豪,1694년생)와 어머니 밀양박씨 사이 차남으로 태어났다. 증 가의대부, 1774년 갑오년 형 태삼(泰三)과 같이 예조에서 발급해준 영조대왕수교문(英祖大王受敎文)을 받았다.
- 방준흥(方俊興, 172* ~ 17**) 1743년 무예별감, 1759년 훈련차비관, 1764년 在德萬戶
- 방우곤(方禹坤, 1724 ~ ? ) : 평안북도 정주군 출신. 아버지는 휘 진섭(震燮). 자는 성천(聖天). 영조조 1756년 식년 문과 급제. 양현고주부(養賢庫主簿) 사헌부감찰(司憲府監察)등을 역임했다.
- 방태곤(方泰坤, 1726 ~ ? ) : 평안북도 정주군 출신. 아버지는 장사랑 휘 채(採). 자는 계천(繼天, 啓天). 영조조 1768년 식년 문과 급제. 가주서(假注書) 성균관전적(成均館典籍)등을 역임했다.
- 방역(方易, 1729 ~ ? ) : 평안북도 정주군 출신. 아버지는 휘 진석(震碩). 자(字)는 성직(聖直).  1792년(정조 16) 식년 문과에 급제하여 겸춘추(兼春秋), 예조좌랑(禮曹佐郞)을 역임하고, 사성(司成)에 이르렀다.
- 방재악(方在岳, 1739 ~ ? ) : 평안남도 맹산(孟山) 출신. 아버지는 휘 세권(世權)이다. 자(字 )는 자천(子川). 정조조 1785년 정시(庭試) 문과에 급제. 성균관학전(成均館學正) 성균관전적(成均館典籍)등을 지냈다.
- 방종거(方宗擧, 1743 ~ ? ) : 평안남도 순천(順川) 출신. 아버지는 휘 만징(萬澄)이다. 자(字 )는 수백(售伯). 영조조 1768년 식년 문과에 급제. 승문원판교(承文院判校) 춘추관편수관(春秋館編修官) 어천찰방(魚川察訪) 등을 지냈다.
- 방효언(方孝彦, 1749 ~ ) : 서울 출신이다. 아버지는 사과(司果) 휘 태원(泰元)이다. 자(字)는 미백(美伯). 몽학(蒙學)을 전공하고 훈도(訓導)로 재임시, 1771년 역과(譯科)에 등과한다. 1790년(정조 14)에 몽어유해를 다시 개정 간행한 것이 바로 현존하는 몽어유해(蒙語類解)이다. 이때 몽어노걸대(蒙語老乞大), 첩해몽어(捷解蒙語)도 함께 개간 편찬했다. 이 세가지 책에 대한 서문이 첩해몽어의 몽학삼서중간서(蒙學三書重刊序)이다. 이 책들은 조선 시대 몽고어 학습서인 동시에 과거시험용 도서로 유명하다. 지금으로 치면 외무고시를 볼 때 외국어 수험도서인 셈이다. 묘지가 2000년대 초, 1400년대 중반부터 이어져 내려왔던 온양방씨 교수공파 선영들이 토개공의 경기도 남양주 별내면 주택단지 조성시 파묘될 시 멸실되었다.
- 방우정(方禹鼎, 1772 ~ 1820) : 조선 정조 때 무과 급제하고 서정군(西征軍) 좌초관(左哨官)으로서 홍경래의 난을 진압하는 공을 세웠다. 저서로 《서정일기(西征日記)》가 있다. 1816년 구례현감을 지냈으며, 철종 때 병조참판에 추증되었다.
- 방유혁(方有赫, 1778 ~ 1843) : 충남 논산출신. 효행이 뛰어났으며, 태종조 개국원종공신으로 영화군(永華君)을 봉작받은 16世 운실(芸實, 초휘 台應, 一云 春應)공의 15대손으로 순조(純祖) 도광 33년(서기 1833년) 태종교서 계하사목(啟下事目)을 충훈부(忠勳府)에서 급사(給寫)받아 공신(功臣)후손임을 입증 받음.[61]
- 방계영(方啓霙, 1789 ~ 1838) : 평안북도 정주군 출신. 조부는 예조좌랑 휘 역(易), 아버지는 휘 치원(致元)이다. 자(字 )는 계령(啓靈, 보명). 순조조 1831년 식년 문과에 급제하고. 형조좌랑(刑曹佐郎)을 지냈다.
- 방우서(方禹敘, 1789 ~ ? ) : 서울출신이다. 초명 우구(禹龜). 생부는 증 참의(參議) 휘 효직(孝直), 양부는 증 판서(判書) 휘 효의(孝懿)이다.  자(字) 낙서(洛瑞). 숭록대부(崇祿大夫)[62] 통진부사(通津府使)를 지냈다.[63] 1851년 사역원에서 동문고략(同文考略)을 대제학 조두순(趙斗淳)을 도와 간행시 당상(堂上) 교정역관(校正譯官)으로 참여했다. 1866년 독일 상인 오페르트(E. J. Oppert)가 강화 앞바다 침입시, 문정관(問情官)으로 파견되 엠퍼러(the Emperor)호에 승선 오페르트와 담판후 물러나게 함.[64]
- 방우도(方禹度, 1790 ~ 1858) : 자(字)는 신백(身伯). 호는 우산(友山)이다. 건장한 체구였지만, 섬세한 예능적 기질이 있어 당대 산수화(山水畵)의 대가(大家)였다.
- 방희용(方羲鏞, 1805년 ~ ? ) : 자(字) 성중(聖仲). 가선대부(嘉善大夫) 동지중추부사(同知中樞府事)를 지냈다. 추사(秋史) 김정희(金正喜) 제자였다. 글씨와 그림에 능하여 이상적(李尙迪)은 그의 「임수독서도(臨水讀書圖)」를 보고 예찬(倪瓚)과 심주(沈周)의 옛 법이 배어 있다고 하였으며, 김석준(金奭準)은 그의 묘법(妙法)이 동원(蕫源)과 거연(巨然)에서 나왔다고 하였다. 유작으로 「묵매도(墨梅圖)」 등이 전한다.
- 방기원(方夔源, ? ~ ? ) : 1867년 오위장(五衛將)을 했으며, 훈련원(訓鍊院) 첨지중추부사(僉知中樞府事)를 했으며, 1880년 초명 방기원(方起圓)에서 개명하고 경상중군(慶尙中軍) 부호군(副護軍), 1881년 함경남도병마우후(咸鏡南道兵馬虞侯)를 했다.
- 방득원(方得圓, ? ~ ? ) : 1855년 만경현령(萬頃縣令) 1857년 양덕현감(陽德縣監)을 했다.
- 방종한(方宗翰, 1817 ~ 1867) : 평안북도 정주군 출신. 아버지는 휘 계황(啓璜)이다. 자(字 )는 국균(國均). 철종조 1858년 식년 문과에 급제하고. 경양찰방(景陽察訪) 예조좌랑( 禮曹佐郎)을 지냈다.
- 방익용(方益鏞, 1818 ~ 1866) : 자(字) 경초(景韶). 자헌대부(資憲大夫)[65] 지중추부사(知中樞府事)를 지냈다.[66] 1866년 미국상선 ‘제너럴셔먼호’가 무단(無斷)으로 대동강 상류로 침투하여 전투발발시 평양군영 소속으로 중군(中軍) 이현익(李玄益)과 함께 선상에 올라 문정중(問情中) 상선 소유주 프레스턴과 선장 페이지 선교사 토마스등이 감금하려하자, 물에 뛰어들어 전몰(戰歿)했다.[67]
- 방효임(方孝任, ? ~ ? ) : 1867년 운봉현감(雲峰縣監)을 했다.
- 방효함(方孝涵, 1822 ~ 1885) : 경기도 양주(楊州) 출신이다. 아버지 증 가선대부 휘 진국(鎭國)의 삼남(三男)이다. 1884년 방두형(方斗衡)으로 개명. 1858년 훈련주부 훈련판관 어영청초관 남양감목관을 거쳐 1864년 오위장 및  첨지중추부사(僉知中樞府事)가 됨. 1867년에 운봉현감(雲峰縣監) 보령현감(保寧縣監)을 거쳐 1869년에 구례현감(求禮縣監) 1873년에 경상중군(慶尙中軍) 1874년 오위장(五衛將)이 되었으며, 1875년 가선대부(嘉善大夫) 및  동지중추부사(同知中樞府事) 1884년에 호군(護軍)이 되었다.
- 방만춘(方萬春, 1825 ~ ? ) : 충남 서산(瑞山) 해미(海美) 출신. 조선 철종(哲宗)조 판소리 명창.
- 방달주(方達周, 1826 ~ 1890) : 충남 논산출신. 선략장군(宣略將軍) 용양위부사과(龍驤衛副司果). 논산의 향토유적 제1호인 국궁 수련장 덕유정(德遊亭)의 제9대 사백(師伯)으로 1926년 덕유정 편액과 사계좌목(射契座目)을 썼다.
- 방건용(方建鏞, 1826 ~  ? ) : 자(字) 순오(順五). 호는 초동(初銅). 아버지는 사과(司果) 휘 우구(禹九)이다. 서예가(書藝家) 추사 김정희의 제자이다. 1848년 역과에 장원을 하고, 사역원 첨정(僉正)을 지냈으며, 봉래공 한익(漢翼)과 같이 아회도(雅會圖)에도 참석하기도 했다.
- 방윤명(方允明, 1827 ~ 1880) : 자(字)는 노천(老泉), 호는 운남(芸南) 혹은 노천(老泉)이다. 생부는 무과 맹산현감(孟山縣監)을 지냈던 휘 우성(禹聲)이며 양부는 산수화의 대가 휘 우도(禹度)이다. 무과에 등과하고, 1867년 수문장(守門將)을 거쳐 첨지중추부사(僉知中樞府事) 충장위장(忠壯衛將) 용양위부호군(龍驤衛副護軍)이 되고 품계는 당상관(堂上官)인 절충장군(折衝將軍)이 되었다. 1872년에는 오위장(五衛將)을 하고, 1873년 가리포첨절제사(加里浦僉節制使), 1875년 기사장(騎士將)을 했다. 추사 김정희(金正喜)의 제자로 당대의 뛰어난 서예가(書藝家)로 글씨는 완당 김정희의 예서체를 따랐고 그림은 특히 매화와 난초를 즐겨 그렸다. 7살 위인 석파(石破) 흥선대원군이 집권한 후에 난초를 그려달라는 사람이 있으면 노천(老泉)이 대신 그려주었다고 한다. 노천공과 석파 이하응(李昰應)과는 그 필체와 화법이 서로 닮아서 세상사람들이 능히 구별하지 못했다고 한다. 대원군이 집권을 하기 전 1851년 대원군이 직접 작성한 묵란첩(墨蘭帖)을 제작해 추사 문하(門下) 후배 노천에게 주며 첩의 마지막장에 ‘노천에게 소장하라고 준다’라는 뜻의 지증노천장(指贈老泉藏)이라고 기록하였다.
- 방한익(方漢翼, 1833 ~ ? ) : 양주(楊州) 출신이다. 자(字) 봉래(鳳來) 혹은 지수(芝叟), 호는 지산(芝山)이다. 아버지는 가선대부 동추(同樞)공 휘 희용(羲鏞)이다. 추사의 제자로 서예가이다. 사역원 첨정(僉正)을 지냈다. 1856년 김흥근(金興根)과 조두순(趙斗淳)등이 결성한 우계(友契)  “二十一客之契” 글씨를 예서체(隸書體)로 쓰기도 했다.
- 방한철(方漢喆, 1834 ~ 1887) : 양주(楊州) 출신이다. 자(字)는 중길(重吉), 아버지는 휘 윤중(允中) 조부는 무과출신 우교(禹敎)이다. 1860년 가인의(假引儀)를 거쳐, 1865년 부사과(副司果) 1871년 인의(引儀) 및 동부령(東部令) 1873년 부여현감(夫餘縣監)을 했다.
- 방천용(方天鏞, 1835 ~ 1893) : 자(字)는 인여(仁汝) 또는 인여(因汝) 호는 하상당(霞裳堂). 아버지는 증 호조참판 우부(禹敷)이며 어머니는 신평(新坪) 한씨이다. 1880년 지중추부사(知中樞府事) 1882년 통진부사(通津府使) 및 대호군(大護軍)으로 품계가 종1품 숭정대부(崇政大夫)가 되었다.  1884년 안산군수, 1888년 진위현령, 1890년 시흥현령, 1892년 영평군수, 1896년 과천현감을 했다. 산수화(山水畵)와 절지화(折枝畫)를 잘 그렸다.
- 방효린(方孝隣, 1843 ~ ? ) : 평안북도 정주군 출신. 아버지는 휘 찬주(贊周)이다. 자(字 )는 사흠(四欽). 고종조 1865년 식년 문과에 급제. 예조좌랑(禮曹佐郎) 병조좌랑(兵曹佐郎) 지평( 持平) 부호군(副護軍)등을 지냈다. 증  참의(參議).
- 방하진(方夏鎭, 1845 ~ 1918) : 평안북도 정주군 출신. . 아버지는 예조좌랑 휘 종한(宗翰)이다. 자(字)는 내화(乃華), 호(號)는 하정(荷亭)이다. 고종조 1879년 식년 문과에 급제하고. 승문원저작(承文院著作,1884년) 봉상시직장(奉常寺直長,1884년) 경양찰방(景陽察訪) 전적(典籍,1888년) 지평(持平,1889년) 동지중추부사(同知中樞府事,1889년)등을 역임했다.
- 방한덕(方漢德, 1846 ~ 1913) : 자(字)는 성함(聖咸), 초명은 한급(漢汲)으로 가의대부(嘉義大夫) 휘 윤행(允行)이 생부로 이인찰방(利仁察訪) 부사과(副司果)를 지낸 휘 대용(大鏞)의 양자(養子)로 들어간다. 구 한말(韓末) 월남(月南) 이상재(李商在)와 방한칠(方漢七) 방흥주(方興周)등과 함께 자주적 입헌군주공화제(立憲君主共和制)를 주창했으며, 사학(私學)진흥과 근대미술계에 공헌을 하였다. 1897년 정3품 품계와 중추원이등의관(中樞院二等議官), 1898년 농상공부(農商工部) 광산국장(鑛山局長) 및 종2품 중추원일등의관(中樞院一等議官), 1898년 독립협회(獨立協會) 발기당시 임시서리(臨時署理) 부회장으로 회의를 주도하고, 의원(議員)으로 활약하였으나, 구 보수세력이 조직한 황국협회(皇國協會)의 의도적 방해로 구속까지 되었다. 그러나, 독립협회의 회원들과 민중들의 봉기로 이내 석방 되고, 만민공동회(萬民共同會) 간부로 이승만 서재필 윤치호 이상재등과 같이 계속 개혁 정치활동을 하였다. 1899년 5월 보수파의 반대에도 불구하고, 의주(義州) 군수로 재등용되었고, 동년 7월에는 어명을 받고 암행사(暗行使)로 민심을 파악하여 황제에게 보고 하기도 하였다. 1902년에 평안남북도 수수원검쇄관(水輸院檢刷官)을 거쳐, 1906년 종2품으로 승품(陞品)됨과 동시에 남양군수(南陽郡守)가 되었다. 남양군수 재직시 수원지역 삼일학교와 화성학원등 사학(私學) 재정을 적극적으로 지원하여 한말(韓末)의 붕괴되어가던 사학진흥에도 힘썼다. 1907년 “헤이그 밀사사건”으로 일제에 의해 고종이 강제퇴위 당할 때 남양군수(南陽郡守)를 사임한다. 1907년 일제에 의해 강압으로 해산된 대한자강회(大韓自彊會) 후신인 대한협회(大韓協會) 발족에 참가하고 발기 의원(議員)까지 되었으나, 이 마저도 1910년 경술국치후 또 다시 일제에 의해 해체를 당했다. 1911년 3월 한성 두석동(豆錫洞)에 국내 최초의 근대미술원인 서화미술원(書畵美術院)을 윤기영(尹永基)과 함께 창설하여 우리나라 미술계 발전에 기여하였다.
- 방정빈(方正彬) : 의병부대인 제천의진(堤川義陣)에 소속되어 포군(砲軍)으로 활동한 독립유공자 방학연(方學連) 방인철(方仁喆)의 지휘자인 의병장 류인석(柳麟錫)과 같이 외국에서 장기전화하는 독립투쟁을 대비하기 위해 1908년 7월 원산(元山)항을 떠나 러시아령인 연해주로 간다.
- 방순기(方巡己, 1850 ~ 1868) : 충청남도 면천(沔川) 농바위 출신. 천주교도. 젊은 나이에 교수형을 당함으로 순교하였다.
- 방사일(方仕日, 1852 ~ 1920) : 이명(異名) 임일(任日) 사일(仕一) 화일(化日) 파일(化一). 평북 용천(龍川) 출신 독립운동가이다.  1919년 4월 초순 이상룡(李相龍) 등이 중심이 되어 유하현(柳河縣) 고산자(孤山子)에서 조직한 대표적인 한인자치기구 한족회(韓族會)의 지방 구의원(區議員) 및 암살대원으로 활동하던 중 1920년 11월 4일 간도에 침입하여 경신참변(庚申慘變)을 일으킨 일본군에게 동년 동월 28일 피살 순국함. 1995년 애국장을 추서 받았다.
- 방한칠(方漢七, 1856 ~ 1928) : 자(字) 두경(斗卿) 가의대부(嘉義大夫) 내장원(內藏院) 경(卿)을 지냈다.[68] 1899년 덕수궁(德壽宮)의 민비(閔妃)의 혼전(魂殿)의 제조(提調)를 맡기도 했다.[69] 월남(月南) 이상재(李商在)와 같이 입헌군주공화제(立憲君主共和制)를 주장했으나, 뜻을 이루지 못하여 1904년 모든직을 은둔(隱遁)하자,[70] 고종황제가 자급을 올려주고 회유했으나 듣지 않았다.[71] 1890년 8월 평창(平昌)군수에서 영평(永平:현 포천) 군수로 이임시, 평창군민들이 어머니를 살해한 아들을 잡는등 재임시 선정(善政)으로 현(現) 정선군 신동읍 고성리 내창마을내 느티나무 고목 아래에 불망비(不忘碑)를 세웠다 한다.[72]
- 방이준(方理準, ? ~ 1894) : 전라도 지역 동학혁명(東學革命) 지도자. 1894년 11월 전라 병사(全羅兵使)에게 잡히여 죽임을 당했다.
- 방흥주(方興周, 186? ~ 191?) : 1895년 조선군(朝鮮軍) 순영사(巡營使), 1898년 육군부위(陸軍副尉)가 되었고 다음해, 정3품 절충장군(折衝將軍)[73]을 거쳐 종2품 가선대부(嘉善大夫)[74]가 되었다. 1905년 육군 정위(正尉), 1906년 잠시 휴직하고, 평양(平壤)에서 이봉주(李鳳柱), 김의강(金義康)등과 같이 민회(民會)를 조직하여 교육확장 주장하였다.[75] 경주(慶州) 이씨 독립운동가 우당(友堂) 이회영(李會榮)의 동생 이시영(李始榮)과 함께 애국계몽단체인 태극학회(太極學會)에 가입하고,[76] 서우학회(西友學會)에도 가입하여 활동하였으며,[77]  1907년 7월 헤이그밀사 사건이후 친일파 ‘이완용’과 군부대신 ‘이병무’에 의해, 대한제국(大韓帝國)의 군을 참령(參領)으로 면직당한다.[78] 서북학회(西北學會)에서도 애국계몽활동을 계속하였고,[79]  1908년 입헌군주제(立憲君主制)를 주장한 방한덕(方漢德)이 발족했던 대한협회(大韓協會) 평양지회(平壤支會) 부회장(副會長)과 총무로도 활동하였던 민족적 독립운동가임.[80] 평안남도 평양부에 사셨으며,[81] 외손자가 대한민국 최초 4성장군 백선엽(白善燁)이다.
- 방치경(方致京, 1860 ~ ? ) :  전라북도 금산군 군내면 출신.  조석우(趙錫祐)등 11명과 함께 충북 영동(永同)에 모여 조선독립(朝鮮獨立)을 위한 폭력적 투쟁을 결의하고, 격문을 붙이는등 주민들을 선동함으로 내란죄(內亂罪)로 기소되어 공주지방재판소 청주지부에서 재판받고 유형(流刑) 2년을 받았다. 2009년 애족장이 추서됐다.
- 방진관(方進寬, 1860 ~ ? ) : 본명 방응교(方應敎). 방만춘(方萬春)의 손자이다.  퉁소(洞簫) 연주가. 퉁소명인.
- 방기전(方基典, 1861년 ~ 1920년) : 보명(譜名) 기전(器典) 일명 기전(基甸). 아버지는 휘 덕철(德喆)이고 배우자는 연안(延安) 차씨이다. 독립운동가로 한일합방(韓日合邦)이 되자 만주로 이주하여 유하현(柳河縣)에서 온양학교를 설립하고 애국청년 육성에 공헌했다. 1911년 부민단(扶民團)·한족회(韓族會) 등에서 동포의 생활안정과 항일독립정신 함양에 기여하였다. 1920년 서간도 삼원보(三源堡)에서 한족회총관(韓族會總管)으로 활동하다가 일본경찰에 붙잡혀 피살되었다. 1963년 대통령표창, 1977년 건국포장, 1990년 애국장이 추서되었다.
- 방규석(方圭錫, 1862 ~ 1944) : 충청남도 논산 출신. (字) 일감(一鑑). 통정대부.  아버지는 선략장군(宣略將軍) 용양위부사과(龍驤衛副司果) 휘 달주(達周)이다. 1885년 무과를 급제했으며, 논산군 강경면장(江景面長)과 성동면장(城東面長)을 했다. 1921년 성동면장 재직시 면민일동 이름으로 공렴비(公廉碑,청백리비)가 세워졌다. 총독부의 가시가 되어 1926년 1월 논산군수 후지이(藤井熊之助)에 의해 사직 권고까지 받았으나, 당시 면민들은 사직의 부당성을 격렬히 항의하며 면민대회를 개최하여 유임운동을 대대적으로 벌이기도 하였다. 장남 방한승(方漢昇)은 동아일보 창립 기자를 거쳐 매일신문, 경성일보 기자를 했으며, 차남 한민(漢旻,1900년생)은 조선일보와 동아일보 기자를 거쳐 독립운동을 한 독립유공자이며, 삼남 방한호(方漢昊)도 중외일보, 매일신보 기자를 했다.
- 방문식(方文植, 1864 ~ ? ) : 평안남도 순천군 은산면 출신 여성. 1921년 1월 27일 만주지역내 순천출신 대한국민회(大韓國民會) 부인향촌회(婦人鄕村會) 회원들이 검거되었다.
- 방사익(方士益, 1865 ~ ? ) : 경북 안동출신으로 만주 관전현(寬甸縣) 유하현(柳河縣)등에서 독립운동을 했다. 2010년 건국포장이 추서됐다.
- 방시용(方時容, 1865 ~ 1907) : 경기도 양주(楊州) 출신이다. 초명 방시영(方時榮)이며 아버지는 증 가선대부 휘 수영(秀英)이다. 1881년 훈련원(訓鍊院) 능마아랑청(能麽兒郞廳), 1882년 부사용(副司勇), 1886년 전옥주부(典獄主簿), 1887년 통리교섭통상사무아문(統理交涉通商事務衙門) 주사(主事), 1887년 시흥현감(始興縣監), 1897년 통정대부(通政大夫)  1900년 정3품 통신사(通信司) 전화과기사(電話課技師), 1904년 시종원시종(侍從院侍從).  1905년 가선대부, 1906년 시종원(侍從院) 부경(副卿)이 되고, 방시용(方時容)으로 개명하였다. 1907년 사망시 재산이 5千石지기였다.
- 방영주(方英柱, 1867 ~ 1932) : 평안남도 맹산군(孟山郡) 동면(東面) 신중리(新中里) 출신 .이은거사(利隱居士). 아버지는 휘 도순(道淳,1838년생) 어머니는 밀양 박씨이다.  1920년 조직된 비밀결사 대한독립광복군(大韓獨立光復軍) 산하 맹산지방 청년단(靑年團) 단장 방기원(方基元,1874년생)이 이끄는 청년단 단원(團員)으로 가입 활동을 하였다. 대한독립진명단(大韓獨立盡命團)사건 관련으로 투옥도 되었다.
- 방병섭(方丙燮, 1869 ~ ) : 함경북도 종성(鍾城) 출신. 1912년 만주 훈춘 북쪽에 있었던 민족학교 신풍(新豊)학교가 화재가 발생해 폐교위기시, 서 성금을 희사하여 폐교의 위기를 넘겼다. 1914년에는 신풍학교 교감직을 수행했고, 당시 종인(宗人) 방재헌은 교사로 재직 하였다. 학생들에게 계속 배일(排日)교육을 하자, 일제(日帝)는 계속 감시하였다.
- 방춘식(方春植) : 1895년 이천(利川)의 화포군(火砲軍) 도령장(都領將)으로 휘하 포병 일백여명을 이끌고 김하락(金河洛) 등과 같이 한말 의병대인 利川首倡義所를 창설하여 많은 전투에서 공을 세웠다.
- 방기후(方基厚, 1870 ~ ? ) : 평안남도 순천군 신창면 출신. 아버지 휘 선옥(善玉,1840년생)과 모친 경주(慶州) 김씨 사이 장남으로 태어났다. 순천지역 3· 1독립투쟁은 3월 2일 은산부터 시작되었는바, 천도교인과 시민이 합세한 1천여 명 군중이 만세를 부른 후 해산했다. 일경(日警)에 의해 검거되어 징역 형을 살았다.
- 방기창(方基昌) : 평안남도 맹산군(孟山郡) 상리(上里) 출신. 1919년 3월 5일 맹산지역 독립만세운동 초기 천도교 순회교사(巡廻敎師) 효준(孝俊,1881년생,父 利弼), 이 지역 천도교 교구장(敎區長)을 역임한 방은준(方殷俊, 父 元弼), 순회교사  방환기(方煥驥, 일명 炳驥, 1892년생, 父 寅柱), 청년회장(靑年會長) 문병로(文炳魯), 방진원(方鎭垣)과 함께 만세시위운동을 주도하였다. 이날 가두로 진출하여 독립선언서를 살포하며 독립만세를 부르고 시위를 했다.
- 방인철(方仁喆) : 1896년 7월 유인석(柳麟錫) 의병장 휘하 제천의진(堤川義陣) 포군(砲軍)으로 활동하다가 만주 서북지역으로 근거지를 이동할 목적으로 강계부(江界府)에 이르렀을 때 체포됨. 2000년 애족장이 추서됐다.
- 방관일(方觀一) : 이명(異名) 관일(寬一). 1907년 12월 의병장으로서 이인영(李麟榮), 정대일(鄭大一) 의병장과 함께 700여명의 군사를 이끌고 강원도 일대에서 활동함. 1995년 애족장이 추서됐다.
- 방필성(方必成) : 충북 청풍(淸風) 출신이다. 1907년 8월 평양진위대 해산 후 청풍으로 내려온 박여성(朴汝成) 조동교(趙東敎) 황대성(黃大成)등과 함께 의병을 모집해, 제천 영월 인제등지에서 의병 항쟁을 하였다.
- 방덕영(方德榮) : 1907년 전후, 광주(廣州) 춘전(春川) 홍천(洪川) 화천(華川)등 전국을 돌며, 의병장 권득수(權得壽)의 지휘하에 군자금(화약대금)을 모집하는등 의병활동을 했다.
- 방학연(方學連) : 1896년 7월 유인석(柳麟錫) 의병장 휘하 포군(砲軍)으로 활동하다가 만주 서북지역으로 근거지를 이동할 목적으로 강계부(江界府)에 이르렀을 때 체포됨. 2000년 애족장이 추서됐다. 제천의진(堤川義陣)
- 방인수(方仁守, 1871 ~ 1920년) : 일명 인수(仁洙). 1920.10.22. 만주(滿洲) 혼춘현(琿春縣)에서 대한독립단(大漢獨立團)의 일원으로 양식의 공급 및 가옥건설에 종사하면서 첩보활동을 하다가 일군에 피체(被逮)되어 혼춘현 십리평(十里坪)에서 총살 순국함. 1991년 애국장이 추서됐다.
- 방사필(方士必, 1873 ~ ? ) : 강원도 정선 사람으로, 1907年 6-8月 김중덕(金仲德) 의병진(義兵陣)에 소속되어 강원도 정선(旌善) 등지에서 군수금을 모집하는 등 활동하였으며 1908년 4월에는 박기성(朴基成) 의병진(義兵陣)에 소속되어 강원도 정선에서 일군(日軍)과 교전하는 등 활동하다가 피체되어 유형(流刑) 3年 받았다. 1995년 애족장이 추서됐다.
- 방인관(方仁寬) : 이명(異名) 인관(仁觀). 평북 운산군(雲山郡) 출신이다.  원주에서 거의(擧義)한 의병장 이인영(李麟榮)이 전국 의병부대에 격문을 보내어 1907년 11월 양주에 집결, 연합의 진을 결성할 것을 촉구하자 그는 격문미달지역인 평안도에서 활동중이었음에도 불구하고 이 제의에 호응, 80여 명의 휘하 의병을 이끌고 남하, 이인영 의병부대에 동참하였다. 이인영의 휘하 좌군장(左軍將)으로 활동하였으며, 13도 창의군(倡義軍)이 결성되자 관서(關西) 창의대장이 되어 평안도 의병(義兵)을 대표하여 이 연합의진에 동참하였다. 1909년경에는 충청도지역 충주 노은면과 원주일대에서 의병장으로 활동했다. 구체적인 시기는 알 수 없으나, 음죽·여주 일대에서도 의병항전을 벌였던 것으로 확인된다.
- 방치성(方致成, 1874 ~ 1919년) : 보명(譜名) 치석(致錫). 별명 성규(聖圭). 아버지 휘 효원(孝元)과 수원(水原) 백씨 사이에서 차남으로 태어났다. 궁내부주사(宮內府主事)를 역임했으며, 1919년 3월 1일 3.1 만세운동 당시인 1919년 4월 1일 충남 천안군 갈전면(葛田面) 장터에서 대한독립(大韓獨立)이라고 쓴 큰 깃발을 세운 후 독립선언서를 낭독하고 독립만세를 고창하며 장터를 누비고 시위할 때 일군(日軍)들의 야만적 기총난사로 총살당해 순국하였다. 1991년 애국장을 추서 받았다.
- 방기원(方基元, 1874 ~ ? ) : 평안남도 맹산군 수정리 출신. 1921년 3월 평남 맹산군에서 이수문(李守文)의 권유로 대한독립광복군 사령부(사령장 趙孟善) 예하의 청년단체인 대한청년독립청년단(大韓靑年獨立靑年團)에 가입해 단장(團長)으로 아들 방승현(方承鉉)과 함께 활동하다 체포되어 징역 1년(미결구류 90일)을 받았다. 2014년 애족장이 추서됐다.
- 방경진(方敬鎭, 1875 ~ 1950) : 평안북도 정주군 정주면 성외동(城外洞) 사람이다. 아버지 휘 종민(宗珉)과 어머니 연일(延日) 승(承)씨 사이 장남으로 태어났다. 1920년 광한단(光韓團)의 독립군 군자금(軍資金) 모금사건에 연루되어 검거 투옥되었다.
- 방병기(方炳起) : 일제 강점기 만주 간도지방 의병장. 1895년 을미사변(乙未事變) 이후, 민족의 자주권확립과 독립운동 목적으로 회장이 이수길(李秀吉)이었던 연근회(演勤會,演議會)라는 단체를 간도 연길에서 발의하였며, 겉으로는 교육 보급을 표방하며 중국인들과 연대하여 반일운동 및 친일인사 배척운동을 전개하였고 독립군 대장 이범윤(李範允)등과도 긴밀한 연계를 유지하였다. 당시 연근회는 회원이 약 1,000명 이상이 되었다. 종인(宗人) 방동규(方東奎,1875년생, 父 基云)와 같이 연근회의 의원(議員)으로 지도부를 이끌었다.
- 방동규(方東奎, 1875 ~ 1939) : 함경북도 종성(鍾城) 출신으로, 중국 연길(延吉)에 거주했다. 아버지는 기운(基云,1849년생, 묘 중국 연길) 어머니는 김해 김씨이다.  1895년 을미사변(乙未事變) 이후, 민족의 자주권확립과 독립운동 목적으로 연근회(演勤會)라는 단체를 만들어 방병기(方炳起)와 같이 연근회의 의원(議員)으로 지도부를 이끌었다. 1920년 10월 청산리전투에도 참가했다.
- 방우룡(方雨龍, 1876 ~ ? ) : 천주교 신자이다. 1919년 8월 회장 구춘선(具春先), 부회장을 강구만(姜九萬)으로한 독립운동 단체인 재간도대한민회(在間島大韓民會)를 발기하고, 유예균(劉禮均) 조권식(曹權植) 장석함(張錫咸) 김준근(金準根)과 같이 의사원(議事員)으로 활동하였다. 1920년 4,5월경 만주 길림성 왕청현(王淸縣)에서 천주교신자를 중심으로한 대원 300여명으로 무장독립운동 단체 대한민국 의민단(義民團)을 조직하고, 스스로 단장(團長)이 되어 항일 무장투쟁을 전개하였다. 1920년 7월경 구춘선(具春先)이 회장으로 있는 국민회가 군사부산하 무관학교 설립시 그 위치를 명월구(明月溝)에 있는 자신의 집터로 확정하였으며, 자택 근처 천주교성당을 강당으로 활용도록 하였다. 1920년 10월 29일 자신이 이끌었던 대한의민회(大韓義民會)를 포함 대한신민단(新民團) 대한광복단(光復團) 대한국민회(國民會) 등 무장독립단체들이 병합하여 임시정부의 직접 지휘감독을 받는 간도북부 남부총판부와 북부총판부가 조직될 때, 연길 화룡 돈화 액목 등지를 관할하는 남부총판부 총판(總辦)은 구춘선(具春先)이 맡고, 부총판직을 직접 맡아 청산리전투에 참가하였다. 나이 45세인 1920년 11월 13일 가택(家宅)을 일군(日軍)들이 모두 불태워버려, 유랑을 계속하다 일본군들의 추격으로, 1922년 동지들과 함께 러시아 영토인 자유시(自由市)로 피난을 했으나 독립군내부 분열과 러시아군 공격을 받는 흑하사변(黑河事變)을 겪고 이끌던 독립군이 해산되었다.
- 방사담(方士膽, 1876 ~ ? ) : 함북 부령군(富寧郡) 출신이다. 의사(醫師)였다. 1909년 안중근(安重根) 의사의 이또히로부미(伊藤博文) 저격현장인 할빈역에 하얼빈 한인회(韓人會)회장 김성백(金成伯)과 김성옥 김형재 탁공규등과 같이 있었다는 이유로로 10월 30일 체포되 조사를 받기도 했다. 1916년 민족교육을 하던 만주 할빈에 있는 동흥학교(東興學校) 교장을 역임했다. 러시아 여성과 결혼했다.
- 방한암(方漢巖, 1876~1951) : 속명은 중원(重遠) 법명이 한암(漢巖)이다. 아버지는 휘 기순(箕淳)이고 어머니는 선산(善山) 길(吉)씨다. 1941년 조계종이 출범하자 초대종정(初代宗正)으로 추대되어 4년간 조계종 종단을 이끌었다. 1.4후퇴로 국군이 남쪽으로 퇴각하면서 상원사를 불태우려 하자 법당에 앉은 채 그대로 불을 지를 것을 권하였다. 이에 감명 받은 국군은 문짝만 떼내어 불태운 뒤 절을 떠났다. 그래서 오대산 입구에 있는 월정사는 소실되었으나 상원사만은 아무런 피해를 입지 않았다. 그의 부도(浮屠)와 비는 상원사 바로 밑에 있고 비문은 그의 문인으로 유불선(儒彿禪) 삼교에 통하는 동양학의 석학(碩學) 탄허선사(呑虛禪師)가 짓고 손수 써서 세웠다.
- 방돌이(方乭伊, 1879 ~ ? ) : 경상북도 진보군 하리면 의병으로 활동중, 피체되어 경상남북도 판결 융희 3년(1909년) 형상 제147호건으로 유죄판결.
- 방원길(方圓吉, 1879 ~ ? ) : 평안남도 대동면(大同郡) 대보면(大寶面) 출신 의생(醫生)이다. 1919년 3월 조선독립만세를 불렀다고하여 보안법위반 및 소요죄(騷擾罪)로 기소되어 1919년 9월 13일 고등법원에서 최종 징역 2년 6개월로 형이 확정되었다.
- 방주혁(方周赫, 1879 ~ 1969) :  보명(譜名)은 운호(雲浩). 호(號) 송운(松雲). 자(字)는 숙명(淑明). 의생면허 5번 한의사 출신 독립운동가이다. 웅천(熊川) 가문 출신으로 부친 휘 선곤(善坤)과 어머니 금녕(金寧) 김씨 사이 차남으로 태어났다. 흥친왕(興親王) 이희(李熹)의 시의(侍醫). 1919년 3.1운동 때 손병희 선생의 요청으로 천도교와 시천교 통합에 노력을 하였고, 독립운동에 가담하였다. 1925년경 중국으로 망명하여 이시영(李始榮)과 함께 독립운동을 했다. 1949년에는 민주국민당 고문을 지내는등 의가(醫家) 정치인이자 애국투사였다. 한의과대학의 설립과 한의사 제도 창립에 노력을 기우려 마침내 성사 시켰다. 한국동란후에는 서울 화동 경기중학 옆에 자도(慈渡,慈道)한의원을 운영했다. 대한한의사협회 고문과 1960년 온양방씨 대동보 발간시 고문역을 맡기도 했다.
- 방도순(方道順) : 1919년 10월 현재 만주 안도현의 한족회(韓族會)회원으로 독립운동을 하였음.
- 방덕형(方德亨) : 1909년 1월 상순 무산(茂山) 삼수 부근에서 거의하기 위해 약 50명의 의병을 거느리고 간도로부터 무산으로 침입하여 일군헌병과 격전을 벌였고 기타 지방에서도 크게 활약하였다.
- 방도현(方道賢) : 평안북도 정주(定州) 고읍면 출신. 만주 화룡현 제하사(霽霞社) 온둔(五屯)촌에 1915년 1월 개설한 기풍재(岐豊齋)라는 민족교육 학교에서 조선의 역사와 천자문등을 가르쳤으며, 1930년 3월에는 평북 정주군 고읍면의 관해(觀海) 학원설립시 성금.
- 방유영(方有榮, 1880 ~ 1932) : 자(字) 대중(大仲). 1900년 5년제 관립영어학교(官立英語學校) 2기로 졸업한 해 4월 고종황제 명(命)으로 대한제국의 최초 영국런던주재명예총영사(駐箚英國倫敦名譽總領事) 영국 하원의원 모건(摩賡,William Pritchard Morgan 1884-1924)과 함께 영국으로 출국.[82]  영사관(領事館)에서 통역관으로 근무하며 옥스퍼드(Oxford) 대학을 다니는 등 서양문물(西洋文物) 습득에 노력함.[83] 1901년에는 빅토리아 영국여왕이 서거하자 조문사절단 이범진(李範晋) 일행과 함께 조문하였다.[84] 다음해 고종황제(高宗皇帝)의 명으로 국내로 다시 들어와 인천해관(仁川海關)의 탁지부(度支部) 관리로 근무하다가[85] ‘이범진’열사 사망후, 일본회사에 광업권이 넘어가기 이전인 1913년부터 1915년말까지 평안북도 창성군(昌城郡) 동창면(東倉面) 대유동(大楡洞) 소재 프랑스인 살타렐(薩泰來 : Saltarel, P.M.)이 경영하던 금광(金鑛)에서 통역관으로 근무하면서, 고종의 특명으로 금광의 수입금 일부를 각처의 독립자금을 보냈다고 하나, 현재까지 그 사실을 고증 하지 못함. 1905년 관립영어학교(官立英語學校) 스승이자 영국영사관 근무 이한응(李漢應) 열사(烈士)가 일제에게 국권이 잠식(蠶食)당함에 분개하여 자살하고, 1911년에는 이범진 열사가 자살하며, 1919년 1월에는 고종 마저 서거(逝去)하자 모든 의욕을 상실했다. 1932년 자녀들에게 "나라 뺏긴 백성이 죽어서 황제폐하(皇帝陛下)를 어찌 보겠느냐?"하며 "산소를 쓰지말고 화장하라"고 했다.
- 방서일(方瑞一, 1880 ~ 1920) : 일명 서일(瑞日). 만주지역에서 독립운동을 하다, 1920년 11월 3일 만주(滿洲) 훈춘현(琿春縣)에서 군자금을 모집하는 등의 활동을 하다가 피체되어 하구동(河口洞)에서 일군(日軍)에 의해 총살당해 순국(殉國) 함. 1991년 애국장(愛國章)이 추서 됐다.
- 방주익(方周翼, 1880 ~ ) : 함경남도 단천군(端川郡) 수하면(水下面) 출신 독립운동가이다. 1915년 전성익(全性翊) 박승혁(朴承赫) 안명환(安明煥) 등과 함께 단천에서 독립운동 비밀결사인 자립단(自立團:단천 군비단 경호대)을 조직함. 1916년 3월 함흥지방법원에서 단원인 전성익(全性翊)등과 함께 보안법 위반죄로 징역 1년 6개월 ∼ 6개월 언도 받고 그해 4월 17일 복심법원에서 공소를 제기했으나 기각되었다. 1921년 또다시 단천서에 검거되 함흥지청 검사국에 송치된 사실이 있다.
- 방준규(方俊奎) : 대한의군부(大韓義軍府) 의군단(義軍團) 중국 간도 화룡현 덕화사 유동(柳洞) 사무소 소장으로 근무하며 독립운동을 했다.
- 방명기(方明基, ? ~ 1908) : 평남 맹산군(孟山郡) 인화면(仁化面) 남천(南泉) 출신. 1908년 평남 순천군(順川郡) 밀전면(密田面)에서 김용복(金龍福) 등과 의병활동을 하고 맹산군 인화면 가창(假倉)에서 의병활동을 전개하다, 동년 5월 29일 순천순사주재소(順川巡査駐在所)와의 전투 중 전사 순국(殉國)함..  2005년 애국장을 추서 받았다.
- 방수연(方壽連) : 이명(異名) 방수연(方守連) 방대연(方大允). 천도교 신도로, 1907년 유길준이 조직한 한성부민회 회원이기도 하셨으며, 1909년에는 간도로 들어가 그해 8월에 간도 용지사 수칠구에 천도교계통의 보흥학교(普興學校)를 설립하고 公께서 교장직을 맡고 교사 김채영과 함께 청소년들에게 민족교육을 실시하였다. 1921년 3월경에는 서일(徐一)이 이끄는 간도 독립군 대한군정서(大韓軍政暑)의 제25분국인 경신분국의 제1과장을 맡고, 항일무장투쟁을 하였다.
- 방효준(方孝俊, 1881 ~ ? ) : 1919년 3월 5일경 평남 덕천군(德川郡) 덕천읍내(德川邑內_에서 독립에 관한 연설을 하고 군중을 이끌고 만세시위를 전개하였다가 체포되어 징역 1년 6월을 받았으며, 또다시 1921년 8월 평남 맹산(孟山) 원남면(元南面) 행산리(杏山里) 이관국(李官國)의 집에서 수십여 명 천도교 신도에게 태평양회의 개최 소식을 전하고 동년 11월 맹산읍내에서 이에 호응하는 만세시위를 전개할 것을 권유한 혐의로 체포되어  1심에서 징역 2년을 받았으나, 1922년 3월 23일 복심법원에서 증거불충분으로 무죄를 받음. 2011년 애족장에 추서됐다.
- 방경호(方敬鎬, 1881 ~ ? ) : 독립운동가. 평북 후창(厚昌) 출생. 1910년 국권이 피탈되자 국권회복을 위하여 독립운동에 투신할 것을 결심하고 만주로 망명, 조선혁명군 참사(參士)로 활약하다가 토민병(土民兵)에게 살해되었다.
- 방기용(方起容, 1881 ~ 1946) : 보명(譜名)은 두용(斗容)이고 자(字) 기용(起容)이다. 충청남도 홍성군 구항면(龜項面) 내현리(內峴里) 출신이며, ,아버지는 휘 재춘(裁春,1844년생)이다. 부친이 돌아가신후 어렵게 공부를 하고 살림을 꾸려 나가시느라 만혼이었다. 처(신평 李씨)의 고향인  홍성군 금마면(金馬面) 부평리(富平里)로 이주해 향리에 은거하시며 학동들을 가르치다, 1905년 을사늑약과 1910년 경술국치후 독립운동의 뜻을 두고, 동지들과 교류를 하던중, 1919년 4월 2일 홍성의 장날을 기해 동지들과 독립만세운동을 하다가 일경에게 체포되어 조사받고 태형(笞刑) 90을 받았다. 2006년 대통령표창을 추서 받았다.
- 방임주(方任柱, 1882 ~ ? ) : 일명 임주(壬柱). 평안남도 맹산군 맹산면 수정리 출신. 맹산면장(孟山面長). 아버지는 휘 기찬(基讚) 어머니 봉산(鳳山) 이씨이다. 대한청년독립청년단(大韓靑年獨立靑年團) 부단장(副團長)으로 독립운동을 하다 1921년 체포됨.
- 방덕홍(方德泓, 1884 ~ ? ) : 강원도 양양군(襄陽郡) 출신. 1919년 4월 강원도 양양에서 3.1 만세운동을 벌이다 체포되 함흥지방법원에서 징역8월을 언도받았다.
- 방계효(方季孝, 1884 ~ ? ) : 평안남도 순천군 오운면(梧雲面) 운봉리(雲峰里) 출신. 이명(異名) 단효(丹孝) 기호(基浩). 아버지 휘 기혁(基赫,1863년생)과 어머니 평산(平山) 申씨 사이 장남으로 태어남. 통화현(通化縣)에서 독립군 서로군정서(西路軍政署) 소속 통신감독으로 활동하였다. 통신원인 막내동생 관효(寬孝,1899년생)와 함께 군자금모집중 일경에 의해 1922년 8월 12일 피체되었다.
- 방창희(方昌熙, 1884 ~ ? ) : 평안남도 성천군(成川郡) 삼흥면(三興面) 일청리(一淸里) 출신. 1919년 3월 4일 평남 성천군 성천읍내에서 군민(郡民)들과 함께 조선독립만세를 부르다. 총상까지 입었다. 보안법위반 및 소요죄로 기소되어 1919년 9월 18일 고등법원 법정에서 당당히 조선은 4천년 역사를 갖고있는 국가로, 을사늑약과 정미7조약은 사기 내지 강제적으로 행해져 정당성이 없음으로, 조선독립만세를 외친 것은 조선민족의 의무라 했으나, 징역 6개월이 확정되었다.
- 방재선(方在先,1884 ~ ? ) : 강원도 횡성군(橫城郡) 서원면(書院面) 출신으로, 서당(書堂) 선생이다. 1917년 음력 11월경부터 마을 서당에서 아이들을 교육하며 정태봉(鄭泰鳳)외 십수명의 아이들에게 "독립하라,독립하라 우리나라 독립하라,비참하기가 극에 달한 우리제국 대한국"이라는 불온한 가사를 가르쳐 보안법위반으로 기소되어 1918년 7월 27일 경성지방법원에서 징역 3개월 집행유예 3년을 언도 받았다.
- 방인길(方仁吉, 1884 ~ ? ) : 함경북도 부령(富寧)지역 출신으로 함경도 경성(鏡城)지방의 의병장(義兵將, 1908년 당시 23세)이 되었다.
- 방찬경(方贊京, 1885 ~ ? ) : 평안북도 태천군(泰川郡) 강서면(江西面) 출신이다. 1922년 1월 봉천성 토화현에서 대한독립단(大韓獨立團)에 가입하고 독립운동을 하셨다.
- 방경모(方敬模, 1885 ~ 1934) :[86] 평안남도 순천(順川) 출신이다. 아버지는 기독교 장로이자 독립운동가 휘 기전(基典, 1861년생) 어머니는 연안 차씨이다. 장로교 목사이자 독립운동가이다. 1920년 서로군정서(西路軍政署) 이상룡(李相龍)의 지시로 관전현(寬甸縣)에서 행동대원 60명을 인솔하고 평안남도 순천을 근거지로 하여 군자금 모집 활동을 하였다. 그러나 동년 11월 이러한 사실이 일경에 탐지되어 총격전 끝에 체포되었으며, 1920년 12월 18일 평양지방법원에서 소위 제령(制令) 제7호 위반으로 징역 1년형을 받고 옥고를 치렀다. 1924년 12월 19일 평양 장로회신학교를 김병희, 박승명, 박연세, 홍택기, 소병권 등과 함께 제18회 졸업 목사가되어 이천(利川) 교회에서 근무했으며, 1928년 황해도 황주(黃州)교회 목사로 피임되고 평양노회 노회장(현 평양남노회)을 역임했다. 당시 황주의 자선사업가 방애인(方愛仁)이 교인이었던 아버지의 구원을 애타게 바랄 때, 함께 기도하기도 하였다. 평양 1990년 애족장이 추서됐다.[87]
- 방창근(方昌根, 1885 ~ 1963) : 충남 아산 온양 출신 독립유공자이다. 1920년 서울에서 이기하(李起夏) 등과 함께 결의단(結誼團)을 조직하여 비서장(秘書長)으로서 독립운동자금을 모집하는 등 활동하다가 일경(日警)에 체포되어 1920년 3월 5일 경성지방법원에서 정치범처벌령위반 및 공갈미수로 징역 1년을 받은 사실이 있다. 2007년 애족장이 추서됐다.
- 방성묵(方聖黙, 1885 ~ 1995) : 경기도 개성 학령(鶴嶺) 출신이다. 아버지 휘 교식(敎植)의 장남으로 태어났다. 1919년 4월 1일 개성군에서 허내삼(許迺三)이 지휘하는 독립만세시위에 참가하여 만세를 부르고 돌과 곤봉으로 일경(日警)에 저항하다가 체포되어 징역 4년을 받았다. 2005년 애국장에 추서되었다.
- 방효원(方孝元, 1886 ~ 1953) : 조부는 휘 상조(商祚이고 아버지는 만준(萬俊)이다. 호는 요산(樂山). 평안북도 철산 출신. 목사이자 독립운동가. 1898년 아버지를 따라 입교한 후 방씨 가문의 핍박으로 어려서부터 타향살이를 하였다. 1911년 선천 신성중학(信聖中學)을 마치고, 1915년 평양 장로회신학교를 졸업하고 평북노회에서 목사안수를 받았다. 초대 중국선교사로 선임되어 산둥성(山東省)내양(萊陽)에 부임, 남관교회(南關敎會)를 설립하였다. 중화기독교전국총회의 창립요원으로 기여하였으며, 1935년에는 상해 한인교회의 시무를 맡기도 하였다. 중국에서 조선동포들에게 독립사상을 고취하기도 했다. 1937년 중일전쟁이 터지자 일본군에 의하여 붙잡혀 옥고를 치루었으며, 다시 상해에서 목회하다가 1945년 귀국하여 선천 남교회를 시무하던 중 공산당의 박해를 받아 월남하였다. 부산에서 피난생활을 하다가 병을 얻어 40여 년 간의 전도생활을 마감하였다.
- 방정환(方正圜, 1886 ~ ? ) : 함경북도 부령군(富寧郡) 부거면(富居面) 전동리(田洞里)에서 아버지 휘 순악(舜岳)의 장남으로 태어났다. 부친이 1904년 돌아가시고, 나라가 어수선해지고 일제의 침탈이 노골화 되기 시작하자, 일제와 맞설 방법은 무장투쟁이라는 확신을 갖고 중국 간도지방 화룡현 명신사 충신장령(忠信塲嶺)으로 이주했다. 그곳에서 농사를 지으며, 서당을 운영하여 젊은이들에게 민족교육을 시키고 한편으로는 의원(醫員)을 하시며 가난한 이웃들을 보살피던중, 화룡현 덕화사 유동(柳洞)에 있는 종인 대한의군부(大韓義軍府, 총재 李範允) 의군단(義軍團) 유동 사무소장 방준규(方俊奎)의 영향으로 의군단원이 되시고 독립운동을 시작했다. 1920년 8월 중국 화령현(和龍縣)에서 대한의군부(大韓義軍府) 서부지방 총리분국장(總理分局長)으로 의군부 중대장의 지시에 따라 함북 부령군에서 의군부 관련 문서를 배포하고 독립자금을 모집하려다 체포되어 징역 10月을 받았음. 2016년 건국포장이 추서됐다.[88]
- 방경수(方景洙, 1886 ~ ? ) : 평안남도 맹산군(孟山郡) 지덕면(智德面) 덕화리(德化里) 출신. 아버지는 휘 두헌(斗憲) 어머니는 순흥(順興) 김씨이다. 대한청년독립청년단(大韓靑年獨立靑年團)으로 독립운동을 하다 1921년 체포됨.
- 방제선(方濟善, 1886 ~ ? ) : 아버지 휘 인경(麟慶)이다. 배우자는 해주(海州) 이씨이다. 아들이 없이 딸 둘만 있다. 일제에 의해 강제해산된 대한자강회 후신으로 1907년 발기된 대한협회의 평안북도 철산(鐵山)지회 회계겸 서기를 했다.
- 방일진(方一鎭, 1888 ~ 1921) :  보명(譜名) 일진(壹鎭). 평북 정주(定州) 출신이다. 아버지 휘 종민(宗珉)과 어머니 수원(水原) 백씨 사이 차남으로 태어났다. 1920년 광한당(光韓團)에 가입하여 군자금모금등 독립운동을 하다, 1920년 12월에 피체되어 가혹한 고문을 당한후 1921년 1월(양력) 순국함. 1980년 대통령표창, 1991년 건국훈장 애국장이 추서되었다.
- 방계성(方繼聖, 1889 ~ 1949) : 일명 계성(啓聖). 평북 철산(鐵山) 출신이다. 아버지 휘 인홍(麟弘)과 어머니 영광(靈光) 김씨 사이 차남으로 태어났다. 1903년 신천예수학원에 입학였고 가정형편으로 신성학교를 1년 만에 중퇴한 방계성은 철산군청 토지산림측량기사와 철산군 원세평동 동장으로 근무하다 부산으로 이주해 2살 연하 수산업체 사장 딸 경주인 박분옥과 결혼한다. 32세에 평양신학교를 입학했지만 이 또한 가정 사정으로 2년 만에 수료한다. 그리고는 1926년 만 37세에 부산 초량교회 장로에 취임하면서 약관 만 29세에 담임목사로 부임한 신사참배 거부로 순교한 주기철(朱基徹, 1897년 11월 25일 ~ 1944년 4월 21일) 목사를 운명적으로 만난다. 1931년 경남노회 전도사 시취로 1931년부터 1933년에는 전남노회 소속 추자도 신양교회 담임 목회자를 역임하고 1934년부터 1936년에는 만주 안동현 육도구교회에서 3년간 전임 전도사로 활동하던 방계성 전도사는 평양 산정현교회 담임목사로 부임한 주기철 목사의 요청으로 전도사로 부임한다. 조만식, 김동원, 오윤선, 유계준 등 민족운동 지도자들이 당회(교회집행부)를 구성한 산정현교회는 신사참배 반대운동의 상징이자 거점이었다. 일제가 교회를 폐쇄하자 지하교회를 조직하면서 신사참배와 궁성요배 거부 등의 신앙적 저항운동을 전개하면서 신사참배 반대운동을 확산시킨다. 하지만 산정현교회가 속한 평양노회를 비롯한 종교 권력자들은 신사참배를 결의하고 평양신사를 참배한다. 그리고는 신사참배 반대운동의 핵심 인물인 주기철 목사를 파면하고 산정현교회 폐쇄를 일제와 공모하는 등 철저하게 훼절한다. 결국 신사참배를 거부한 주기철 목사는 1944년 4월 21일 평양형무소에서 순교한다. 주기철 목사와 같이 신사참배를 끝까지 반대한 방계성 전도사는 6년간의 옥고를 치르고 1945년 8월 17일 평양형무소에서 출옥한다. 1949년 5월 독노회에서 목사 안수를 받은 방계성 목사는 예배당에 인공기를 걸라는 요구와 공산당이 주도한 기독교연맹 가입을 거부하다 1949년 12월 27일 공산당에 납치된다. 일제 군국주의와 북한 공산당의 회유와 협박에 굴복하지 않은 평신도 출신인 방 목사는 "나는 언제 어디서 어떻게 죽을지 전혀 예측되지 않는다"는 말을 유언처럼 남기고 1949년 만 60세에 순교한다. 아들 방정원(方正元,1924-1997)과 손자 방인성(1954년생)도 목사이다.
- 방화용(方花容, 1889 ~ 1964) : 이명 화용(花用). 충남 홍성군 금마면 죽림리 출신이다. 1919年 4月 2日경 忠南 洪城郡 홍성시장 등지에서 독립만세를 고창(高唱)하는 등의 활동을 하다가 체포되어 태형(笞刑) 90을 받았다.  2006년 대통령표창을 추서 받았다.
- 방금손(方今孫) : 1919년 3·1운동 당시, 서간도 장백현 12도구(十二道溝)에서 독립운동을 하였다.
- 방열경(方悅卿) : 평안북도 정주 출신. 천도교 신도. 1919년 3월 31일 정주 장날 독립만세 운동을 하였고 주동자로 체포되었다.
- 방응모(方應謨, 1890 ~ 1950) : 조선일보 사장으로 1933년 장학회를 만들어 학생들에게 장학금을 지급했다. 광복 직후 건국준비위원회 위원으로 활동했고, 한국독립당 중앙상무위원과 독립촉성국민회 총무부장을 역임했다. 해방 정국에서 김구의 재정적 후견인으로 이봉창, 윤봉길, 백정기 등 삼의사 유골 봉환 사업과 신탁통치 반대 운동 등에 참여했다.
- 방신영(方信榮, 1890 ~ 1977) : 이화여자대학교 가정과 교수
- 방병찬(方炳贊, 1890 ~ 1926) : 이명(異名) 순찬.  만주지역 참의부에서 활동하던 독립운동가. 1924년 7월 평북 강계군(江界郡) 어뢰면(漁雷面)에 출동하여 일제 관헌 밀정을 처단하였고 1926년에는 참의부원들과 함께 즙안현(輯安縣)에서 추격을 받고 산중에서 교전하다가 순국함. 1995년 애국장이 추서됐다.
- 방애율(方哀律,  ? ~ 1920) : 이명(異名) 동가(東佳). 1920년 11월 26일 만주 국자가(局子街)에서 국민회(國民會) 지회장(支會長)으로 활동하다가 국자가에서 일군(日軍)에 의해 피살 순국함.  1991년 애국장이 추서됐다.
- 방윤격(方允格,  ? ~ 1919) : 평남 맹산군 출신. 아버지는 휘 문선(文善)이다. 1919년 3월 10일 평남 맹산군에서 시위주동자(示威主動者)라하여 천도교인(天道敎人) 1명이 주재소(駐在所)에 갇히게 되자 그의 석방을 요구하기 위해 주재소로 갔다가 잡히어 피살 순국(殉國) 함. 2000년 애국장이 추서됐다.
- 방진원(方鎭垣, ? ~ 1919) : 평남 맹산군 출신. 1919년 3월 5일 맹산지역에 조선독립 만세운동이 있었고, 동년 3월 10일 시위주동자(示威主動者)라하여 천도교인(天道敎人) 1명이 주재소(駐在所)에 갇히게 되자 그의 석방을 요구하기 위해 주재소로 갔다가 잡히어 방윤격(方允格)등과 함께 피살되 순국함.
- 방임일(方任日) : 서간도에서 한족의원 및 독립투사였다. 1920년 4월이후 1921년 2월 16일까지 사이 일경에 의해 사살되었다.
- 방응필(方應弼) : 황해도 해주 출신이다. 방형순(方亨淳, 1891년생)과 이기봉(李起峰)등이 주도하여  1919년 3월 16일 해주군 청룡면 영양리의 독립만세운동에 참가한 2백여명의 시위군중의 선두에 서서 조선독립만세를 불렀다가 체포되어 해주지법에서 징역 1년 3개월을 언도받았다.
- 방여선(方汝善, 1891 ~ ? ) : 이명 방해선(方海善). 아버지 휘 인경(麟慶)이다. 일제에 의해 강제해산된 대한자강회 후신으로 1907년 발기된 대한협회(大韓協會) 평안북도 철산(鐵山)지회에 형 제선(濟善)과 함께 회원이 되었고, 1909년경 경기도 마전(麻田) 장단(長湍) 삭녕(朔寧)에서 의병장을 하였다.
- 방진홍(方進弘, 1891 ~ ? ) : 함경남도 북청 출신.  대한독립군비단(大韓獨立軍備團) 요원으로 만주 장백현(長白縣)에서 독립운동을 함.
- 방형순(方亨淳, 1891 ~ 1944) : 황해도 해주 청룡면 출신이다. 1919년 3월 16일 해주군 청룡면 영양리에서 독립만세운동에 참가하여 독립만세를 고창하고 시위하다 체포되어 보안법위반으로 해주지방법원에서 징역 1년 3월을 언도받고 상고했으나, 그해 7월 17일 고등법원에서 기각되고 형이 확정됨. 1990년 애족장이 추서됐다.
- 방두환(方斗煥, 1892 ~ 1952 ) : 서울 출신이다. 조부는 행 남양군수 휘 한덕(漢德), 아버지는 대한제국 육군 부위(副尉) 휘 세영(世榮)이다. 경성보성전문학교를 졸업했다. 1920년대 말 대전으로 이거하여, 동아일보 대전지국장, 대전부회의원(大田府會議員)을 역임하였고, 해방후 미군정하 1945년부터 1946년까지 제2·3대 충청남도 대전(부윤)시장을 역임했다.[89]
- 방찬선(方贊善,  ? ~ 1922) : 1922. 12月 의용대 대원으로 군무(軍務)를 띠고 평북 강계군(江界)郡 문옥면(文玉面)에 출동하였다가 귀로에 중국 집안현(輯安縣) 상화보(祥和堡)에서 일경(日警)의 습격을 받아 전사 순국(殉國) 함. 1999년 애국장이 추서됐다.
- 방형묵(方亨黙, 1893 ~ ? ) : 아버지 휘 승국(升國)과 어머니 順興 안씨 사이 장남으로 태어났다. 1919년 3월 11일(음 2월 10일) 오전 11시 황해도 신천군 문화읍 동각리 장날을 기하여 앞장서, 대한의 독립을 선언한 다음, 태극기 높이 들고 대한독립만세를 부르니, 장꾼들이 모두 호응 가담하여 1천여 명의 만세 대열은 시가를 누비며 행진하게 되었다. 보안법위반으로 기소되 고등법원에서 상고가 기각되 형이 확정되었다. 법정에서 ‘조선독립을 선언할 때, 왜 보안법 위반이 되는가 ? - 생략 – 파리강화회의에서 민족자결을 허락한 이상 조선민족이 거사에 이름은 당연하것 아니겠는가 ?’ 하며 조선의 독립을 선언하고 만세를 부른 것은 정당하다고 뜻을 굽히지 않았다.
- 방원국(方元國, 1893 ~ ? ) : 평남 맹산군 옥천면 잉포리 출신. 아버지는 휘 사항(士恒)이다. 1920년 조직된 비밀결사 대한독립광복군산하 청년단(靑年團) 단원으로 활동했다. 장학성(張學成) 조경복(趙京福) 변치순(邊致淳)등과 함께 친일파를 처단하는 활동을 펼치는 한편, 단원들과 함께 맹산군 옥천면 선유봉(仙遊峯)의 굴속에서, 항일관련 문서 인쇄, 배포・군자금 모집 등의 활동을 전개하였으나, 체포되어 1925년 11월 18일 신의주지방법원(新義州地方法院)에서 징역 1년형을 언도 받았다.
- 방대덕(方大德, 1894 ~ ? ) : 평북 정주군 덕성면 출신으로, 1919년  3월 7일 정주군민들과 함께 아이포면(阿耳浦面) 면사무소 근처에서 독립만세를 불러 체포되어 보안법위반으로 기소되 1919년 6월 12일 고등법원에서 최종 징역 6개월 언도를 받았다.
- 방창덕(方昌德, 1894 ~ ? ) : 평안남도 성천군 삼흥면 일청리 출신. 1919년 3월 4일 평남 성천군 성천읍내에서 군민(郡民)들과 함께 조선독립만세를 부르다. 보안법위반 및 소요죄로 기소되어 1919년 9월 18일 고등법원 법정에서 당당히 일한합병에 반대하고, 조선독립만세를 주창한 것은 천명(天命)이자 민족자결원칙의 세계적 조류이다고 했으나, 징역 6개월이 확정됐다.
- 방을남(方乙南, 1895 ~ ? ) : 함경남도 북청 이망지리 출신이다. 아버지는 휘 진경(進庚,1874년생) 어머니는 한양 조(趙)씨이다. 1921년 7월 10일 군비단(軍備團)소속 북청지단(北靑支團) 단원 및 대한민국임시정부 臨時함경남도교통사무국의 국장으로 군자금모금활동과 대원모집활동을 하였다. 주덕기(朱悳基) 고양봉(高陽鳳) 정태(鄭泰) 한구(韓龜)등과 함께 독립군 군자금을 모집하려다 체포당함. 1921년 10월 7일 경성지방법원에서 주덕기와 함께 재판을 받아 징역 1년을 언도 받았다.
- 방용묵(方用黙, 1895 ~ ? ) : 평안남도 강동군(江東郡) 구지면(區池面) 향목리(香木里) 출신.  평남 강동군 성천군 순천군 일대에서 독립운동자금모집(獨立運動資金募集)을 하다, 1920년 4월 9일 피체됨.
- 방열(方烈, 1895 ~ 1934) : 강화 길상면 길직리 출신. 아버지 휘 원표(圓杓) 어머니 제주(濟州) 고씨 사이 장남으로 태어났다. 1919년 3월 강화군 부내면(府內面) 읍내 장터에서 1만여명의 군중들과 함께 독립만세를 고창하고 강화경찰서 앞에서 구속자 석방요구 시위를 하고 조선독립선언서 및 국민회보라는 문서를 배포하는 등의 활동을 하다 피체되 소요 보안법위반 출판법위반으로 기소되어 1919년 12월 18일 경성지방법원에서 징역 5개월에 벌금 20원을 언도 받았다. 1999년 대통령표창(大統領表彰)이 추서됐다.
- 방준호(方準浩, 1895 ~ ? ) : 충청도 거주. 1919년 여름 4월에 남한 일대에 독립운동이 크게 일어났다.  다리를 총에 맞아 경성(京城)의 세브란스 병원에 입원했다.
- 방원성(方遠成, 1895 ~ 1924) : 이명 원성(遠聲) 달성(達成). 함북 성진(城津) 출신이다. 1919年 3.1 운동이 일어나자 일본의 ‘고오베신학교’를 중퇴하고 만주로 가, 간도 용정촌(龍井村)에서 맹호단(猛虎團)의 참모 등으로 활동 중 피체되어 정치에관한죄 및 협박죄로 기소되 1919년 12월 5일 경성복심법원 징역 8개월 형에 불복 고등법원에 상고했으나 기각되 형이 확정되었다. 1921년 동경 유학생들이 워싱턴의 태평양회의를 기회로 결의문과 선언서를 발표할 때 조선청년독립단의 공동대표로 동참하고 이를 임시정부에 전달하기 위하여 상해로 파송된 후 1922년 국민대표회(國民代表會) 개최를 촉구하고, 국민대표회가 개최되자 교육위원에 선임되어 활동하였으며 1924년에는 한국독립당(韓國獨立黨)의 후보 국민위원으로 당선되었으나 그해 6월 심장병으로 상해에서 병사함. 1995년 애국장이 추서됐다.
- 방길(方吉, 1895 ~ 1920) : 1920년 11월 2일 만주 연길현(延吉縣)에서 독립군 조사역원(調査役員)으로 활동하다가 일군에 의해 사살되 순국(殉國)함. 1991년 애국장이 추서됨.
- 방준(方俊,  ? ~ 1927) : 1927년 11월 13일 만주 화룡현(和龍縣) 연길시외(延吉市外) 연집강(延集岡) 소석구(小石溝)에서 혁신단(革新團) 제1분대장 한익(韓益)과 제2분대장 김강(金江)이 인솔하는 7명과 일본 영사관(領事館) 경찰대(警察隊)와 3시간 30분 동안 교전하다가 탄환이 떨어져 한익(韓益) 등 5명과 함께 전사 순국(殉國) 함. 1995년 애국장이 추서됐다.
- 방성도(方聖道, ? ~ 1932) : 독립운동가. 평북 강계(江界) 출생. 만주로 망명, 독립단(獨立團)에 가입하고, 1932년 동지 맹성록(孟性祿) ·이진태(李震台) ·함창보(咸昌寶) ·최상선(崔相善) 등과 평북에 잠입해 활동 중 희천(熙川)에서 일본경찰의 습격을 받아, 혈전을 벌인 끝에 순국하였다.
- 방석범(方錫範) : 중국 북경에 거주했다. 1919년 4월 북경의 신채호(申采浩) 선생의 지도로 대한독립청년단(大韓獨立靑年團)을 조직하고, 동단의 서기로 근무하며 독립운동에 헌신했다.
- 방승학(方昇鶴, 1896 ~ ? ) : 함경남도 단천군(端川郡) 출신이다. 아버지는 휘 두성(斗星), 큰형은 운학(雲鶴, 運鶴)이다. 1920년 경성복심법원에서 보안법위반으로 징역6월을 언도받고, 서대문형무소에 복역후 1920년 7월 25일 출소한다.[90]
- 방세창(方世昌, 1896 ~ ? ) : 황해도 안악군(安岳郡) 문산면(文山面) 출신이다. 1919년 4월 1일 안악군 문산면 원성리에서 동네 주민들과 함께 독립만세를 외쳤는바, 1919년  6월 12일, 평양복심법원이 보안법위반으로 징역 6개월을 언도하였으나, 불복하여 상고를 한 최종심 재판정에서 당당하게 ‘조선의 독립이란 비단 조선인만의 행복이 아니라 아시아 전 민족의 영광인 까닭에 일본 국내에서도 조선독립을 각별히 협조하자는 여론이 많았을 뿐더러 서반구(西半球)의 백인들도 일치하여 이에 찬동하는 것이다. 이에 본인 역시 단군의 후예로서 어찌 조구의 자유회복을 기뻐하지 않으리요 ? 이번의 거사는 동양 평화를 유지하려는 충정에서 비롯된 것인즉, 공정히 판단하여 처결 있기를 바란다’ 라며 뜻을 굽히지 않자, 상고가 기각되고 원심이 확정되었다.
- 방성룡(方成龍, 1897 ~ ? ) : 보명(譜名) 성용(成容). 충남 청양군 사양면(斜陽面) 온암리(溫岩里) 출신이다. 아버지 방일현(方馹鉉)과 어머니 제주(濟州) 고씨 사이 차남으로 태어났다. 1912년 아버지의 미곡상이 도산하자, 가산을 정리하여 길림성(吉林省) 간도 용정촌(龍井村)으로 가 독립운동을 했다...
- 방중선(方中宣, 1897 ~ ? ) : 평안남도 맹산군 갈전면(藒田面) 출신이다. 1921년 6월 20일 대한독립청년단연합회원으로 안국정(安國鼎)과 종인 방경수(方景洙)등과 함께 독립운동을 전개하다 피체되었다.
- 방원병(方元炳, 1898 ~ ? ) : 1919년 3월 31일 압록강 토문지역에서 3.1운동에 참여함.
- 방관효(方寬孝, 1899 ~ ? ) : 평안남도 순천군 오운면(梧雲面) 운봉리(雲峰里) 출신. 이명(異名) 단효(丹孝) 기호(基浩). 아버지 휘 기혁(基赫,1863년생)과 어머니 평산(平山) 申씨 사이 삼남으로 태어남. 통화현(通化縣)에서 독립군 서로군정서(西路軍政署) 소속 통신원으로 활동하였다. 통신감독인 큰형 계효(寬孝,1884년생)와 함께 군자금모집중 일경에 의해 1922년 8월 12일 피체되었다.
- 방금남(方金南, 1899 ~ ? ) : 1920년 4월 28일 영친왕과 이방자여사의 결혼식이 예정되었다. 이 혼례식을 순조롭게 거행되게 함은 조국독립에 큰 장애가 된다고 생각한 독립유공자 서상한(徐相漢)은 결혼식에 참석하는 친일매국노 이완용(李完用) 및 조선 총독 재등(齋藤實)을 처단하고 아울러 경시청 등을 폭파함으로써 우리 동포의 민심을 자극하여 조국 독립의 기세를 올리고자 계획하였다. 그러나 배신자 신(申)모의 밀고로 거사는 무산되고, 1920년 4월 11일 준비단계에서 체포되었다. 서상한의 계획이 미수에 그친 지 2일 후인 4월 13일 일선(日鮮)상회를 경영하며 동지 6인을 포섭하고 일본국무원을 폭파하여 국무회의를 일거에 분쇄하려고 계획하고 폭탄을 운반중 발견되 체포되었다.
- 방준(方俊,  ? ~ 1927) : 1927년 11월 13일 만주 화룡현(和龍縣) 연길시외(延吉市外) 연집강(延集岡) 소석구(小石溝)에서 혁신단(革新團) 제1분대장 한익(韓益)과 제2분대장 김강(金江)이 인솔하는 7명과 일본 영사관(領事館) 경찰대와 3시간 30분 동안 교전하다가 탄환이 떨어져 한익(韓益) 등 5명과 함께 전사 순국(殉國) 함. 1995년 애국장이 추서됐다.
- 방성룡(方成龍, 1897 ~ ? ) : 보명(譜名) 성용(成容). 충남 청양군 사양면(斜陽面) 온암리(溫岩里) 출신이다. 아버지 방일현(方馹鉉)과 어머니 제주 고씨 사이 차남으로 태어났다. 1912년 아버지의 미곡상이 도산하자, 가산을 정리하여 길림성(吉林省) 간도 용정촌(龍井村)으로 가 독립운동을 했다...
- 방중선(方中宣, 1897 ~ ? ) : 평안남도 맹산군 갈전면 출신이다. 1921년 6월 20일 대한독립청년단연합회원으로 안국정(安國鼎)과 종인 방경수(方景洙)등과 함께 독립운동을 전개하다 피체되었다.
- 방학주(方學周, 1899 ~ 1974 ) : 순천군(順川郡) 오운면(梧雲面) 운봉리(雲峯里) 출신. 아버지는 휘 병석(炳錫) 어머니는 인동(仁同) 장씨이다. 1919년 국내에서 독립군 군자금모집활동을 하였고, 곧 만주로 넘어가 유하현(柳河縣) 중대구(中大構)의 삼광학교(三光學校) 교사로 재직하며 동포 학생들에게 민족의식을 고양시켰다. 1921년 봄 일본 기병제20연대에 위장귀순해 국내로 잠입해 독립운동을 하다, 과거의 행적이 드러나 1921년 10월 25일경 순천경찰서에 검거되 평양지방법원검사국에 송치되었다.
- 방병걸(方炳杰, 1899 ~ 1920) : 보명(譜名) 병걸(炳傑). 평남  순천군(順川郡) 자산면(慈山面) 풍덕리(豐德里)출신이다. 아버지는 휘 광모(光謀)이다. 증조부의 묘는 자산면 청룡동(靑龍洞)에 있다. 1919년 한족회(韓族會) 류서지방(柳西地方) 서기로 임명되어 활동하다 1920년 4월 일군(日軍)의 한인대학살 만행시 유하현(柳河縣) 삼원보(三源堡)에서 일군(日軍)에 의해 피살돼 순국함. 1991년 애국장이 추서됐다.
- 방성도(方聖道, ? ~ 1932) : 독립운동가. 평북 강계(江界) 출생. 만주로 망명, 독립단(獨立團)에 가입하고, 1932년 동지 맹성록(孟性祿)·이진태(李震台)·함창보(咸昌寶)·최상선(崔相善) 등과 평북에 잠입해 활동 중 희천(熙川)에서 일본경찰의 습격을 받아, 혈전을 벌인 끝에 순국하였다.
- 방정환(方定煥, 1899 ~ 1931) : 독립운동가. 아동문학가.
- 방무길(方戊吉, 1899 ~ 1936) : 호(號)는 혜연(惠淵). 아버지 휘 효원(孝原)의 차녀이다. 서화가로서 서예와 사군자에 뛰어났다. 남편은 의학박사인 이갑수(李甲洙)이다.
- 방기만(方基萬, 1899 ~ ? ) : 평안남도 중화군(中和郡) 출신 독립운동가이다. 대한민국의용단(大韓民國義勇團) 단원. 1921년 1월 17일 중화군 분단원으로 군자금을 모금등 독립운동을 전개하다, 분단원 임두남(林斗南) 최관호(崔觀鎬) 등과 같이 평양에서 검거돼 관할 검사국으로 송치되었다.
- 방인근(方仁根, 1899 ~ 1975 ) : 충청남도 예산(禮山) 출신.  호는 벽파(碧波)·춘해(春海). 소설가이자 시인. 배재고등보통학교와 일본 아오야마학원(靑山學院)을 거쳐 쥬오대학(中央大學) 독문과에서 수학했다. 기독교인으로 1920년대에 전영택(田榮澤) 임영빈(林英彬) 최상현(崔相鉉) 이은상(李殷相) 등과 함께 기독교(基督敎) 문학운동을 주도하기도 하였으며, 1924년에는 당시 문학계에 유행했던 사회주의 색채 조류에 맞서, 사재를 털어 종합문예월간지 《조선문단》을 창간 발행해 민족문학의 순수성을 제창하였다. 1927년 평안북도 영변에 있는 숭덕중학교(崇德中學校) 교감을 맞기도 했다.
- 방홍주(方弘周) : 중국으로 건너가 임시정부에 소속돼 연통제(聯通制) 평안북도 자성군(慈城郡) 군감(郡監) 선임돼 활약하다가 피체되어 옥고를 치렀다.
- 방문철(方文哲) : 중국으로 건너가 임시정부에 소속돼 임시정부 함경북도 경성지방 조사원으로 임명됐고, 경성지방 유력인사들의 거취를 조사해 임시정부에 보고했다.
- 방두한(方斗翰) : 경남 사천 출신, 소아과 전문의. 1928년 니가타(新潟) 의대 졸업, 1936년 동대학 의학박사.
- 방승현(方承鉉, 1900 ~ 1979) : 평안남도 맹산군 맹산면 수정리 출신. 이명 방영(方永). 청년단 단장 방기원(方基元)의 아들.  1919년 3월 숭실중학(崇實中學) 2년 재학중 만세시위에 가담하여다가 피체되어 1주 구류를 살고, 1921년 대한청년독립청년단(大韓靑年獨立靑年團)으로 활동하다 체포되 평양형무소(平壤刑務所)에서 3년 복역을 했다. 1990년 애족장이 추서됐다.
- 방한민(方漢旻, 1900 ~ 1968) : 충남 논산 출신 독립운동가. 1920년 《조선일보》 창간을 주도했으며, 편집부 및 사회부 기자로 재직하면서 일본 군국주의를 비판하였다. 이후 동아일보에서도 민족정기를 함양하다가 일제의 감시로 해고당한 뒤 일본으로 가서 본격적으로 항일투쟁을 한다. 1923년 간도에서 동양학원(東洋學院)을 설립했다. 개산툰과 용정간 경편 철도개통식에 참석예정인 조선총독의 주살과 일본은행등에 폭탄을 투척하여 민족봉기의 계기를 계획하다가 발각되어 동지 23명과 함께 일본영사관 경찰에 피체되었다. 1923년 12월 24일 청진지방법원에서 소위 폭발물취제령 위반등의 주모자로 징역 10년형을 언도받고 옥고를 치르던 중 1928년 6월 2일 논산 유지 120여 명의 진정(陳情)으로 4년 6개월 만에 가석방됐지만, 출옥한 후에도 계속하여 항일운동을 전개하다가 1931년 일제에 체포당했다. 6월 2일 경성지방법원에서 소위 치안유지법 위반으로 징역 7년형을 언도받고 옥고를 치렀다. 출옥후 인하대학 설립위원으로 참여하였고 경제학교수로 활동하였다. 한국최초로 고구마 재배법을 전수하여 굶주린 주민들의 식생활에도 큰 도움을 주었다. 1990년 건국훈장 애국장이 추서되었다.[91]
- 방한상(方漢相, 1900 ~ 1970) : 자(字) 군보(君輔). 경남 함양(咸陽) 출신. 아버지는 휘 규진(圭鎭) 어머니는 인동(仁同) 장(張)씨이다. 1923년 10월 대구청년회에 가입하여 활동하고 1925년 9월 30일 대구에서 무정부주의(無政府主義) 비밀결사 진우연맹(眞友聯盟)을 조직하고 실천기관으로 파괴단을 결성하여 대구의 도청 경찰서 우편소 법원을 비롯한 일본인 점포를 파괴하는 한편 지사 경찰부장 등 일제 관아 수뇌부들을 처단할 것을 계획한 후 폭탄입수에 힘쓰던 중 피체되어 징역 5년을 받고 옥고를 치름. 해방후에는 경상도지역 반민특위(反民特委) 위원장을 역임하기도 했다. 1991년 애국장이 추서됐다.
- 방병하(方炳河, 1900 ~ ? ) : 별명 김덕윤(金德允). 평안북도 위원군(渭源郡) 대덕면(大德面) 유포동(杻浦洞) 출신. 참의부(參議府) 참사(參士)가 되어 동지 수 명과 함께 조선에 잠입, 강계군(江界郡)에서 군자금 모집활동을 함.
- 방유룡(方有龍, 1900 ~ 1984) : 신부. 수도명은 안드레아, 세례명은 레오이다. 호는 무아(無我). 14세에 정동관립보통학교(현 봉래초등학교)를 편입하여 1년만에 졸업하고, 2년제 미동공립간이농업학교를 마치고 예수성심신학교(6년제)와 대신학교를 졸업하고 1930년 사제 서품을 받았다. 조부는 블랑(Blanc) 7대주교와 뮤텔(Mutel) 8대주교 에게 한문을 가르친 프란치스코 휘 제원(濟遠)이며, 아버지는 관립 영어학교(2년제)를 졸업한 베드로 휘 경희(敬喜 1862년생)이며, 어머니는 손유희(孫柔嬉), 형은 방유린·방유봉이며, 누나는 천주교여자청년연합회회장과 수도여고교장을 역임한 방순경(方順京, 1898년생)이다. 1986년 1월 24일 성북동의 순교 복자 수도원에서 노환으로 사망하여 한국 순교 복자 성직 수도회 묘지에 안장되었다.
- 방재구(方在矩, 1900 ~ 1925) : 충북 단양군 어상천면(魚上川面) 출신. 아버지는 휘 도형(道炯) 어머니는 전주 이씨이다.  1919년 3월 5일 경성(京城) 고등보통학교 2년 在學 中 서울 남대문 역전에서 독립만세시위를 전개하다가 체포되어 징역 6月, 집행유예 3년을 받고 8개월의 옥고를 치르고 출옥하여 고문 후유증으로 고향 어상천면 임현리(任縣里)에서 1925년 사망한다. 2005년 대통령표창을 추서 받았다.
- 방훈(方薰, 1900 ~ ? ) : 함북 길주군(吉州郡) 양사면(暘社面) 신풍(新豊) 사람이다. 중국 간 연길현(延吉縣) 상의향(尙義鄕) 청년연합회(靑年聯合會) 집행위원으로 독립운동을 하다 검거돼 1928년 12월 27일 경성지방법원에서 치안유지법위반(治安維持法違反)으로 징역2年 언도를 받고 서대문형무소에 복역 후 1930년 7월 31일 석방되었다.[92]
- 방찬문(方贊汶) : 중국 봉천성(奉天省) 도화현(道化縣)에 살았다. 고려혁명단(高麗革命黨) 당원으로 독립운동을 했으며, 일경에 체포되어 1928년 3월 19일 신의주지방법원에서 고려혁명당사건 제판으로 징역 8년을 언도 받았다.
- 방재룡(方在龍) : 1919년 경성공업전문학교부속 공업전습소 2학년 재학중. 1919년 3월 7일경 경성의학전문학교 학생으로 3・1학생 만세시위의 주도자인 한위건(韓偉鍵)이 작성한 격문을 서울 관훈동의 동급생 김세룡(金世龍) 방에서 김한위(金漢偉)와 함께 약 800매를 등사하고 이를 배포하여 조사를 받았다. 이 격문의 내용은 민족대표 33인의 숭고한 뜻을 이어받아 민족자결주의 원칙에 따라 독립을 쟁취하자는 취지였다.
- 방금신(方今信) : 황해도 신천군(信川郡) 출신이다. 중국으로 건너가 임시정부에 소속돼 연통제(聯通制)의 황해도 신천에서 도감(道監)으로 활약했다.
- 방원국(方元國, 1901 ~ ? ) : 평남 맹산군(孟山郡) 사람이다. 1925년 평북 선천(宣川) 삼봉(三峰)주재소 습격사건으로 의주지방법원에서 3년을 언도받았다.
- 방시원(方時元, 1901 ~ ? ) : 함남 갑산군(甲山郡) 운흥면(雲興面) 장성리(長城里) 출신. 아버지는휘 기주(基做,1877년생) 어머니는 전주(全州) 이씨다.  公은 대한광복단 갑산분단 제1분단으로 소속으로 독립군 군자금과 단원모집 활동중, 1921년 1월 혜산진경찰서(惠山鎭警察署)에 의해 피체됨.
- 방치규(方致規, 1902 ~ ? ) : 함남 함흥군(咸興郡) 함흥면(咸興面) 사포리(砂浦里) 사람이다. 함흥청년동맹집행위원장으로 1928년 6월 4일 함흥청년동맹회관에서 제 1회 집행위원회를 개최하여 ‘함흥 각 학교 맹휴 진상조사보고서’라는 제목으로 문서를 만들어 각 청년동맹과 경성청년동맹 사무소에 각 1부씩 우송해, 1928년(소화3년) 10월 5일 출판법위반으로 경성복심법원에서 벌금80원 형에 처해졌다.[93]
- 방진성(方鎭星, 1902 ~ ? ) : 황해도 신천군(信川郡) 용천면(龍川面) 사람이다. 1919년  4월 7일 신천군 용문면 사창리(司倉里) 주재소앞에서 여러 주민들과 함께 독립만세를 불러 기소되었다. 이때 평양의 고등법원 재판정에서  ‘동서양의 각 민족을 막론하고 사람은 모두 자유와 독립을 원함은 자연스러운 이치이다. 금번 조선민족의 대호기(大好期)에 즈음하여 경성·평양·기타 각 도회처에 있어서 선언서를 낭독하고 독립만세를 불렀는 바, 이 때 본 피고도 2천만 민족의 1분자로서 같은 심정을 표하기 위해 신천군 용문면 사창리에 있어서 만세를 부르는 음성을 듣고 그 장소로 가서 수백 명의 군중과 함께 조선독립만세를 부르고 당지 소관(所管) 헌병에게 체포되어 해주지방법원 판결 및 평양복심법원 판결에 있어서 징역 10개월에 처해졌으니 심히 억울할 뿐만 아니라, 이같은 무리하고도 무도덕한 일이 또 있으랴? 공평하게 하려고 한다면 2천만 민족을 모두 징역에 처하여야만 당연한 법이라고 하지 않을까? 공평한 판사는 이 같은 양민을 의리(義理)로써 명백히 판결하실 것을 복망함’이라고 당당하게 변론 했으나, 상고가 기각되고 징역 10개월에 처해졌다.
- 방성준(方成俊, 1902 ~ 1920) : 1920년 10월 17일 만주 혼춘현(琿春縣)에서 독립군에 가입하여 사도구(四道溝)에 설치된 한민회(韓民會)의 병영에서 교육을 받고 한인재향군인으로 활동하다가 일군에 의해 고가로(高家爐)에서 피살 슨국함. 1991년 애국장이 추서됐다.
- 방길선(方吉善) : 1920년 3월 10일 체포된 독립군들이 자성군 장토면 읍내를 통과할시 만세를 부르다, 체포되어 1주간 악형을 당했다.(당시 17.8세)
- 방명준(方明俊, 1903 ~ ? ) : 함경북도 부령군 출신 독립운동가이며, 아버지는 휘 병환(炳煥) 어머니는 강릉 유(劉)씨이다. 간도(間島) 연길현(延吉縣) 지인향(志仁鄕)에 거주했다. 연길지역 청년연합회(靑年聯合會) 회원으로 독립운동을 하다 방훈(方薰)등과 함께 검거되 1928년 12월 27일 경성지방법원(京城地方法院)에서 치안유지법위반(治安維持法違反)으로 징역 1년6월 언도를 받고 서대문형무소에 복역후 1930년 1월 29일 석방되었다.[94]
- 방흥범(方興範, 1903 ~ ? ) : 이명 방중암(方中菴) 방시원(方時圓). 강원도 횡성군(橫城郡) 출신 독립운동가이다. 1917년 횡성공립보통학교를 졸업후 경성기독교청년회중등과를 거쳐 1925년 개성송도고등보통학교를 졸업하고 기독교계 개성중앙학관의 교사생활을 시작하며 학생들에게 민족의식을 고취시켰다. 조선민족혁명당 비밀당원으로 활동하다, 1936년 6월 4일 횡성서(橫城署)에 의해 검거되 그해 12월 30일 치안유지법위반으로 기소되 경성지방법원에서 1937년 1월 26일 징역 2년을 언도 받고 서대문형무소에 복역후 1939년 1월 27일 출소하였다. 해방후 횡성군의 초대 군수(郡守)가 되었다.[95]
- 방수원(方洙源, 1904 ~ ? ) : 평안남도 정주 출신. 사회사업가. 일제 강압기 항일운동가. 서울에 조선인 야학 설립(1930년), 1937년 고아원 향린원(香隣園) 설립. 1941년 2월 향린원을 모델로 한 영화 ‘집없는 천사’ 가 개봉되었다. 향린원은 경기도 고양시 은평면 홍제외리에 있었으나 옥수정으로 갔다가 1941년 6월 다시 북악산 뒤 세검정으로 옮기게 되었다. 1945년 8월15일 김구 선생의 건국실천원양성소 교수진으로 참여. 1946년 기독교사회사업연합회 결성. 향린원 영화사를 설립하여 영화를 제작. 1951년 미8군 민간원조기구(CAC)와 미국감리교 선교부의 도움으로, 가덕도로 피난온 향린원 원생 일부로 부산 진우도에 ‘진우도 아동민주시’라는 고아원(공동체)을 만들었다. 1960년 성동을구에 5대 민의원 선거에 출마했으나, 낙선하였으며, 1969년에 계룡산에 ‘세계종교연합법황청’을 만들어 서리가되고, 1983년에는 물신을 만들여 한강을 건너는 기행도 보였다.
- 방순희(方順熙, 1904 ~ 1979) : 이명 방순이(方順伊). 함경남도 원산 출신이다. 아버지 방도경(方道京)과 어머니 김복녀(金福女) 사이 맏딸로 태어났다. 함경남도 원산(元山) 사람이다. 일본에 의해 대한제국이 강제 병합당하자, 1911년 가족들과 함께 해삼위(海蔘威, 브라디보스토크)로 이주하시어, 그곳에서 러시아(露國) 小學校를 다니다가 그곳의 한인(韓人)교회에서 운영하는 삼일여학교(三一女學校)를 다니면서 민족의식을 키우기 시작했다. 삼일여학교를 졸업후, 조국에서 학문을 배워야한다는 아버님의 권고로 1918년 부모님을 떠나 서울 중구 회현동(會賢洞)에 기거하시면서, 정신여학교에 입학하였으며, 1919년 3·l운동이 일어나자, 여성계몽운동과 독립사상의 고취에 힘쓰면서 4년간 열심히 공부한 끝에 1923년 정신여학교를 졸업하시고 늙으신 부모님과 어린 남동생(여사보다 10살 연하)이 있는 브라디보스토크 본가로 다시돌아가 얼마간 그곳의 백산(白山)소학교에서 어린 동포들에게 고국에서 배운 민족교육을 전수하였다. 그후 상해로 망명하였다. 1938년 대한민국 임시의정원 함경남도 대의원에 선임되어 1945년까지 입법활동과 독립운동을 계속하였다. 최초의 임시정부 여성의원으로 활약한 그녀는 의정원 회의에서 주미대표부 대표권을 둘러싼 김약산(金若山)파와의 대결에서 이를 압도하였다. 또 광복군 창설, 대일 대독 선전포고, 조소앙의 건국강령 등의 채택문제, 임시정부의 승인을 얻기 위한 노력 등 괄목할 만한 업적을 남겼다. 1939년에는 임정 승인을 위해 소련에 파견되어 외교활동을 펴기도 하였다. 1942년 5월에는 한국독립당 중경구당(重慶區黨) 간부로 선임되어 독립정신 고취, 군자금 모집 등의 활동을 하였다. 1943년 10월에는 중경에서 대한민국애국부인회 부회장에 선출되어 여권운동도 겸하였으며 한국임시정부 선전부원으로 한국어 방송을 하면서 활약하였다. 1945년 광복이 되자 임시정부 국내 연락원으로 임명되어 선발대로 귀국하였다. 정부에서는 그녀의 공훈을 기리기 위하여 1963년에 건국훈장 독립장을 추서하였다.[96]
- 방신근(方信根, 1904 ~ 1973) : 평안남도 맹산군 출신. 할아버지는 휘 건두(建斗) 아버지는 휘 철무(澈霧, 1867년생. 일명 운득)이다.[97] 배우자는 원남면(元南面) 면장을 했던 풍천(豊川)인 김병두(金炳斗)이다. 장녀가 이화여자대학교 총장과 문교부장관을 역임한 김옥길(金玉吉, 1921∼1990) 박사[98], 장남은 김동길(金東吉, 1928년생) 교수이며, 친정 동생은 성악가 방혜근(方惠根, 1916년생) 이고, 그 아들인 친정 조카는 ‘땅이 꺼져라 한숨짓는 건 정말 싫다’의 저자 예비역 대령 방희영(方熙英, 1949년생. 호적명 李熙英)이다. 시골 벽지 출신으로 어려운 환경 속에서도 평양으로 이거하여 삯바느질을 해가며 자식들을 성공시킨 위대한 어머니이다.
- 방래봉(方來奉) : 함경북도 무산군(茂山郡) 출신. 1919년 4월 7일 무산보통학교 교정에서 학생과 면민들이 함께 독립만세 시위하는데 가담하여 일경에 체포되었다.
- 방양식(方陽植, 1905 ~ 1988) : 평안북도 정주(定州) 출신.  평북농장 대표. 중앙종친회 6대 회장 역임.
- 방준경(方俊卿, 1905 ~ 1970) : 서울 출신. 법조인 문학가. 대법관
- 방종현(方鍾鉉, 1905 ~ 1952) : 서울대학교 문리과대학 교수·학장
- 방효동(方孝銅, 1905 ~ ? ) : 강원도 회양군(淮陽郡) 난곡면(蘭谷面) 출신,  1930년 9월에서 1931년 3월까지 회양에서  동아일보 기자를 역임했으며, 1930년대 초 난곡청년회가 시행했던 빈민층과 문맹자에게 야학의 강사를 맡기도 했다. 이후, 동경으로 출국 고물상을 운영하며 1939년 결성된 동경의 비밀결사 조선문제시국연구회(朝鮮問題時局硏究會)에 참여하여 일경에 의해 체포되 재판을 받았다.
- 방우하(方又河) : 독립운동 지하단체에 가입하여, 서상천(徐相天) 선생의 지도로 본부를 서울에 두고, 각지방 조직을 통해 민족의식을 고양하여 항일투쟁에 적극 동참하도록 계몽중 역도관에서 동지 이대성 서상천 조영환 정명택 이윤필 신태범 등과 함께 일경에 체포되고 기소유예처분을 받았다.(역도관 사건)
- 방택기(方宅基) : 천도교 교도이다. 1936년 8월 14일 춘암(春菴) 박인호(朴寅浩)로부터 멸왜(滅倭)기도와 특별성금 모금운동을 하라는 지시를 받고 시행중, 1938년 2월 17일 황해도 신천경찰서 일경에 체포되었다.
- 방휴남(方烋南, 1906 ~ ) : 충청남도 아산군 온양읍 출신. 아버지는 휘 창근(昌根, 독립유공자). 아들은 승규(昇圭)이다. 1935년 연희전문학교  를 우수한 성적으로 졸업하고, 연희전문학교 교장을 지냈으며, 1937년 영국성서공회의 간사로도 근무했다.
- 방의석(方義錫, 1906 ~ 1976) : 영화제작자, 기획자, 감독. 해방 직후 이구영, 윤봉춘 등과 함께 계몽문화협회(啓蒙文化協會)를 설립하여 제작을 전담했다. 1961년 한국제작자협회 부회장, 1963년 프로듀서클럽 부위원장, 한국영화인협회 기획분과 위원장 등을 역임했다.
- 방애인(方愛仁, 1909 ~ 1933) : 황해도 황주(黃州) 벽성리(碧城里) 출신. 할아버지 휘 흥복(興福) 아버지는 휘 중일(中日)이다.  자선사업가. 거리의 성자(聖者)로 불리었다. 그녀는 1926년 개성 호수돈 여학교를 졸업, 기독교인으로 1931년 전주 기전여학교(紀全全女學校) 교사가 되어 불우한 학생들을 도우면서 신앙생활을 했다. 8천여 가정을 방문하여 기부금을 모아 고아원을 설립하고, 나병환자를 돌보고, 1932년에는 전주 수재민을 위해 사재까지 털어 구호를 했다. 젊은나이에 장티부스에 걸려 요절 후 전주 시내의 여인들이 흰옷을 입고 상여를 맨 사실로도 유명하다.
- 방남준(方南俊 1910 ~ ? ) : 보명(譜名) 병원(炳元) 함경북도 명천(明川) 출신이다. 아버지는 휘 민순(敏順)이다. 부산상공회의소 감사 및 상역분과위원장, 혜광(惠光) 학원 이사장, 사학재단연합회 부산시회장(1999년), 중앙종친회 9대 종친회회장을 역임했다.
- 방지일(方之日, 1911 ~ 2014) : 대한예수교장로회 총회장. 대한성서공회 이사장.
- 방하영(方夏永, 1911 ~ 1949) : 경북 칠곡군 인동면 출신이다. 1938年 청년동지회를 조직하여 농민계몽을 통한 항일운동을 전개하던중 1942년 2월 23일 징역1年을 언도 받았다. 1990년 애족장이 추서됐다.
- 방효원(方孝原, 1913 ~  ) : 충청남도 당진 출신. 소방총경(消防總警). 영등포소방서장. 대구소방서장(1969년). 영등포 소방서장 재직시(1968년 12월) 제재소에 불이나자 직접 온몸에 물을 뿌리고 화재현장에 띄어들어, 어린 여아를 구해냈다.
- 방영두(方泳斗, 1913 ~ 1980 ) : 서울 출신 체육인이다. 공인 유도8단. 일제강점기 중앙기독교청년유도부에서 활약, 해방후 1954년에는 이제황(李濟晃) 석진경(石鎭慶)과 함께 제1회 전국유도순회강습회를 열어 유도 보급과 발전을 위해 노력하였으며,1956년 한국유도원이 창립 되었을 당시 초대 감사로 활동했다. 1964년 제18회 동경 올림픽에 유도 국제심판을 하기도 했다. 저서로는 1959년 간행 구라파 유동기행 등이 있다.
- 방순원(方順元, 1914 ~ 2004) : 대법관. 서울대학교 법과대학 교수.
- 방영헌(方永憲, 1915 ~ ) : 충남 논산 출신. 경성제대졸업, 의학박사. 인왕장학재단 이사장. 중앙종친회 4대회장 역임.
- 방문식(方文植, 1916 ~1974) : 경기도 평택 출신. 아버지는 휘 승찬(承贊)이다. 서울체신청장(이사관)을 역임했다.
- 방호봉(方昊鳳, 1918 ~ ? ) 중앙종친회 10대 회장.
- 방봉순(方鳳淳, 1918 ~ 1998) : 황해도 안악(安岳) 출신. 한국광복군 제3지대에 입대하였다. 1963년 대통령표창을 받았다.
- 방재기(方在暣, 1918 ~ ? ) : 대구지검장. 변호사
- 방의묵(方義黙, 1918 ~ ? ) : 경기도 개성부 출신으로 정미업(精米業)을 했다. 부친은 휘 영식(榮植)이다. 개성제2공립보통학교를 졸업하고 경성제1고등보통학교(현 경기고등학교)에 입학했으나 동교 제3학년 때 병으로 중도 퇴교하고 1939년(소화 14년) 4월 동경 사립일본대학 전문부 법률과 별과에 입학하여 1940년(소화 15년) 7월 학업을 중단하고, 귀향 후 형 방인묵(方仁黙, 1911년생. 배추 方東圭의 父)과 함께 정미업을 경영했다. 평소 강압적 창씨개명에 불만이 있어, 주변사람들에게 일본 수상이 군국주의로 일왕을 뛰어넘는 독재를 할 것이라 했으며,  중국과 일본간의 전쟁은 무모한 행위라 했고, 내선일체는 허울뿐인 형식적인 것이라고 함으로, 1941년 11월 27일 경성지방법원에서 일왕에 대한 불경죄와 군형법위반 보안법위반으로 재판을 받기 시작해 경성복심법원(1942.3.6.)과 고등법원(1942.7.16.)에서 징역 8월을 확정선고 받고 복역해 1942년 10월 9일 출소한다.[99]
- 방만수(方萬洙, 1919 ~ 2005) : 경북 경산 출신. 만주 하얼빈대를 나와 대한식량경영단 부사장, 경산고등학교 교장을 지냈고 1950년 정계에 입문해 무소속으로 경산군 2대 국회의원을 했다.
- 방준영(方駿榮, 1919 ~ 1989) : 충남 논산출신, 보성전문졸, 교통부인사계장, 삼보문화사 대표, 대전일보 서울지사장, 중앙종친회 창립멤버, 총무이사, 부회장, 감사역임.
- 방현(方炫, 1919 ~ ) : 의학박사. 비뇨기과 전문의, 한국로타리클럽 전총재서울지사장,
- 방원철(方圓哲, 1920 ~ 1998) : 육군 대령. 만주(滿洲) 신경군관학교(新京軍官學校) 졸업
- 방경환(方慶煥, 1920 ~ 1996) : 경기도 개성(開城) 출신. 아버지는 휘 원식(源植)이다. 체신부 부평 전신전화국 국장(1976년), 채신부 인천 우체국장(1979년), 인천 화수회 초대회장(1968년)등을 역임했다.
- 방동석(方銅石, 1921 ~ ) : 서울시의회 부의장
- 방선기(方善基, 1921 ~ 2007) : 평안남도 맹산군(孟山郡) 출신. 평양법경전문학교 졸업. 맹산파 종친회장. 초등학교교장. 장학관, 명예 맹산군수(1972년), 철옹회 고문.
- 방병권(方秉權, 1921 ~ 2004) : 경기도 화성군(華城郡) 출신. 육군보병고등군사반 졸업. 육군소령 예편. 조선일보 관리부 부장
- 방순동(方順同, 1922 ~ 2006) : 서울 강남(옛 廣州郡) 출신. 아버지는 흥관(興寬) 어머니는 단양(丹陽) 우(禹)씨 사이 차남으로 태어났다. 경희대 사범대학장을 지냈다.
- 방경한(方景漢, 1922 ~ ) :  충청남도 홍성군(洪城郡) 구항면(龜項面) 공리(公里) 출신. 1940년 만주에서 항일독립운동단체인 대종교에 입교하고 항산결사대(恒山決死隊) 및 최파결사대(崔坡決死隊) 에 입대하여 친일주구살해(親日走狗殺害)와 일군시설 등 파괴를 목적으로 활동하였으며 1945. 8월 소만국경지대(蘇滿國境地帶)에서 일군수송대와 조우하여 수송대 전원을 사살하는 전과도 거두었다. 1990년 애족장을 수여 받았다.
- 방희(方熙, 1922 ~ ) : 육군중장(육사 특임7기) 출신. 외무공무원. 주영국공사(1961년), 주일공사겸 총영사(1963년), 우간다대사(1966년), 주스웨덴대사(1971년), 노르웨이 아이스랜드대사 겸임. 대한광업회(大韓鑛業會) 회장(1976년)등을 역임했다.
- 방병덕(方炳德, 1923 ~ 2005 ) : 독립운동가 방기전(方器典) 장로의 손자이자, 독립운동가 방경모(方敬模) 목사의 조카이자, 방현모(方鉉模)와 어머니 이(李)씨 사이 장남으로 태어났다. 평양장로회 신학교 예과 2년 수료 본과 2년 수학 단국대학교 사회학과 졸업 서울장로회 신학교 졸업(현 장신. 총신)하고 연세대학교 연합신학대학원 및 미국 Fuller 신학대학원에서 수학했으며, 1951년 6월 10일 경남노회에서 목사임직을 받았으며 47개년 근속목회생활을 하고 1992년 정년으로 은퇴했다. 사단법인 광복회 회원(순국선열 유족회 회원)으로 국위를 선양한 공로로 국무총리의 표창을 받있다. 2000년 3월 23일 한국 Logos학회 대표회장으로 추대되어 이스라엘의 성경공의회와 결연하고 성경회복운동과 Logos사관 확립과 이스라엘의 구원과 세계평화운동을 하였다. 2000년 7월 17일 처음사랑찾기 운동본부 명예총재로 잃어버린 처음사랑찾기 운동을 했다. 2000년 8월 15일 사단법인 새생활운동본부 고문으로 새나라의 새생활운동을 했다. 2005년 11월 8일 소천함.
- 방자명(方滋明, 1924 ~ 1999 ) 평안북도 자성군 출신. 육사 8기. 방첩대 대장으로 육군 중령 예편. 6.25 참전용사. 충무, 화랑 무공훈장 수훈자. 오양물산대표, 1987년 반독재민주수호 군출신 동지회장과 1988년 서울국제교류센터 이사장 역임.
- 방숙(方埱, 1922 ~ ) : 서울 출신이다. 불문학자 방곤(方坤)의 형이다. 아버지는 휘 익환(翼煥)이다. 의학박사. 연세대의대교수(1968), 순천향대교수, 국제 장애어린이돕기단체 한국본부 총재를 역임했다.
- 방승옥(方承玉, 1922 ~ ) : 충남 홍성(洪城) 출신. 삼풍탄광 심원탄광 대표, 광일산업(주) 회장, 중앙종친회 5,7대 회장 역임.
- 방철주(方澈株, 1922 ~ ) : 서울 출생. 호 혁산(赫山). 고려청자 비색(翡色) 재현의 대표적 도예가. 1971년 이천군(利川郡)에 동국요(東國窯) 설립.
- 방기환(方基煥, 1923 ~ 1993) : 서울 출신이다. 아버지는 휘 의영(義榮) 부인은 소설가 평택인(平澤人) 임옥인(林玉仁)이다. 1948년 서울대학교 사범대학 중등교원양성소를 수료했다. 아동 문학가이자 소설가이다.
- 방일영(方一榮, 1923 ~ 2003) : 조선일보 회장. 아시아신문재단 부이사장. 중앙종친회 3대 회장을 역임.
- 방인기(方仁基, 1923 ~ ) : 체신공무원 훈련소 교수.
- 방성출(方性出, 1924 ~ 1989) : 경남 함안 출신. 아버지는 휘 도세(道世)이다. 은성충무훈장. 육군준장 예편. 1963년 제6대 국회의원(민주공화당)
- 방학수(方學洙, 1924 ~ 2010) : 육군 대령
- 방원기(方元基, 1926 ~ 1999) : 육군 대령. 육사 6기
- 방준모(方俊模, 1926 ~ 2014) : 육사8기. 중앙정보부 감찰실장.
- 방정복(方貞福, 1926 ~ 1999) : 서울 출신. 아버지는 휘 관책(觀策, 평안북도 출신, 한성도서주식회사 지배인, 화신상회 매입과장, 1950년 9월 성북구 안암동 거주시 납북) 어머니 배상명(裵祥明)이다. 이화여대 가정학과를 졸업 미국 조지프대에서 명예박사학위를 받았다. 1977년 상명여대 교육학 교수로 부임, 1987년 상명대 초대 총장 및 1996년부터 1999년까지 4,5대 총장을 연임 했다.
- 방승희(方承熹, 1927 ~ ? ) : 경기도 개성(開城) 출신. 아버지는 휘 근수(根壽,1902년생)이다. 세무사. 인천 동인천 부천지역 세정협의회 회장(1979년). 중부세무사회 초대 회장(1982년). 한국세무사회 윤리위원장. 온양방씨 인천화수회 회장(1984년~)을 역임했다.
- 방덕제(方德濟, 1927 ~ 2017) : 육사 8기. 육군 소장
- 방우영(方又榮, 1928 ~ ) : 조선일보 회장. 연세대학교 이사장.
- 방근택(方根澤, 1929-1992) : 미술평론가. 아버지 방길형(方吉亨), 어머니 김영아의 장남으로 제주에서 태어나 함경남도 단천에서 자랐으며, 부산대 인문대에서 철학을 공부하다 입대했다. 1955년 광주 미국공보관에서 개인전을 열었으며, 1950년대 후반 서울에서 전위적인 미술의 중요성을 알리며 '앙포르멜'과 추상미술 운동을 전개하는데 중추적 역할을 했다. 왕성한 독서량으로 서구의 지식을 섭렵하며 스스로 미술평론가로 성장했으며 1959년 한국미술평론가협회 조직 설립에 앞장섰다. 1960년 한국미술가연합 창립선언문을 작성하여 청년작가의 역할을 강조했으며, 1960년대 이후 중요한 미술평론가로 활동했다. 한국추상미술의 전개를 설명할 때 방근택을 빼고 설명할 수 없을 정도이다. 1992년 사망직전까지 다수의 평론과 <세계미술대사전> 시리즈, <서양미술사>, <미술가가 되려면> 등의 저술을 남겼다. 3천권이 넘는 책은 그의 사후에 인천대학교에 기증되었고 '방근택문고'로 관리되고 있다.
- 방창우(方昌雨, 1929 ~ ? ) : 보은군(報恩郡) 의회 군의원, 1.2대 의장
- 방충수(方忠洙, 1929 ~ ) : 1972년 통일주체국민회의 대의원
- 방순문(方舜文, 1929 ~ ) : 경기도 양평(陽平) 출신. 아버지는 휘 수환(秀煥)이다. 서울대 행정대학원 석사, 광화문 전신전화국장(1973년), 체신부 건설국장(1979년). 중앙종친회 12대 회장 역임.
- 방세균(方世均, 1930 ~ ) : 경희대학교 한의과 졸업. 한의사. 2014년 서울 한의사회 학술위원
- 방곤(方坤, 1931 ~ 2002) : 호는 일범(一凡). 번역문학가 불문학자 교수. 서울 출신. 독립운동가 방한덕(方漢德)의 증손이다. 1955년 서울대학 불문과 졸업. 파리 ‘브상농’ 대학에서 프랑스 문학 전공. 서울대 이화여대 숙명여대  한국외국어대 경희대학에서 교수를 했다. 사법고시(司法考試) 위원 등을 지냈다. 1958년 사르트르의 《실존주의(實存主義)는 휴머니즘이다》를 번역한 이래 근 40편의 번역서를 간행했다.
- 방덕수(方德洙, 1930 ~ 1995) : 육군 중령
- 방동식(方東植, 1931 ~ ) : 공병장교 출신. 경부고속도로 건설담당관(1967년). 한국도로공사기술본부장(1987년), 7.7회 회장
- 방태영(方台瀛, 1931 ~ 2009) : 코리아타임스의 편집국장(1983년) 논설주간(1987년) 이사를 역임했다.
- 방학진(方學鎭, 1931 ~ 2010) : 경기도 광주(廣州) 출신. 건국대 정치학과 졸업. 중앙종친회 11대 회장.
- 방승영(方陞榮, 1931 ~ 1999) : 공군 준장. 공군사관학교 4기. 1979년 공군대학 총장. 교통안전진흥공단 연구이사
- 방오섭(方午燮, 1932 ~ 1990) : 공군 준장. 공군본부 인사참모부장. 중앙고속 사장.
- 방준필(方俊弼, 1932 ~ 2009) : 안기부서울분실장, 제6대 명예 황해도지사(1990년)
- 방효선(方孝善, 1932 ~ 2016) : 보명(譜名) 효선(孝宣). 경기도 평택(平澤) 출신. 서울대학교 정치학과 및 동대학원 졸업. 서울 중부국세청장, 세무사회 회장(1993년), 중앙종친회 8대 회장 역임.
- 방교원(方喬遠, 1932 ~ ) : 자(字) 백원(白源). 호 단계(旦嵠). 부경대학교 교수. 국민훈장 동백장 수훈. 부산종친회장.
- 방응선(方應善, 1933 ~ ) : 평안남도 맹산(孟山)출신. 父 휘 영석(永錫). 법학사, 경찰 경감(警監) 퇴직. 백마고지전투 용사. 화랑무공훈장. 민주평통자문위원. 명예 맹산군수.
- 방일홍(方一弘, 1933 ~ 2017) : 충남 서천 출신. 경향신문 기자. 제6대 국회의원(민중당). 대영문화(주) 대표이사.
- 방영길(方永吉, 1933 ~ ) : 평안남도 맹산군(孟山郡) 명예군수(1989년)
- 방서남(方瑞男, 1934 ~ ) : 육사 15기. 월남전에 참전했다. 연대장(1979년) 대령으로 예편.
- 방영구(方永求, 1934 ~ 2008) : 강원도 횡성 출신. 신부(神父) 세례명 실베스텔. 가톨릭대학을 졸업하고, 교황청 우르바노대학교에서 법학석사학위를 받았다. 1960년 사제 서품을 다고, 춘천교구 천주교 춘천교구 죽림동 주교좌성당 보좌, 육군본부 군종감실 행정실장, 성신여대 교목, 죽림동 주교좌성당 주임 17대(1969∼1974), 대건신학대 교수 및 대학원장(6대), 광주가톨릭대 교수·학장(9·10대) 대학원장(12대), 속초 동명동성당 주임(1999년)을 역임하고 2004년 원로사목사제가 되었다.
- 방준(方埈, 1935 ~ ) : 서울 출신이다. 불문학자 방곤(方坤)의 동생이다. 아버지는 휘 익환(翼煥)이다. 건축사. 보성고등학교를 졸업하고 서울대에서 건축학 석사를 취득후, 미국으로 건너가 UC Berkeley에서 도시디자인을 전공했다. 미국 보스톤에서 활동하고 있다. 범우재(凡友齋)를 기초 설계했다.
- 방영창(方永昌, 1935 ~ ) : 별명 ‘앙드레아 방’. 일본 나고야 태생. 군예술대원, 프랑스유학, 세계적 바이올린 복원 전문가인 악기 명장.
- 방동규(方東圭, 1935년 ~ ) : 경기도 개성 출신. 별명 ‘방배추’. 한국의 기업인, 사회운동가이다. 조부는 휘  영식(榮植), 아버지는 휘 인묵(仁黙,1911년생) 이고, 숙부는 독립운동을 했던. 휘 의묵(義黙,1918년생)이다. 홍익대학교 법학과를 졸업했다. 저서로는 ‘배추가 돌아왔다’
- 방찬영(方燦榮, 1936 ~ ) : 황해도 옹진 출신 미국인이다. 국제적 경제학자이다. 연세대학교 대학원 경제과 석사과정을 마치고 콜로라도주립대학교 대학원에서 경제학 박사를 취득했다. 카자흐스탄 대통령 경제특별보좌관, 한국사회문화연구원 이사장, 미국 캘리포니아대 아시아태평양문제연구소장, 카자흐스탄 키맵대학 총장
- 방동인(方東仁, 1935 ~ ) 사학자. 전 관동대학 문과대 인문학부 사학전공 교수. 한국 고지도분야 선구자. 1976년 ‘한국의 지도’ 편찬. 1997년 일조각의 한국의 국경획정연구(韓國의 國境劃定硏究) 등 다수 논문.
- 방윤용(方潤容, 1936 ~ ) : 경기도 평택 출신. 안성중학교 교장, 민주평화통일자문회의 자문위원, 국민훈장, 중앙종친회 13대 회장
- 방학길(方學吉, 1937 ~ ) : 신부(神父). 세례명 마르첼리노. 서울 대신학교를 졸업하고 1976년 사제 서품을 받았다. 서울 가회동, 전농동, 세종로성당에서 사목을 했으며, 1981년에서 1993년까지 새남터 본당 주임을 했으며, 한국 순교복자성직 수도회 5.6대 총원장을 지냈다.
- 방동환(方東煥, 1937 ~ ) : 평안남도 강서군(江西郡) 출신. 아버지는 온양방씨 인천화수회 고문을 했던 휘 평국(平國, 1911~2007)이다. 경영학 석사. 총경(總警) 안성경찰서장. 평택경찰서장 용산경찰서장(1983년), 치안본부공보관(治安本部公報官), 서울시경 교통과장(1988년)을 역임했다.
- 방제환(方濟煥, 1937 ~ ) : 제28대 김포군수. 12·13대 동두천시장.
- 방혜자(方惠子, 1937 ~ ) : 경기도 고양군 능동(陵洞) 출신. 현대미술가로 한국 추상화 1세대이며, 빛의 화가로 불린다. 아버지 휘 방용성(方龍成)은 독도(뚝섬)보통학교(纛島普通學校)와 경성사범학교(京城師範學校) 경동심상소학교(京東尋常小學校)에서 교사를 했으며, 어머니 ‘김옥선’도 교사 출신이다. 1957년 경기여고를 졸업하고, 서울대학교 미술대학 회화과를 입학 1961년 동 대학을 졸업 후 프랑스 파리로 유학을 감. 1963년부터 1966년까지 파리국립미술학교 르노르망 교수로부터 아뜨리에 벽화수학을 받고, 1983년에서 1987년까지 파리 헤이터 아뜨리에 17에서 판화 수학을 받았다. 모나코 현대미술제 聖예술상을 받았고, 현재 재불 화가로 활동. 동생은 바이올린니스이자 예술감독으로 활동중인 방훈(方薰)이다.
- 방우제(方旴濟, 1937 ~ 2002) : 평안남도 정 출신. 아버지는 휘 정현(正鉉). 인천제물포고와 고려대 경영학과 졸업. 충남대학교 경영학과 교수로 재임, 충남대 경상대학장, 기획실장, 경영경제연구소장 등을 역임.
- 방천섭(方千燮, 1938 ~ ) : 1972년 통일주체국민회의 대의원
- 방의건(方義健, 1938 ~ ) : 이명 의걸(義傑). 자(字) 목정(木丁). 홍익대 회화과 졸업. 전남대학 예술대학 교수.
- 방영진(方泳軫, 1939 ~ 1999) : 만화가. 서울 종로 출생. 서울 영천에서 제화점을 하던 집안의 아홉남매 중 여섯 째로 태어났다. 교동 초등학교를 거쳐 양정고등학교를 나왔다. 1958년에 7천사라는 잡지에서 단편 ‘오복이’라는 작품이 처녀작이며 1959년 발표한 단편 ‘투명인간’으로 인기를 모으게 된다. 1960년대에는 ‘명탐정 약동이’와 ‘약동이와 영팔이’를 발표했다. 20세 초반에 류머티스 관절염으로 다리가 아팠으나 꾸준히 작품활동을 계속했다.
- 방영용(方泳龍, 1939 ~ ) : 필명 방기훈(方基勳, 호 오성(悟性). 만화가. 일본 동경 출생. 경남중고 졸업.
- 방규식(方奎植, 1939 ~ 1998) : 1960년대 후반부터 영화사 제작부에서 일하며 영화계에 입문한다. 1986년 자신의 영화사인 ‘방 프로덕션’을 설립한다. 1990년 <천국의 땅>으로 제29회 대종상 영화제에서 신인감독상을 수상 했다.
- 방정항(方正恒, 1940 ~ ) : 함경남도 북청 출신. 1963년 연세대 정치외교학과 졸업. 1965년 동 대학 행정대학원 수료, 부산대학교 행정학 박사. 동아대학교 행정학과 교수, 동아대학교 사회과학대학 학장, 동아대학교 정책과학대학원 원장, 동아대학교 언론홍보대학원 원장, 한국행정학회 부회장, 한국정책학회 부회장,  제13대 동아학숙 이사장.
- 방청평(方淸平, 1940 ~ ) : 김포 출신이다. 예명이 방일수(方一秀)인 연극배우겸 코메디언이다. 한국방송통신대학에서 법학을 전공한 후 연세대학교 행정대학원 사법행정 석사학위를 취득했다. 사단법인 한국연예예술인총연협회 이사를 역임했다. 딸이 1996년 제26회 애틀란타 하계 올림픽 여자 단식 금메달리스트 방수현(方銖賢) 임.
- 방석종 (方錫淙, 1940 ~ ) : 전 감리교신학대학교 신학과 교수, 구약학 연구회 전회장.
- 방열(方烈, 1941 ~ ) : 대한농구협회 회장. 이학박사
- 방영섭(方榮燮, 1940 ~ ) : 일성건설 회장,한진중공업 고문
- 방길남(方吉男, 1941 ~ ) : 평안남도 성천군(成川郡) 출신. 군산 세관장, 관세청 항공대교수. (사) 코리아녹색운동연합중앙회 상임고문.
- 방항석(方恒錫, 1941 ~ ) : 충북 청원군 출신. 약사로 1989년 태백시 약사화장을 지냈다. 1991년 강원도 도의회 도의원(태백시)으로 당선되었다.
- 방성제(方性濟, 1942 ~ ) : 체신청 이사관.
- 방영웅(方榮雄, 1942 ~ ) : 충청남도 예산(禮山) 출신. 작가. 휘문고를 졸업했다. 1969년 「달」로 제2회 한국창작문학상을 수상했다.
- 방재영(方宰榮, 1942 ~ ) : 건설교통부 해외건설과장(이사관). 해외건설협회 이사 역임. ‘해외건설 실무 영어’ 저자
- 방승양(方勝楊, 1942 ~ ) : 재일교포 2세로 일본 출생. 교토대학교 전기공학 학사, 서울대학교 대학원 전기공학 석사, 텍사스대학교 대학원 컴퓨터과학 박사. 미국 NCR과 벨연구소의 연구원으로 일하다 1981년 대한민국에 입국 한국전자기술연구소에서 컴퓨터 국산화를 추진했다. 1986년 포항공대 설립에 참여하고 컴퓨터공학과 교수 및 동대학의 학과장 및 대학원장을 역임. 국내 컴퓨터 인공지능분야의 개척자. 2007년 정년 퇴임후 포항공과대학교 명예교수를 하고 있다.
- 방종영(方鍾永, 1943 ~ ) : 경북 달성군(達城郡) 4.5대 의회 군의원. 4.5대 하반기 부의장
- 방효철(方孝哲, 1943 ~ ) : 충북 청원 출신. 청주대학 법하과 졸업, 성균관대학 경영대학원 졸업, 경남대학교 경영학 명예박사, 삼우금속공업 대표이사, 한국무역협회 이사, 창원국가산업단지 경영자협의회 회장, 삼우금속공업 회장. 국무총리표창, 동탑산업훈장, 은탑산업훈장, 제24회 전국중소기업인대회 금탑산업훈장.
- 방병기(方秉基, 1943 ~ ) : 카톨릭대 의과대 의학과 내과학교실 교수
- 방춘웅(方春雄, 1943 ~ ) : 충남 서산시 운산 출생. 호는 금촌(錦村)이다. 4대째 가업을 잇고있는 홍성군 갈산면 동성리의 옹기장이다. 2008년 2월에 충남무형문화재 제38의1호로 지정되었다. 현재 갈산토기의 대표. 둘째 딸 유정과 막내아들 유준이 가업을 잇기 위해 전통 옹기기술을 전수받고 있다.
- 방영진(方永鎭, 1943 ~ ) : 교육자, 경희대학교 체육대학 태권도학 교수, 2008년 황조근정훈장 수훈.
- 방광자(方光子, 1944 ~ ) : 조경학(造景學) 교수. 숙명여고 재학시 농구선수. 농학박사. 상명대학교 산업대학 학장.
- 방용석(方鏞錫, 1945 ~ ) : 제15대 국회의원. 제19대 노동부 장관. 한국가스안전공사 사장. 근로복지공단 이사장.
- 방태수(方泰守, 1945 ~ ) : 함경남도 북청 출신. 1964년 드라마센타 한국연극아카데미 졸업(1기), 건국대학 졸업, 1982년 동국대 대학원  연극과 졸업(석사). 문화예술인. 연출가. 1967년 극단 ‘에저또’ 창립, 1970년 서울 을지로에서 ‘제4집단’ 결성대회를 갖고 모순된 기성문화와 사회체제에 대한 반성의 출발점으로 문화의 주체성을 강조하기도 했다. 1984년에는 연출가그룹 회장을 맡기도 했으며, 1995년부터 2000년까지 부산예술대학 연극과 교수, 2001년부터 2008년까지 한성디지털대학 연극영화과 겸임교수를 했다.
- 방근석(方根錫, 1945 ~ ) : 자(字) 재근(在根). 경제학박사. 부산경상대학교 무역과 교수
- 방승복(方承福, 1945 ~ ) : 충청남도 홍성군 출신이다. 아버지 휘 기석(基錫)과 어머니 홍주(洪州) 李씨 사이 차남이다. 충청도 체신청 조직국장을 하고 퇴임후, 온양방씨 중앙회 총무이사와 2018년 인터넷족보 편찬위원회 부위원장을 역임후 2025년 19대 중앙종친회 회장에 취임.
- 방상길(方常吉, 1945 ~ ) : 연세대학 졸업. 전 고합상사 대표이사. 전 고합엠텍홀딩 고문. 전 오리온주식회사 대표. 연세체육회 수석부회장. 2009년에는 ‘함께나누는세상’의 발기인이기도 했다.
- 방효무(方孝武, 1946 ~ ) : 청주 출신. 아버지는 휘 준용(俊容)이다. 청주시 기획실장. 흥덕구 구청장을 역임했으며, 녹조근정훈장을 수여 받음.
- 방현수(方賢秀, 1946 ~ ) : 서울 강남(옛 廣州郡) 출신. 아버지는 휘 순동(順同, 1992년생)이다. 텍사스대학 졸업. 동국대학 수학과 교수
- 방판칠(方判七, 1946 ~ ) : 경상남도 창원 출신. 아버지는 휘 소몽(小夢)이다. 경상대학 학군 8기. 7사단장, 8군단장 육군 중장(2002년). 대한주택공사 감사(2009년)
- 방대현(方大鉉, 1946 ~ ) : 경기도 양평 출신. 동국대 행정대학원 행정학과 수료.  전 연합뉴스 기획실 부실장, 서울미디어그룹 이사, Digital Contents Works 감사.
- 방기봉(方基奉, 1946 ~ ) : 서울태생. 중앙종친회 수석부회장. 백선엽장군기념사업회 대표.
- 방병건(方炳健, 1946 ~ ) : 서울태생. 한양공대 대학원졸업, 건진사 대표, 중미출판사 대표,  국가보훈처 대상수상, 대한노인신문사 논설위원, (사)뿌리문화보존회 이사, 독립유공애국지사유족회 회장, 광복회 강서지회장, 광복회 의전복지국장, 중앙종친회 부회장. 온양방씨종보편찬 편찬위원장.
- 방옥균(方玉均, 1947 ~ ) : 보사부 식약청 서울청장.(이사관, 2003년)
- 방재기(方在基, 1947 ~ ) 시각디자이너, 시각디자인과 교수.
- 방연옥(方連玉, 1947 ~ ) : 충청남도 서천군 기산면 가공리 출신. 아버지는 휘 자순이다. 당진군 한산면으로 시집을 가 1980년부터 한산모시를 짜기 시작했다. 문정옥 (文貞玉)씨의 뒤를 이어 한산 모시짜기 기능보유자 되었다. 국가 무형문화재 14호이다.
- 방훈(方薰, 1947 ~ ) : 경기도 고양군 능동(陵洞) 출신. 바이올린니스트. 아버지 휘 방용성(方龍成)은 독도(뚝섬)보통학교(纛島普通學校)와 경성사범학교(京城師範學校) 경동심상소학교(京東尋常小學校)에서 교사를 했으며, 어머니 ‘김옥선’도 교사 출신이다. 화가 방혜자(方惠子)의 동생. 서울예고 2학년 재학중이던 1965년 프랑스로 유학가, 1967년 6월 벨사이유 국립음학학교바이올린과를 수석 졸업했다. 현재 예술감독으로 누나의 작품 출판 및 전시회마다 기획등을 도와주고 있다.
- 방인제(方仁濟, 1947 ~ 1996) : 육군 대령.
- 방영민(方榮玟, 1948 ~ ) : 충청북도 음성군 출신. 행정고시 17회. 경제학박사. 관료출신 기업인 금융인. 재정경제부 경제정책심의관(이사관), 서울보증보험 사장. 홍조근정훈장.
- 방광업(方光業, 1948 ~ ) : 경기도 여주(驪州) 출신. 아버지는 휘 영택(永宅) 어머니는 한양 조(趙씨)이다. 경기도 세정과장. 소사구청장(2005). 경기지방공사 관리본부장(2007)을 역임했다.
- 방상훈(方相勳, 1948 ~ ) : 조선일보 대표이.사
- 방재욱(方在旭, 1948 ~ ) : 서울 출신. 서울대 생물교육과 졸업 동 대학원 식물학 박사. 충남대학교 생명시스템과학대학 교수. 한국생물과학협회 회장. 제47대 한국생물과학협회 회장.
- 방남휴(方南烋, 1948 ~ ) : 전 중앙종친회 회장. 대영식품(大榮食品) 대표.  대한병과공업협동조합 이사장.
- 방유현(方裕鉉, 1949 ~ ) : 인하대 인하병원 성형외과 과장.
- 방동식(方東植, 1949 ~ ) : 연세대 의과대 의학과 피부과학교실 교수.
- 방익찬(方益璨, 1949 ~ ) : 물리학박사. 제주대학교 해양과학대학 지구해양과학과 명예교수.
- 방동식(方東植, 1949 ~ ) : 연세대학교 의대 졸업, 동 대학교 대학원 박사. 피부과 전문의, 대한피부연구학회 회장. 연세대 의과대 의학과 피부과학교실 교수.
- 방성석(方聖錫, 1949 ~ ) : 충청남도 아산 출신. 아버지는 휘 효정(孝正). 경제학 박사. 광운대 국제통상학과 겸임교수, 가천대 무역학과 겸임교수, 사단법인 이순신 리더십 연구회 상임고문.  해사 충무공 연구회 자문위원.(주) 이글코리아 대표. 대통령표창. 철탑산업훈장(鐵塔産業勳章). 저서 ‘역사속의 이순신, 역사밖의 이순신’등 다수. 2017년 인터넷 족보 편찬위원회 위원장.
- 방효복(方孝福, 1949 ~ ) : 평택출신이다. 아버지는 휘 선용(鮮容). 50 사단장, 11 군단장, 국방대학교 총장등을 역임했다. 육군 중장으로 예편. 국민훈장 3.1장.
- 방석관(方石官, 19    ~ ) : 월봉방지선생기념사업회 회장(유학의 새벽 발행), 성균관 전인 전례위원 겸 자문위원.
- 방몽숙(方蒙淑, 1950 ~ ) : 전남대 치의학전문대학원 치의학과 교수
- 방진석(方振錫, 1950 ~ ) :  1987년 대구직할시정책자문위원. 1995년 대양정밀 대표. 1995년 대구광역시 시의원(북구2선거구) 당선. 시의회 산업분과위원장 역임.
- 방윤석(方潤錫, 1950 ~ 2012) : 충청남도 논산(論山) 출신. 고조부는 서산 해미에서 1866년 순교한 휘 영창(永昌,안토니오) 그 아들인 증조는 휘 춘화(바오로, 1944년 卒)이며 아버지는 휘 재회(필립보, 1923 ~ 2009)이다. 신부(神父). 세례명 베르나르도. 성신고등학교와 서강대학 언론대학원을 졸업했다. 1975년 사제서품을 받고, 대흥동성당 보좌신부로 첫 사제생활을 시작했고, 군종신부(1976), 청양본당 주임(1980년), 대전교구 온양본당 14대 주임 신부(1999년), 대전 평화방송 초대 사장(2000년), 서산 석림동 본당 주임(2005년) 신부등을 역임했다. 만돌린 연주를 잘했다. 청양본당 주임 신부 당시인 1982년 순교자들의 다락골 줄무덤지를 성역화 시키기도 했다. 동생이 방경석(方京錫, 알로이시오) 신부이다.
- 방민준(方旼俊, 1950 ~ ) : 서울 출생. 서울대학교 국어교육학과 졸업. 1978년 한국일보 기자로 입사한 이후  경제부장, 편집국 부국장, 기획특집국 국장, 논설위원실 실장 등을 역임했다. 2010년 뉴데일리 부사장에 선임되었다.
- 방종득(方鍾得, 1951 ~ ) : 포항 연일(延日) 출신. 아버지 휘 명원(命遠)과 어머니 경주(慶州) 김씨 사이 4男으로 출생. 국립 부경대학교(釜慶大學校) 졸업 동대학원 수산학 석사 및 박사. 1993년 해양수산부 국립수산과학원(國立水産科學院) 연구관, 동해수산연구소 및 남해수산연구소 소장(이사관). 국립수산과학원 자원조성사업단 단장(團長), 국립강릉대학교와 여수대학교 겸임교수, 한국어병학회(韓國魚病學會) 회장등을 역임했다. 홍조근정훈장(紅條勤政勳章) 수훈.
- 방주연(方珠蓮, 1951 ~ ) : 경북 상주(尙州) 출신. 본명은 방일매(方一梅)이다. 아버지는 경찰출신 국가유공자 방동출(方東出, 1932년생)이며, 남자 형제로는 '방일우'와 '방일상'이 있다. 대한민국 가수이자,  미국에서 자연치유학 박사학위를 받고 자연치유 및 대체의학 전도사역할을 함.
- 방용규(方龍圭, 1952 ~ ) : 서울 출신이다. 아버지는 휘 의환(義煥) 조부는 휘 유영(有榮)이다. 호 재경(載景). 별호 신 서주산인(新 西洲散人). 법학사, 온양방씨 중앙종친회 및 판서공파 종친회 부회장. 온양방씨 대종보 자유기고가. 전 (사)한국 교습소총연합회 경기지회 사무국장. 호조의랑 방여권(方與權)의 부인 안동권씨(安東權氏)가 안동권씨 화원군(花原君) 권중달(權仲達)의 손녀이자, 영월신씨 신보안(辛保安)의 5촌 숙모였다는 것을 밝혀내고(손계영 박사의 논문 ‘1434년 辛保安 妻 鄭氏 分財記 연구’ 참조), 목은 이색(李穡)의 ‘봉정 국서 성 방 휘 언휘(奉呈 菊墅 姓 方 諱 彦暉)’시를 포함해, 선조들 관련 시(詩)와 문적(文蹟)등을 발굴하여 대종보 및 족보에 기고함.[100][101]
- 방재홍(方在鴻, 1952 ~ ) : 서울 출신. 고려대학교 언론대학원 언론학과 졸업(석사). 독서신문 발행인, 한국자유총연맹 자문위원, 이뉴스투데이 발행인, 서울미디어그룹 대표이사, 서경대학교 겸임교수, 인터넷신문위원회 위원장. 국무총리 표창, 화관문화훈장 수상.
- 방태찬(方泰贊. 1953 ~ ) : 보명(譜名) 종식(鍾湜). 포항 연일(延日) 출신. 아버지 휘 기원(起遠)과 어머니 평산(平山) 신씨 사이 5남으로 출생. 부경대학교를 졸업 1996년 동대학원 석사. 한국전력공사에 입사하여 부산지역본부 울산전력처장을 역임함. 2002년 부산전력관리처 품질안전과장 재직시‘ 품질경영 혁신을 통한 지역사회 및 국가경제발전에 기여한 유공’으로 대통령표창을 수상함.
- 방유봉(方有鳳, 1954 ~ ) :  경상북도 울진군 출신. 울진군 2.3대 군의원. 울진군의회 의장. 경상북도의회 7.8대 도의원.
- 방영주(方英柱, 1954 ~ ) : 서울 출신. 서울 의대 졸업, 동 대학 대학원 의학 석사 및 박사.  서울대학교 의과대학 주임 교수, 대한암학회 이사장, 서울대학교병원 혈액종양내과 교수,서울대학교병원 의생명연구원 원장. 보건산업기술대상 대통령상, 제4회 지식창조대상 수상.
- 방비석(方飛錫, 1954 ~ ) : 충청도 출신. 아버지는 휘 재희(載喜)이다. 행정고시합격(1975년) 홍조근정훈장(2000년) 부천부시장(富川副市長,2003년)
- 방현(方鉉, 1954 ~ ) : 서울출신(맹산) 검사. 변호사(법무법인 광장)
- 방흥석(方興錫, 1954 ~ ) : 아산 폴리텍대학 자동차기계과 교수.
- 방대두(方大斗, 1954 ~ ) : 서울출생. 은퇴 레슬링선수. 명지대학교 대학원 박사. 1984년 하계 올림픽에서 그레코로만형 동메달.
- 방희선(方熙宣, 1955 ~ ) : 충북 진천 출신. 서울대 법학과 졸업, 동 대학원 법학박사. 육군 법무장교, 인천 수원 광주지방법원 판사, 동국대학교 법과대학 학장
- 방명균(方明均, 1955 ~ ) : 강원도 강릉 출신. 강원대학 졸업. 강원일보 사회부 차장, 동 영동취재부장, 강원도민일보 취재부 국장, 동 편집국장, 동 전무 경영본부장
- 방문추(方文秋, 1955 ~ ) : 제주도 애월(涯月) 출신. 제주특별자치도의회 여성 도의원.
- 방인태(方仁泰, 1955 ~ ) : 자(字) 인식(仁植). 교육학 박사. 서울교대 교수
- 방효필(方孝弼, 1955 ~ ) : 경기도 평택 출신. 호 청암. 식품학 전공. 식품공학 박사. 전 국립한경대학교 교수. 청암문학관 관장. 시인.
- 방인성(方仁聲, 1956 ~ ) : 서울 용산 출신. 세무대학 졸업, 관세청 특채. 한국방송대학 행정학과 졸업. 1997년 사무관 광주세관 감시과장. 청주세관장. 2012년 김포세관장. 제주국제자유도시개발센터(JDC) 영업관리단장. 홍조근정훈장 수상.
- 방원팔(方元八, 1956 ~ ) : 경상북도 경주(慶州) 출신. 육사 35기. 육군중장으로 예편(2013년)
- 방선배(方善培, 1956 ~ ) : 자(字) 선욱(善郁). 교육학 박사. 제주대학교 교수
- 방형남(方炯南, 1957 ~ ) : 경기도 화성 출신. 한국외국어대 불어과 졸업, 프랑스 파리제2대학교 대학원 신문연구DEA과정 수료. 동아일보 파리특파원, 동아일보 논설위원, 외교통상부 정책자문위원, 화정평화재단 21세기평화연구소 소장, 국방부 정책자문위원, 국립419민주묘지관리소 소장.
- 방대욱(方大旭, 1957 ~ ) : 공학박사. 교수. 계명대 정보통신대학장
- 방승일(方承一, 1957 ~ ) : 강원도 화천 출신. 강원도 도의원(화천군)
- 방귀희(方貴嬉, 1957 ~ ) : 서울 출신. 호 청도. 동국대학 불교철학과 졸업, 동 대학원 불교 철학과 졸업. 숭실대학교 사회복지대학원 졸업, 동 대학원 사회복지학 박사. 시인, 방송작가, 한국장애인문인협회 회장.
- 방성일 (方成日, 1957 ~ ) : 1984년 단국대학교 전자공학 학사, 1986년 동 대학원 전자공학석사, 1992년 동 대학원 전자공학 통신공학 박사. 박사학위 이후 이동통신업체의 연구소에서 책임연구원으로 재직하다가 1994년부터 단국대학교 공과대학 전자전기공학부 교수로 재직중. 단국대학교 연구처 처장 겸 산학협력단장.
- 방기봉(方基奉, 1958 ~ ) : 충남고 졸업, 1987년 일본 구마모토대학 경영학과 졸업. 한국특수메탈공업(주) 대표이사. 2017년 대덕산업단지관리공단 이사장. 대통령 표창.
- 방용문(方龍文, 1958 ~ ) : 외국인 근로자들의 친구. 변호사
- 방영기(方榮基, 1958 ~ ) : 경기도 광주군 돌마면(현 성남시 분당구) 출생. 돌마초, 양영중, 성일고를 거쳐 대구예대  및 중앙대학과 대학원 졸업. 석사 및 박사학위 취득. 1998년 성남시 시의회 3대 시위원에 당선되고, 2006년에는 경기도 도의회 8대 도의원에 당선되었다. 현재 천상의 명창으로 ‘선소리산타령’ 예능 전승교육사이며 (사)선소리산타령보존회 이사장.
- 방효길(方孝吉, 1958 ~ ) : 1991년 서울시의회 시의원(노원)으로 당선.
- 방대선(方大善, 1958 ~ 2008) : 경상북도 성주(星州) 출신 광역의원이다. 1998년 경북 경북 성주군 도의원 당선으로 정계에 입문해 2002년과 2006년 내리 3선의원으로 당선되 2006년 8대 전반기 도의회 부의장을 역임하기도 했다.
- 방상원(方常源, 1958 ~ ) : 충남 천안 출신. 한양대 기계공학과 졸업. 삼성전자 일본본사 상무, 삼성전자 사업전략그룹 그룹장, 삼성메디슨 대표이사, 삼성전자 일본법인 법인장(부사장).
- 방성근(方星根, 1958 ~ ) : 전 방송프로듀서, 전 문화방송 예능본부 본부장.
- 방의석(方義錫, 1958 ~ ) : 행정공무원. 국립생태원 기획경영본부 기획실 실장.
- 방성호(方成浩, 1959 ~ ) : 육군 준장. 학군 21기. 1군 사령부 인사차장. 공수특전여단장.
- 방선규(方宣圭, 1959 ~ ) : 충남 서천 출신. 고려대 사회학과 졸업, 미국 시라큐스대 대학원 미디어정책학과 졸업, 청와대 행정관, 국정홍보 정책관(이사관), 국립아시아문화전당 전당장 직무대리. 근정포장 수상.
- 방두원(方斗源. 1959 ~ ) : 군법무관 6회 출신. 변호사
- 방대영(方大榮, 1959 ~ ) : 전 광주광역시 3대 시의원 행정자치위원장 역임
- 방영민(方泳敏, 1959 ~ ) : 서울대 법학과 졸업, 동 행정대학원 졸업, 미국 밴더빌트대학 대학원 경제학과 졸업. 행정고시 25회(1982년). 재정경제부 경제홍보기획단 총괄기획과장(이사관). 삼성증권 부사장.
- 방순자(方順子, 1959 ~ ) : 충남 출신. 동덕여대 무역학과 졸업. 산업자원부 사무관, 지식경제부 서기관, 산업통상자원부 무역위원회 무역조사실 덤핑조사과장. 전략물자관리원 원장.
- 방태규(方泰圭, 1959 ~ ) : 공학 박사. 한국산업안전연구원 선임연구원.
- 방효원(方孝元, 1959 ~ ) : 부산 출신. 중앙대 의과대학 의학과 졸업, 동 대학원 의학박사. 중앙대학교 의과대학 생리학교실 교수, 중앙대학교 의과대학 학장보, 중앙대학교 평의원회 의장.
- 방용석(方勇錫, 1959 ~ ) : 1981년 중앙대학교 예술대학 음악학과 작곡전공 졸업. 1984년 동 대학원 음악학과 작곡전공 석사. 대한민국의 작곡가 겸 음악감독이다. 1988년 애니메이션 달려라 하니의 주제가를 작곡. 1997년 ~ 2014년 헐리우드매너 대표. 1998년 이후, 이화여자대학교 음악 연구소 연구위원, 한국예술종합학교 영상원 영상만화학과, 중앙대학교 음악대학 작곡과, 이화여자대학교 실용음악대학원 등 강사. 2009년~2011년 목원대학교 작곡 재즈학부 겸임교수 역임.
- 방창섭(方昌燮, 1960 ~ ) : 경북대학 기계공학과 졸업, 영국 크랜필드대 대학원 기계공학과 졸업. 현대자동차 미국법인 기술연구소 이사, 현대자동차 품질본부장(전무), 동 부사장.
- 방철환(方哲煥, 1960 ~ ) : 검사츨신. 변호사.
- 방창훈(方昌勳, 1958 ~ ) : 서울 출신. 국립철도고등학교 졸업, 한국방송통신대학 졸업. 철도청 고속철도사업본부 영업제도 팀장, 코레일 인재개발원 원장, 코레일 수도권서부본부 본부장, 코레일관광개발 대표이사.  산업포장, 국토해양부장관 표창 수상.
- 방영호(方泳昊, 1960 ~ ) : 전 재정경제원 근무 방영민(泳敏)의 동생. 바이올리니스트. 서울대학교 음악대학 기악과를 졸업하고 러시아 그네신 뮤직아카데미 지휘과를 졸업했다. 1984년 KBS교향악단에 입단해 활동하며 마스터즈 4중주단, 서울챔버오케스트라 단원으로 활동했고 현재 KBS교향악단 제2바이올린 부수석으로 활동하고 있다.
- 방승진(方昇珍, 1960 ~ ) : 이학박사. 아주대학교 자연과학대학 자연과학부 수학전공 교수.
- 방현석(方玄錫, 1961 ~ ) : 울산광역시 출신. 노동운동가, 소설가, 교수. 2003년 황순원 문학상 수상. 중앙대 안성 부총장.
- 방문석(方文奭, 1961 ~ ) : 서울 출신. 서울 의대 졸업. 동 대학원 의학 박사. 서울 의대 재활의학과 교수. 국립재활원 원장, 대한재활의학회 이사장.
- 방사익(方士翊, 1961 ~ ) : 서울 출신. 서울 의대 졸업. 동 대학원 의학 박사. 충북대학교 의과대학 성형외과 과장, 삼성서울병원 성형외과 과장, 성균관대학교 의과대학 성형외과 주임교수, 삼성서울병원 바이오의료중개지원센터장.
- 방승만(方承晩, 1961 ~ ) : 충남 아산 출신. 동국대 경영학과 졸업, 동 대학원 법학과 수료. 사법시험 합격, 대전지방법원 부장판사(2016), 언론중재위원회 위원.
- 방승철(方昇哲, 1961 ~ ) : 공학박사. 동서울대학교 정보통신과 교수.
- 방유석(方宥錫, 1961 ~ ) : 충남 홍성군 장곡면 출신 장승 조각가이다. 원래는 하회탈 조각가였다. 동생 영석(1966년생)도 장승 조각가이다. 충남 청양군 칠갑산 장승공원을 두형제가 주도해 만듬.
- 방명걸(方明杰, 1961 ~ ) : 서울 출신. 이스턴버지니아메디컬스쿨 내분비생식생리학 박사. 중앙대학 교수. 서울대 인구의학연구소 책임연구원 및  한국과학기술원 의과학연구센터 선임연구원 그리고 바이오벤쳐기업 ‘젠딕스’ 대표이사를 역임했다. 2000년에 포경수술 반대운동으로  미국 포경수술정보교육센터(NOCIRC)로부터 국제인권상을 수여 받았다.
- 방태진(方泰振, 1962 ~ ) : 부산 출신. 부산수산대 해양학과 졸업, 미국 워싱턴대 해양정책학과 졸업,  부경대학 경영학 박사. 1991년 기슬고시합격. 해양수산부 근무. 마산지방해양수산청장.
- 방용훈(方勇勳, 1962 ~ ) : 경기도 의정부 출신이다. 미국 오하이오대 경영학과 졸업. 조선일보 미국 특파원. 조선일보 이사. 주식회사 코리아나 대표이사 사장.
- 방규식(方奎植, 1962 ~ ) : 충남 예산(禮山) 출신. 경희대 신문방송학과 졸업. 2000년 매일경제TV 산업부 기자, 2012년 한국경제TV 보도본부장, 2015년 동 마케팅 본부장.
- 방승찬(方承燦, 1962 ~ ) : 경기도 안성 출신. 서울대 전자공학과 졸업, 동 대학원 공학박사. 한국전자통신연구원 책임연구원, 동 본부장.
- 방문규(方文圭, 1962 ~ ) : 경기도 수원 출신. 서울대 영어영문학과 졸업, 성균관대학교 대학원 행정학 박사. 행정고시 합격. 기획재정부 차관. 보건복지부 차관.
- 방성근(方聖根, 1962 ~ ) : 한림대학교 공과대학 전자공학과 부교수.
- 방의석(方義錫, 1962 ~ ) : 신문인. 전 대전매일신문 광고국 부국장 대우.
- 방일석(方日錫, 1963 ~ ) : 삼성전자 일본 주재원. 올림푸스 대표이사.
- 방난석(方爛碩, 1963 ~ ) : 한림대학교 성형외과 교수. 더원성형외과 원장.
- 방영순(方英順, 1963 ~  ) : 가수 방실이
- 방효충(方孝忠, 1964 ~ ) : 충남 서산 출신. 서울대 항공학과 졸업, 동 대학원 항공학과 졸업, 미국 텍사스A&M대학 항공우주공학 박사. 미 해군대학원 연구조교수, 항공우주연구소 선임연구원, 충남대 교수, 한국과학기술원 공과대학 항공우주공학과 교수.  제5회 젊은과학자상 수상.
- 방효창(方孝昌, 1964 ~ ) : 한국항공대학교에서 전자공학을 전공하고 동 대학원 무선통신공학 석사 박사 학위 취득. 두원공과대학 정보지원센터소장, 두원공대 파주행정지원처 처장, 두원공대 경기산업기술교육센터 센터장을 거쳐 2018년 1월 두원공대 파주캠퍼스 부총장에 취임했다. 경제정의실천시민연합(경실련) 정보통신위원장도 맡고 있다.
- 방은진(方銀珍, 1965 ~ ) : 영화감독이자 영화배우
- 방효진(方孝進, 1965 ~ ) : 미국 캘리포니아대 버클리교 경제학과 졸업, 미국 멜론은행 근무, 스위스은행 한국사무소장, 미국 메릴린치 홍콩법인 서울디렉터, 골드만삭스 서울사무소장, 하나은행 부행장보 RUA 투자은행(IB) 사업본부장, 싱가포르개발은행(DBS) 서울지점 한국대표,
- 방세현(方世鉉, 1965 ~ ) : 서울 출신. 서강대 정치외교학과 졸업, 동 대학원 정치외교학과 졸업. 한일 학생회의 창립 초대 회장. 시사정책연구소 소장. 주식회사 GCN 대표이사.
- 방기선(方基善, 1965년 ~ ) : 제13대 기획재정부 제1차관
- 방성환(方成煥, 1966 ~ ) : 경기도 성남 출신, 성균관대학 행정학과 졸업, 공인노무사. 경기도 도의원(성남시), 자유한국당 정책위원장.
- 방정숙(方貞淑, 1967 ~ ) : 변호사. [前] 의정부지검 검사(2009)
- 방정균(方正均, 1967 ~ ) : 한의학 박사. 상지대 한의학 교수.
- 방상천(方相天, 1967 ~ ) : 광주 출신. 조선대 행정학과 졸업, 강원대 대학원 소방방재학과 졸업, 미국 오클라호마주립대 대학원 졸업. 나주소방서 방호과 방호팀장, 충청소방학교 교관단장, 충남 소방본부 방호팀장, 동 소방행정 과장, 충남 당진 소장서장, 내무부장관 표창, 대통령 표장.
- 방은희(方銀姬, 1967 ~ ) : 배우
- 방태호(方泰浩, 1968 ~ ) : 인천 강화 출신. 관동대학 졸업. 강원대 교육대학원 졸업. 2003년 경기 예술고 교감. 2005년 경기도교육청 장학사. 경기 이포고 교장, 여주중 교장, 세종고 교장, 여주여중 교장.
- 방성원(方聖媛, 1969 ~ ) : 국문학 박사. 경희사이버대학교 문화창조대학원 글로벌한국학과  주임교수.
- 방자경(方慈景, 1969 ~ ) : 아버지는 용석(龍錫, 1943년생) 어머니 청주인(淸州人) 楊씨(1948년생) 사이 장녀로 평택에서 태어났다. 불교아동문학상 신인상 수상으로 등단하고, 시집 1993년 ‘하늘도 이유를 모르는 눈물’등 여러 시집을 내고, 1995년 ‘시간이 가면 우리는’외 여러 에세이를 발표했다. 2016년 통일부장관상을 수상했고, 현재 나라사랑바른학부모실천모임 대표이다.
- 방준석(方俊錫. 1970 ~ ) : 음악감독겸 가수. 뉴욕주립대학교빙엄턴캠퍼스 경영학 학사, 연세대학교 대학원 경영학 석사.
- 방준필(方俊弼, 1971 ~ ) : 서울 출신. 미국 펜실베이니아대학교 졸업. 템플대학교 대학원 법학박사. 법무법인 태평양 변호사.
- 방선백(方善栢, 1972 ~ ) : 광주과학기술원 연구교수. 2003년 미국 스티븐스공대 공학박사 학위 취득
- 방수현(方銹賢, 1972 ~ ) : 김포 출신이다. 아버지는 월남참전용사이자 독실한 천주교신자 코메디안 방일수(方一秀, 본명 方淸平, 세례명 베네딕토)이며, 한국체육대학교 졸업한 대한민국의 배드민턴 선수이다. 1996년 제26회 애틀랜타 하계 올림픽 여자 단식 금메달리스트 임.
- 방혜선(方惠善, 1972 ~ ) : 대구 달성 출신. 경북대 견섬유과 졸업, 동 농업생명대학원 견섬유학과 졸업, 서울대 곤충학 박사. 농업진흥청 잠업연구사, 농업진흥청 대변인.
- 방현하(方炫夏, 1973 ~ ) : 순천고 졸업. 서울대 대학원 자원공학과 졸업, 미국 렛거스대 공공행정학 박사. 대통령 비서관실 행정관, 서울지방국토관리청 도로시설국장, 국토교통부 공항안전환경과장.
- 방제한(方濟漢, 1973 ~ ) : 아산(牙山) 출신. 아버지 휘 광석(光錫, 1942년생) 어머니 전주(全州) 李씨(1944년생) 사이 삼남(三男)으로 태어났다. 경기도 남양주시에서 인테리어업을 하는 ‘도배(塗褙)의 명인(名人)’. CJ헬로TV 방송 ‘명물인생(41회)’에도 소개됨.
- 방성훈(方聲勳, 1973 ~ ) : 서울 출신.미국 루이스앤드클라크대 국제정치학과 졸업, 일본 게이오 대학원 정책미디어학과 졸업. 조선일보 기자. 스포츠조선 전무이사, 동 대표이사(부사장). 조선일보 이사. 스포츠조선 대표이사 발행인.
- 방웅환(方雄煥, 1973 ~ ) : 전주지방법원 부장판사(2017)
- 방윤섭(方允燮, 1975 ~ ) : 서울 출신. 서울대 사법학과 졸업. 군법무관, 수원지법 판사, 서울지방법원 판사, 대구지법 의성지원 판사, 서울가정법원 판사, 부산지방법원 동부지원 부장판사(2017)
- 방준성(方俊盛, 1976 ~ ) : 서울남부지검 검사(2015)
- 방철환(方喆煥, 1976 ~ ) : 서울 출신. 동국대학교, 미국 뉴욕주립대 버팔로 석박사 졸업. 어번 대학교 몽고메리 캠퍼스 경영대학 교수.
- 방일수(方一洙, 1978 ~ ) : 대전가정법원 논산지원 판사(2016)
- 방정오(方正梧, 1978 ~ ) : 서울 출신. 미국 시키고대 동양사학과 졸업. TV조선 미래전략팀 팀장, TV조선 대표이사 전무.
- 방태경(方泰慶, 1979 ~ ) : 인천지방법원 판사(2016)
- 방명호(方明浩, 1979 ~ ) : 머니투데이미디어 기자, 주식회사 이도 PR팀장
- 방진형(方眞馨, 1981 ~ ) : 수원지법 안산지원 판사2014)
- 방성윤(方成允, 1982 ~ ) : 전 대한민국의 국가대표 농구 선수. 연세대학교 졸업. 2000년 아시아청소년선수권대회 최우수선수상. 2002년 부산 아시안게임 금메달. 2011년 은퇴.
- 방혜미(方惠美, 1983 ~ ) : 수원지법 성남지원(2016)
- 방일민(方一民, 1986 ~ 2010) : 해군중사. 서울에서 태어나 2007년 해군에 임관하여 2009년 7월 20일 해군2함대 22전대 천안함 소속 조리장으로 복무함. 2010년 3월 26일 백령도 근해에서 해상 경비작전 중 21:20경 북한 소형잠수함정에서 발사된 북한제 어뢰에 의해 피격 전사하여, 하사에서 중사로 1계급 특진과 화랑무공훈장을 추서 받음. 국립대전현충원 사병 제3묘역 308-35,187호에 안장되었다.

공신장(功臣章)
一. 고려조(高麗朝) 공신(功臣)
| 勳 號            | 年度 | 姓名   | 經 歷                                                        | 父名 | 父 職責                                                                                               | 世 | 派   | 備 考                                                                                    |
| 開國功臣         | 937  | 方 雲  | 尙書 左僕射 溫水君                                           |      | | 1  | 雲   | 庾黔弼(유금필) 將軍 麾下                                                                 |
|                  | 1010 | 方 休  | 郎將(1010) 中郞將 溫陽君                                     | 仲鐸 | 僉議政丞 贈 寧國公                                                                                    | 3  | 雲   | 姜邯贊장군과 함께 거란족격퇴                                                             |
|                  | 1135 | 方 宰  | 將軍(1135) 節度使 溫昌君 諡號 : 忠肅公                       | 裕   | 樞密院直學士 門下侍郞 同平章事 壻 延日人 鄭襲明                                                       | 7  | 雲   | 金富軾과 같이 妙淸亂 진압 功                                                             |
| 推誠敦信亮節功臣 | 忠肅 | 方臣佑 | 壁上三韓正匡 (1298) 中牟君(1310) 上洛府院君 推誠敦信亮節功臣 | 得世 | 尙州牧使 義國公                                                                                       | 13 | 臣佑 | 瀋王 八驢迷思가 元에 귀순, 元이 그들을 鴨綠江 東쪽에 살게 하려 할때, 元을 설득 中止한 功 |
|                  |      | 方 迪  | 太常卿 軍威君                                                | 于宣 | 國學博士(1302) 朝議大夫(1306) 直翰林院(1307) 平壤尹, 安定道存無使(1311) 政堂文學(1312) 僉議中贊(1320) | 13 | 迪   | 倭賊 討伐                                                                                |
| 二等功臣         | 1359 | 方 節  | 溫陽府院君                                                   | 臣佑 | 中牟君 上洛府院君                                                                                     | 14 | 臣佑 | 奇轍을 죽인 功                                                                           |
| 一等功臣         | 1363 | 方 節  | 溫陽府院君                                                   | 臣佑 | 中牟君 上洛府院君                                                                                     | 14 | 臣佑 | 王을 扈從한 功                                                                           |
| 二等功臣         | 1363 | 方天奉 | 大護軍 溫城君                                                | 曙   | 奉翊大夫 版圖判書 藝文館提學                                                                          | 14 | 曙   | 鄭世雲과 같이 紅巾賊討伐(1359)                                                           |

二. 조선조(朝鮮朝) 공신(功臣)
| 勳 號 | 年度 | 職 責        | 姓 名               | 生年 | 本人 經歷 | 父名 | 父 職責                | 世 | 派 |
| 朝鮮開國에 功 |      |              |                     |      | |      |                        |    |    |
| 자료출처 : 錄券原簿. 國寶 250호(李原吉 開國原從功臣錄券) 寶物 726호(張寬 開國原從功臣錄券) 寶物 437호(金會鍊 開國原從功臣錄券) |      |              |                     |      | |      |                        |    |    |
| 開國原從 | 1392 |              |                     |      | |      |                        |    |    |
| (총 7명) |      | 前別將       | 方 龍 (譜名 方芸實) |      | 永華君 (寧淑宅主의 娚) 初諱 台應 進士 後孫 方有赫이 1833년(純祖33년) 忠勳府에서 謄寫(太宗敎書啟下事目) 받음. | 恂   | 判典校寺事 成均館 祭主 | 16 | 曙 |
| |      | 前中郞將     | 方 天               |      | 承訓郞 中郞將                                                                                                | 希右 | 少尹                   | 17 | 曙 |
| |      | 前少監       | 方 龍               |      | 軍器寺監 懷德君                                                                                              | 希右 | 少尹                   | 17 | 曙 |
| |      | 檢校內侍府事 | 方 彦               |      | 檢校內侍府事                                                                                                 | 希右 | 少尹                   | 17 | 曙 |
| |      | 檢校密直副使 | 方 澤               |      | 檢校密直副使 金會鍊 녹권에 등재 一說 柳方澤이라 함.                                                          | 有良 | 尙州牧使               | 17 | 曙 |
| |      | 散員         | 方長守              |      | 散員 |      |                        |    |    |
| |      | 前中郞將     | 方之信              |      | 中郞將 |      |                        |    |    |

| 勳 號                                                                          | 年度 | 職 責 | 姓 名  | 生年 | 本人 經歷 | 父名 | 父 職責 | 世 | 派 |
| 世祖 즉위에 功                                                                 |      |       |        |      |           |      |         |    |    |
| 자료출처 : 國立中央圖書館 電子圖書館, 분류기호(KDCP 2513), 청구기호(B1-2513-4) |      |       |        |      |           |      |         |    |    |
| 左翼原從                                                                       | 1455 | 3 등  | 3 등   |      |           |      |         |    |    |
| (총 2명)                                                                       | 12월 | 護軍  | 方桂山 |      | 護軍      |      |         |    |    |
|                                                                                |      | 主簿  | 方繼忠 |      | 主簿      |      |         |    |    |

| 勳 號                 | 年度 | 職 責      | 姓 名  | 生年 | 本人 經歷 | 父名 | 父 職責 | 世 | 派 |
| 李施愛의 亂 平定한 功 |      |            |        |      |           |      |         |    |    |
| 자료출처 : 實錄       |      |            |        |      |           |      |         |    |    |
| 敵愾原從              | 1467 |            |        |      |           |      |         |    |    |
| (총 1명)              |      | 鎭撫(軍官) | 方瑞同 |      | 鎭撫      |      |         |    |    |

| 勳 號                                                  | 年度 | 職 責  | 姓 名  | 生年      | 本人 經歷 | 父名 | 父 職責          | 世 | 派   |
| 燕山君暴政에 反正을 한 功                              |      |        |        |           | |      |                  |    |      |
| 자료출처 : 錄券原簿 - 寶物 900-6호(扶安金氏宗中古文書) |      |        |        |           | |      |                  |    |      |
| 靖國原從                                               | 1507 | 2 등   | 2 등   |           | |      |                  |    |      |
| (총 5명)                                               | 4월  | 內禁衛 | 方 規  |           | 內禁衛 | 致正 | 訓導 延安敎授    | 20 | 規   |
|                                                        |      | 正     | 方有寧 | 1460 庚辰 | 進士(1486) 文科(1489) 持平(1502) 司憲府執義(1505) 通政大夫(1506) 濟州牧使(1507) 承政院右承旨(1514) 司諫院大司諫(1515) 吏曹參議(1516) 左承旨(1517) 嘉善大夫(1517) 工曹參判(1517) 大司憲(1517) 同知成均館事(1517) 聖節使(1518) 漢城府右尹(1518) 兵曹參判(1518) 宗簿寺提調(1521) 慶尙道觀察使(1523) 同知中樞府事((1528) 光國原從2等(1591) 諡號 : 文節 | 仲止 | 司猛 贈 兵曹參判 | 20 | 有寧 |
|                                                        |      | 3 등   |        |           | |      |                  |    |      |
|                                                        |      | 學生   | 方順達 | 1465 ?    | 從仕郞 | 潤孫 | 奉訓郞 延安敎授  | 21 | 潤孫 |
|                                                        |      | 諸員   | 方繼昌 | 1480 ?    | 引儀 生員試合格(1549) 贈 禮賓寺正 | 順達 | 從仕郞           | 22 | 潤孫 |
|                                                        |      |        | 方石明 |           | |      |                  |    |      |

| 勳 號                                                      | 年度 | 職 責    | 姓 名  | 生年      | 本人 經歷 | 父名 | 父 職責             | 世 | 派   |
| 王室의 宗系를 바로 잡은 功                                 |      |          |        |           | |      |                     |    |      |
| 자료출처 : 錄券原簿 - 寶物 896-4호(冲齋權橃宗孫家所藏典籍) |      |          |        |           | |      |                     |    |      |
| 光國原從                                                   | 1591 | 2 등     | 2 등   |           | |      |                     |    |      |
| (총 5명)                                                   | 3월  | 兵曹參判 | 方有寧 | 1460 庚辰 | 進士(1486) 文科(1489) 持平(1502) 司憲府執義(1505) 通政大夫(1506) 靖國原從2等(1507) 濟州牧使(1507) 承政院右承旨(1514) 司諫院大司諫(1515) 吏曹參議(1516) 左承旨(1517) 嘉善大夫(1517) 工曹參判(1517) 大司憲(1517) 同知成均館事(1517) 聖節使(1518) 漢城府右尹(1518) 兵曹參判(1518) 宗簿寺提調(1521) 慶尙道觀察使(1523) 同知中樞府事((1528) 諡號 : 文節 |      |                     | 20 | 有寧 |
|                                                            |      |          | 方俊豪 |           | 西河君 輔國崇祿大夫 |      |                     |    |      |
|                                                            |      | 3 등     |        |           | |      |                     |    |      |
|                                                            |      | 僉正     | 方應斗 | 1503 癸亥 | 武科 副司果 僉正 | 順達 | 從仕郞 靖國原從功臣 | 22 | 潤孫 |
|                                                            |      | 奉事     | 方夢贇 |           | 司譯院奉事 |      |                     |    |      |
|                                                            |      | 司直     | 方千齡 |           | 司直 |      |                     |    |      |

| 勳 號                                                                            | 年度 | 職 責 | 姓 名  | 生年 | 本人 經歷           | 父名 | 父 職責 | 世 | 派 |
| 鄭汝立의 亂을 平定한 功                                                          |      |       |        |      |                     |      |         |    |    |
| 자료출처 : 國立中央圖書館 電子圖書館, 분류기호(KDCP-032), 청구기호(B2-古朝31-10) |      |       |        |      |                     |      |         |    |    |
| 平難原從                                                                         | 1591 | 1 등  | 1 등   |      |                     |      |         |    |    |
| (총 1명)                                                                         | 3월  |       | 方俊豪 |      | 西河君 輔國崇祿大夫 |      |         |    |    |

| 勳 號                                                                           | 年度 | 職 責  | 姓 名  | 生年      | 本人 經歷                                               | 父名 | 父 職責                                   | 世 | 派   |
| 壬亂시 宣祖를 扈從한 功                                                         |      |        |        |           |                                                         |      |                                           |    |      |
| 자료출처 : 國立中央圖書館 電子圖書館, 분류기호(KDCP-2513), 청구기호(B1-2513-34) |      |        |        |           |                                                         |      |                                           |    |      |
| 扈聖原從                                                                        | 1605 | 1 등   | 1 등   |           |                                                         |      |                                           |    |      |
| (총 5명)                                                                        | 4월  | 判官   | 方守慶 | 1548 戊申 | 武科 判官 都摠都事                                      | 允行 | 忠淸道兵馬虞侯 禦侮將軍                   | 22 | 好仁 |
|                                                                                 |      | 主簿   | 方士豪 |           | 主簿 守門將(1591) 僉節制使 翼社原從3等 西河君 方俊豪 弟 |      |                                           |    |      |
|                                                                                 |      | 2 등   |        |           |                                                         |      |                                           |    |      |
|                                                                                 |      | 內禁衛 | 方應祥 | 1559 己未 | 訓練主簿 亨難原從2等(1614) 典獄主簿(1623)               | 奎   | 武科 訓練主簿                             | 22 | 峻   |
|                                                                                 |      |        | 方俊豪 |           | 西河君 輔國崇祿大夫                                     |      |                                           |    |      |
|                                                                                 |      | 僉正   | 方德恭 |           | 贈 承政院左承旨 贈 經延參贊官                           | 元吉 | 贈 戶曹參判 贈 同知中樞府事 贈 義禁府都事 | 25 | 甫來 |

| 勳 號                                                                                | 年度 | 職 責 | 姓 名  | 生年      | 本人 經歷                                     | 父名 | 父 職責       | 世 | 派 |
| 이몽학의 亂을 平定한 功                                                              |      |       |        |           |                                               |      |               |    |    |
| 자료출처 : 國立中央圖書館 電子圖書館, 분류기호(KDCP-7161), 청구기호(B2-古朝51-나183) |      |       |        |           |                                               |      |               |    |    |
| 淸難原從                                                                             | 1605 | 3 등  | 3 등   |           |                                               |      |               |    |    |
| (총 1명)                                                                             | 4월  | 主簿  | 方希閔 | 1562 壬戌 | 武科(1594) 訓練主簿 大浦萬戶(1609) 臨溜鎭僉使 | 雄   | 嘉善大夫 護軍 | 23 | 屹 |

| 勳 號                                                         | 年度 | 職 責  | 姓 名         | 生年      | 本人 經歷                                                         | 父名 | 父 職責              | 世 | 派   |
| 壬辰倭亂時 武功                                               |      |        |               |           |                                                                   |      |                      |    |      |
| 자료출처 : 錄券原簿 - 寶物 1001-6호(梁山李氏宗孫家所藏古文書) |      |        |               |           |                                                                   |      |                      |    |      |
| 宣武原從                                                      | 1605 | 2 등   | 2 등          |           |                                                                   |      |                      |    |      |
| (총26명)                                                      | 4월  | 郡守   | 方德龍        | 1561 辛酉 | 濟州縣監(1592) 文川郡守(1596) 軍器監正 樂安郡守(1597) 贈 刑曹參議 | 獻忱 | 勵節校尉             | 22 | 好義 |
|                                                               |      | 守門將 | 方 屹         |           | 守門將                                                            | 碩株 |                      | 24 | 仁慶 |
|                                                               |      | 守門將 | 方乭伊        |           | 守門將                                                            |      |                      |    |      |
|                                                               |      | 守門將 | 方羣世        |           | 守門將                                                            |      |                      |    |      |
|                                                               |      |        | 方希連        |           |                                                                   |      |                      |    |      |
|                                                               |      | 部將   | 方䪪必        |           | 部將                                                              |      |                      |    |      |
|                                                               |      | 守門將 | 方仍叱金      |           | 守門將                                                            |      |                      |    |      |
|                                                               |      |        | 方彦守        |           |                                                                   |      |                      |    |      |
|                                                               |      |        | 方有陪        |           |                                                                   |      |                      |    |      |
|                                                               |      | 副正   | 方應元        | 1553 癸丑 | 武科 副正                                                         | 思說 | 振威將軍             |    |      |
|                                                               |      | 守門將 | 方世昌        |           | 守門將                                                            |      |                      |    |      |
|                                                               |      | 主簿   | 方雲起        |           | 主簿                                                              |      |                      |    |      |
|                                                               |      | 3 등   |               |           |                                                                   |      |                      |    |      |
|                                                               |      | 正     | 方佑周        | 1549 己酉 | 校生 壬亂時 義兵 魚遊澗萬戶 都摠經歷 贈 戶曹參判                  | 寅   | 箕子殿參奉 進士      | 23 | 屹   |
|                                                               |      | 正     | 方希尹        | 1557辛酉  | 副正 武科(1599)                                                   | 萱   | 訓練院 主簿 嘉善大夫 | 22 | 好智 |
|                                                               |      | 正     | 方月城        |           | 正                                                                |      |                      |    |      |
|                                                               |      | 水軍   | 方今同        |           | 水軍                                                              |      |                      |    |      |
|                                                               |      |        | 方春禎        | 1523 癸未 | 訓練副正                                                          | 舜孝 | 通德郞               | 22 | 有安 |
|                                                               |      | 司僕   | 方占同        |           | 司僕                                                              |      |                      |    |      |
|                                                               |      | 甲士   | 方漢甫        |           | 甲士                                                              |      |                      |    |      |
|                                                               |      | 羽林衛 | 方亇赤        |           |                                                                   |      |                      |    |      |
|                                                               |      | 守門將 | 方希仁        |           | 守門將                                                            |      |                      |    |      |
|                                                               |      | 守門將 | 方貴希        | 1568 戊辰 | 守門將                                                            | 喜弼 |                      | 25 | 屹   |
|                                                               |      | 羽林衛 | 方个赤        |           | 羽林衛                                                            |      |                      |    |      |
|                                                               |      | 直長   | 方承男        |           | 亨難原從3等(1614) 醫科 直長 判事                                  | 賢   | 司直 贈 判決事       | 25 | 潤孫 |
|                                                               |      |        | 方好淡        |           |                                                                   |      |                      |    |      |
|                                                               |      |        | 方馥蘭        |           |                                                                   |      |                      |    |      |
|                                                               |      |        | 方 水 (永,英) |           | 副司果 副護軍 靖社原從2等(1625)                                   | 壽仁 | 折衝將軍 贈 判決事   | 24 | 潤孫 |

| 勳 號                                        | 年度 | 職 責  | 姓 名  | 生年 | 本人 經歷           | 父名 | 父 職責 | 世 | 派 |
| 臨海君 獄事에 功, 仁祖反正후 功臣勳號 剝奪   |      |        |        |      |                     |      |         |    |    |
| 자료출처 : 錄券原簿 - 서울 有形文化財 제85호 |      |        |        |      |                     |      |         |    |    |
| 翼社功臣                                     | 1613 | 3 등   | 3 등   |      |                     |      |         |    |    |
| (총1명)                                      |      | 西河君 | 方俊豪 |      | 西河君 輔國崇祿大夫 |      |         |    |    |
| 正功臣                                       |      |        |        |      |                     |      |         |    |    |

| 勳 號                                           | 年度 | 職 責  | 姓 名  | 生年      | 本人 經歷                                        | 父名 | 父 職責                                 | 世 | 派   |
| 金直哉의 獄事에 功, 仁祖反正후 功臣勳號 剝奪    |      |        |        |           |                                                  |      |                                         |    |      |
| 자료출처 : 錄券原簿 - 慶南 有形文化財 제347-1호 |      |        |        |           |                                                  |      |                                         |    |      |
| 亨難原從                                        | 1614 | 1 등   | 1 등   |           |                                                  |      |                                         |    |      |
| (총10명)                                        | 7월  |        | 方 浹  |           |                                                  | 爾正 |                                         | 25 | 矩   |
|                                                 |      | 西河君 | 方俊豪 |           | 西河君 輔國崇祿大夫                              |      |                                         |    |      |
|                                                 |      | 2 등   |        |           |                                                  |      |                                         |    |      |
|                                                 |      |        | 方成福 |           |                                                  |      |                                         |    |      |
|                                                 |      | 內禁衛 | 方 琡  |           | 虞侯                                             | 信慶 | 僉節制使                                | 23 | 好仁 |
|                                                 |      | 內禁衛 | 方應祥 | 1559 己未 | 內禁衛 訓練主簿 扈聖原從2等(1605) 典獄主簿(1625) | 奎   | 武科 訓練主簿                           | 22 | 峻   |
|                                                 |      | 內禁衛 | 方 俊  |           | 嘉義大夫 內禁衛                                  | 壽仁 | 折衝將軍 贈 判決事                      | 24 | 潤孫 |
|                                                 |      | 3 등   |        |           |                                                  |      |                                         |    |      |
|                                                 |      |        | 方 松  |           |                                                  | 實   | 訓導                                    | 22 | 賢   |
|                                                 |      |        | 方命賢 |           |                                                  |      |                                         |    |      |
|                                                 |      | 司僕   | 方 渙  | 1589 己丑 | 武科(1615) 司僕 副司果 縣監                      | 希說 | 建功將軍 忠佐衛 副司直 僉正 贈 嘉善大夫 | 20 | 渙   |
|                                                 |      | 醫員   | 方承男 |           | 宣武原從3等(1605) 醫科 直長 判事                 | 賢   | 司直 贈 判決事                          | 25 | 潤孫 |

| 勳 號                                                                           | 年度 | 職 責   | 姓 名  | 生年 | 本人 經歷                    | 父名 | 父 職責                     | 世 | 派   |
| 壬辰倭亂時 光海君을 扈從한 功, 仁祖反正후 功臣勳號 剝奪                         |      |         |        |      |                              |      |                             |    |      |
| 자료출처 : 國立中央圖書館 電子圖書館, 분류기호(KDCP 2513), 청구기호(b1-2513-27) |      |         |        |      |                              |      |                             |    |      |
| 衛聖原從                                                                        | 1614 | 1 등    | 1 등   |      |                              |      |                             |    |      |
| (총5명)                                                                         | 8월  | 前 僉正 | 方德恭 |      | 僉正 承政院左承旨 經延參贊官 | 元吉 | 贈 戶曹參判 同知 義禁府都事 | 25 | 甫來 |
|                                                                                 |      | 前 僉使 | 方士豪 |      | 主簿 守門將 僉使             |      |                             |    |      |
|                                                                                 |      | 3 등    |        |      |                              |      |                             |    |      |
|                                                                                 |      | 副司果  | 方 盺  |      |                              |      |                             |    |      |
|                                                                                 |      | 別侍衛  | 方 烈  |      |                              |      |                             |    |      |
|                                                                                 |      |         | 方禮男 |      |                              |      |                             |    |      |
|                                                                                 |      |         | 方至孝 |      | 翼社原從3等 靖社原從3等      |      |                             |    |      |

| 勳 號                                                                             | 年度 | 職 責  | 姓 名  | 生年      | 本人 經歷                      | 父名 | 父 職責                   | 世 | 派   |
| 柳永慶의 獄事에 功, 仁祖反正후 功臣勳號 剝奪                                      |      |        |        |           |                                |      |                           |    |      |
| 자료출처 : 國立中央圖書館, 분류기호(조선총독부 古朝31 ), 청구기호(한貴古朝31-257) |      |        |        |           |                                |      |                           |    |      |
| 定運原從                                                                          | 1614 | 1 등   | 1 등   |           |                                |      |                           |    |      |
| (총2명)                                                                           | 10월 | 西河君 | 方俊豪 |           | 西河君 輔國崇祿大夫            |      |                           |    |      |
|                                                                                   |      | 3 등   |        |           |                                |      |                           |    |      |
|                                                                                   |      | 宣務郞 | 方承哲 | 1593 癸巳 | 宣務郞 司譯院判官 贈 軍資監 正 | 業   | 折衝將軍 副護軍 贈 判決事 | 25 | 潤孫 |

| 勳 號 | 年度 | 職 責    | 姓 名  | 生年      | 本人 經歷                                                 | 父名 | 父 職責         | 世 | 派 |
| 臨海君 獄事에 功, 仁祖反正후 功臣勳號 剝奪 |      |          |        |           |                                                           |      |                 |    |    |
| 자료출처 : 國立中央圖書館 電子圖書館, 분류기호(KDCP 2513), 청구기호(BA-2513-155) 啓明大學校 東山圖書館, 청구기호(951.091-익사록ㅇ) -> 확인요 國立中央博物館, 유물번호 신수(新受) 15123 |      |          |        |           |                                                           |      |                 |    |    |
| 翼社原從 | 1614 | 2 등     | 2 등   |           |                                                           |      |                 |    |    |
| (총17명) | 10월 |          | 方德民 |           | 昭武原從3等                                               |      |                 |    |    |
| |      | 3 등     |        |           |                                                           |      |                 |    |    |
| |      | 前 司果  | 方 洪  |           |                                                           |      |                 |    |    |
| |      | 副司果   | 方天壽 | 戊寅 1578 | 瑞興縣監(1628) 假提調(1637) 文化縣令(1642) 廣州中軍(1644) | 獻   | 細川權管 內禁衛 | 22 | 渙 |
| |      | 忠順衛   | 方天民 |           |                                                           |      |                 |    |    |
| |      | 忠順衛   | 方裕吉 |           |                                                           |      |                 |    |    |
| |      | 前 參奉  | 方賢豪 |           |                                                           |      |                 |    |    |
| |      | 僉節制使 | 方士豪 |           | 主簿 守門將(1591) 扈聖原從1等                             |      |                 |    |    |
| |      | 貢生     | 方大孝 |           |                                                           |      |                 |    |    |
| |      | 貢生     | 方大一 |           |                                                           |      |                 |    |    |
| |      | 貢生     | 方天翼 |           |                                                           |      |                 |    |    |
| |      | 貢生     | 方良春 |           |                                                           |      |                 |    |    |
| |      | 保人     | 方貴延 |           |                                                           |      |                 |    |    |
| |      | 保人     | 方高祥 |           |                                                           |      |                 |    |    |
| |      | 官屬     | 方 元  |           |                                                           |      |                 |    |    |
| |      |          | 方山鶴 |           |                                                           |      |                 |    |    |
| |      |          | 方至孝 |           | 靖社原從3等 衛聖原從3等                                   |      |                 |    |    |
| |      | 守門將   | 方許弄 |           | 靖社原從3等                                               |      |                 |    |    |

| 勳 號                                                                                      | 年度 | 職 責 | 姓 名         | 生年      | 本人 經歷          | 父名       | 父 職責                                           | 世 | 派   |
| 李适의 亂을 平定한 功                                                                      |      |       |               |           |                    |            |                                                   |    |      |
| 자료출처 : 國立中央圖書館 電子圖書館, 분류기호(조선총독부 古朝31 ), 청구기호(한古朝31-184) |      |       |               |           |                    |            |                                                   |    |      |
| 振武原從                                                                                   | 1625 | 1 등  | 1 등          |           |                    |            |                                                   |    |      |
| (총22명)                                                                                   |      | 出身  | 方承南        | 1588 戊子 | 武科               | 仲良       | 勵節校尉 訓練院判官                               | 26 | 仁慶 |
|                                                                                            |      | 出身  | 方敬仁        |           | 武科               | 信         |                                                   | 25 | 潤孫 |
|                                                                                            |      | 騎兵  | 方仲男        |           | 騎兵               |            |                                                   |    |      |
|                                                                                            |      | 出身  | 方大忠        |           | 訓練主簿           | 熙倫       | 折衝將軍 訓練主簿                                 | 23 | 粹蓂 |
|                                                                                            |      | 司果  | 方 琳         | 1570 庚午 | 武科 司果 滿浦僉使 | 承慶       | 通訓大夫 判官                                     | 23 | 好仁 |
|                                                                                            |      |       | 方宗立        |           |                    |            |                                                   |    |      |
|                                                                                            |      | 2 등  |               |           |                    |            |                                                   |    |      |
|                                                                                            |      | 出身  | 方景男        |           |                    |            |                                                   |    |      |
|                                                                                            |      | 閑良  | 方景仁        |           |                    |            |                                                   |    |      |
|                                                                                            |      | 出身  | 方得鎰        |           |                    |            |                                                   |    |      |
|                                                                                            |      | 司果  | 方振翼        |           |                    |            |                                                   |    |      |
|                                                                                            |      |       | 方吾里        |           |                    |            |                                                   |    |      |
|                                                                                            |      | 3 등  |               |           |                    |            |                                                   |    |      |
|                                                                                            |      | 保人  | 方太福        |           |                    |            |                                                   |    |      |
|                                                                                            |      | 出身  | 方廷俊        |           |                    |            |                                                   |    |      |
|                                                                                            |      | 出身  | 方愛男        | 1594 甲午 | 武科 嘉善大夫      | 希祥       | 通政大夫                                          | 26 | 賢   |
|                                                                                            |      |       | 方孝男        |           |                    |            |                                                   |    |      |
|                                                                                            |      |       | 方應亂        |           |                    |            |                                                   |    |      |
|                                                                                            |      | 騎兵  | 方千令        |           |                    |            |                                                   |    |      |
|                                                                                            |      | 能射  | 方大雲        |           |                    |            |                                                   |    |      |
|                                                                                            |      | 軍    | 方於夫        |           |                    |            |                                                   |    |      |
|                                                                                            |      | 閑良  | 方士龍        |           | 忠翊衛             | 水 (永,英) | 副司果 副護軍 宣武原從3等(1605) 靖社原從2等(1625) | 25 | 潤孫 |
|                                                                                            |      | 良人  | 方唜男        |           |                    |            |                                                   |    |      |
|                                                                                            |      |       | 方孝禧 (孝僖) | 1595 乙未 | 武科 知中樞府事    | 禮 1560 ?  | 副司果 族譜 生年 誤記                             |    | 好禮 |

| 勳 號                                                                           | 年度 | 職 責   | 姓 名           | 生年      | 本人 經歷                              | 父名 | 父 職責                                       | 世 | 派   |
| 仁祖反正의 功                                                                   |      |         |                 |           |                                        |      |                                               |    |      |
| 자료출처 : 國立中央圖書館 電子圖書館, 분류기호(KDCP 2513), 청구기호(b1-2513-32) |      |         |                 |           |                                        |      |                                               |    |      |
| 靖社原從                                                                        | 1625 | 1 등    | 1 등            |           |                                        |      |                                               |    |      |
| (총 9명)                                                                        | 9월  | 萬戶    | 方振翮          |           | 捕盜軍官(1618) 萬戶                    |      |                                               |    |      |
|                                                                                 |      | 司果    | 方振翼          |           | 司果                                   |      |                                               |    |      |
|                                                                                 |      | 2 등    |                 |           |                                        |      |                                               |    |      |
|                                                                                 |      | 副司果  | 方水 (永,英)    |           | 副司果 副護軍 宣武原從3等(1605)        | 壽仁 | 折衝將軍                                      | 24 | 潤孫 |
|                                                                                 |      | 3 등    |                 |           |                                        |      |                                               |    |      |
|                                                                                 |      | 守門將  | 方許弄          |           | 守門將 翼社原從3等                     |      |                                               |    |      |
|                                                                                 |      | 前 御醫 | 方指男 (方智男) | 1597 丁酉 | 御醫 寧國原從1等(1646) 忠翊衛 嘉善大夫 | 希   | 資憲大夫 知中樞府事 贈 崇政大夫 贈 判敦寧府事 | 25 | 潤孫 |
|                                                                                 |      | 閑良    | 方 吉           |           |                                        |      |                                               |    |      |
|                                                                                 |      |         | 方至孝          |           | 衛聖原從3等 翼社原從3等                |      |                                               |    |      |
|                                                                                 |      | 嘉善    | 方 春           |           | 嘉善大夫                               | 守命 |                                               | 24 | 甫來 |
|                                                                                 |      |         | 方敬善          |           |                                        |      |                                               |    |      |

| 勳 號                                                                         | 年度 | 職 責 | 姓 名  | 生年 | 本人 經歷   | 父名 | 父 職責 | 世 | 派 |
| 李仁居의 亂을 平定한 功                                                       |      |       |        |      |             |      |         |    |    |
| 자료출처 : 國立中央圖書館 電子圖書館, 분류기호(KDCP-032), 청구기호(B2-31-397) |      |       |        |      |             |      |         |    |    |
| 昭武原從                                                                      | 1627 | 3 등  | 3 등   |      |             |      |         |    |    |
| (총 1명)                                                                      |      |       | 方德民 |      | 翼社原從2等 |      |         |    |    |

| 勳 號                                                                            | 年度 | 職 責  | 姓 名         | 生年      | 本人 經歷                                                                                         | 父名       | 父 職責                                                             | 世 | 派   |
| 沈器遠의 謀反 平定한 功                                                          |      |        |               |           |                                                                                                   |            |                                                                     |    |      |
| 자료출처 : 國立中央圖書館, 電子圖書館, 분류기호(KDCP-2513), 청구기호(B1-2513-28) |      |        |               |           |                                                                                                   |            |                                                                     |    |      |
| 寧國原從                                                                         | 1646 | 1 등   | 1 등          |           |                                                                                                   |            |                                                                     |    |      |
| (총18명)                                                                         |      | 折衝   | 方智遠 (智圓) |           | 武科 捕盜軍官(1644) 昌洲僉使(1647) 副護軍(1648) 贈 資憲大夫 贈 知中樞府事 壻 川寧人 武科 玄德秀   | 仁         | 贈 通訓大夫 贈 軍資監正                                             | 25 | 好禮 |
|                                                                                  |      | 忠翊衛 | 方智男 (指男) | 1597 丁酉 | 御醫 靖社原從3等(1625) 忠翊衛 嘉善大夫                                                            | 希         | 資憲大夫 知中樞府事 贈 崇政大夫 贈 判敦寧府事                       | 25 | 潤孫 |
|                                                                                  |      | 折衝   | 方景昌        | 1615 乙卯 | 武科 衛將(1649) 副司猛(1658)                                                                      | 得天       | 戶長                                                                |    |      |
|                                                                                  |      | 引儀   | 方以遠        | 1625 乙丑 | 軍器主簿(1656) 贊儀(1667) 沙斤察訪(1668) 副護軍(1673) 禮賓主簿(1674) 松羅察訪(1691) 贈 判中樞府事 | 承儉       | 司果 護軍 贈 參判 煙草 栽培                                         | 26 | 潤孫 |
|                                                                                  |      | 2 등   |               |           |                                                                                                   |            |                                                                     |    |      |
|                                                                                  |      | 司果   | 方 湜         |           | 武科 江東縣令                                                                                     | 希閔       | 武科(1594) 訓練主簿 淸難原從3等(1605) 大浦萬戶(1609) 臨溜鎭僉使     | 24 | 屹   |
|                                                                                  |      |        | 方再聘        |           |                                                                                                   |            |                                                                     |    |      |
|                                                                                  |      | 3 등   |               |           |                                                                                                   |            |                                                                     |    |      |
|                                                                                  |      | 萬戶   | 方士奇        | 1598 戊戌 | 副護軍 所非浦萬戶(1637) 武科(1644)                                                                | 水 (永,英) | 副司果 副護軍 宣武原從3等(1605) 振武原從3等(1625) 靖社原從2等(1625) | 25 | 潤孫 |
|                                                                                  |      |        | 方忠益        |           |                                                                                                   |            |                                                                     |    |      |
|                                                                                  |      | 守門將 | 方禮雲        |           |                                                                                                   | 明會       |                                                                     |    |      |
|                                                                                  |      | 守門將 | 方 峻         | 1604 甲辰 | 守門將 寧國原從3等                                                                                | 銓         | 保人                                                                |    |      |
|                                                                                  |      | 守門將 | 方起天        | 1581 辛巳 | 守門將                                                                                            | 獻         | 細川權管 內禁衛                                                     | 22 | 渙   |
|                                                                                  |      | 學生   | 方 湜         |           |                                                                                                   |            |                                                                     |    |      |
|                                                                                  |      | 學生   | 方時憲        | 1619 己未 | 武科(1651) 宣傳官 哨官(1674) 主簿(1676) 軍器判官(1677)                                            | 潝         | 贈 義禁府都事                                                       | 25 | 屹   |
|                                                                                  |      | 守門將 | 方應元        |           | 守門將 子 雲(1638생)                                                                              |            |                                                                     |    |      |
|                                                                                  |      | 兼司僕 | 方好諶        |           | 兼司僕                                                                                            |            |                                                                     |    |      |
|                                                                                  |      | 兼司僕 | 方 龍         | 1583 癸未 | 兼司僕                                                                                            | 義昌       |                                                                     | 25 | 賢   |
|                                                                                  |      | 兼司僕 | 方唜龍        |           |                                                                                                   |            |                                                                     |    |      |
|                                                                                  |      | 營吏   | 方得民        |           |                                                                                                   |            |                                                                     |    |      |

| 勳 號                                                                | 年度 | 職 責  | 姓 名         | 生年      | 本人 經歷                                                            | 父名    | 父 職責                                                                            | 世 | 派   |
| 許堅의 亂을 平定한 功                                                |      |        |               |           |                                                                      |         |                                                                                    |    |      |
| 자료출처 : 國立中央圖書館 電子圖書館, 改修版 청구기호(BC-古朝31-258) |      |        |               |           |                                                                      |         |                                                                                    |    |      |
| 保社原從                                                             | 1681 | 1 등   | 1 등          |           |                                                                      |         |                                                                                    |    |      |
| (총30명)                                                             |      |        | 方 鏶         |           |                                                                      | 湙 (역) | 贈 資憲大夫 贈 都摠都事 贈 漢城判官                                                | 27 | 甫來 |
|                                                                      |      | 2 등   |               |           |                                                                      |         |                                                                                    |    |      |
|                                                                      |      | 權管   | 方履吉        | 1628 戊辰 | 武科 權管                                                            | 貴生    | 贈 軍資監正 保社原從3等                                                            | 25 | 弼   |
|                                                                      |      | 出身   | 方俊昌        | 1649 己丑 | 武科 哨官(1681) 古群山僉使(1697) 折衝將軍 僉知中樞府事               | 有後    |                                                                                    | 27 | 好義 |
|                                                                      |      | 習讀   | 方必泰        | 1629 己巳 | 武科(1651) 保社原從3等(1681) 吾乙足萬戶(1681) 司果                   | 以正    | 通訓大夫 觀象監直長                                                                | 27 | 潤孫 |
|                                                                      |      | 習讀   | 方弘稷        |           | 武科 羅暖萬戶 訓練習讀                                               |         |                                                                                    |    |      |
|                                                                      |      |        | 方萬敵        |           |                                                                      | 孝宗    | 通政大夫                                                                           | 27 | 潤孫 |
|                                                                      |      | 3 등   |               |           |                                                                      |         |                                                                                    |    |      |
|                                                                      |      | 折衝   | 方以寬        | 1630 庚午 | 武科 助羅萬戶(1675) 魚游澗僉使(1686) 白峙僉使(1697) 折衝將軍 贈 參議 | 承哲    | 定運原從3등(1614) 判官 贈 軍資監正                                                 | 26 | 潤孫 |
|                                                                      |      | 出身   | 方萬寧        |           | 武科 宣傳官                                                          | 佑漢    |                                                                                    | 26 | 好仁 |
|                                                                      |      | 良人   | 方貴生        | 1603 癸卯 | 贈 軍資監正                                                          | 世英    |                                                                                    | 24 | 弼   |
|                                                                      |      | 兼司僕 | 方末曄        |           |                                                                      |         |                                                                                    |    |      |
|                                                                      |      | 兼司僕 | 方成吉        |           | 兼司僕                                                               | 涵      |                                                                                    | 24 | 湜   |
|                                                                      |      | 兼司僕 | 方好龍        |           |                                                                      |         |                                                                                    |    |      |
|                                                                      |      | 閑良   | 方英伯        |           |                                                                      |         |                                                                                    |    |      |
|                                                                      |      | 良人   | 方禹田        |           |                                                                      |         |                                                                                    |    |      |
|                                                                      |      | 良人   | 方承建        |           |                                                                      |         |                                                                                    |    |      |
|                                                                      |      | 護軍   | 方斗泳        | 1630 庚午 | 武科 護軍                                                            | 尙益    | 武科 訓練判官                                                                      | 26 | 渙   |
|                                                                      |      | 副司猛 | 方 雲         | 1638 戊寅 | 阿吾地萬戶(1681) 僉節制使(1686) 甘浦萬戶(1687) 副司果(1690)          | 應元    | 守門將 振威將軍                                                                    |    |      |
|                                                                      |      | 出身   | 方時炫        |           | 薺浦萬戶                                                             | 斗浣    | 禦侮將軍 武科(1672) 副司正 權內禁衛管 內禁衛部將(1673)                             | 27 | 潤孫 |
|                                                                      |      |        | 方以正        |           | 敎授公派 26世와 同名異人                                             |         |                                                                                    |    |      |
|                                                                      |      | 禦侮   | 方必亮        |           | 武科 禦侮將軍 揚武原從2等(1728)                                      | 以正    | 通訓大夫 觀象監直長                                                                | 27 | 潤孫 |
|                                                                      |      | 萬戶   | 方必亨        |           | 武科 部將(1673) 豐山萬戶(1676)                                       | 以正    | 通訓大夫 觀象監直長                                                                | 27 | 潤孫 |
|                                                                      |      | 閑良   | 方有雄        |           | 德津萬戶(1705)                                                       | 以準    | 武科 折衝將軍 萬戶 龍驤衛副護軍 保社原從3等(1681)                                  | 27 | 好禮 |
|                                                                      |      | 出身   | 方 玧         |           | 武科                                                                 | 必泰    | 武科(1651) 習讀官(1652) 保社原從3等(1681) 吾乙足萬戶(1681) 司果                    | 28 | 潤孫 |
|                                                                      |      | 萬戶   | 方以準        | 1632 壬申 | 武科 折衝將軍 萬戶 龍驤衛副護軍                                      | 智圓    | 武科 折衝將軍 捕盜軍官(1644) 昌洲僉使(1647) 副護軍(1648) 贈 資憲大夫 贈 知中樞府事 | 26 | 好禮 |
|                                                                      |      | 武藝   | 方得信        | 1661 辛丑 | 武藝別監 武科(1686) 展力副慰                                         | 雲一    | 步兵                                                                               |    |      |
|                                                                      |      | 忠翊衛 | 方順慶 (時爀) |           | 武科 保社原從3等(1681) 嘉善大夫                                      | 斗元    | 武科 壯元(1627) 折衝將軍(1627) 上護軍(1627) 司果                                   | 27 | 好禮 |
|                                                                      |      |        | 方起萬        |           |                                                                      |         |                                                                                    |    |      |
|                                                                      |      |        | 方斗載        |           |                                                                      |         |                                                                                    |    |      |
|                                                                      |      |        | 方廷元        |           |                                                                      |         |                                                                                    |    |      |
|                                                                      |      |        | 方萬甲        |           |                                                                      |         |                                                                                    |    |      |

| 勳 號                                                                           | 年度             | 職 責  | 姓 名         | 生年      | 本人 經歷 | 父名 | 父 職責 | 世 | 派   |
| 李麟佐 鄭希亮의 亂을 平定한 功                                                  |                  |        |               |           | |      | |    |      |
| 자료출처 : 國立中央圖書館 電子圖書館, 분류기호(KDCP-2513), 청구기호(B1-2513-26) |                  |        |               |           | |      | |    |      |
| 揚武原從 奮武原從                                                               | 1728             | 1 등   | 1 등          |           | |      | |    |      |
| 揚武原從 奮武原從                                                               |                  | 別武士 | 方得規        |           | 武科 別武士 梨津萬戶 |      | |    |      |
| (총34명)                                                                        |                  |        | 方鳳鳴        |           | |      | |    |      |
|                                                                                 |                  | 引儀   | 方世謙        | 1680 庚申 | 假引儀 副司正 典獄主簿 贊儀 重林察訪 引儀 贈 判中樞                                                                                             | 震夔 | 御醫(1696) 引儀(1705) 慶安察訪(1706) 副護軍(1710) 忠翊將(1715) 資憲大夫(1723) 漣川縣監(1725) 果川縣監(1726) 副護軍(1727) 揚武原從1等(1728) 崇祿大夫 贈 判中樞府事 | 28 | 潤孫 |
|                                                                                 |                  | 知事   | 方震夔        | 1655 乙未 | 御醫(1696) 引儀(1705) 慶安察訪(1706) 副護軍(1710) 忠翊將(1715) 資憲大夫(1723) 漣川縣監(1725) 果川縣監(1726) 副護軍(1727) 崇祿大夫 贈 判中樞府事 | 以遠 | 引儀(1646) 寧國原從1等(1646) 軍器主簿(1656) 贊儀(1667) 沙斤察訪(1668) 禮賓主簿(1674) 松羅察訪(1691) 副護軍()1673) 贈 判中樞府事                                   | 27 | 潤孫 |
|                                                                                 |                  | 副奉事 | 方泰輿        | 1705 乙酉 | 崇祿大夫 首醫 揚武原從1等(1728) 御醫(1739) 僉知中樞府事(1743) 富平府使(1757) 通津府使(1768)                                                     | 世謙 | 引儀 贈 判中樞府事 | 29 | 潤孫 |
|                                                                                 |                  | 2 등   |               |           | |      | |    |      |
|                                                                                 |                  | 折衝   | 方日尙 (震雄) | 1676 丙辰 | 上護軍(1714) 武科(1714) 景福宮假衛將(1720) 車嶺僉使(1721) 副護軍(1734) 正方山莊別將(1739) 忠翊將(1739) 折衝將軍                                 | 以準 | 武科 折衝將軍 萬戶 龍驤衛副護軍 保社原從3等(1681) | 27 | 好禮 |
|                                                                                 |                  | 折衝   | 方海善        |           | |      | |    |      |
|                                                                                 |                  | 禁衛軍 | 方世徵        |           | |      | |    |      |
|                                                                                 |                  | 禁衛軍 | 方世重        | 1686 丙寅 | 武科 禁衛軍 智島萬戶 | 震說 | 武科(1675) 守門將(1681) 內資寺主簿(1682) 雲峰縣監(1685) 陽德縣監(1689) 奏請使 軍官(1694) 延日縣監(1701) 兔山縣監(1711)                                            | 28 | 潤孫 |
|                                                                                 |                  | 禁衛軍 | 方興點        |           | 禁衛軍 武科 |      | |    |      |
|                                                                                 |                  | 兼司僕 | 方必昌        |           | 兼司僕 |      | |    |      |
|                                                                                 |                  | 前司果 | 方處裕        | 1686 丙寅 | 司果 判官 位羅萬戶(1728) 善積僉節制使(1738) | 震翊 | 通政大夫 初諱 仲桀 | 28 | 潤孫 |
|                                                                                 |                  | 前僉使 | 方大寧        | 1683 癸亥 | 木浦萬戶(1714) 副司果(1724) 魚游澗僉使(1724) 許沙僉使(1733) 妻父 牛峯人 直長 金說明 子 : 洵                                                     | 時碩 | 折衝將軍 行龍驤衛副護軍 | 28 | 潤孫 |
|                                                                                 |                  | 前司果 | 方震晟        | 1677 丁巳 | 武科 萬戶 | 以寬 | 武科 助羅萬戶(1675) 保社原從3等(1681) 魚游澗僉使(1686) 白峙僉使(1697) 折衝將軍 贈 參議                                                                            | 27 | 潤孫 |
|                                                                                 |                  | 出身   | 方有坤        | 1693 癸酉 | 武科 | 禹矩 | 禦侮將軍 忠武衛 | 28 | 潤孫 |
|                                                                                 |                  | 閑良   | 方胤泰        |           | | 興   | | 30 | 潤孫 |
|                                                                                 |                  | 閑良   | 方時冑        |           | |      | |    |      |
|                                                                                 |                  | 閑良   | 方時建        |           | |      | |    |      |
|                                                                                 |                  | 閑良   | 方守坤        |           | 武科 折衝將軍 | 禹矩 | 禦侮將軍 忠武衛 | 28 | 潤孫 |
|                                                                                 |                  | 閑良   | 方必亮        |           | 武科 禦侮將軍 保社原從3等(1681) | 以正 | 通訓大夫 觀象監直長 | 27 | 潤孫 |
|                                                                                 |                  | 別監   | 方弘範        |           | 武藝別監 |      | |    |      |
|                                                                                 |                  | 別監   | 方弘迪        | 1708 戊子 | 展力副尉 武藝別監(1735) 武科(1750) | 必規 | 譯科(1660) 折衝將軍(1691) 龍驤衛副護軍 | 28 | 潤孫 |
|                                                                                 |                  | 哨官   | 方胤載        |           | 哨官 贈 訓練判官 | 圓逸 | 贈 通政大夫 | 26 | 渙   |
|                                                                                 |                  | 3 등   |               |           | |      | |    |      |
|                                                                                 |                  | 禁衛軍 | 方德尙        |           | 武科 禁衛軍 |      | |    |      |
|                                                                                 |                  | 禁衛軍 | 方厚民        |           | 武科 禁衛軍 |      | |    |      |
|                                                                                 |                  | 閑良   | 方 汲         |           | |      | |    |      |
|                                                                                 |                  | 閑良   | 方 深         |           | 豪打萬戶 | 必柱 | 武科 禦侮將軍 | 29 | 潤孫 |
| 大平                                                                            | 典涓司直長(養父) | 閑良   | 方 深         |           | 豪打萬戶 |      | | 29 | 潤孫 |
|                                                                                 |                  | 閑良   | 方斗芳        | 1709 己丑 | 武科壯元(1740) 禮賓別提(1740) 廣梁僉節制使(1751)                                                                                                | 興積 | 副司果 | 30 | 潤孫 |
|                                                                                 |                  | 閑良   | 方必大        |           | |      | |    |      |
|                                                                                 |                  | 良人   | 方世徵        |           | |      | |    |      |
|                                                                                 |                  | 兼司僕 | 方時贊        |           | 武科 兼司僕 |      | |    |      |
|                                                                                 |                  | 守御軍 | 方守京        |           | 武科 守御軍 |      | |    |      |
|                                                                                 |                  | 司果   | 方最一        | 1691 辛未 | 贈 參議 | 仁吉 | 贈 軍資監正 | 26 | 弼   |
|                                                                                 |                  | 通德郞 | 方時鼎        |           | 通德郞 |      | |    |      |

## 과거 급제자
*. 시대별 등과자(登科者)
一 고려조(高麗朝) 문과(文科) 및 사마시(司馬試) 등과자
고려조 문과등과자는 방목(榜目) 일부만 현전(現傳)한다.(49명)
| 世 | 姓名        | 字        | 號          | 生年      | 試年      | 內譯     | 官職등 | 父名        | 父 官職                                               |
| 世 | 姓名        | 字        | 諡號        | 生年      | 試年      | 內譯     | 官職등 | 父名        | 父 官職                                               |
| 2  | 仲鐸        |           |             |           | 1005 乙巳 | 文科     | 僉議政丞 贈 寧國公 | 雲          | 溫水君 尙書 左僕射                                    |
| 2  | 仲鐸        |           |             |           | 1005 乙巳 | 文科     | 僉議政丞 贈 寧國公 | 雲          | 溫水君 尙書 左僕射                                    |
|    | 吳桂        |           |             |           |           |          | 戶部尙書(1075) |             |                                                       |
|    | 吳桂        |           |             |           |           |          | 戶部尙書(1075) |             |                                                       |
| 4  | 道安        |           |             |           |           |          | 給事 | 休          | 中郎將                                                |
| 4  | 道安        |           |             |           |           |          | 給事 | 休          | 中郎將                                                |
| 6  | 裕          |           |             |           | 肅宗朝    | 賓貢科   | 樞密院直學士 按廉使 同平章事 * 壻 延日人 鄭襲明                                                                                           | 兌說        | 戶長                                                  |
| 6  | 裕          |           |             |           | 肅宗朝    | 賓貢科   | 樞密院直學士 按廉使 同平章事 * 壻 延日人 鄭襲明                                                                                           | 兌說        | 戶長                                                  |
| 9  | 曦進 (希進) |           | 博齋        |           | 1175 乙未 | 國子監試 | 國子監試(1175) 大提學 楊廣道觀察使 尙書令                                                                                                 | 逸          | 戶長                                                  |
| 9  | 曦進 (希進) |           | 1177 丁酉   | 賓貢科    |           |          | 國子監試(1175) 大提學 楊廣道觀察使 尙書令                                                                                                 | 逸          | 戶長                                                  |
| 10 | 乞          |           |             |           |           |          | 諸館殿學士 贈 金紫光祿大夫 * 丈人 安東人 僕射公 尙書 權守洪                                                                               | 曦進 (希進) | 國子監試(1175) 大提學 楊廣道觀察使 尙書令             |
| 10 | 乞          |           |             |           |           |          | 諸館殿學士 贈 金紫光祿大夫 * 丈人 安東人 僕射公 尙書 權守洪                                                                               | 曦進 (希進) | 國子監試(1175) 大提學 楊廣道觀察使 尙書令             |
| 11 | 萬年        |           |             |           | 1209 己巳 | 進士     | 政堂文學 尙書令 僉議贊成事 | 乞          | 戶長 贈 金紫光祿大夫                                  |
| 11 | 萬年        |           |             |           | 1209 己巳 | 進士     | 政堂文學 尙書令 僉議贊成事 | 乞          | 戶長 贈 金紫光祿大夫                                  |
|    | 維          |           |             |           |           |          | 左司諫 經史敎授(1280) |             |                                                       |
|    | 維          |           |             |           |           |          | 左司諫 經史敎授(1280) |             |                                                       |
| 12 | 于宣        | 1253 癸丑 | 敬齋 誠齋   |           | 1269 己巳 | 國子監試 | 朝議大夫(1306) 直翰林院(1307) 平壤尹(1311) 安定道存無使 政堂文學 僉議中贊                                                                 | 萬年        | 政堂文學 尙書令 僉議贊成事                            |
| 12 | 于宣        | 1253 癸丑 | 文定        |           | 1269 己巳 | 國子監試 | 朝議大夫(1306) 直翰林院(1307) 平壤尹(1311) 安定道存無使 政堂文學 僉議中贊                                                                 | 萬年        | 政堂文學 尙書令 僉議贊成事                            |
| 12 | 于蕃        |           |             |           |           | 文科     | 正順大夫 判通禮院事 右文館提學 知制敎 사위 樂安人 金糾 奉翊大夫 密直提學 外孫 金輳(1339生)                                                | 萬年        | 政堂文學 尙書令 僉議贊成事                            |
| 12 | 于蕃        |           |             |           |           | 文科     | 正順大夫 判通禮院事 右文館提學 知制敎 사위 樂安人 金糾 奉翊大夫 密直提學 外孫 金輳(1339生)                                                | 萬年        | 政堂文學 尙書令 僉議贊成事                            |
|    | 于楨        |           |             |           |           |          | 司憲府掌令(1311) 鹽場別將(1318) 紺嶽山 山神祭 禁 龍巖寺 重創                                                                              |             |                                                       |
|    | 于楨        |           |             |           |           |          | 司憲府掌令(1311) 鹽場別將(1318) 紺嶽山 山神祭 禁 龍巖寺 重創                                                                              |             |                                                       |
| 12 | 得世        |           |             |           |           |          | 尙州牧使 贈 義國公 | 甫          | 戶長 開國兵馬使                                       |
| 12 | 得世        |           |             |           |           |          | 尙州牧使 贈 義國公 | 甫          | 戶長 開國兵馬使                                       |
| 13 | 曙          | 源明      |             | 1275 乙亥 | 忠烈朝    | 賓貢科   | 奉翊大夫 版圖判書 藝文館提學 | 于宣        | 政堂文學 僉議中贊                                     |
| 13 | 曙          | 源明      | 莊獻        | 1275 乙亥 | 忠烈朝    | 賓貢科   | 奉翊大夫 版圖判書 藝文館提學 | 于宣        | 政堂文學 僉議中贊                                     |
| 13 | 玄          |           |             |           | 忠宣朝    | 明經業科 | 諫議大夫 | 于宣        | 上同                                                  |
| 13 | 玄          |           |             |           | 忠宣朝    | 明經業科 | 諫議大夫 | 于宣        | 上同                                                  |
| 13 | 暄          |           |             |           |           | 文科     | 安廉使 | 于宣        | 上同                                                  |
| 13 | 暄          |           |             |           |           | 文科     | 安廉使 | 于宣        | 上同                                                  |
| 14 | 彦暉        | 達可      | 菊墅 獨樂亭 |           | 1342 壬午 | 明經業科 | 舍人 密直院直學士 溫泉府院君 | 曙          | 奉翊大夫 版圖判書 藝文館提學                          |
| 14 | 彦暉        | 達可      | 敬肅        |           | 1342 壬午 | 明經業科 | 舍人 密直院直學士 溫泉府院君 | 曙          | 奉翊大夫 版圖判書 藝文館提學                          |
| 14 | 載元        |           |             |           |           |          | 同正 一云 知州事 | 曙          | 奉翊大夫 版圖判書 藝文館提學                          |
| 14 | 載元        |           |             |           |           |          | 同正 一云 知州事 | 曙          | 奉翊大夫 版圖判書 藝文館提學                          |
| 14 | 枝柱        |           |             |           |           |          | 版圖判書 | 玄          | 諫議大夫                                              |
| 14 | 枝柱        |           |             |           |           |          | 版圖判書 | 玄          | 諫議大夫                                              |
| 14 | 希一        |           |             |           |           |          | 少監 | 暄          | 按廉使                                                |
| 14 | 希一        |           |             |           |           |          | 少監 | 暄          | 按廉使                                                |
| 14 | 世勳        |           |             |           |           |          | 正順大夫 密直副使 | 可達        | 神門衛大將軍                                          |
| 14 | 世勳        |           |             |           |           |          | 正順大夫 密直副使 | 可達        | 神門衛大將軍                                          |
| 14 | 重桂        |           | 介軒        |           | 1277 丁丑 | 進士     | | 臣悌        | 金紫光祿大夫 平章事                                   |
| 14 | 重桂        |           |             |           | 1277 丁丑 | 進士     | | 臣悌        | 金紫光祿大夫 平章事                                   |
|    | 有信        |           |             |           |           |          | 少監 太宗 世宗實錄 |             |                                                       |
|    | 有信        |           |             |           |           |          | 少監 太宗 世宗實錄 |             |                                                       |
| 15 | 恂 (得珠)   |           | 晩松堂      |           | 1362 壬寅 | 進士     | 壽官錄事 佐郞 中書舍人 成均館司成 判典校寺事 禮曹參議                                                                                     | 彦暉        | 舍人 密直院直學士 溫泉府院君                          |
| 15 | 恂 (得珠)   | 文毅      |             |           | 1362 壬寅 | 進士     | 壽官錄事 佐郞 中書舍人 成均館司成 判典校寺事 禮曹參議                                                                                     | 彦暉        | 舍人 密直院直學士 溫泉府院君                          |
|    | 與權        |           |             |           | 1385 乙丑 | 文科     | 戶曹議郞 卞季良과 同榜 |             |                                                       |
|    | 與權        |           |             |           | 1385 乙丑 | 文科     | 戶曹議郞 卞季良과 同榜 |             |                                                       |
|    | 洽          |           |             |           |           |          | 書雲副正 死亡(1385) |             |                                                       |
|    | 洽          |           |             |           |           |          | 書雲副正 死亡(1385) |             |                                                       |
| 15 | 暾          |           |             |           |           |          | 監務 | 載元        | 同正 一云 知州事                                      |
| 15 | 暾          |           |             |           |           |          | 監務 | 載元        | 同正 一云 知州事                                      |
| 15 | 奕          |           |             |           |           |          | 按廉使 | 天奉        | 溫城君 大護軍 二等功臣(1363)                          |
| 15 | 奕          |           |             |           |           |          | 按廉使 | 天奉        | 溫城君 大護軍 二等功臣(1363)                          |
| 15 | 健          |           |             |           |           |          | 判事 | 天奉        | 溫城君 大護軍 二等功臣(1363)                          |
| 15 | 健          |           |             |           |           |          | 判事 | 天奉        | 溫城君 大護軍 二等功臣(1363)                          |
| 15 | 錡          |           |             |           |           |          | 咸鏡監司 | 枝柱        | 版圖判書                                              |
| 15 | 錡          |           |             |           |           |          | 咸鏡監司 | 枝柱        | 版圖判書                                              |
| 15 | 處玉        |           |             |           |           |          | 翰林學士 | 希一        | 少監                                                  |
| 15 | 處玉        |           |             |           |           |          | 翰林學士 | 希一        | 少監                                                  |
| 15 | 時虎        |           |             |           |           |          | 軍器寺正 光祿大夫 | 世勳        | 正順大夫 密直副使                                     |
| 15 | 時虎        |           |             |           |           |          | 軍器寺正 光祿大夫 | 世勳        | 正順大夫 密直副使                                     |
| 16 | 芸實 (龍)   |           | 愼語堂      |           |           | 進士     | 永華君 (寧淑宅主의 娚) 李原吉 開國原從功臣錄券 국보250호 初諱 台應 後孫 方有赫이 1833년(純祖33년) 忠勳府에서 謄寫(太宗敎書啟下事目) 받음. | 恂          | 壽官錄事 佐郞 中書舍人 成均館司成 判典校寺事 禮曹參議 |
| 16 | 芸實 (龍)   |           |             |           |           | 進士     | 永華君 (寧淑宅主의 娚) 李原吉 開國原從功臣錄券 국보250호 初諱 台應 後孫 方有赫이 1833년(純祖33년) 忠勳府에서 謄寫(太宗敎書啟下事目) 받음. | 恂          | 壽官錄事 佐郞 中書舍人 成均館司成 判典校寺事 禮曹參議 |
| 16 | 希右        |           |             |           |           |          | 少尹 | 恂          | 壽官錄事 佐郞 中書舍人 成均館司成 判典校寺事 禮曹參議 |
| 16 | 希右        |           |             |           |           |          | 少尹 | 恂          | 壽官錄事 佐郞 中書舍人 成均館司成 判典校寺事 禮曹參議 |
| 16 | 有良        |           | 普通        |           |           |          | 尙州牧使 鄭圃隱 門人 | 恂          | 壽官錄事 佐郞 中書舍人 成均館司成 判典校寺事 禮曹參議 |
| 16 | 有良        |           |             |           |           |          | 尙州牧使 鄭圃隱 門人 | 恂          | 壽官錄事 佐郞 中書舍人 成均館司成 判典校寺事 禮曹參議 |
| 16 | 希弼        |           |             |           |           |          | 撿校密直司事 | 起          | 恭愍王朝 殉節                                         |
| 16 | 希弼        |           |             |           |           |          | 撿校密直司事 | 起          | 恭愍王朝 殉節                                         |
| 16 | 有程        |           |             |           |           |          | 太府卿 | 暾          | 監務                                                  |
| 16 | 有程        |           |             |           |           |          | 太府卿 | 暾          | 監務                                                  |
| 16 | 雲柱        |           |             |           |           |          | 兵部議郞 | 奕          | 按廉使                                                |
| 16 | 雲柱        |           |             |           |           |          | 兵部議郞 | 奕          | 按廉使                                                |
| 16 | 雨柱        |           |             |           |           |          | 按廉使 | 奕          | 按廉使                                                |
| 16 | 雨柱        |           |             |           |           |          | 按廉使 | 奕          | 按廉使                                                |
| 16 | 千桂        |           |             |           |           |          | 軍器寺正 | 錡          | 咸鏡監司                                              |
| 16 | 千桂        |           |             |           |           |          | 軍器寺正 | 錡          | 咸鏡監司                                              |
| 16 | 允龍        |           |             |           |           |          | 禮賓寺正 | 處玉        | 翰林學士                                              |
| 16 | 允龍        |           |             |           |           |          | 禮賓寺正 | 處玉        | 翰林學士                                              |
| 16 | 基兆        |           |             |           |           |          | 判軍器寺監事 | 時虎        | 光祿大夫 軍器寺正                                     |
| 16 | 基兆        |           |             |           |           |          | 判軍器寺監事 | 時虎        | 光祿大夫 軍器寺正                                     |
| 17 | 龍          |           |             |           |           |          | 軍器寺監 懷德君 別將 龍과 同名異人 李原吉 開國原從功臣錄券 국보250호                                                                      | 希右        | 少尹                                                  |
| 17 | 龍          |           |             |           |           |          | 軍器寺監 懷德君 別將 龍과 同名異人 李原吉 開國原從功臣錄券 국보250호                                                                      | 希右        | 少尹                                                  |
| 17 | 彦          |           |             |           |           |          | 檢校內侍府事 張寬 開國原從功臣錄券 보물726호                                                                                              | 希右        | 少尹                                                  |
| 17 | 彦          |           |             |           |           |          | 檢校內侍府事 張寬 開國原從功臣錄券 보물726호                                                                                              | 希右        | 少尹                                                  |
| 17 | 載          |           | 採之 居士   |           |           | 進士     | 不出仕 | 有良        | 尙州牧使                                              |
| 17 | 載          |           |             |           |           | 進士     | 不出仕 | 有良        | 尙州牧使                                              |
| 17 | 澤          |           |             |           |           |          | 檢校密直司事 金會鍊 開國原從功臣錄券 보물437호                                                                                            | 有良        | 尙州牧使                                              |
| 17 | 澤          |           |             |           |           |          | 檢校密直司事 金會鍊 開國原從功臣錄券 보물437호                                                                                            | 有良        | 尙州牧使                                              |
| 17 | 淑          |           |             |           |           |          | 郡守 | 有良        | 尙州牧使                                              |
| 17 | 淑          |           |             |           |           |          | 郡守 | 有良        | 尙州牧使                                              |
| 17 | 元          |           |             |           |           |          | 奉事 | 希弼        | 檢校密直司事                                          |
| 17 | 元          |           |             |           |           |          | 奉事 | 希弼        | 檢校密直司事                                          |
| 17 | 聖得        |           |             |           |           |          | 殿郞 | 雨柱        | 按廉使                                                |
| 17 | 聖得        |           |             |           |           |          | 殿郞 | 雨柱        | 按廉使                                                |
|    | 蘭秀        |           |             |           |           |          | |             |                                                       |
|    |             |           |             |           |           |          | |             |                                                       |

二. 조선조(朝鮮朝) 문과(文科) 방목
조선조 문과등과자 방목(榜目)전체가 현전(現傳)한다.(14명)
| 世 | 姓名 | 字        | 生年      | 登年           | 等位   | 官職등 | 父名        | 父 官職 |
| 17 | 綱   | 君弼      | 1400 庚辰 | 1447 丁卯 親試 | 丙科6  | 正言 伊川府使 左承旨 平澤縣監 宗學司誨 歙谷縣令 成均館典籍 成均館司成 | 芸實        | 高麗朝 進士 永華君 (寧淑宅主의 娚) 初諱 台應 進士 後孫 方有赫이 1833년(純祖33년) 忠勳府에서 謄寫(太宗敎書啟下事目) 받음. |
| 20 | 有寧 | 太和      | 1460 庚辰 | 1489 己酉 式年 | 丙科11 | 進士(1486) 文科(1489) 持平(1502) 司憲府執義(1505) 通政大夫(1506) 靖國原從2等(1507) 濟州牧使(1507) 承政院右承旨(1514) 司諫院大司諫(1515) 吏曹參議(1516) 左承旨(1517) 嘉善大夫(1517) 工曹參判(1517) 大司憲(1517) 同知成均館事(1517) 聖節使(1518) 漢城府右尹(1518) 兵曹參判(1518) 宗簿寺提調(1521) 慶尙道觀察使(1523) 同知中樞府事((1528) 光國原從2等(1591) 諡號 : 文節 | 仲止        | 司猛 贈 兵曹參判 |
| 26 | 萬規 | 汝楷      | 1680 庚申 | 1715 乙未 式年 | 丙科22 | 權知校書館副正 校書館正 校書館著作 校書博士 造紙別提 通訓大夫 贈 通政大夫 左承旨 | 乃吉        | 武科 嘉善大夫 |
| 26 | 聖規 | 汝常      | 1687 丁卯 | 1721 辛丑 式年 | 丙科13 | 校書館正 校書館博士 典籍 | 乃吉        | 武科 嘉善大夫 |
| 27 | 濈   | 文華      | 1661 辛丑 | 1699 己卯 式年 | 乙科6  | 校書副正(1700) 校書著作(1701) 奉常主簿(1704) 銀溪察訪(1706) 朝散大夫 | 愛善 (愛先) | 通政大夫 副護軍 |
| 30 | 禹坤 | 聖天      | 1724 甲辰 | 1756 丙子 式年 | 丙科13 | 假注書 學諭 養賢庫奉事 成均館學正 成均館博士 養賢庫主簿 司憲府監察 | 震燮        | |
| 30 | 泰坤 | 啓天 繼天 | 1726 丙午 | 1768 戊子 式年 | 丙科45 | 假注書 成均館典籍 | 埰          | 將仕郞 |
| 30 | 易   | 聖直      | 1729 己酉 | 1792 壬子 式年 | 丙科22 | 禮曹佐郞 延曙察訪 | 震碩 (震錫) | 學生 |
| 30 | 宗擧 | 售伯      | 1743 癸亥 | 1768 戊子 式年 | 丙科42 | 西學訓導 成均館直講 承文院判敎 春秋館編修官 魚川察訪 | 萬澄        | |
| 31 | 在岳 | 子川      | 1739 己未 | 1785 乙巳 廷試 | 丙科6  | 朝奉大夫 成均館學諭 成均館學正 成均館典籍 | 世權        | |
| 31 | 孝隣 | 四欽      | 1843 癸卯 | 1865 乙丑 式年 | 丙科10 | 兵曹 禮曹 正郞 魚川察訪 延曙察訪 正言 兵曹佐郞 持平 典籍 副護軍 奉常寺主簿 贈 參議 | 贊周        | |
| 32 | 啓霙 | 啓靈      | 1789 己酉 | 1831 辛卯      | 丙科20 | 刑曹佐郞 | 致元        | |
| 33 | 宗翰 | 國均      | 1817 丁丑 | 1858 戊午 式年 | 丙科20 | 景陽察訪 禮曹佐郞 | 啓璜        | |
| 34 | 夏鎭 | 荷亭      | 1845 乙巳 | 1879 己卯 式年 | 丙科31 | 持平 景陽察訪 | 宗翰        | 景陽察訪 禮曹佐郞 |

三. 조선조 사마시(司馬試) 등과자
조선조 사마방목은 일부만 현전한다.(60명)
| 世 | 姓名        | 字          | 生年      | 官職등                                          | 父名             | 父 官職 | 登年      | 備 考                                   |
| 18 | 允智        |             |           | 縣監                                            | 維               | | 成宗      | 房允智와는 父가 틀림                    |
| 19 | 昚          |             | 1415 乙未 | 副司直                                          | 乙祿             | 副司直 | 1435 式年 | 生員                                    |
| 19 | 昌大        |             | 1404 甲申 |                                                 | 璟               | 慶州 判官 | 1429 式年 | 生員                                    |
| 19 | 叔止        |             | 1444 甲子 | 幼學                                            | 思友             | 學生 贈 刑曹參議 | 1469 增廣 | 生員 3등 3위 本 軍威                    |
| 20 | 崙          |             | 1476 丙申 |                                                 | 得正             | 義禁府都事 |           | 進士                                    |
| 20 | 興          |             | 1443 癸亥 | 幼學                                            | 善粹 (善務)      | 都事 | 1469 增廣 | 進士 2등 7위 本 金山                    |
| 20 | 運          |             |           |                                                 | 元慶             | 監察 |           | 生員                                    |
| 21 | 國亨        | 亨之 (仲規) | 1490 庚戌 | 江華敎授 英陵參奉 南部主簿 永同縣監 贈 禮曹參議 | 屹(進)           | 平昌縣監 | 1522 式年 | 生員 3등 56위 本 盈德 居 江華           |
| 21 | 世亨 (世英) | 君寶        | 1495 乙卯 |                                                 | 屹(從)           | 禮賓寺直長 | 1501 式年 | 進士 3등 45위                           |
| 21 | 仁          |             |           |                                                 | 渙               | 武科 縣監 亨難原從功臣 | 1582 式年 | 進士                                    |
| 21 | 允恭        |             | 1530 庚寅 |                                                 | 好信             | 通德郞 | 1558 戊午 | 進士                                    |
| 21 | 允祖        |             | 1530 庚寅 |                                                 | 好義             | 知敦寧府事 |           | 進士                                    |
| 21 | 忠敬        |             | 1485 乙巳 |                                                 | 有寧             | 進士(1486) 文科(1489) 持平(1502) 司憲府執義(1505) 通政大夫(1506) 靖國原從2等(1507) 濟州牧使(1507) 承政院右承旨(1514) 司諫院大司諫(1515) 吏曹參議(1516) 左承旨(1517) 嘉善大夫(1517) 工曹參判(1517) 大司憲(1517) 同知成均館事(1517) 聖節使(1518) 漢城府右尹(1518) 兵曹參判(1518) 宗簿寺提調(1521) 慶尙道觀察使(1523) 同知中樞府事((1528) 光國原從2等(1591) 諡號 : 文節 |           | 生員                                    |
| 22 | 寅          | 元兼        | 1511 辛未 |                                                 | 國亨             | 江華敎授 英陵參奉 南部主簿 永同縣監 贈 禮曹參議 | 明宗      | 進士                                    |
| 22 | 奉殷        | 敬伯        | 1547 丁未 | 參奉                                            | 億               | |           | 進士                                    |
| 22 | 星          |             |           |                                                 | 峻               | 虞侯 |           | 進士                                    |
| 22 | 應奎 (繼昌) | 文伯        | 1480 ?    | 靖國原從3等 引儀 禮賓司正                       | 順達             | 從仕郞 敎授 靖國原從3等 | 1549 式年 | 一諱 繼昌 生員 3등 60위 本 化寧 居 開城 |
| 22 | 珷          |             | 1543 癸卯 |                                                 | 瑗               | |           | 進士                                    |
| 23 | 倎          | 子厚        | 1583 癸未 | 康陵參奉                                        | 德龍             | 宣武原從2等 濟州縣監(1592) 文川郡守(1596) 軍器監正 樂安郡守(1597) 贈 刑曹參議 | 1616 增廣 | 生員 2등 6위 進士 3등 1위 居 京         |
| 23 | 應斗        | 景樞        | 1580 庚辰 |                                                 | 因               | |           | 進士                                    |
| 24 | 演          |             | 1600 庚子 |                                                 | 希瑞             | | 1624 增廣 | 進士                                    |
| 24 | 德立        |             | 1620 庚申 |                                                 | 友仁             | |           | 生員                                    |
| 24 | 選          |             | 1572 壬申 |                                                 | 虞寬             | |           | 生員                                    |
| 24 | 希范        | 叔度        | 1517 丁丑 | 幼學                                            | 世俊             | 學生 | 1564 式年 | 進士 2등 10위 本 泰安 居 甑山           |
| 24 | 秀幹        |             | 1620 庚申 |                                                 | 顯男             | |           | 生員                                    |
| 24 | 殷澤        |             | 1661 辛丑 |                                                 | 仲海             | | 1685 增廣 | 進士                                    |
| 25 | 時挺        |             |           |                                                 | 斗先             | |           | 進士                                    |
| 26 | 賢矩        | 仁執        | 1647 丁亥 | 幼學                                            | 東亮 生父 : 東叔 | 幼學 | 1683 增廣 | 生員 3등 60위 本 化寧 居 開城           |
| 26 | 春順        | 尙賢        | 1670 庚戌 |                                                 | 富生             | |           | 進士                                    |
| 26 | 重觀        | 國賓        | 1709 己丑 | 幼學                                            | 萬柱             | 折衝將軍 龍驤衛副護軍 | 1738 式年 | 生員 3등 26위 本 淸州 居 靑陽           |
| 27 | 仁立        |             | 1646 丙戌 | 軍資監判官 贈 通政大夫                          | 得春             | 武科 萬戶 |           | 進士                                    |
| 27 | 智立        |             | 1650 庚辰 | 軍資監正 贈 通政大夫                            | 得春             | 武科 萬戶 |           | 進士                                    |
| 27 | 信立        |             | 1652 壬辰 | 軍資監正 贈 通政大夫                            | 得春             | 武科 萬戶 |           | 進士                                    |
| 27 | 時煜        | 士輝        | 1652 壬辰 | 幼學                                            | 斗明             | 折衝將軍 龍驤衛副護軍 | 1675 式年 | 進士 3등 20위 本 淸州 居 京             |
| 28 | 承圓        | 汝順        | 1701 辛巳 | 幼學                                            | 燮               | 幼學 | 1733 式年 | 生員 3등 20위 本 化寧 居 開城           |
| 29 | 應斗        |             | 1704 甲申 |                                                 | 圓               | 兵司 |           | 進士                                    |
| 29 | 周民 (周承) | 敬烈        | 1809 己巳 | 幼學                                            | 時中             | 童蒙敎官 贈 朝奉大夫 | 1880 增廣 | 生員 3등 129위 居 平澤                  |
| 30 | 致寬        |             | 1800 庚申 |                                                 | 弼貴             | |           | 進士                                    |
| 30 | 士彦 (啓楨) | 兮俊        | 1842 壬寅 | 幼學                                            | 致成             | 學生 | 1888 式年 | 生員 3등 34위 居 嘉山                   |
| 30 | 得恒        | 允常        | 1773 癸巳 | 幼學                                            | 復寧             | 幼學 | 1798 式年 | 生員 3등 61위 居 高陽                   |
| 30 | 大軫        | 仲星        | 1839 己亥 | 幼學                                            | 周顯             | 學生 | 1885 增廣 | 生員 3등 40위 居 長興                   |
| 31 | 鍵          | 子玉        | 1735 乙卯 | 幼學                                            | 正坤             | 幼學 | 1773 增廣 | 進士 3등 32위 居 定州                   |
| 31 | 孝基        | 永則        | 1800 庚申 |                                                 | 得恒             | 生員 | 1835 增廣 | 生員 3등 17위 居 高陽                   |
| 31 | 友濂        | 尙甫        | 1731 辛亥 |                                                 | 致大 生父 : 致厚 | 學生 | 1759 式年 | 進士 3등 51위 本 金山 居 鏡城           |
| 31 | 友謙        |             | 1759 己卯 |                                                 | 致厚             | 學生 | 1795 式年 | 進士                                    |
| 31 | 極          | 繼天        | 1735 乙卯 |                                                 | 以正 (熙三)      | |           | 生員, 居 鴻山                           |
| 31 | 根植        | 君直        | 1825 乙酉 | 幼學                                            | 仁俊             | 幼學 | 1848 增廣 | 生員 3등 21위 居 林川                   |
| 32 | 鎭坤        | 允厚        | 1824 甲申 | 幼學                                            | 基元             | 幼學 | 1873 式年 | 進士 2등 4위 居 開城                    |
| 32 | 致周        | 元老        | 1838 戊戌 | 幼學                                            | 永模             | 幼學 | 1861 式年 | 進士 2등 15위 居 梁山                   |
| 32 | 達厚        |             | 1867 丁卯 |                                                 | 尙重             | 學生 | 1894 式年 | 生員 3등 224위 祖父 大明 居 永興        |
| 32 | 聖允        | 克獻        | 1806 丙寅 |                                                 | 煥               | 通政大夫 |           | 進士                                    |
| 35 | 楨孝        |             | 1848 戊申 | 幼學                                            | 雲夏             | 學生 | 1888 式年 | 進士 3등 291위 居 順川                  |
| 36 | 斗鎭        | 應七        | 1874 甲戌 | 幼學                                            | 基贊             | 幼學 | 1891 增廣 | 生員 3등 85위 本 軍威 居 咸陽           |
| 36 | 孝鎭        | 應源        | 1874 甲戌 | 幼學                                            | 基學             | 參奉 | 1891 增廣 | 進士 3등 338위 本 軍威 居 咸陽          |

| 世代 및 系派 不明 |      |      |           |        |      |          |           |                               |
| 세                | 성명 | 字   | 生年      | 官職등 | 父名 | 父 官職  | 등년      | 비 고                         |
|                   | 義   |      |           |        |      |          | 1419      | 生員 2등 13위                 |
|                   | 應斗 | 景植 | 1565 乙丑 | 幼學   | 員   | 學生     | 1606 增廣 | 進士 3등 11위 居 信川         |
|                   | 元井 |      |           |        |      | 殿講儒生 | 1641      | 進士 直赴會試                 |
|                   | 夏洙 |      | 1638      |        |      |          | 1663      | 進士                          |
|                   | 性一 |      |           |        |      |          | 正祖      | 進士                          |
|                   | 用錫 | 建中 | 1810 庚午 | 幼學   | 載大 | 幼學     | 1844 增廣 | 進士 3등 24위 本 豊川 居 孟山 |

四. 고려조(高麗朝) 무인(武人)
고려조는 무과시험이 별도로 없었다.(25명)
| 世 | 姓名      | 字 | 生年      | 官職등 | 父名 | 父 官職                                               | 備 考                                                              |
| 1  | 雲        |    | 918 辛巳  | 溫水君 尙書 左僕射 開國功臣                                                                                       |      | 甄萱난시 被殺                                         | 舊譜                                                               |
| 3  | 休        |    |           | 中郞將 溫陽君 | 仲鐸 | 僉議政丞 贈 寧國公                                    | 契丹침입시 功                                                      |
| 7  | 宰        |    |           | 將軍 節度使 溫昌君                                                                                                | 裕   | 樞密院直學士 門下侍郞 同平章事                        | 妙淸亂 진압 功 諡號 忠肅公                                         |
| 11 | 甫        |    |           | 開國兵馬使 |      |                                                       | 元 侵略에 맞섬                                                     |
|    | 仲山      |    |           | 郎將 |      |                                                       | 1258년 崔竩를 죽여 무신정권을 붕괴시킨 “金俊”의 부하,              |
| 13 | 迪        |    |           | 太常卿 軍威君 | 于宣 | 政堂文學 僉議中贊                                     | 舊譜                                                               |
| 13 | 可達      |    |           | 神門衛大將軍 | 于蕃 | 正順大夫 判通禮院事 右文館提學 知制敎                 | 舊譜                                                               |
| 14 | 天奉      |    |           | 溫城君 大護軍 | 曙   | 奉翊大夫 版圖判書 藝文館提學                          | 鄭世雲과 함께 紅巾賊討伐                                           |
| 16 | 龍 (雲實) |    |           | 永華君 (寧淑宅主의 娚) 初諱 台應 進士 別將 後孫 方有赫이 1833년(純祖33년) 忠勳府에서 謄寫(太宗敎書啟下事目) 받음. | 恂   | 壽官錄事 佐郞 中書舍人 成均館司成 判典校寺事 禮曹參議 | 李原吉 開國原從功臣錄券 국보250호                                  |
|    | 万宣      |    |           | 郎將 |      |                                                       | 沈敬宗 戶口單子                                                    |
|    | 原哲      |    |           | 散員同正 | 万宣 | 郎將                                                  | 沈敬宗 戶口單子                                                    |
|    | 實        |    | 1370 庚戌 | 修義校尉 副司直                                                                                                   | 原哲 | 散員同正                                              | 咸南 端川거주 沈敬宗 戶口單子 * 壻 沈敬宗 (開國原從功臣 沈之伯 孫) |
| 17 | 天        |    |           | 中郞將 承訓郞 | 希右 | 少尹                                                  | 李原吉 開國原從功臣錄券 국보250호                                  |
| 17 | 龍        |    |           | 軍器寺監 懷德君                                                                                                   | 希右 | 少尹                                                  | 李原吉 開國原從功臣錄券 국보250호                                  |
| 17 | 彦        |    |           | 檢校內侍府事 | 希右 | 少尹                                                  | 張寬 開國原從功臣錄券 보물 726호                                   |
| 17 | 澤        |    |           | 檢校密直司事 | 有良 | 商州牧使 鄭圃隱人                                     | 金會鍊 開國原從功臣錄券 보물437호                                  |
| 17 | 深        |    |           | 僉正 | 有良 | 尙州牧使                                              |                                                                    |
| 17 | 亶        |    |           | 參軍 | 希弼 | 檢校密直司事                                          |                                                                    |
| 17 | 璉        |    |           | 判事 | 有程 | 太府卿                                                |                                                                    |
| 17 | 蕆        |    |           | 判事 | 雲柱 | 兵部議郞                                              |                                                                    |
| 17 | 乙祥      |    |           | 中郞將 | 允龍 | 禮賓寺正                                              | 舊譜                                                               |
|    | 甫純      |    |           | 都領中郞將 |      |                                                       | 永興府戶籍臺帳                                                     |
|    | 世        |    |           | 別將同正 |      |                                                       | 永興府戶籍臺帳                                                     |
|    | 之信      |    |           | 中郞將 |      |                                                       | 李原吉 開國原從功臣錄券 국보250호                                  |
|    | 長守      |    |           | 散員 |      |                                                       | 李原吉 開國原從功臣錄券 국보250호                                  |

五.  조선조(朝鮮朝) 무과(武科) 등과자(445명)
현전하는 무과방목 및 족보와 무과총요 타방목 왕조실록 녹권등 참조
一) 세대와 계파가 분명한 등과자(338명)
| 世 | 姓名               | 字             | 生年        | 官職등 | 父名             | 父 官職 | 兄                            | 弟                                  | 派   | 登年                    | 備 考                                                                                        |
| 17 | 璉                 |                |             | 判事 | 有程             | 麗朝 太府卿 |                               |                                     | 曙   | 太祖                    |                                                                                              |
| 17 | 深                 |                |             | 僉正 | 有良             | 麗朝 尙州牧使 | 載 澤 淑                      |                                     | 曙   |                         |                                                                                              |
| 18 | 哲                 |                |             | 判官 | 綱               | 文科 司成 承旨 | 復慶 恪                       |                                     | 曙   |                         |                                                                                              |
| 18 | 天祿               |                |             | 府使 | 載               | 生員 不出仕 |                               | 乙祿 乙卿                           | 曙   |                         |                                                                                              |
| 18 | 鍊                 |                |             | 府使 | 澤               | 檢校密直副使 開國原從功臣 |                               |                                     | 曙   | 世宗                    |                                                                                              |
| 18 | 元生               |                |             | 滿浦僉使 | 致延             | 贈 工曹參議 |                               | 季和                                | 玄   |                         |                                                                                              |
| 19 | 孝誠 (好連)        |                | 1435 ?      | 承義副尉 | 復慶             | 奉直郞? 將仕郎 行 延安敎授 ? | 得正 致正                     | 善粹                                | 曙   | 端宗 1年                | 1453년                                                                                       |
| 19 | 暈                 |                |             | 訓練判官 | 允智             | 縣監 | 翼 習                         |                                     | 曙   |                         |                                                                                              |
| 19 | 世慶               |                |             | 三水郡守 | 鍊               | 府使 | 忠慶                          | 元慶                                | 曙   |                         |                                                                                              |
| 19 | 輪                 | 仲與           | 1464 甲申   | 雞林君 五衛司果(1507) 捕盜巡檢使(1507) 金海府使(1512) 嘉善大夫(1512) 忠淸道節度使(1512) 全羅左道水軍節度使(1518) 會寧府使(1520) 同知中樞府事(1524) 聖節使(1524) 闕內 別巡將(1525) 全羅道兵馬節度使(1526) 咸鏡北道節度使(1531) 聖節使(1532) 平安道節度使(1534) 贈 兵曹判書 贈 資憲大夫 | 季和             | 贈 兵曹參判 |                               | 軟                                  | 玄   | 成宗 1491               | 名弓                                                                                         |
| 20 | 峻                 |                | 1499 己未   | 虞侯 | 得正             | 義禁府都事 | 屹 賢 崙                      | 崇                                  | 峻   |                         |                                                                                              |
| 20 | 規                 |                |             | 內禁衛 靖國原從2等功臣 | 致正             | 訓導 延安敎授 |                               |                                     | 規   |                         |                                                                                              |
| 20 | 奕根               |                |             | 監察 | 貴尊             | 奉事 |                               |                                     | 奕根 |                         |                                                                                              |
| 20 | 允東               |                | 1480 更子   | | 獻南             | 贈 嘉善大夫 |                               |                                     | 允東 |                         |                                                                                              |
| 20 | 渙                 | 深源           | 1589 己丑   | 亨難原從3等 副司果 縣監 | 希說             | 建功將軍 行 忠佐衛 副司直 僉正 贈 嘉善大夫 | 潤                            |                                     | 渙   | 1615 式年               | 丙科 7위 居 京                                                                               |
| 20 | 泰一               |                | 1478 戊戌   | 縣監 | 世慶             | 三水郡守 |                               |                                     | 泰一 |                         |                                                                                              |
| 20 | 敏                 |                |             | 泰川縣監 | 徽               | 太學士 |                               |                                     | 敏   |                         |                                                                                              |
| 20 | 好義               | 宜之           | 未詳        | 府使 全羅左水使 慶尙右兵使 忠州牧使 慶尙右水軍節度使 忠淸水軍節度使 平安兵馬使 資憲大夫 知敦寧府事 | 輪               | 雞林君 五衛司果(1507) 捕盜巡檢使(1507) 金海府使(1512) 嘉善大夫(1512) 忠淸道節度使(1512) 全羅左道水軍節度使(1518) 會寧府使(1520) 同知中樞府事(1524) 聖節使(1524) 闕內 別巡將(1525) 全羅道兵馬節度使(1526) 咸鏡北道節度使(1531) 聖節使(1532) 平安道節度使(1534) 贈 兵曹判書 贈 資憲大夫 | 好仁                          | 好禮 好智                           | 好義 |                         | 加德島城 築城                                                                                |
| 20 | 好禮               |                |             | 美錢僉節制使 | 輪               | 雞林君 五衛司果(1507) 捕盜巡檢使(1507) 金海府使(1512) 嘉善大夫(1512) 忠淸道節度使(1512) 全羅左道水軍節度使(1518) 會寧府使(1520) 同知中樞府事(1524) 聖節使(1524) 闕內 別巡將(1525) 全羅道兵馬節度使(1526) 咸鏡北道節度使(1531) 聖節使(1532) 平安道節度使(1534) 贈 兵曹判書 贈 資憲大夫 | 好仁 好義                     | 好智                                | 好禮 |                         |                                                                                              |
| 20 | 好智               | 君晦           |             | 兵馬節度使 | 輪               | 雞林君 五衛司果(1507) 捕盜巡檢使(1507) 金海府使(1512) 嘉善大夫(1512) 忠淸道節度使(1512) 全羅左道水軍節度使(1518) 會寧府使(1520) 同知中樞府事(1524) 聖節使(1524) 闕內 別巡將(1525) 全羅道兵馬節度使(1526) 咸鏡北道節度使(1531) 聖節使(1532) 平安道節度使(1534) 贈 兵曹判書 贈 資憲大夫 | 好仁 好義 好禮                |                                     |      | 1528 式年               | 丙科 10위 居 京                                                                              |
| 21 | 奎                 |                | 1533 癸巳   | 主簿 | 峻               | 虞侯 |                               |                                     | 峻   |                         |                                                                                              |
| 21 | 軫                 |                |             | 訓練官 | 峻               | 虞侯 |                               | 奎 參 星                            | 峻   |                         |                                                                                              |
| 21 | 世規               |                |             | 伊川府使 | 崇               | 贈 刑曹參議 | 世經                          |                                     | 崇   |                         |                                                                                              |
| 21 | 彦平               |                |             | | 矩               | | 彦常 彦聖                     |                                     | 矩   |                         |                                                                                              |
| 21 | 彦國               |                |             | 宣傳官 | 緝               | 訓練都正 |                               |                                     | 緝   |                         |                                                                                              |
| 21 | 以英               |                |             | | 奕根             | 監察 |                               |                                     | 奕根 |                         |                                                                                              |
| 21 | 春碩               |                |             | 通政大夫 | 敏東             | 參奉 |                               |                                     | 敏東 |                         |                                                                                              |
| 21 | 淸                 |                |             | | 敏               | 泰川縣監 |                               |                                     | 敏   |                         |                                                                                              |
| 21 | 允行               |                |             | 虞侯 | 好仁             | 通德郞 |                               |                                     | 好仁 |                         |                                                                                              |
| 21 | 允祉               |                |             | 价川郡守 | 好仁             | 通德郞 |                               |                                     | 好仁 |                         |                                                                                              |
| 21 | 允祖               |                |             | 价川郡守 | 好義             | 知敦寧府使 |                               |                                     | 好義 |                         |                                                                                              |
| 21 | 萱                 |                |             | 訓練主簿 | 好智             | 節度使 |                               | 莞                                  | 好智 |                         |                                                                                              |
| 21 | 貴尊               |                | 1534 甲午   | 柔遠僉節制使 | 好禮             | 美錢僉節制使 | 允精                          |                                     | 好禮 |                         |                                                                                              |
| 21 | 鼎九               |                |             | 朝散大夫 | 元實             | 通訓大夫 |                               |                                     | 元實 |                         |                                                                                              |
| 21 | 瑗                 |                |             | 贈兵曹判書 | 安老             | 都護府使 |                               |                                     | 安老 |                         |                                                                                              |
| 22 | 震                 |                | 1514 甲戌   | 大靜縣監(1535) 寶城郡守 通訓大夫 | 國亨             | 生員 江華敎授 參奉 南部主簿 永同縣監 | 寅                            | 雄 晟                               | 屹   | 中宗                    | 忠淸道 新定牙州誌 武科편 忠武公 丈人                                                         |
| 22 | 雄                 |                | 1528 戊子   | 嘉善大夫 護軍 | 國亨             | 生員 江華敎授 參奉 南部主簿 永同縣監 | 寅 震                         | 晟                                  | 屹   |                         |                                                                                              |
| 22 | 應祥               |                | 1559 己未   | 內禁衛 訓練主簿 扈聖原從2等(1605) 亨難原從2等(1614) 典獄主簿(1625) | 奎               | 武科 訓練主簿 |                               | 弼相                                | 峻   |                         |                                                                                              |
| 22 | 應慶               |                |             | 訓練院主簿 | 軫               | 訓練官 |                               | 玉段                                | 峻   |                         |                                                                                              |
| 22 | 協                 |                |             | 副正 | 世規             | 伊川府使 |                               | 守                                  | 崇   |                         |                                                                                              |
| 22 | 國柱               |                |             | 縣監 | 彦聖             | 通德郞 |                               |                                     | 矩   |                         |                                                                                              |
| 22 | 琥                 |                |             | | 彦淑             | 將仕郞 |                               |                                     | 準   |                         |                                                                                              |
| 22 | 玦                 |                |             | 內禁衛 | 彦國             | 宣傳官 |                               | 瑾 璡                               | 緝   |                         |                                                                                              |
| 22 | 瑾                 |                |             | | 彦國             | 宣傳官 | 玦                            | 璡                                  | 緝   |                         |                                                                                              |
| 22 | 應斗               | 望之           | 1503 癸亥 ? | 副司果 僉正 光國原從3等 | 順達             | 從仕郞 靖國原從功臣 |                               | 繼昌 應三 應虛                      | 潤孫 |                         |                                                                                              |
| 22 | 起天               |                | 1581 辛巳   | 守門將 寧國原從3等 | 獻               | 細川權管 內禁衛 | 天壽                          |                                     | 渙   |                         |                                                                                              |
| 22 | 允文               |                | 1528 戊子   | 蛇島僉節制使 | 甲崇             | 將仕郞 訓導 |                               |                                     | 泰一 |                         |                                                                                              |
| 22 | 守慶               | 应吉 應吉      | 1548 戊申   | 兼司僕 都摠都事 扈聖原從1等 木浦萬戶(壬亂時) | 允行             | 忠淸道兵馬虞侯 禦侮將軍 |                               | 信慶 益慶 (顯慶)                    | 好仁 | 1583 謁聖               | 丙科 60위 居 平澤                                                                            |
| 22 | 彦鶴               |                |             | 通政大夫 | 春碩             | 通政大夫 |                               |                                     | 敏東 |                         |                                                                                              |
| 22 | 彦伯               |                |             | | 淸               | 武科 |                               | 彦挺                                | 敏   |                         |                                                                                              |
| 22 | 信慶               |                |             | 僉僉節制使 | 允行             | 虞候 | 守慶                          | 顯慶 (益慶)                         | 好仁 |                         |                                                                                              |
| 22 | 承慶               | 善吉           | 1547 丁未   | 內禁衛 | 允祉             | 通訓大夫 瓮津縣令 |                               | 有慶                                | 好仁 | 1572 別試               | 丙科 9위 居 京                                                                               |
| 22 | 有慶               | 善應           | 1551 辛亥   | 都摠都事 | 允祉             | 通訓大夫 价川郡守 | 承慶                          |                                     | 好仁 | 1583 別試               | 丙科 407위 居 洪州                                                                           |
| 22 | 德龍               | 雲甫 號 : 樂天 | 1561 辛酉   | 宣武原從2等 濟州縣監(1592) 文川郡守(1596) 軍器監正 樂安郡守(1597) 贈 刑曹參議 | 獻忱             | 勵節校尉 |                               |                                     | 好義 | 1588 式年               | 丙科 16위 居 京                                                                              |
| 22 | 囿                 |                |             | | 允祖             | 進士 | 因                            | 固 圓                               | 好義 |                         |                                                                                              |
| 22 | 固                 |                |             | | 允祖             | 進士 | 因                            | 圓                                  | 好義 |                         |                                                                                              |
| 22 | 圓                 |                |             | | 允祖             | 進士 | 因 囿 固                      |                                     | 好義 |                         |                                                                                              |
| 22 | 希尹               | 仲任           | 1557 丁巳   | 訓練院正 | 萱               | 訓練主簿(學生) |                               | 希陟                                | 好智 | 1599 庭試               | 丙科 30위 居 楊州                                                                            |
| 22 | 浻                 |                |             | | 莞               | 參奉 |                               |                                     | 好智 |                         |                                                                                              |
| 22 | 春禎               |                |             | 訓練副正 宣武原從3等 | 舜孝             | 通德郞 |                               |                                     | 有安 |                         |                                                                                              |
| 23 | 佑周               | 元老           | 1549 己酉   | 校生 壬亂時 義兵 魚遊澗萬戶 都摠經歷 贈 戶曹參判 | 寅               | 箕子殿參奉 進士 |                               | 弼周 翰周                           | 屹   | 1579 式年               | 本 盈德 丙科 19위                                                                            |
| 23 | 希閔               |                | 1562 壬戌   | 武科(1594) 訓練主簿 淸難原從1等(1605) 大浦萬戶(1609) 臨溜鎭僉使 | 雄               | 嘉善大夫 護軍 |                               |                                     | 屹   | 1594 甲午               | 夫人은 세종대왕 후손인 德林君 後孫으로 東國新續三綱行實圖의 烈婦 全州李氏                    |
| 23 | 坤雲               |                | 1575 乙亥   | | 應慶             | 訓練院主簿 |                               | 景海                                | 峻   |                         |                                                                                              |
| 23 | 承翼               |                |             | 贈 參判 | 琥               | |                               |                                     | 準   |                         |                                                                                              |
| 23 | 承業               |                |             | | 玦               | 內禁衛 | 承吉                          |                                     | 緝   |                         |                                                                                              |
| 23 | 好謙               |                | 1600 庚子   | 業武 | 天壽             | 翼社原從3等(1614) 瑞興縣監(1628) 假提調(1637) 文化縣令(1642) 廣州中軍(1644) |                               |                                     | 渙   | 1636 別試               | 丙科 355위 居 南陽                                                                           |
| 23 | 大忠               |                |             | 訓練主簿 振武原從1等 | 熙倫             | 振武原從1等 折衝將軍 訓練主簿 |                               |                                     | 粹蓂 | 1620                    |                                                                                              |
| 23 | 淵                 |                | 1569 己巳   | 勵節校衛 哨官(1591) 判官 | 彦鶴             | 通政大夫 |                               |                                     | 敏東 | 1592                    | 鐵山                                                                                         |
| 23 | 萬                 |                |             | | 彦伯             | 武科 |                               |                                     | 敏   |                         |                                                                                              |
| 23 | 英春               |                |             | 訓練主簿 | 彦挺             | |                               |                                     | 敏   |                         |                                                                                              |
| 23 | 忠信               |                | 1570 庚午   | | 珷               | 進士 |                               |                                     | 安老 |                         |                                                                                              |
| 23 | 琡                 |                |             | 亨難原從2等 虞侯 折衝將軍 龍驤衛副護軍 | 信慶             | 僉節制使 |                               |                                     | 好仁 |                         |                                                                                              |
| 23 | 瑋                 | 汝玉           | 1602 壬寅   | 宣傳官(1645) 司䆃主簿(1646) 武兼(1649) 僉使(1663) 慶州判官 | 顯慶 (益慶)      | |                               |                                     | 好仁 |                         |                                                                                              |
| 23 | 瑾                 |                |             | 訓練判官 | 承慶             | 通訓大夫 判官 |                               | 琳 璡                               | 好仁 |                         |                                                                                              |
| 23 | 琳                 | 季珍           | 1570 庚午   | 滿浦僉使 振武原從1等 | 承慶             | 通訓大夫 永興判官 | 瑾                            |                                     | 好仁 | 1615 式年               | 丙科 18위 居 結城                                                                            |
| 23 | 璡                 | 授玉           | 1573 甲申   | 訓練判官 | 承慶             | 通訓大夫 判官 |                               |                                     | 好仁 |                         |                                                                                              |
| 23 | 璛                 |                |             | 訓練主簿 | 有慶             | 都摠都事 |                               |                                     | 好仁 |                         |                                                                                              |
| 23 | 應凱               |                |             | 萬戶 | 囿               | |                               |                                     | 好義 |                         |                                                                                              |
| 23 | 應長               |                |             | | 圓               | |                               |                                     | 好義 |                         |                                                                                              |
| 23 | 璘                 |                |             | 訓練判官 | 俊慶             | |                               | 玏 瑛                               | 好禮 |                         |                                                                                              |
| 23 | 玏                 |                |             | 訓練判官 | 俊慶             | | 璘                            | 瑛                                  | 好禮 |                         |                                                                                              |
| 23 | 瑛                 |                |             | 訓練判官 | 俊慶             | | 璘 玏                         |                                     | 好禮 |                         |                                                                                              |
| 24 | 湜                 |                |             | 江東縣令 寧國原從2等 | 希閔             | 武科(1594) 訓練主簿 淸難原從1等(1605) 大浦萬戶(1609) 臨溜鎭僉使 | 潝                            |                                     | 屹   |                         |                                                                                              |
| 24 | 軾                 | 平淑           |             | 宣傳官 南海縣令 嘉山郡守(1631) 咸從縣令(1636) 軍器僉正(1639) 三水郡守(1639) 贈 兵曹參議 贈 嘉善大夫 | 承翼             | 贈 參判 |                               |                                     | 準   | 1605                    | 江華 거주 柳濯의 反亂鎭壓時 戰死(1645)                                                       |
| 24 | 興                 |                |             | 訓戎僉事 | 世俊             | |                               |                                     | 崙   |                         |                                                                                              |
| 24 | 希武               |                | 1600 庚子   | 宣傳官 | 坤雲             | 訓練院主簿 |                               |                                     | 峻   |                         |                                                                                              |
| 24 | 爾瞻               |                | 1587 丁亥   | | 克義             | |                               |                                     | 規   |                         |                                                                                              |
| 24 | 爾正               |                |             | 僉正 | 克禮             | |                               |                                     | 矩   |                         |                                                                                              |
| 24 | 俊                 |                |             | 嘉義大夫 內禁衛 亨難原從2等 | 壽仁             | 折衝將軍 贈 判決使 | 彦 希 英 業 賢                | 信                                  | 潤孫 |                         |                                                                                              |
| 24 | 得信               | 仁輔           | 1661 辛丑   | 展力副慰 保社原從3等(1681) | 雲一             | 步兵 |                               |                                     | 渙   | 1686 別試               | 丙科 76위 本 安山, 居 京                                                                     |
| 24 | 大規               |                | 1640 庚辰   | 阿耳萬戶 朝散大夫 | 熙靜             | |                               | 大矩                                | 實   |                         |                                                                                              |
| 24 | 弘達               |                | 1640 庚辰   | 嘉善大夫 | 大忠             | 訓練主簿 振武原從1等 | 弘漢                          |                                     | 粹蓂 |                         |                                                                                              |
| 24 | 應奎               |                | 1600 庚子   | 通政大夫 贈工曹參議 | 淵               | 勵節校衛 訓練院判官 |                               | 如奎 義奎 義立                      | 敏東 |                         |                                                                                              |
| 24 | 義奎               |                |             | 勵節校尉 | 淵               | 勵節校衛 訓練院判官 | 應奎 如奎                     | 義立                                | 敏東 |                         |                                                                                              |
| 24 | 廷發               |                | 1597 丁酉   | | 忠信             | 武科 |                               |                                     | 安老 |                         |                                                                                              |
| 24 | 以直               |                | 1595 乙未   | 宣傳官 | 瑾               | 訓練判官 |                               |                                     | 好仁 |                         |                                                                                              |
| 24 | 以興               |                |             | 宣傳官 | 琳               | 滿浦僉使 振武原從1等 |                               |                                     | 好仁 |                         |                                                                                              |
| 24 | 胤                 |                |             | 禮賓參奉 | 應長             | |                               |                                     | 好義 |                         |                                                                                              |
| 24 | 景瑗               |                | 1610 庚戌   | 訓練官 | 應凱             | 萬戶 |                               |                                     | 好義 |                         |                                                                                              |
| 24 | 以望               |                |             | | 璘               | 訓練判官 |                               | 以隆                                | 好禮 |                         |                                                                                              |
| 24 | 以規               |                |             | | 瑛               | 訓練判官 |                               |                                     | 好禮 |                         |                                                                                              |
| 24 | 以隆               |                | 1646 丙戌   | 展力副尉 | 璘               | 訓練判官 |                               | 以望                                | 好禮 |                         |                                                                                              |
| 24 | 義一               | 汝直           | 1596 丙申   | 禦侮將軍 舒川萬戶(1639) | 豊海             | 德陵參奉 壯仕郞 | 義龍                          |                                     | 好智 | 1636 重試               | 重試 丙科 2위 1618년 庭試 本 南陽 居 水原                                                    |
| 24 | 弘一               |                |             | 江界判官 永興判官 | 繼珪             | | 英一                          | 弘                                  | 有寧 | 1596                    |                                                                                              |
| 25 | 時憲               |                | 1619 己未   | 寧國原從3等(1646) 宣傳官 哨官(1674) 主簿(1676) 軍器判官(1677) | 潝               | 贈 義禁府都事 |                               | 貴吉 有笛 奉龍                      | 屹   | 1651 別試               | 丙科 1088위 居 京                                                                            |
| 25 | 貴希               |                | 1568 戊辰   | 守門將 宣武原從3等 | 喜弼             | |                               |                                     | 屹   |                         |                                                                                              |
| 25 | 龍                 |                | 1583 癸未   | 兼司僕 寧國原從3等 | 義昌             | |                               |                                     | 賢   |                         |                                                                                              |
| 25 | 好碧               |                |             | 萬戶 | 赫千             | |                               |                                     | 賢   |                         |                                                                                              |
| 25 | 益                 |                |             | | 爾瞻             | |                               | 澤 浹 淑                            | 規   |                         |                                                                                              |
| 25 | 振卿               |                |             | 禦侮將軍 宣傳官 安骨萬戶 | 軾               | 宣傳官 南海縣令 嘉山郡守(1631) 咸從縣令(1636) 軍器僉正(1639) 三水郡守(1639) 贈 兵曹參議 贈 嘉善大夫 |                               | 振英 振雄                           | 準   |                         |                                                                                              |
| 25 | 振英               | 仲吉           | 1615 乙卯   | 通訓大夫 守門將(1646) 訓練主簿(1648) 草芝萬戶(1658) 都摠都事(1663) 全南虞侯(1664) 甑山縣令(1675) 利城縣監(1676) | 軾               | 宣傳官 南海縣令 嘉山郡守(1631) 咸從縣令(1636) 軍器僉正(1639) 三水郡守(1639) 贈 兵曹參議 贈 嘉善大夫 | 振卿                          | 振雄                                | 準   | 1644 庭試               | 丙科 9위 居 江華                                                                             |
| 25 | 振雄               |                |             | 西生浦僉使 禦侮將軍 | 軾               | 宣傳官 南海縣令 嘉山郡守(1631) 咸從縣令(1636) 軍器僉正(1639) 三水郡守(1639) 贈 兵曹參議 贈 嘉善大夫 | 振卿 振英                     |                                     | 準   | 1651 別試               | 丙科 1090위 居 江華                                                                          |
| 25 | 選                 |                |             | | 汝洞             | |                               |                                     | 緝   |                         |                                                                                              |
| 25 | 運英               |                | 戊寅        | 判官 | 汝涵             | |                               | 遇英                                | 緝   |                         |                                                                                              |
| 25 | 遇英               |                |             | | 汝濂             | |                               |                                     | 緝   |                         |                                                                                              |
| 25 | 智男 (指男)        | 仲達           | 1597 丁酉   | 御醫 靖社原從3等(1625) 寧國原從1等(1646) 忠翊衛 嘉善大夫 | 希               | 資憲大夫 知中樞府事 贈 崇政大夫 贈 判敦寧府事 | 義男 禮男                     | 信男                                | 潤孫 |                         |                                                                                              |
| 25 | 信男               |                |             | 僉節制使 | 希               | 資憲大夫 知中樞府事 贈 崇政大夫 贈 判敦寧府事 | 義男 禮男 智男                |                                     | 潤孫 | 1625                    |                                                                                              |
| 25 | 士奇               |                | 1598 戊戌   | 副護軍 所非浦萬戶(1637) 寧國原從3等(1646) | 水 (永,英)       | 副司果 副護軍 宣武原從3等(1605) 振武原從3等(1625) 靖社原從2等(1625) 寧國原從3等(1646) |                               |                                     | 潤孫 | 1644 別試               | 丙科 150위 本 淸州                                                                           |
| 25 | 敬仁               |                |             | 振武原從1等 | 信               | | 敬佑 敬男                     |                                     | 潤孫 |                         |                                                                                              |
| 25 | 尙日               |                | 1598 戊戌   | 守門將 察訪 | 繼善             | |                               | 尙益 岦                             | 渙   |                         |                                                                                              |
| 25 | 尙益               |                | 1600 更子   | 訓練判官 | 繼善             | | 尙日                          | 岦                                  | 渙   |                         |                                                                                              |
| 25 | 大禎               |                |             | | 希福             | |                               |                                     | 仁慶 |                         |                                                                                              |
| 25 | 翼                 |                |             | 大浦萬戶 | 彦豪             | | 堅                            |                                     | 仁慶 |                         |                                                                                              |
| 25 | 誠伯               |                |             | | 弘漢             | | 誠吉                          | 誠澤                                | 粹蓂 |                         |                                                                                              |
| 25 | 乃吉               |                | 1656 丙申   | 嘉善大夫 | 弘達             | 嘉善大夫 |                               | 乃伯                                | 粹蓂 | 1676                    |                                                                                              |
| 25 | 振翰               |                |             | | 守祥             | |                               | 起翰 枝翰 九翰 貴翰 起正            | 甫中 |                         |                                                                                              |
| 25 | 玟善               |                | 1633 癸酉   | 守門將 | 應奎             | 勵節校衛 訓練院判官 |                               | 玟賢 玟達 玟希 玟贊                 | 敏東 |                         |                                                                                              |
| 25 | 玟賢               |                | 1638 戊寅   | | 應奎             | 勵節校衛 訓練院判官 | 玟善                          | 玟達 玟希 玟贊                      | 敏東 |                         |                                                                                              |
| 25 | 玟達               |                | 1640 庚辰   | 嘉善大夫 | 應奎             | 勵節校衛 訓練院判官 | 玟善 玟賢                     | 玟希 玟贊                           | 敏東 |                         |                                                                                              |
| 25 | 玟希               |                | 1648 戊子   | 守門將 | 應奎             | 勵節校衛 訓練院判官 | 玟善 玟賢 玟達                | 玟贊                                | 敏東 |                         |                                                                                              |
| 25 | 乃尹               |                | 1636 丙子   | | 義奎             | 勵節校尉 |                               | 重尹                                | 敏東 |                         |                                                                                              |
| 25 | 履吉               |                | 1628 戊辰   | 權管 保社原從2等(1681) | 貴生             | 贈 軍資監正 保社原從3等(1681) |                               | 仁吉 信吉                           | 弼   |                         |                                                                                              |
| 25 | 佑成               | 君弼           | 1625 乙丑   | 業武 宣傳官 | 以興             | 宣略將軍 |                               | 就成 有成 克成                      | 好仁 | 1651 別試               | 丙科 969위 居 京                                                                             |
| 25 | 就成               | 君勗           | 1630 庚午   | 業武 監察 | 以興             | 宣略將軍 | 佑成                          | 有成 克成                           | 好仁 | 1651 別試               | 丙科 177위 居 結城                                                                           |
| 25 | 義吉               |                |             | 訓練奉事 | 胤               | 禮賓參奉 |                               |                                     | 好義 |                         |                                                                                              |
| 25 | 世東               | 聖箕           | 1681 辛酉   | 通訓大父 遂安郡守 | 日贊             | | 世顯 世濟 世經                |                                     | 好義 |                         |                                                                                              |
| 25 | 益亮               |                |             | | 以望             | |                               |                                     | 好禮 |                         |                                                                                              |
| 25 | 益濟               | 資卿           | 1647 丁亥   | 宣傳官 武兼 法聖萬戶 | 以哲             | |                               | 益華                                | 好禮 |                         |                                                                                              |
| 25 | 智圓 (知圓) (智遠) | 仲達           | 1604 甲辰   | 折衝將軍 捕盜軍官(1644) 昌洲僉使(1647) 副護軍(1648) 贈 資憲大夫 贈 知中樞府事 | 仁               | 贈 通訓大夫 贈 軍資監正 |                               |                                     | 好禮 |                         |                                                                                              |
| 25 | 孝僖               |                | 1595 乙未   | 知中樞府事 | 禮               | 副司果 |                               |                                     | 好禮 |                         | 父子 族譜生年 誤錄 ? 孝僖는 23世 禮는 22世로 보임.                                           |
| 25 | 益亮               |                | 1678 戊午   | | 以望             | |                               |                                     | 好禮 |                         |                                                                                              |
| 25 | 俊希               |                | 癸丑 1613   | 兼司僕 | 義龍             | 幼學 |                               |                                     | 好智 | 1637 別試               | 丙科 3220위 本 南陽 居 振威 三寸 義一 舒川萬戶                                               |
| 25 | 準道               |                | 1618 戊午   | 兼司僕 僉節制使 | 義一             | 禦侮將軍 訓練院副正 舒川萬戶 |                               | 準廷                                | 好智 | 1644 別試               | 丙科 128위 本 南陽 居 京                                                                     |
| 25 | 準廷               | 士亨           | 1622 壬戌   | 閑良 僉節制使 芳浦萬戶(1664) | 義一             | 禦侮將軍 訓練院副正 舒川萬戶 | 準道                          |                                     | 好智 | 1651 別試               | 丙科 933위 本 南陽                                                                           |
| 26 | 仁國               |                | 1600 庚子   | 忠翊衛 | 貴希             | 守門將 |                               |                                     | 屹   | 1637 別試               | 丙科 1670위 本 懷德 居 驪州                                                                  |
| 26 | 銓                 |                | 1660 庚子   | 宣傳官 宣略將軍 | 時憲             | 寧國原從3等(1646) 武科(1651) 宣傳官 哨官(1674) 主簿(1676) 軍器判官(1677) |                               |                                     | 屹   | 1676                    |                                                                                              |
| 26 | 有道               | 汝路           | 1628 戊辰   | 訓練院奉事 司果 | 得楠             | 通政大夫 |                               | 有時 有憲 有規                      | 賢   | 1669                    |                                                                                              |
| 26 | 有時               |                | 1630 庚午   | 司果 | 得楠             | 通政大夫 | 有道                          | 有憲 有規                           | 賢   |                         |                                                                                              |
| 26 | 有憲               |                | 1632 壬申   | 司果 | 得楠             | 通政大夫 | 有道 有時                     | 有規                                | 賢   |                         |                                                                                              |
| 26 | 有規               |                | 1635 乙亥   | 勵節校尉 龍驤衛副司果 | 得楠             | 通政大夫 | 有道 有時 有憲                |                                     | 賢   |                         |                                                                                              |
| 26 | 得春               |                | 1623 癸亥   | 萬戶 | 洽               | 贈 嘉善大夫 |                               |                                     | 賢   |                         |                                                                                              |
| 26 | 垣                 |                |             | 守門將(1673) 柔遠僉節制使 | 振卿             | 禦侮將軍 宣傳官 |                               | 墺                                  | 準   |                         |                                                                                              |
| 26 | 墺                 | 自高           | 1656 丙申   | 江華府 水軍船將 | 振卿             | 禦侮將軍 武兼宣傳官 | 垣                            |                                     | 準   | 1681 式年               | 丙科 9위 居 江華                                                                             |
| 26 | 埯                 |                |             | 宣傳官 柔遠僉節制使(1673) | 振英             | 通訓大夫 守門將(1646) 訓練主簿(1648) 草芝萬戶(1658) 都摠都事(1663) 全南虞侯(1664) 甑山縣令(1675) 利城縣監(1676) |                               | 墉 垓                               | 準   | 1665                    |                                                                                              |
| 26 | 墉                 | 汝固           | 1657 丁酉   | 白翎蒜山 僉使 副護軍 登山僉節制使 五衛將 副司勇 知中樞府事 | 振英             | 通訓大夫 守門將(1646) 訓練主簿(1648) 草芝萬戶(1658) 都摠都事(1663) 全南虞侯(1664) 甑山縣令(1675) 利城縣監(1676) | 埯                            | 垓                                  | 準   | 1681 式年               | 丙科 34위 居 江華                                                                            |
| 26 | 堣                 | 汝奉           | 1646 丙戌   | 尙州營將 副護軍 五衛將 僉知中樞府事 赤梁僉節制使 護軍 谷城縣監 | 振雄             | 水軍僉節制使 禦侮將軍 |                               | 堰 垸 坤                            | 準   | 1673 式年               | 丙科 10위 居 江華                                                                            |
| 26 | 堰                 | 汝實           | 1650 庚寅   | 利城縣監 | 振雄             | 西生浦僉節制使 禦侮將軍 | 堣                            | 垸 坤                               | 準   | 1672 別試               | 丙科 242위 居 江華                                                                           |
| 26 | 垸                 |                |             | 萬戶 | 振雄             | 西生浦僉使 禦侮將軍 | 堣 堰                         | 坤                                  | 準   |                         |                                                                                              |
| 26 | 斗浣               | 汝華           | 1633 癸酉   | 禦侮將軍 副司正 權內禁衛管 內禁衛部將(1673) | 士龍             | 忠翊衛 揚武原從3等(1622) |                               |                                     | 潤孫 | 1672 別試               | 丙科 337위 居 京                                                                             |
| 26 | 厚碩               |                |             | 部將(1673) 邊將除授 山羊會萬戶(1679) | 信男             | 僉節制使 |                               | 千碩 萬碩                           | 潤孫 |                         |                                                                                              |
| 26 | 以寬               |                | 1630 庚午   | 助羅萬戶(1675) 保社原從3等(1681) 魚游澗僉使(1686) 白峙僉使(1697) 折衝將軍 贈 參議 | 承哲             | 定運原從3등 判官 贈 軍資監正 | 以敏 以健                     |                                     | 潤孫 |                         |                                                                                              |
| 26 | 時振               | 汝玉           | 1651 辛卯   | 副護軍(1709) 忠壯將(1715) | 智男 (指男)      | 御醫 靖社原從3等(1625) 寧國原從1等(1646) 忠翊衛 嘉善大夫 | 信孝                          | 時斌                                | 潤孫 |                         | 1680년 돌곶이 土地賣買文記                                                                   |
| 26 | 以週               | 字儀           | 1638 戊寅   | 軍資監判官 | 承儉             | 司果 護軍 贈 參判 | 以遠                          | 以道                                | 潤孫 |                         |                                                                                              |
| 26 | 再瑞               |                | 1649 己丑   | 訓練僉正 | 義立             | | 有瑞                          | 士孝                                | 渙   |                         |                                                                                              |
| 26 | 泰榮               |                | 1639 己卯   | 訓練奉事 | 興信             | |                               |                                     | 渙   |                         |                                                                                              |
| 26 | 斗泳               |                | 1630 庚午   | 護軍 保社原從3等(1681) | 尙益             | 武科 訓練判官 |                               |                                     | 渙   |                         |                                                                                              |
| 26 | 海先               | 君寶           | 1661 辛丑   | 副司果 | 愛立             | 禦侮將軍 龍驤衛副司果 |                               | 海順                                | 湜   | 1695 別試               | 丙科 34위 本 南原 居 京                                                                      |
| 26 | 承南               |                | 1588 戊子   | 振武原從1等 | 仲良             | 勵節校尉 訓練院判官 |                               |                                     | 仁慶 |                         |                                                                                              |
| 26 | 萬里               |                | 1672 壬子   | 折衝將軍 柔遠僉節制使(1699) 副護軍(1700) 僉知中樞府事(1701) | 乃吉             | 嘉善大夫 |                               | 萬規 萬矩 聖規 道規                 | 粹蓂 | 1698                    | 文科及第 萬規 第                                                                             |
| 26 | 應旻               |                |             | | 起正             | |                               |                                     | 甫中 |                         |                                                                                              |
| 26 | 斗英               |                | 1658 戊戌   | 嘉善大夫 漢城判尹 五衛都摠府 副摠官 | 玟善             | 守門將 |                               | 斗雄 斗平                           | 敏東 |                         |                                                                                              |
| 26 | 纘緖               | 君述           | 1567 丁卯   | 僉正 | 汝玉             | |                               | 繼緖 承緖                           | 自腆 |                         |                                                                                              |
| 26 | 承緖               |                | 1576 丙子   | 左翼將 | 汝玉             | | 纘緖 繼緖                     |                                     | 自腆 |                         | 孝子                                                                                         |
| 26 | 萬英               |                | 1650 庚寅   | 宣傳官 | 佑漢             | 顯信校尉 |                               | 萬里 萬元 萬寧                      | 好仁 |                         |                                                                                              |
| 26 | 萬里               |                | 1652 壬辰   | 五衛將 | 佑漢             | 顯信校尉 | 萬英                          | 萬元 萬寧                           | 好仁 |                         |                                                                                              |
| 26 | 萬元               | 善卿           | 1646 丙戌   | 訓練判官(1676) 花梁僉使(1677) 彌助項僉使(1680) 馬梁僉使(1683) 康津縣監(1696) 利城縣監(1678) | 佑漢             | 顯信校尉 | 萬里                          | 萬古 (萬寧)                         | 好仁 | 1670 別試               | 丙科 282위 居 結城                                                                           |
| 26 | 萬寧 (萬古)        | 咸卿           |             | 宣傳官 保社原從3等(1681) | 佑漢             | 顯信校尉 | 萬英 萬里 萬元                |                                     | 好仁 |                         |                                                                                              |
| 26 | 有徵               |                | 1631 辛未   | 宣傳官 武兼(1663) | 義吉             | 訓練奉事 |                               | 有後 有禎 有祥 有衍                 | 好義 | 1651 別試               | 丙科 1039위 居 春川                                                                          |
| 26 | 春成               |                | 1694 甲戌   | 僉使 | 瓊               | |                               |                                     | 好義 |                         |                                                                                              |
| 26 | 以準               | 伯度           | 1632 壬申   | 折衝將軍 萬戶 龍驤衛副護軍 保社原從3等(1681 | 智圓             | 武科 折衝將軍 捕盜軍官(1644) 昌洲僉使(1647) 副護軍(1648) 贈 資憲大夫 贈 知中樞府事 | 以衡                          | 以規 以繩 以矩 以直 以桓            | 好禮 | 1664                    |                                                                                              |
| 26 | 以規               | 伯器           |             | | 智圓             | 武科 折衝將軍 捕盜軍官(1644) 昌洲僉使(1647) 副護軍(1648) 贈 資憲大夫 贈 知中樞府事 | 以衡 以準                     | 以繩 以矩 以直 以桓                 | 好禮 | 1676                    |                                                                                              |
| 26 | 以矩               | 汝正           | 1643 癸未   | 主簿 | 智圓             | 武科 折衝將軍 捕盜軍官(1644) 昌洲僉使(1647) 副護軍(1648) 贈 資憲大夫 贈 知中樞府事 | 以衡 以準 以規 以繩           | 以直 以桓                           | 好禮 | 1671                    |                                                                                              |
| 26 | 以直               | 牙后           | 1646        | 木浦萬戶(1698) 薺浦萬戶(1707) | 智圓             | 武科 折衝將軍 捕盜軍官(1644) 昌洲僉使(1647) 副護軍(1648) 贈 資憲大夫 贈 知中樞府事 | 以衡 以準 以規 以繩 以矩      | 以桓                                | 好禮 | 1676                    |                                                                                              |
| 26 | 以桓               | 汝常           | 1648 戊子   | 萬戶 | 智圓             | 武科 折衝將軍 捕盜軍官(1644) 昌洲僉使(1647) 副護軍(1648) 贈 資憲大夫 贈 知中樞府事 | 以衡 以準 以規 以繩 以矩 以直 |                                     | 好禮 | 1671                    |                                                                                              |
| 26 | 斗元               |                |             | 折衝將軍(1627) 上護軍(1627) 司果 | 孝僖             | 武科 知中樞府事 |                               |                                     | 好禮 | 1627 式年               | 甲科 壯元 承政院日記(仁祖) 族譜에 父 生年誤謬                                                |
| 26 | 斗喆               |                |             | 同知中樞 | 亨               | |                               |                                     | 好智 |                         |                                                                                              |
| 26 | 以箕               |                | 1644 甲申   | 閑良 | 準道             | 副司果 |                               |                                     | 好智 | 1670 別試               | 丙科 287위 本 南陽 居 水原                                                                   |
| 26 | 以亢               |                |             | 判官 | 準廷             | 武科(1651) 僉節制使 芳浦萬戶(1664) |                               | 以星                                | 好智 |                         |                                                                                              |
| 26 | 以星               |                | 1656 丙申   | 宣傳官 | 準廷             | 武科(1651) 閑良 僉節制使 芳浦萬戶(1664) | 以亢                          |                                     | 好智 |                         |                                                                                              |
| 27 | 以元               | 自希           | 1661 辛丑   | 閑良 嘉善大夫 | 宗吉             | 學生 |                               | 以廷                                | 屹   | 1725 增廣               | 丙科 225위 居 鳳山                                                                           |
| 27 | 愛男               |                | 1594 甲午   | 嘉善大夫 振武原從3等 | 希祥             | 通政大夫 |                               | 愛善                                | 賢   |                         |                                                                                              |
| 27 | 行信               |                |             | | 有時             | |                               | 載齡                                | 賢   |                         |                                                                                              |
| 27 | 松竹               |                |             | 主簿 | 漢浩             | |                               |                                     | 賢   |                         |                                                                                              |
| 27 | 世遠               |                | 1654 甲午   | 主簿 | 春益             | 嘉善大夫 |                               |                                     | 峻   |                         |                                                                                              |
| 27 | 時炯               |                |             | | 斗浣             | 禦侮將軍 武科(1672) 副司正 權內禁衛管 內禁衛部將(1673) |                               |                                     | 潤孫 |                         |                                                                                              |
| 27 | 時炫               |                |             | 薺浦萬戶 保社原從3等 | 斗浣             | 禦侮將軍 武科(1672) 副司正 權內禁衛管 內禁衛部將(1673) |                               |                                     | 潤孫 |                         |                                                                                              |
| 27 | 弘矩               |                | 1656 丙申   | 副司果 | 以健             | 通訓大夫 | 弘器 弘規                     |                                     | 潤孫 | 1695 別試               | 乙科 2위 居 京                                                                               |
| 27 | 必泰               | 汝宗           | 1629 己巳   | 習讀官(1652) 保社原從3等(1681) 吾乙足萬戶(1681) 司果 | 以正             | 通訓大夫 觀象監直長 |                               | 必濟 必亨 必恒 必達 必憲 必亮       | 潤孫 | 1651 別試               | 丙科 720위 居 京                                                                             |
| 27 | 必亨               |                |             | 武科 部將(1673) 豐山萬戶(1676) 保社原從3等(1681) | 以正             | 通訓大夫 觀象監直長 | 必泰 必濟                     | 必恒 必達 必憲 必亮                 | 潤孫 |                         |                                                                                              |
| 27 | 必亮               |                |             | 禦侮將軍 保社原從3等 | 以正             | 通訓大夫 觀象監直長 | 必泰 必濟 必亨 必恒 必達 必憲 |                                     | 潤孫 |                         |                                                                                              |
| 27 | 必矩               | 仲輿           |             | | 以恭             | 嘉善大夫 同知中樞府事(1661) | 必規                          | 必準 必繩 必海 必溟 必漢            | 潤孫 | 1691                    |                                                                                              |
| 27 | 必準               | 平擧           | 1647 丁亥   | 業武 | 以恭             | 嘉善大夫 同知中樞府事(1661) | 必規 必矩                     | 必繩 必海 必溟 必漢                 | 潤孫 | 1693 式年               | 乙科 2위 居 大丘                                                                             |
| 27 | 必繩               | 貞輿           | 1657 丁酉   | 業武 | 以恭             | 嘉善大夫 同知中樞府事(1661) | 必規 必矩 必準                | 必海 必溟 必漢                      | 潤孫 | 1689 增廣               | 丙科 18위 居 大丘                                                                            |
| 27 | 震晟               | 公保           | 1677 丁巳   | 萬戶 揚武原從2等 | 以寬             | 武科 助羅萬戶(1675) 保社原從3等(1681) 魚游澗僉使(1686) 白峙僉使(1697) 折衝將軍 贈 參議 | 震弼 震翊 震灝                |                                     | 潤孫 |                         |                                                                                              |
| 27 | 震純               | 雲卿           | 1691 辛未   | 長木浦別將 (現 巨濟島) | 以道             | 景福宮假衛將 龍驤衛副司直 假引儀(1670) 忠順衛(1673) 折衝將軍(1673) 僉知中樞府事 | 震綱 震紀 震維 震經           |                                     | 潤孫 | 1723 別試               | 丙科 328위 居 京                                                                             |
| 27 | 震說               | 說之           | 1647 丁亥   | 武科(1675) 守門將(1681) 內資寺主簿(1682) 雲峰縣監(1685) 陽德縣監(1689) 奏請使 軍官(1694) 延日縣監(1701) 兔山縣監(1711) | 以遠             | 寧國原從1等(1646) 軍器主簿(1656) 贊儀(1667) 沙斤察訪(1668) 副護軍(1673) 禮賓主簿(1674) 松羅察訪(1691) 贈 判中樞府事 |                               | 震夔                                | 潤孫 | 1675                    |                                                                                              |
| 27 | 漸                 |                |             | | 應大             | |                               | 潤 涉 烈                            | 甫中 |                         |                                                                                              |
| 27 | 重九               |                |             | | 應矩             | | 德甫                          | 德和                                | 甫中 |                         |                                                                                              |
| 27 | 景摯               | 子敬           | 1652 壬辰   | 訓練判官 勵節校尉 | 應呂             | |                               | 景契 景陟 景亮 景倫                 | 實   |                         |                                                                                              |
| 27 | 禹珍               | 汝寶           | 1680 庚申   | 副司果(1718) 武兼(1718) 兎城僉使(1724) | 興道             | 幼學 |                               | 禹濟 禹弼 禹煌 禹貟力               | 敏東 | 1707 別試               | 丙科 201위 本 河東 居 鐵山                                                                   |
| 27 | 禹相               |                | 1683 癸亥   | 嘉善大夫 漢城判尹 五衛都摠府 副摠官 | 斗英             | 嘉善大夫 漢城判尹 五衛都摠府 副摠官 |                               | 禹績                                | 敏東 |                         |                                                                                              |
| 27 | 禹亨               |                | 1715 乙未   | | 興交             | 將仕郞 |                               |                                     | 敏東 |                         |                                                                                              |
| 27 | 萬昌               | 興甫           | 1668 戊申   | 業武 | 有徵             | 禦侮將軍 武兼宣傳官 |                               |                                     | 好義 | 1697 庭試               | 丙科 34위 居 春川                                                                            |
| 27 | 俊昌               | 聖甫           | 1649 己丑   | 保社原從2等(1681) 哨官(1681) 古群山僉使(1697) 折衝將軍 僉知中樞府事 | 有後             | |                               |                                     | 好義 |                         | 子 方德規 方德矩 武科                                                                        |
| 27 | 震昌               |                |             | | 有衍             | | 益昌                          | 時昌 慶昌                           | 好義 |                         |                                                                                              |
| 27 | 時昌               |                |             | | 有衍             | | 益昌 震昌                     | 慶昌                                | 好義 |                         |                                                                                              |
| 27 | 萬直               |                | 1710 庚寅   | | 天貴             | |                               |                                     | 好義 |                         |                                                                                              |
| 27 | 士龍               |                | 1648 戊子   | | 豪永             | 贈 嘉善大夫 同知中樞府事 |                               | 京龍                                | 好義 |                         |                                                                                              |
| 27 | 京龍               |                | 1654 甲申   | | 豪永             | 贈 嘉善大夫 同知中樞府事 | 士龍                          |                                     | 好義 |                         |                                                                                              |
| 27 | 永立               |                | 1684 甲子   | 井浦萬戶(1712) | 起鳳             | |                               |                                     | 好義 |                         |                                                                                              |
| 27 | 世雄               |                |             | | 以準             | 武科 折衝將軍 萬戶 龍驤衛副護軍 保社原從3等(1681等 | 有雄 必雄                     | 震雄 (日尙)                         | 好禮 |                         |                                                                                              |
| 27 | 日尙 (震雄)        | 大而           | 1676 丙辰   | 上護軍(1714) 武科(1714) 景福宮假衛將(1720) 車嶺僉使(1721) 揚武原從2等(1728) 副護軍(1734) 正方山莊別將(1739) 忠翊將(1739) 折衝將軍 | 以準             | 折衝將軍 萬戶 龍驤衛副護軍 保社原從3等(1681) | 有雄 必雄 世雄                |                                     | 好禮 | 1714 增廣               | 乙科 1위 本 淸州 居 京                                                                       |
| 27 | 時爀               |                |             | 忠翊衛 嘉善大夫 | 斗元             | 武科 壯元(1627) 折衝將軍(1627) 上護軍(1627) 司果 |                               |                                     | 好禮 |                         | 初諱 順慶                                                                                    |
| 27 | 以信               |                | 壬子        | 別將 | 德南             | 通政大夫 | 實                            | 以儀                                | 江磨 |                         |                                                                                              |
| 28 | 啓運               | 季禺           | 1694 甲戌   | 定虜衛 同知中樞府事 正憲大夫 | 重南             | 業武 贈 漢城左尹 嘉善大夫 五衛都摠府摠管 |                               | 啓達 啓興                           | 屹   | 1730 庭試               | 丙科 341위 本 羅州 居 義州                                                                   |
| 28 | 弘瓚               | 寬甫           | 1592 壬辰   | 閑良 訓鍊奉事(1668) | 敬逸             | 司饔院判官 嘉善大夫 |                               | 弘琸                                | 賢   | 1651 別試               | 丙科 269위 本 淸州 居 京                                                                     |
| 28 | 弘琢               |                |             | 訓練院主簿 | 敬逸             | 司饔院判官 嘉善大夫 | 弘瓚                          |                                     | 賢   |                         |                                                                                              |
| 28 | 有坤               | 維卿           | 1693 癸酉   | 揚武原從2等 | 禹矩             | 禦侮將軍 忠武衛 副司果 |                               | 載坤 守坤                           | 潤孫 | 1725 增廣               | 丙科 92위 居 京                                                                              |
| 28 | 大寧               | 爾安           | 1683 癸亥   | 木浦萬戶(1714) 副司果(1724) 魚游澗僉使(1724) 揚武原從2等(1728) 許沙僉使(1733) | 時碩             | 折衝將軍 行龍驤衛副護軍 |                               | 大平                                | 潤孫 | 1705 增廣               | 丙科 31위 居 京 妻父 牛峯人 直長 金說明 子 : 洵                                              |
| 28 | 載坤               | 仲元           | 1696 丙子   | 閑良 | 禹矩             | 禦侮將軍 忠武衛 副司果 | 有坤                          | 守坤                                | 潤孫 | 1728 別試               | 丙科 100위 居 京                                                                             |
| 28 | 守坤               |                |             | 揚武原從2等 折衝將軍 | 禹矩             | 禦侮將軍 忠武衛 | 有坤 載坤                     |                                     | 潤孫 |                         |                                                                                              |
| 28 | 處裕               |                | 1686 丙寅   | 揚武原從2等 位羅萬戶 善積僉節制使 | 震翊             | 通政大夫 |                               | 處祚                                | 潤孫 |                         | 初諱 仲桀                                                                                    |
| 28 | 玧                 |                |             | 保社原從3等(1681) | 必泰             | 武科(1651) 習讀官(1652) 保社原從3等(1681) 吾乙足萬戶(1681) 司果 |                               |                                     | 潤孫 |                         |                                                                                              |
| 28 | 琓                 | 改珍           | 1669 乙酉   | 敎鍊官 | 必濟             | 譯官 折衝將軍 |                               |                                     | 潤孫 |                         | 實錄에 璨, 燦 張禧嬪 便에 섬                                                                 |
| 28 | 載宇               | 荒老           | 1656 丙申   | 閑良 折衝將軍 | 必規             | 譯科(1660) 折衝將軍(1691) 龍驤衛副護軍 |                               | 載宙 載穹 (載𡩑) 載宅               | 潤孫 | 1693 式年               | 居 大丘 丙科 96위 * 1719년 繼後 (載宇 載宙)                                                  |
| 28 | 弘迪               | 道卿           | 1708 戊子   | 展力副尉 揚武原從2等(1728) 武藝別監(1735) 武科(1750) | 必規             | 譯科(1660) 折衝將軍(1691) 龍驤衛副護軍 | 易                            |                                     | 潤孫 | 1750 式年               | 丙科 108위 居 京                                                                             |
| 28 | 世重               | 大而 大汝      | 1686 丙寅   | 揚武原從2等 智島萬戶 | 震說 生父 震紀   | 武科(1675) 守門將(1681) 內資寺主簿(1682) 雲峰縣監(1685) 陽德縣監(1689) 奏請使 軍官(1694) 延日縣監(1701) 兔山縣監(1711) |                               | 世弘 (世正) 世億 (世完) 世圭 (世均) | 潤孫 | 1712 庭試               | 丙科 96위 居 京                                                                              |
| 28 | 載圓               | 義老           |             | 業武 | 必矩             | 武科 折衝將軍 龍驤衛副護軍 |                               | 載華 (載團)                         | 潤孫 | 1712 庭試               | 丙科 234위 居 大邱                                                                           |
| 28 | 斗七               |                | 1662 壬寅   | 副司果 | 裕寧 (有寧)      | |                               |                                     | 仁慶 | 1695 別試               | 丙科 44위 本 懷德 居 富寧                                                                    |
| 28 | 世英               |                | 1638 戊寅   | | 儀鄭             | |                               |                                     | 仁慶 |                         |                                                                                              |
| 28 | 性裕               |                |             | | 德厚             | |                               | 性休                                | 甫中 |                         | 咸從가문                                                                                     |
| 28 | 性律               | 致中           | 1758 戊寅   | | 世經             | |                               |                                     | 甫中 |                         | 咸從가문                                                                                     |
| 28 | 性道               |                | 1750 庚午   | 別武士 | 四潤 (士潤)      | 業武 |                               |                                     | 甫中 | 1784 庭試               | 丙科 2220위 本 泰安 居 江西, 咸從가문                                                        |
| 28 | 德矩               | 汝范           | 1680 庚申   | 閑良 | 俊昌             | 保社原從2等(1681) 哨官(1681) 古群山僉使(1697) 折衝將軍 僉知中樞府事 | 德規                          |                                     | 好義 | 1705 식년               | 丙科 49위 居 漢城(京)                                                                        |
| 28 | 時道               |                | 1690 庚午   | 五衛將 | 京龍             | |                               |                                     | 好義 |                         |                                                                                              |
| 28 | 必矩               |                |             | 嘉義大夫 | 時爀             | 武科 忠翊衛 嘉善大夫 |                               | 必成                                | 好禮 |                         |                                                                                              |
| 28 | 一好               | 四益           | 1758 戊寅   | 禁衛哨官(1790) 訓鍊院主簿(1810) 松浦水軍萬戶(1817) 折衝將軍(1837) 龍驤衛副護軍 知中樞府事 | 大坤             | | 一弘                          |                                     | 有安 | 1782                    |                                                                                              |
| 29 | 淳                 |                | 1738 戊午   | | 啓運             | 同中樞 正憲大夫 | 浹 湜 泫                      |                                     | 屹   |                         |                                                                                              |
| 29 | 重漸               |                | 1671 辛亥   | 振武原從3等 | 式               | 通政大夫 | 重濟 重澤                     |                                     | 賢   |                         |                                                                                              |
| 29 | 大猷               |                | 1746 丙寅   | 邊將 | 德行             | 司果 學生 |                               |                                     | 崇   | 1773                    | 丙科 189위 本 洪州 居 江華                                                                   |
| 29 | 允哲               | 仲明           | 1748 丙辰   | 宣傳官 武兼 馬梁僉節制使 | 倜               | | 允興 允中                     |                                     | 準   | 1774                    |                                                                                              |
| 29 | 深                 | 源澄           | 1705 乙酉   | 副司正豪打滿瑚 揚武原從3等 | 必柱             | 武科 禦侮將軍副 司果 |                               | 沈 源                               | 潤孫 | 1728                    | 別試丙科 305위 本 淸州 居 京                                                                 |
| 29 | 深                 | 源澄           | 1705 乙酉   | 副司正豪打滿瑚 揚武原從3等 | 大平             | 典涓司直長 (養父) |                               | 沈 源                               | 潤孫 | 1728                    | 別試丙科 305위 本 淸州 居 京                                                                 |
| 29 | 泰潤               | 履之           | 1736 丙辰   | 司正 | 處裕             | 揚武原從2等 位羅萬戶 善積僉節制使 | 泰逈                          |                                     | 潤孫 |                         |                                                                                              |
| 29 | 五里 (五星)        |                | 1687 丁卯   | 副司果 發茂山萬戶 | 之允             | 副司果 |                               |                                     |      | 1723 式年               | 丙科 36위 本 懷德 居 富寧                                                                    |
| 29 | 承圓               |                | 1781 辛丑   | 別武士 求禮縣監 虞侯 | 正鎭             | 學生 |                               |                                     | 粹蓂 | 1809 增廣               | 丙科 238위 居 宣川                                                                           |
| 29 | 載規               |                |             | 別武士 副司正 | 性大             | |                               |                                     | 甫中 | 1747 式年               | 甲科2위 무과총요, 승정원일기 3월 18일 爲 副司正 *1747년 丁卯式年                             |
| 29 | 實賢               |                | 1682 壬戌   | | 基榮             | 嘉善大夫 |                               |                                     | 好運 |                         |                                                                                              |
| 29 | 垕                 | 重寶           | 1709 己丑   | 閑良 | 愼謙 生父 : 汝謙 | 幼學 |                               |                                     | 好義 | 1736 庭試               | 丙科 132위 居 春川                                                                           |
| 29 | 玉                 | 德而           | 丁巳 1737   | 閑良 | 配元             | 學生 |                               |                                     | 好義 | 1784 庭試               | 丙科 1058위 居 春川                                                                          |
| 29 | 周憲               | 敬愼           | 1821 辛巳   | 宣略將軍 龍驤衛副司果 | 時福             | |                               |                                     | 好禮 |                         |                                                                                              |
| 29 | 德喆               |                | 1754 甲戌   | | 㶊義             | |                               |                                     | 好禮 | 1798                    | 居 開城                                                                                      |
| 29 | 昌錫               | 永老           | 1794 甲寅   | 效力副尉 守門將 別將 | 一好             | 折禁衛哨官(1790) 訓鍊院主簿(1810) 松浦水軍萬戶(1817) 折衝將軍(1837) 龍驤衛副護軍 知中樞府事 | 昌潤                          |                                     | 有安 | 1819                    |                                                                                              |
| 30 | 宅根               |                |             | | 道源             | 忠勳府都事 | 性根                          | 舜喆                                | 準   |                         |                                                                                              |
| 30 | 斗芳               | 春遇           | 1709 己丑   | 揚武原從3等(1728) 武科壯元(1740) 禮賓別提(1740) 廣梁僉節制使(1751) | 興積             | 副司果 |                               | 斗杓                                | 潤孫 | 1740 增廣               | 甲科 壯元 本 南原 居 京                                                                      |
| 30 | 斗芳               | 春遇           | 1709 己丑   | 揚武原從3等(1728) 武科壯元(1740) 禮賓別提(1740) 廣梁僉節制使(1751) | 興積             | 副司果 | 1767 重試                     | 斗杓                                | 潤孫 | 丙科 21위 本 南原 居 京 |                                                                                              |
| 30 | 處仁               |                |             | | 深               | 揚武原從3等 豪打萬戶 |                               |                                     | 潤孫 | 1819                    | 直赴殿試                                                                                     |
| 30 | 處義               |                |             | 守門將 護軍 部將 | 源               | |                               |                                     | 潤孫 | 1755                    | 直赴殿試                                                                                     |
| 30 | 謹玄               |                | 1726 丙午   | 訓練院僉正 贈 嘉善大夫 兵曹參判 | 周世             | |                               |                                     | 好仁 |                         |                                                                                              |
| 30 | 世悅               | 說之           |             | 贈 通政大夫 | 德遠             | 政訓大夫 贈 左尹 |                               |                                     | 好仁 |                         |                                                                                              |
| 30 | 在應               | 大白           | 1772 壬辰   | 宣傳官 龍驤衛副護軍 訓練院僉正 | 潤志             | 贈 通政大夫 崇政大夫 工曹參議 |                               | 在得                                | 好義 |                         |                                                                                              |
| 30 | 敬宗               |                | 1812 壬申   | | 孟福             | | 敬玉 敬樂                     | 敬平                                | 好義 |                         |                                                                                              |
| 30 | 啓權               |                | 1777 丁酉   | 親騎衛 司果 | 載爀             | 業武 |                               | 致權                                | 好義 | 1809 增廣               | 丙科 328위 居 北靑                                                                           |
| 30 | 求俊               |                | 1820 庚辰   | | 周元             | |                               | 鎬俊 欽俊 弼俊                      | 好禮 |                         |                                                                                              |
| 30 | 仁俊               |                | 1791 辛亥   | | 周行             | |                               |                                     | 好禮 | 1852                    |                                                                                              |
| 30 | 大敬               |                | 1853 癸丑   | | 周吉             | |                               | 大仁                                | 好智 |                         |                                                                                              |
| 30 | 處敬               |                | 1761 辛巳   | 嘉義大夫 | 應河             | 律學 敎授 | 處毅 (律科)                   |                                     | 好禮 | 1790 增廣               | 丙科 54위 本 淸州 居 京                                                                      |
| 31 | 禹鼎               | 九汝           | 1772 壬辰   | 訓鍊主簿(1809) 左哨官(1812) 五衛將(1812) 僉知(1812) 求禮縣監(1814) 副護軍(1816) 平安中軍(1820) 贈 兵曹參判 西征日記 著者 | 孝良             | 將仕郎 副司勇(1802) 能麽兒廳郞(1804) 掌苑署別提 長興庫主簿 正祖의 사위 洪顯周와 교류. 裝潢癖 |                               | 禹敎 禹文 (禹典) 禹矩 禹準          | 潤孫 | 正祖                    | 孝良의 墓 : 始興郡 光明里 乙座                                                               |
| 31 | 禹準               | 左甫           | 1788 戊申   | 守門將 | 孝良             | 將仕郎 副司勇(1802) 能麽兒廳郞(1804) 別提(1808) 長興庫主簿 正祖의 사위 洪顯周와 교류. 裝潢癖 | 禹鼎 禹典 禹矩                |                                     | 潤孫 |                         |                                                                                              |
| 31 | 禹敎               | 稺聲           | 1776 丙申   | 御營哨官(1805) 守門將 副司果 訓練院主簿(1810) | 孝源             | 通德郞 |                               |                                     | 潤孫 |                         |                                                                                              |
| 31 | 禹聲               | 律成           | 1795 乙卯   | 守門將(1824) 宣傳官(1827) 折衝將軍(1834) 五衛將(1836) 孟山縣監(1847) 僉知中樞府事 | 孝善             | 假引儀(1807) 副司果(1809) 典儀(1822) 贊儀(1823) 引儀(1823) 瓦署別提(1829) 通訓大夫(1843) 壽職 通政大夫 |                               | 禹度                                | 潤孫 | 1816                    | 允明의 生父                                                                                  |
| 31 | 元浩               | 元宅           | 1810 庚午   | | 應昌             | |                               | 守浩                                | 潤孫 |                         |                                                                                              |
| 31 | 星奎               |                | 1804 甲子   | | 進鐸             | 漢城判尹 贈 通訓大夫 |                               |                                     | 實   |                         |                                                                                              |
| 31 | 應祿               |                | 1805 乙丑   | | 德重             | | 鼎祿                          |                                     | 甫來 |                         |                                                                                              |
| 31 | 弘成               |                | 1796 丙辰   | | 三澤             | 通政大夫 | 岺發 應發                     | 弘哲                                | 甫來 |                         |                                                                                              |
| 31 | 度殷               |                | 1842 壬寅   | 司果 | 國寶             | |                               | 度實                                | 弼   |                         |                                                                                              |
| 31 | 度實               |                | 1850 戊戌   | | 國寶             | | 度殷                          |                                     | 弼   |                         |                                                                                              |
| 31 | 有澤               |                | 1820 庚辰   | | 大榮             | 贈 嘉善大夫 五衛將(1890) |                               | 誠澤 煥澤                           | 好仁 |                         |                                                                                              |
| 31 | 東澤               |                | 1730 庚戌   | | 大日             | 參議 |                               |                                     | 好仁 |                         |                                                                                              |
| 31 | 重黯               |                | 1704 甲申   | 折衝將軍 | 滿輝             | 嘉善大夫 同知中樞府事 |                               |                                     | 好義 |                         |                                                                                              |
| 31 | 孝涵               | 大汝           | 1822 壬午   | 嘉善大夫 同知中樞府事 | 鎭國             | 贈 嘉善大夫 戶曹參判 | 性涵 敬涵                     |                                     | 好義 |                         |                                                                                              |
| 31 | 龍彩               |                | 1867 丁卯   | 通政大夫 | 永俊             | 折衝將軍 龍驤衛 副護軍 |                               |                                     | 好義 |                         |                                                                                              |
| 31 | 馨竽               |                | 1824 甲申   | 軍官 | 舜廈             | |                               | 甲祿 乙祿 馨珍 馨準                 | 江磨 |                         |                                                                                              |
| 31 | 厚鎭               | 爾極           | 1845 乙巳   | 宣略將軍 龍驤衛副司果 | 載龍             | |                               |                                     | 有安 |                         |                                                                                              |
| 32 | 允明               | 老泉           | 1827 丁亥   | 武科 守門將(1867) 僉知(1867) 折衝將軍(1867) 龍驤衛副護軍(1967) 忠壯衛將(1867) 五衛將(1872) 加里浦僉使(1873) 騎士將(1875) * 書畵家 | 禹度             | 畫家 號 : 友山 |                               |                                     | 潤孫 |                         | 別號 芸南(藝南)                                                                              |
| 32 | 允明               | 老泉           | 1827 丁亥   | 武科 守門將(1867) 僉知(1867) 折衝將軍(1867) 龍驤衛副護軍(1967) 忠壯衛將(1867) 五衛將(1872) 加里浦僉使(1873) 騎士將(1875) * 書畵家 | 禹聲             | 生父 武科 守門將(1824) 宣傳官(1827) 折衝將軍(1834) 五衛將(1836) 孟山縣監(1847) 僉知中樞府事 |                               |                                     | 潤孫 |                         | 別號 芸南(藝南)                                                                              |
| 32 | 民豊               |                | 1830 庚寅   | 別將 | 星奎             | 武官 |                               |                                     | 實   |                         |                                                                                              |
| 32 | 就明               |                | 1743 癸亥   | 出身 | 仁弼             | |                               | 就完                                | 載世 |                         | 居 鍾城                                                                                      |
| 32 | 思進               |                | 1827 丁亥   | 嘉善大夫 同知中樞府事 | 興成             | 贈 嘉善大夫 |                               | 思赫 思文                           | 甫來 |                         |                                                                                              |
| 32 | 思赫               |                | 1831 辛卯   | 宣略將軍 中嶺堡大將 | 興成             | 贈 嘉善大夫 | 思進                          | 思文                                | 甫來 |                         |                                                                                              |
| 32 | 思文               |                | 1843 癸卯   | | 興成             | 贈 嘉善大夫 | 思進 思赫                     |                                     | 甫來 |                         |                                                                                              |
| 32 | 鳳祥               |                | 1752 壬申   | 別武士 | 格               | 幼學 |                               |                                     | 甫來 | 1784 庭試               | 丙科 2296위 居 孟山                                                                          |
| 32 | 栽國               | 中執           |             | 五衛將 | 榮澤             | |                               |                                     | 好仁 |                         |                                                                                              |
| 32 | 栽晟               | 奎瑞           | 1856 丙辰   | | 禹澤             | |                               | 栽煥 栽寬 栽黙                      | 好仁 |                         |                                                                                              |
| 32 | 栽順               |                | 1864 甲子   | | 有澤             | | 栽宣                          |                                     | 好仁 |                         |                                                                                              |
| 32 | 璟學               | 永涉           | 1811 辛未   | | 敏植             | |                               |                                     | 好義 |                         |                                                                                              |
| 32 | 聖植               |                | 1863 癸亥   | 折衝將軍 | 致坤             | | 聖熙                          | 聖攸                                | 好義 |                         |                                                                                              |
| 32 | 大宣               | 德汝           | 1824 甲申   | 宣略將軍 副司果 | 世雄             | |                               | 大協 大奎 大植 大辰 大黙            | 好義 |                         |                                                                                              |
| 33 | 安喆               | 治安           | 1867 丁卯   | 先達 | 意乙             | |                               |                                     | 峻   |                         |                                                                                              |
| 33 | 萬祥               |                | 1868 戊辰   | | 顯祚             | |                               | 萬順 萬福                           | 敏東 |                         |                                                                                              |
| 33 | 永義               |                | 1852 壬子   | | 允喆             | | 永仁                          | 永禮                                | 屹   |                         |                                                                                              |
| 33 | 漢斗               | 元七           | 1832 壬辰   | 僉知中樞府事(1878) 五衛將(1878) 嘉善大夫(1899) | 允黙             | 察訪 |                               | 漢箕 漢台                           | 潤孫 |                         |                                                                                              |
| 33 | 漢興 (漢樞)        | 斗卿           | 1837 丁酉   | 監董官 監察 守門將(1883) | 允升             | 察訪 引儀 | 漢柱 (漢模)                   |                                     | 潤孫 |                         | 子 鎭榮은 1885年 譯科 登科者                                                                 |
| 33 | 孝曾               |                | 1853 癸丑   | 扈衛武官 | 道鉉             | |                               | 元石                                | 潛   |                         |                                                                                              |
| 33 | 元石               |                | 1858 戊午   | | 道鉉             | | 孝曾                          |                                     | 潛   |                         |                                                                                              |
| 33 | 顯章 (玄將)        |                | 1763 癸未   | 親騎衛 | 就明             | 武科 |                               |                                     | 載世 | 1809 增廣               | 丙科 307위 本 懷德 居 鍾城                                                                   |
| 33 | 萬洽               |                | 1852 壬子   | | 友賢             | |                               |                                     | 仁慶 | 1892                    |                                                                                              |
| 33 | 士敏               | 允文           | 1839 己亥   | 通政大夫 副司果 | 大明             | | 士安                          |                                     | 仁慶 | 1886                    |                                                                                              |
| 33 | 利伯               |                | 1843 癸卯   | | 春成             | |                               |                                     | 甫來 |                         |                                                                                              |
| 33 | 達憲               |                | 1848 戊申   | | 文寬             | |                               | 達允                                | 甫來 |                         |                                                                                              |
| 33 | 聖規               |                | 1736        | 閑良 | 世權             | 幼學 |                               |                                     | 甫來 | 1784 庭試               | 丙科 2072위 居 鐵山                                                                          |
| 33 | 能容               | 夔能           | 1874 甲戌   | | 栽恒             | |                               | 華容                                | 好仁 |                         |                                                                                              |
| 33 | 根容               | 周元           | 1873 癸酉   | 效力副尉 宣傳官 龍驤衛副司果 | 貳栽             | |                               |                                     | 好義 | 1892                    |                                                                                              |
| 33 | 璨容               | 聖中           | 1874 甲戌   | 承訓郞 守門將 中樞院議官 | 元栽             | | 時容                          |                                     | 好義 | 1892                    |                                                                                              |
| 33 | 瑞運               | 殷在           | 1805 乙丑   | 宣傳官 | 聖顯             | 嘉善大夫 |                               | 延運                                | 好義 |                         |                                                                                              |
| 33 | 潤容               |                | 1865 乙丑   | 折衝將軍 龍驤衛副護軍 | 翼鉉             | 宣略將軍 忠武衛副司勇 |                               |                                     | 好義 | 1893                    |                                                                                              |
| 33 | 龜源               | 五範           | 1861 辛酉   | | 圓鎭             | 通政大夫 敦寧府都正 |                               | 鶴源 麟源                           | 有寧 |                         |                                                                                              |
| 33 | 麟源               | 君範           | 1865 乙丑   | | 圓鎭             | 通政大夫 敦寧府都正 | 龜源                          | 鶴源                                | 有寧 |                         |                                                                                              |
| 34 | 圭錫               |                | 1862 壬戌   | 通政大夫 | 達周             | 宣略將軍 龍驤衛副司果 |                               |                                     | 峻   | 1884                    | 方有赫 後孫 1884년 자료 閑良으로 기록 開城府留營狀啓謄錄 3 各司謄錄 4 選武左列軍官閑良方圭錫 |
| 34 | 壽億               |                | 1837 丁酉   | 嘉善大夫 | 德興             | 副護軍 |                               |                                     | 仁慶 |                         |                                                                                              |
| 34 | 指南               |                | 1855 乙卯   | | 範曾             | |                               |                                     | 仁慶 |                         |                                                                                              |
| 34 | 柄七               |                | 1848 戊申   | | 禧圓             | | 柄浩                          | 柄斗                                | 仁慶 |                         |                                                                                              |
| 34 | 柄九               | 利千           | 1848 戊申   | 司果 | 裕圓             | |                               | 柄敎 柄夏                           | 仁慶 |                         |                                                                                              |
| 34 | 柄敎               | 雨千           | 1853 癸丑   | | 裕圓             | | 柄九                          | 柄夏                                | 仁慶 |                         |                                                                                              |
| 34 | 萬規               | 星斗           | 1842 壬寅   | 武衛營軍 | 仁壽             | |                               |                                     | 仁慶 | 1886                    |                                                                                              |
| 34 | 基弘               |                | 1839 己亥   | | 益憲             | |                               |                                     | 仁慶 |                         |                                                                                              |
| 34 | 麟觀               |                | 1873 癸酉   | | 萬憲             | |                               |                                     | 敏東 |                         |                                                                                              |
| 34 | 世禎               | 德兼           | 1850 庚戌   | 折衝將軍 五衛將 | 禮規             | 贈 敦寧府卿 |                               | 修禎                                | 有寧 |                         |                                                                                              |
| 34 | 修禎               | 大兼           | 1859 己未   | 折衝將軍 五衛將 | 禮規             | 贈 敦寧府卿 | 世禎                          |                                     | 有寧 |                         |                                                                                              |
| 34 | 根成               |                | 1844 甲辰   | 五衛將 | 五寬             | |                               | 萬根 根云                           | 有寧 |                         |                                                                                              |
| 37 | 希彦               | 樂彦           | 1842 壬寅   | 參領 兵馬虞候 | 周翰             | |                               |                                     | 好廉 | 1872                    |                                                                                              |

二) 방목(榜目)은 있으나 세대나 계파가 불분명(54명)
| 試 年       | 登科者 | 字   | 生年(나이) | 居住 | 前歷                                                                          | 父名             | 父 官職                            | 備 考                                    |
| 1583 別試   | 應元   | 善中 | 1553, 31세 | 溫陽 | 定虜 部將 宣武原從2等                                                         | 思說             | 振威將軍                           | 乙科 13위                                |
| 1599년 別試 | 胤祖   | 眉叟 | 1570, 30세 | 海州 | 校生                                                                          | 彦佐             | 禦侮將軍                           | 丙科 27위 本 新昌                        |
| 1613년 增廣 | 有信   |      | 1564, 50세 | 土陽 | 羽林衛                                                                        | 仁晦             | 展力副尉 羽林衛                    | 丙科 29위                                |
| 1637년 別試 | 義一   |      | 1603, 35세 | 水原 | 兼司僕                                                                        | 應勳             | 訓練奉事                           | 丙科 2010위 本 南陽 好智 後孫과 同名異人 |
| 1637년 別試 | 士男   |      | 1594, 44세 | 南陽 | 御營軍                                                                        | 敬淑             | 保人                               | 丙科 331위 本 密陽                       |
| 1637년 別試 | 應龍   |      | 1598, 40세 | 水原 | 正兵                                                                          | 春男             | 幼學                               | 丙科 353위 本 南陽                       |
| 1637년 別試 | 旕金   |      | 1603, 35세 | 驪州 | 免賤                                                                          | 級世             |                                    | 丙科 534위 本 懷德                       |
| 1637년 別試 | 士立   |      | 1600, 38세 | 驪州 | 兼司僕                                                                        | 見               | 保人                               | 丙科 771위 本 懷德                       |
| 1637년 別試 | 愛龍   |      | 1610, 28세 | 京   |                                                                               | 業山             | 學生                               | 丙科 834위                               |
| 1637년 別試 | 壬民   |      | 1591, 47세 | 振威 | 兼司僕                                                                        | 春男             | 幼學                               | 丙科 1674위 本 南陽                      |
| 1637년 別試 | 松老   |      | 1601, 37세 | 驪州 | 兼司僕                                                                        | 仁談             | 兼司僕                             | 丙科 1927위 本 砥平                      |
| 1637년 別試 | 儀男   |      | 1608, 30세 | 水原 |                                                                               | 春男             | 保人                               | 丙科 2164위 本 密陽                      |
| 1637년 別試 | 峻     |      | 1604, 34세 | 京   | 守門將 寧國原從3等                                                            | 銓               | 保人                               | 丙科 2756위 本 大興                      |
| 1637년 別試 | 禮仁   |      | 1611, 27세 | 京   | 兼司僕                                                                        | 明會             | 學生                               | 丙科 2826위 本 水原                      |
| 1637년 別試 | 春生   |      | 1599, 39세 | 京   | 兼司僕                                                                        | 永               | 保人                               | 丙科 2866위 本 羅州                      |
| 1637년 別試 | 益成   |      | 1617, 21세 | 京   | 兼司僕                                                                        | 壽               | 幼學                               | 丙科 2924위 本 茂安                      |
| 1637년 別試 | 得守   |      | 1601, 37세 | 京   | 兼司僕                                                                        | 仁老             | 定虜衛                             | 丙科 2995위 本 海州                      |
| 1637년 別試 | 好成   |      | 1610, 28세 | 南陽 |                                                                               | 應天             | 保人                               | 丙科 3357위 本 化寧                      |
| 1637년 別試 | 禮福   |      | 1596, 42세 | 竹山 |                                                                               | 守分             | 保人                               | 丙科 3772위 本 江陵                      |
| 1637년 別試 | 得漢   |      | 1579, 59세 | 富平 |                                                                               | 允獻             | 啓功郞                             | 丙科 3808위 本 富平                      |
| 1637년 別試 | 水玄   |      | 1612, 26세 | 廣州 | 兼司僕                                                                        | 希仁             | 守門將 宣武原從3等                 | 丙科 4671위 本 懷德                      |
| 1637년 別試 | 景昌   |      | 1615, 23세 | 富平 | 寧國原從1等 衛將 副司猛                                                       | 得天             | 戶長                               | 丙科 4745위 本 樹州                      |
| 1637년 別試 | 夏男   |      | 1573, 65세 | 京   | 守門將                                                                        | 實               | 保人                               | 丙科 4977위 本 密陽                      |
| 1637년 別試 | 克昌   |      | 1607, 31세 | 京   | 守門將                                                                        | 仁玉             | 正兵                               | 丙科 5090위 本 南陽                      |
| 1637년 別試 | 禮雲   |      | 1603, 35세 | 京   | 守門將 寧國原從3等                                                            | 明會             | 學生                               | 丙科 5362위 本 水原                      |
| 1651년 別試 | 得正   |      |            | 延安 | 忠贊衛                                                                        | 仁鶴             | 訓練院奉事                         | 丙科 1203위 本 永德                      |
| 1662년 增廣 | 世健   | 叔强 | 1628, 35세 | 京   | 副司果 守門將(1662) 梨津萬戶(1664) 碧沙察訪(1674) 江東縣監(1689)              | 澳               | 禦侮將軍 訓練院判官                | 丙科 13위 本 溫陽                        |
| 1669년 庭試 | 得立   | 善伯 | 1638, 32세 | 京   | 副司果                                                                        | 根連 (瑾年)      | 保人                               | 丙科 22위 本 南原                        |
| 1669년 庭試 | 豪敏   | 汝成 | 1643, 27세 | 水原 | 副司正 阿山萬戶(1674)                                                         | 泰益             | 禦侮將軍 訓練判官                  | 丙科 32위                                |
| 1672년 別試 | 雲     | 雲之 | 1638, 35세 | 京   | 保社原從3等(1681) 阿吾地萬戶(1681) 僉節制使(1686) 甘浦萬戶(1687) 副司果(1690) | 應元             | 展力副尉 守門將                    | 丙科 35위 本 淸州                        |
| 1679년 庭試 | 愛立   | 立甫 | 1634, 46세 | 京   | 閑良                                                                          | 瑾年 (根連)      | 保人                               | 丙科 2위 本 南原 居 京                   |
| 1694년 別試 | 震傑   | 汝廷 | 1661, 34세 | 京   | 副司果                                                                        | 承源             | 果毅校尉                           | 丙科 15위                                |
| 1694년 別試 | 克萬   | 仁厚 | 1661, 34세 | 京   | 副司果                                                                        | 繼男             | 禦侮將軍 玉江萬戶(1664) 副司果     | 丙科 6위                                 |
| 1694년 別試 | 世昌   | 世遠 | 1654, 41세 | 京   | 副司正                                                                        | 斗完             | 禦侮將軍 忠武衛副司果              | 丙科 88위 本 淸州                        |
| 1697년 重試 | 克萬   | 仁厚 | 1661, 37세 | 京   | 副司果                                                                        | 繼男             | 禦侮將軍 玉江萬戶(1664) 副司果     | 丙科 2위                                 |
| 1714년 增廣 | 載元   | 大哉 | 1690, 25세 | 義州 | 展力副尉                                                                      | 漢明             | 保人                               | 丙科 31위                                |
| 1715년 式年 | 萬器   | 再萬 | 1680, 36세 | 延安 | 閑良                                                                          | 斗星             | 宣略將軍 訓練院判官                | 丙科 29위                                |
| 1728년 別試 | 嗣規   | 呂叔 | 1697, 32세 | 孟山 | 別武士                                                                        | 相周             | 幼學                               | 丙科 348위 本 豊川                       |
| 1728년 別試 | 汝楫   | 汝京 | 1703, 26세 | 信川 | 閑良                                                                          | 悌星             | 展力副尉                           | 丙科 568위 本 南陽                       |
| 1750년 式年 | 震逸   | 聖老 | 1710, 41세 | 京   | 別武士                                                                        | 得規             | 揚武原從1等 (1728) 梨津萬戶 (1729) | 丙科 126위 本 南陽                       |
| 1750년 式年 | 德武   |      | 1713, 38세 | 平壤 | 別武士                                                                        | 允興             | 幼學                               | 丙科 143위 本 結城                       |
| 1750년 式年 | 履正   | 聖賓 | 1715, 36세 | 京   | 展力                                                                          | 得規             | 揚武原從1等 (1728) 梨津萬戶 (1729) | 丙科 286위 本 南陽                       |
| 1773년 增廣 | 一寧   |      | 1721, 53세 | 京   | 黔毛浦萬戶 (1773)                                                             | 弘紀             | 閑良(1706) 加資 副護軍             | 丙科 87위                                |
| 1784년 庭試 | 處興   |      | 1765, 20세 | 京   | 將仕郞                                                                        | 聖老 (震逸)      | 僉知中樞府事                       | 丙科 257위                               |
| 1784년 庭試 | 舜民   |      | 1749, 36세 | 京   | 將仕郞                                                                        | 一寧             | 武科 萬戶                          | 丙科 309위 祖父 弘紀                     |
| 1784년 庭試 | 一元   |      | 1757, 28세 | 楊州 | 閑良                                                                          | 占漢             | 選武軍官                           | 丙科 751위                               |
| 1784년 庭試 | 得弼   |      | 1752       | 平壤 | 閑良                                                                          | 峻圓             | 幼學                               | 丙科 1761위 本 結城                      |
| 1784년 庭試 | 百宗   |      | 1744, 41세 | 祥原 | 閑良                                                                          | 致三             | 學生                               | 丙科 2095위 本 水原                      |
| 1790년 增廣 | 順大   |      | 1758       | 京   | 將勇軍                                                                        | 阿其             | 業武                               | 丙科 85위 本 南原                        |
| 1809년 增廣 | 載天   |      | 1779, 31세 | 京   | 標下軍                                                                        | 世鎭             | 幼學                               | 丙科 59위                                |
| 1809년 增廣 | 近永   |      | 1780, 30세 | 安城 | 扈衛軍官                                                                      | 允謙 生父 : 允恒 | 嘉善大夫                           | 丙科 158위                               |
| 1825년 謁聖 | 處坤   |      |            |      | 閑良                                                                          | 樂觀             |                                    | 丙科 62위                                |
| 1829년 庭試 | 允規   |      | 1789, 41세 | 京   | 敎鍊官 善積僉使 (1847)                                                        | 景襦             | 萬戶                               | 丙科 483위                               |
| 1829년 庭試 | 聖哲   |      | 1795, 34세 | 京   | 兼司僕                                                                        | 仁秀             | 折衝將軍                           | 丙科 337위 本 平山                       |

三) 기타 세대나 계파가 불분명(53명)
| 世 | 姓名   | 官職등                                                                     | 父名 | 父 官職               | 備 考                                                 |
|    | 九齡   | 全羅右道 都萬戶(1408)                                                      |      |                       | 太宗實錄                                              |
|    | 復生   | 御營軍 左軍大將(1421)                                                      |      |                       | 世宗實錄                                              |
|    | 可生   | 軍官(1427)                                                                 | 與權 | 戶曹議郞              | 世宗實錄                                              |
|    | 萬同   | 獻陵 守護軍(1433)                                                          |      |                       | 世宗實錄                                              |
|    | 桂山   | 護軍 佐翼原從3等(1455)                                                     |      |                       | 原從功臣錄券                                          |
|    | 繼忠   | 主簿 佐翼原從3等(1455)                                                     |      |                       | 原從功臣錄券                                          |
|    | 瑞同   | 軍官(鎭撫) 敵愾原從功臣(1456)                                              |      |                       | 原從功臣錄券                                          |
|    | 乭伊   | 守門將 宣武原從2等(1605)                                                   |      |                       | 原從功臣錄券                                          |
|    | 羣世   | 守門將 宣武原從2等(1605)                                                   |      |                       | 原從功臣錄券                                          |
|    | 䪪必   | 部將 宣武原從2等(1605)                                                     |      |                       | 原從功臣錄券                                          |
|    | 仍叱金 | 守門將 宣武原從2等(1605)                                                   |      |                       | 原從功臣錄券                                          |
|    | 月城   | 訓練院正 宣武原從3等(1605)                                                 |      |                       | 原從功臣錄券                                          |
|    | 希仁   | 守門將 宣武原從3等(1605)                                                   |      |                       | 原從功臣錄券 子 水玄(1612년생) 武科(1637년)           |
|    | 个赤   | 羽林衛 宣武原從3等(1605)                                                   |      |                       | 原從功臣錄券                                          |
|    | 銀丁   | 訓鍊院正                                                                   |      |                       | 平民으로 降等(1601)                                   |
|    | 振翮   | 萬戶 靖社原從1等(1625)                                                     |      |                       | 原從功臣錄券                                          |
|    | 振翼   | 司果 靖社原從1等(1625) 振武原從2等(1625)                                   |      |                       | 原從功臣錄券                                          |
|    | 許弄   | 守門將 翼社原從3等(1614) 靖社原從3等(1625)                                 |      |                       | 原從功臣錄券                                          |
|    | 仲男   | 騎兵 振武原從1等(1625)                                                     |      |                       | 原從功臣錄券                                          |
|    | 景男   | 振武原從2等(1625)                                                          |      |                       | 原從功臣錄券                                          |
|    | 得鎰   | 振武原從2等(1625)                                                          |      |                       | 原從功臣錄券                                          |
|    | 廷俊   | 振武原從3等(1625)                                                          |      |                       | 原從功臣錄券                                          |
|    | 千令   | 騎兵 振武原從3等(1625)                                                     |      |                       | 原從功臣錄券                                          |
|    | 大雲   | 能射 振武原從3等(1625)                                                     |      |                       | 原從功臣錄券                                          |
|    | 忠明   | 軍官 折衝將軍(1629)                                                        |      |                       |                                                       |
|    | 天來   | 別將 豐州府使(1639)                                                        |      |                       | 承政院日記 仁祖朝                                     |
|    | 智元   | 仁慶宮假衛將(1647)                                                         |      |                       |                                                       |
|    | 應元   | 守門將 寧國原從3등(1646)                                                   |      |                       | 原從功臣錄券 子 雲                                    |
|    | 尙聘   | 閑良(1651)                                                                 |      |                       |                                                       |
|    | 好生   | 黔毛浦萬戶(1660)                                                           |      |                       |                                                       |
|    | 日省   | 武兼(1662) 木浦萬戶(1663)                                                  |      |                       |                                                       |
|    | 震雄   | 西生僉節制使(1663)                                                         |      |                       | 好例 後孫 1676년생日尙(震雄)과 異                     |
|    | 有德   | 唐浦萬戶(1664)                                                             |      |                       |                                                       |
|    | 繼男   | 禦侮將軍 玉江萬戶(1664) 副司果                                             |      |                       | 子 克仁 克善 克俊 克萬 武科(1694)                     |
|    | 友益   | 副護軍(1667)                                                               |      |                       |                                                       |
|    | 龍成   | 訓戎僉節制使(1667)                                                         |      |                       |                                                       |
|    | 雲伯   | 平海郡守 通訓大夫                                                          |      |                       | 子 重緯 始祖 月峯 幽宅에서 碑文發見 1681년生 1728년卒 |
|    | 弘稷   | 保社原從2等(1681) 訓練習讀 羅暖柒浦 萬戶 寅火堡 萬戶 禦侮將軍 龍驤衛副護軍 | 敬立 | 禦侮將軍 龍驤衛副司果 | 弟 弘奭 原從功臣錄券                                  |
|    | 得規   | 揚武原從1等(1728) 梨津萬戶(1729)                                           |      |                       | 原從功臣錄券                                          |
|    | 海善   | 折衝將軍 揚武原從2等(1728)                                                 |      |                       | 原從功臣錄券                                          |
|    | 世徵   | 禁衛軍 揚武原從2等(1728)                                                   |      |                       | 原從功臣錄券                                          |
|    | 興點   | 禁衛軍 揚武原從2等(1728)                                                   |      |                       | 原從功臣錄券                                          |
|    | 弘範   | 武藝別監 揚武原從2等(1728)                                                 |      |                       | 原從功臣錄券                                          |
|    | 胤載   | 哨官 揚武原從2等(1728)                                                     |      |                       | 原從功臣錄券                                          |
|    | 德尙   | 禁衛軍 揚武原從3等(1728)                                                   |      |                       | 原從功臣錄券                                          |
|    | 厚民   | 禁衛軍 揚武原從3等(1728)                                                   |      |                       | 原從功臣錄券                                          |
|    | 守京   | 守御軍 揚武原從3等(1728)                                                   |      |                       | 原從功臣錄券                                          |
|    | 時鼎   | 通德郞 揚武原從3等(1728)                                                   |      |                       | 原從功臣錄券                                          |
|    | 元河   | 守門將(1757) 護軍 部將(1758)                                               |      |                       | 1800年 直赴殿試                                       |
|    | 用圓   | 兵馬虞候 淸州營將                                                          |      |                       | 1841年 登科                                           |
|    | 聖祚   | 朔州仇寧萬戶                                                               |      |                       | 1851年 登科                                           |
|    | 得圓   | 萬頃縣令(1855) 陽德縣監(1857)                                              |      |                       |                                                       |
|    | 夔源   | 慶尙中軍(1880) 咸南虞侯(1881) 五衛將(1882)                                 |      |                       | 王朝實錄 承政院日記                                   |

六. 조선조(朝鮮朝) 잡과방목(雜科榜目)
一) 역과(譯科) : 52명
방순원(方舜元) 방예남(方禮男) 방호겸(方好謙) 방호정(方好正) 방이민(方以敏) 방효민(方孝敏) 방필규(方必規) 방필항(方必恒) 방홍기(方弘器) 방진량(方震亮) 방진호(方震灝) 방재주(方載宙) 방진양(方震壤) 방유양(方有壤) 방처조(方處祚) 방처겸(方處謙) 방처모(方處謨) 방도유(方道裕) 방태희(方泰禧) 방태수(方泰遂) 방재화(方載華) 방효언(方孝彦) 방효건(方孝騫) 방처구(方處矩) 방세홍(方世弘) 방우서(方禹叙) 방중숙(方重叔) 방희용(方羲鏞) 방익용(方益鏞) 방철용(方徹鏞) 방건용(方建鏞) 방문용(方文鏞) 방한익(方漢翼) 방한덕(方漢德) 방한일(方漢一) 방한성(方漢星) 방한승(方漢昇) 방한시(方漢始) 방한주(方漢周) 방한칠(方漢七) 방한찬(方漢璨) 방한유(方漢儒) 방한종(方漢宗) 방한준(方漢準) 방한필(方漢弼) 방한식(方漢式) 방원영(方元榮) 방진영(方鎭榮) 방세영(方世榮) 방춘영(方春榮) 방대영(方大榮) 방유영(方有榮)
二) 의과(醫科) : 41명
방충효(方忠孝) 방정(方貞)      방진기(方震夔) 방진석(方震奭) 방진강(方震綱) 방진기(方震紀) 방유강(方有綱) 방처화(方處和) 방세정(方世正) 방세완(方世完) 방세균(方世均) 방치령(方致齡) 방태여(方泰輿) 방태지(方泰智) 방태형(方泰逈) 방태규(方泰逵) 방태후(方泰厚) 방응진(方應辰) 방효민(方孝民) 방효직(方孝直) 방효덕(方孝悳) 방효본(方孝本) 방효술(方孝述) 방우주(方禹疇) 방우전(方禹甸) 방우규(方禹圭) 방우구(禹方九) 방우민(方禹敏) 방윤승(方允升) 방재용(方載鏞) 방원용(方遠鏞) 방유용(方惟鏞) 방기용(方夔鏞) 방대용(方大鏞) 방윤국(方允國) 방한주(方漢柱) 방한기(方漢箕) 방한장(方漢章) 방계영(方啓榮) 방은영(方殷榮) 방득영(方得榮)
三) 음양과(陰陽科) : 3명
방중국(方重國) 방현국(方顯國) 방경국(方慶國)
四) 율과(律科) : 7명
방세헌(方世憲) 방덕령(方德齡) 방응하(方應河) 방처의(方處毅) 방효익(方孝翼) 방언성(方彦城) 방재헌(方載憲)
五) 주과(籌科) - 취재(取才) : 3명
주과(籌科)는 취재(取才)형식으로 등용(登用)했다.
방우전(方禹典) 방윤학(方允學) 방원용(方遠鏞)

## 조선 왕실과의 인척 관계
- 태종(太宗)의 딸 정선공주(貞善公主)가 문의공(文毅公) 방순(方恂)의 딸 숙녕택주(淑寧宅主)의 며느리(남휘(南暉)의 처)이다.
- 세종 9남 영해군 손자 벽계도정(碧溪都正, 휘 終叔 1508년생 : 황진이의 연인)의 형인 송계군(松溪君) 현부인(縣夫人) 온양 방씨(20세 병조판서 방유령(有寧)의 딸).
- 지돈녕공 방호의(方好義)의 배우자가 세종의 증손 봉산군(鳳山君) 이돈(李敦)의 딸.
- 훈도공 방준(方準)의 증손 무과 출신 증참판(贈參判) 방승익(承翼)의 배우자가 세종의 고손 명산도정(明山都正) 이손(李遜)의 딸
- 세조의 증손 연창군(延昌君:1509년-1566년) 이학수(李鶴壽)의 후배가 지돈녕(知敦寧) 방호의(方好義)의 딸.
- 성종(成宗)의 현손이자, 문성군(文成君)의 차자 한양수(漢陽守: 휘 世柱)의 배(配)가 온양방씨 25세 선무원종3등공신, 판중추부사(判中樞府事) 휘 승남(承男)의 딸.
- 철종 후궁 숙의 방씨(淑儀 方氏)[104]

## 항렬자
| 31세                       | 32세                 | 33세                       | 34세                 | 35세                       | 36세                 | 37세     | 38세   | 39세     | 40세   | 41세     | 42세   | 43세     | 44세   | 45세     | 46세   | 47세     | 48세   | 49세     | 50세   |
| -------------------------- | -------------------- | -------------------------- | -------------------- | -------------------------- | -------------------- | -------- | ------ | -------- | ------ | -------- | ------ | -------- | ------ | -------- | ------ | -------- | ------ | -------- | ------ |
| 口호(浩) 口순(淳) 口처(處) | 동(東) 재(栽) 진(鎭) | 口문(文) 口용(容) 口원(源) | 찬(瓚) 효(孝) 정(楨) | 口석(錫) 口종(鍾) 口혁(爀) | 제(濟) 승(承) 규(圭) | 口식(植) | 병(炳) | 口배(培) | 호(鎬) | 口태(泰) | 병(秉) | 口열(烈) | 기(基) | 口현(鉉) | 해(海) | 口래(來) | 희(熙) | 口주(周) | 용(鎔) |

## 본관
온양(溫陽)은 충청남도 아산시 온양동 일대의 지명이다. 백제의 탕정군(湯井郡)이었다. 671년(신라 문무왕 11)에 탕정주(湯井州)로 승격되어 총관(摠管)이 파견되었다. 757년(경덕왕 16년)에는 탕정군으로 강등되었으나 음봉현(陰峰縣)·기량현(祈梁縣)·평택현(平澤縣)을 영현으로 관장하였다. 940년(고려 태조 23년)에 온수군(溫水郡)으로 고치고, 1018년(현종 9년)에 천안부(天安府)에 속하게 하였다. 1172년(명종 2) 온수현으로 강등되었다. 1414년(태종 14)에 온수와 신창(新昌)을 온창현(溫昌縣)으로 병합하였다가 1416년에 다시 온수현을 분리하였다. 1441년(세종 23)에 온양군으로 승격되어 조선시대 동안 유지되었다. 1896년에 충청남도 온양군이 되었다. 1914년 온양군·신창군을 아산군으로 통합하였다. 1973년 온양읍이 1986년에 온양시로 승격되어 아산군에서 분리되었다가 1995년 온양시와 아산군을 통합하여 아산시가 되었다.
《세종실록지리지》에 방(方)씨는 충청도 온수(溫水; 아산) · 신창(新昌; 아산) · 니산(尼山; 논산) · 임천(林川; 부여) · 태안(泰安), 경기도 지평(砥平; 양평), 전라도 만경(萬頃; 김제), 경상도 상주(尙州) · 군위(軍威) 등의 토성(土姓)으로 기록되어 있다.

## 문화재
- 평택 원정리 충효정문
- 이순신처 방씨 고신교지

## 인구
- 1985년 17,933가구 75,290명
- 2000년 19,961가구 64,128명
- 2015년 80,445명